# Prudnik
Prudnikⓘ (dawn. Prądnik, Królewskie Miasto Prudnik, niem. Neustadtⓘ, Neustadt in Oberschlesien, cz. Prudník) – miasto w Polsce położone w województwie opolskim, w powiecie prudnickim, siedziba gminy miejsko-wiejskiej Prudnik i Euroregionu Pradziad. Historycznie leży na Górnym Śląsku, na ziemi prudnickiej, na pograniczu Gór Opawskich i Obniżenia Prudnickiego, będącego częścią Niziny Śląskiej. Przepływają przez niego rzeki Prudnik i Złoty Potok.
W latach 1975–1998 miasto administracyjnie należało do województwa opolskiego.
Według danych GUS z 1 stycznia 2024 r. miasto liczyło 18 974 mieszkańców.
Jedno z najstarszych miast w Polsce, lokowane na prawie magdeburskim w 1279. Do XIV wieku w granicach Moraw, następnie w księstwach śląskich. Miejsce licznych bitew i potyczek ze względu na swoje przygraniczne położenie. Od XVI do XVIII wieku najważniejszy ośrodek gospodarczy i polityczny Górnego Śląska oraz miejsce obrad sejmiku księstwa opolsko-raciborskiego. Prudnik rozwijał się jako ośrodek handlowy, rzemieślniczy, turystyczny i przemysłowy, z naciskiem na przemysł włókienniczy. Od 1945 w granicach Polski. Powstały nowe osiedla mieszkaniowe, zakłady przemysłowe i infrastruktura turystyczna.

## Położenie

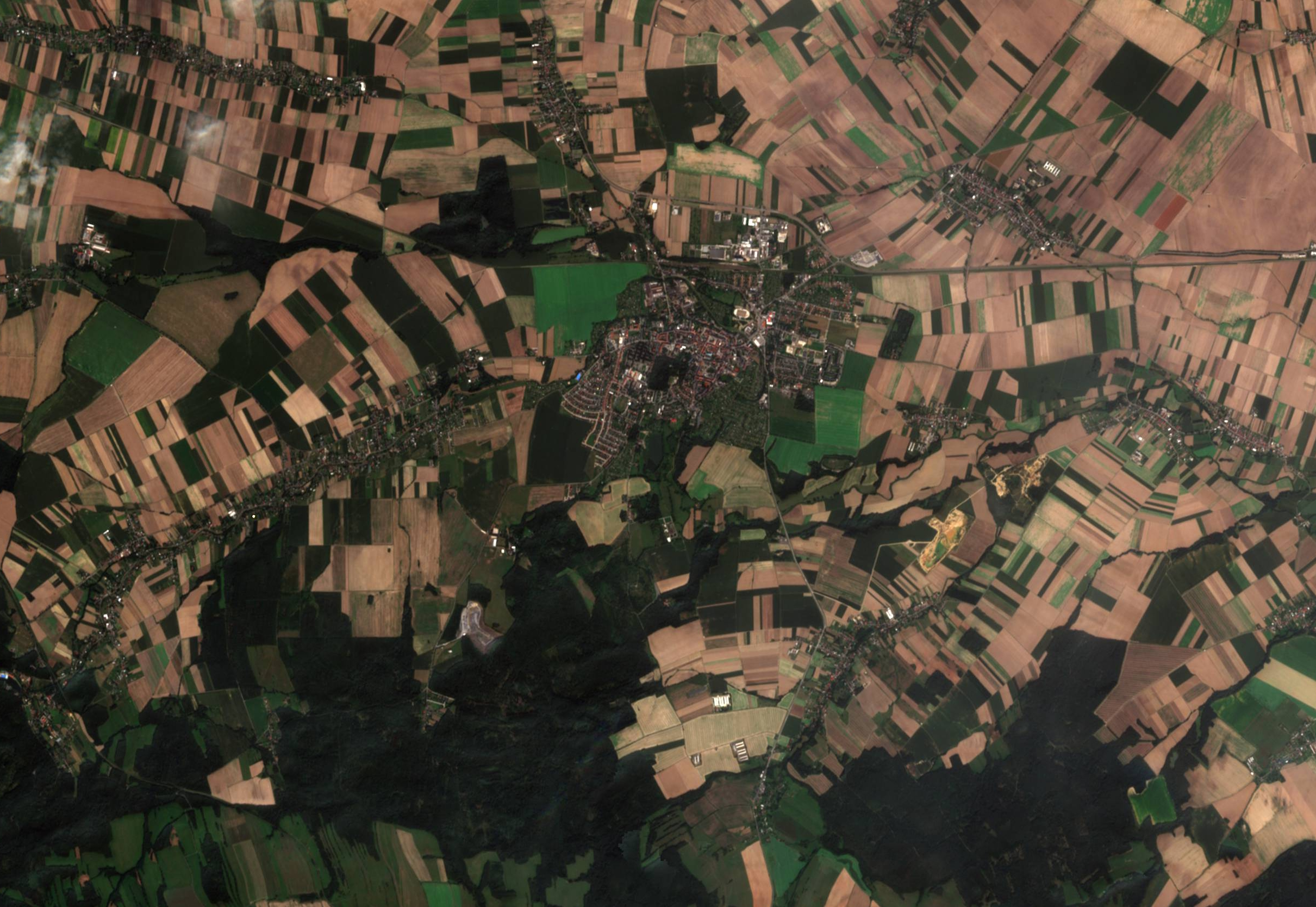
Zdjęcie satelitarne Prudnika i otoczenia miasta (sierpień 2024)

Prudnik znajduje się w południowo-zachodniej części Polski. Miasto jest oddalone o 50 km od Opola, 86 km od Ostrawy, 107 km od Wrocławia, 115 km od Katowic, 263 km od Pragi, 284 km od Bratysławy, 289 km od Wiednia oraz 356 km od Warszawy.

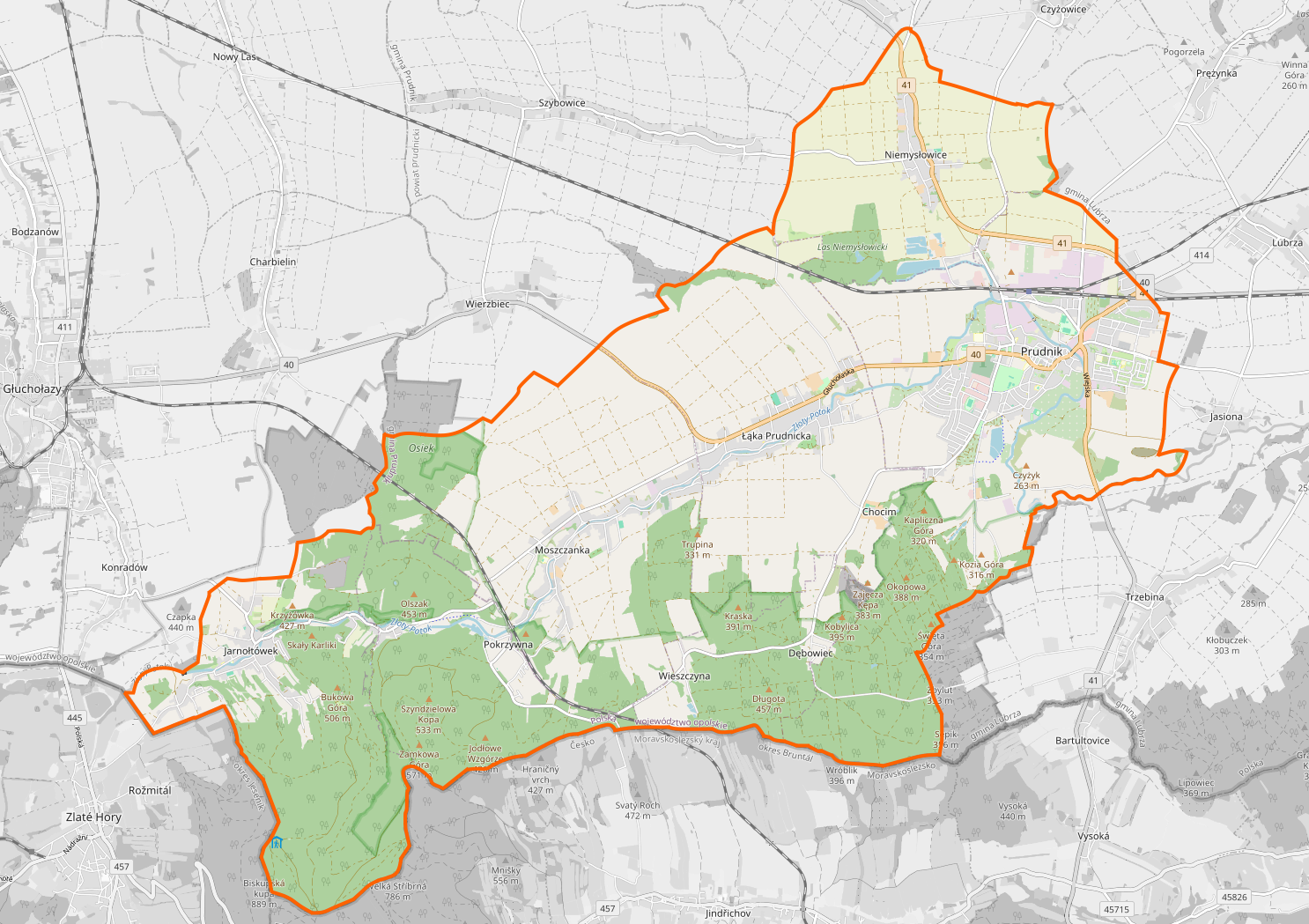
Mapa aglomeracji Prudnik

Pod względem administracyjnym Prudnik położony jest w południowej części województwa opolskiego, w powiecie prudnickim, w gminie Prudnik. Swoim obszarem administracyjnym bezpośrednio sąsiaduje z terytorium Czech od strony południowej. Od północy miasto graniczy z sołectwem Niemysłowice, od zachodu z Łąką Prudnicką i Dębowcem, natomiast od wschodu graniczy z gminą Lubrza – sołectwa Trzebina, Jasiona, Lubrza, Prężynka. Miasto stanowi centralną część aglomeracji Prudnik, do której należą również miejscowości: Chocim, Dębowiec, Jarnołtówek, Łąka Prudnicka, Moszczanka, Niemysłowice, Pokrzywna, Wieszczyna.

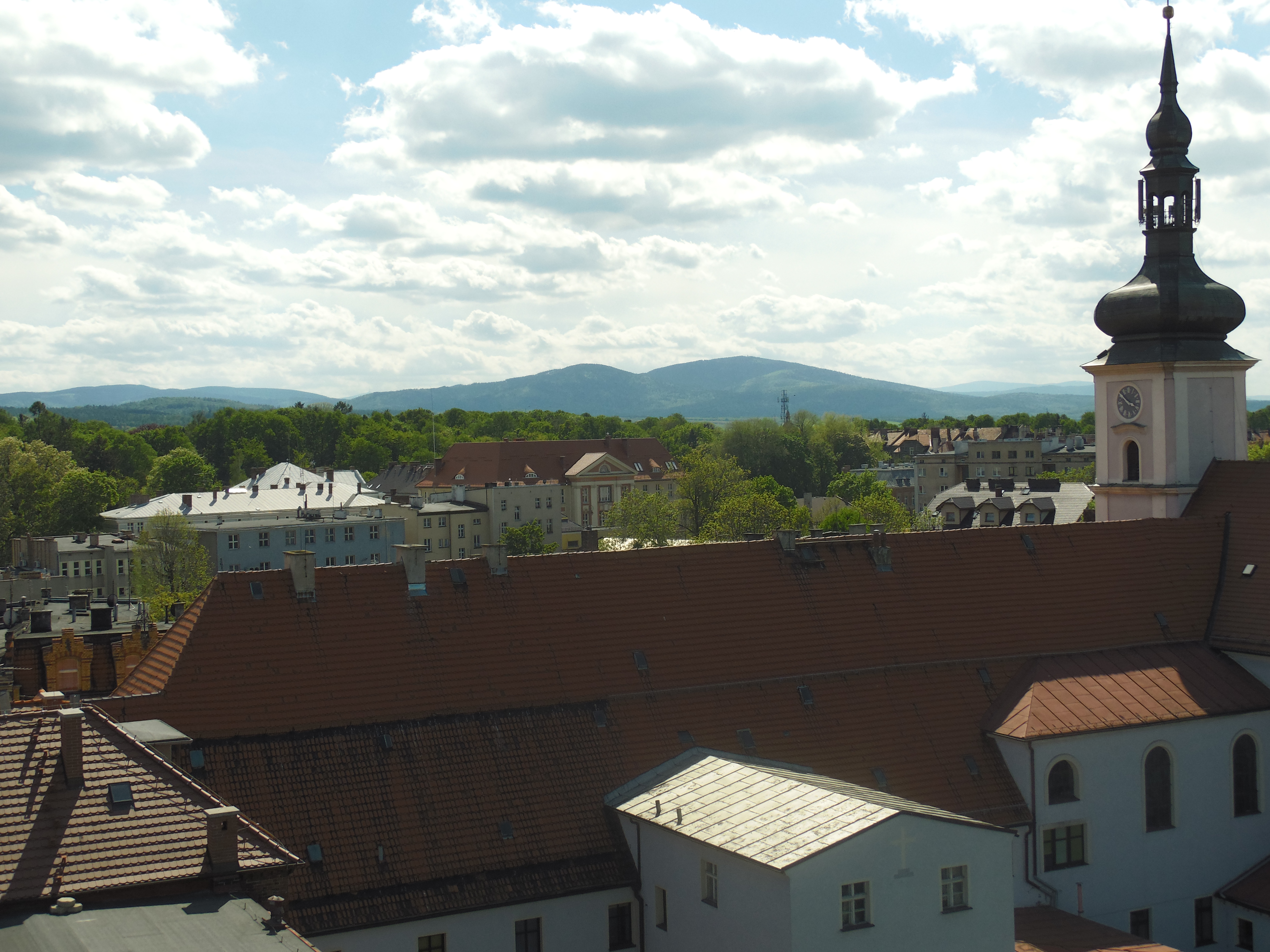
Widok na masyw Biskupiej Kopy z Wieży Woka

Prudnik położony jest na pograniczu Niziny Śląskiej i północno-wschodniej części Gór Opawskich (Sudety Wschodnie). Według podziału fizycznogeograficznego z 2017 dr. Krzysztofa Badory obszar Prudnika znajduje się w granicach czterech mikroregionów: Doliny Prudnika (318.58.4), Obniżenia Prudnickiego (318.58.5), Przedgórza Głuchołasko-Prudnickiego (332.17.3) i Wzgórz Długockich (332.17.4).
Historycznie Prudnik początkowo należał do Moraw jako część enklawy biskupów morawskich, zaś od włączenia go w 1337 do księstwa niemodlińskiego leży na historycznym Górnym Śląsku. Miasto jest głównym ośrodkiem regionu zwanego ziemią prudnicką, do którego, oprócz Prudnika, należą też miasta Biała, Głogówek i Strzeleczki. Ziemia prudnicka charakteryzuje się miejscowościami zamieszkanymi zarówno przez ludność autochtoniczną: Niemców oraz Ślązaków, którzy posługują się gwarą prudnicką, będącą odmianą dialektu śląskiego, jak i przez napływową (tj. repatriantów z dawnych polskich Kresów Wschodnich oraz osadników z innych części Polski, głównie z ziemi krakowskiej), która osiadła na terenie ziemi prudnickiej po 1945 roku.
Według danych z 2011 powierzchnia Prudnika wynosi 20,50 km², co stanowi 16,8% powierzchni gminy Prudnik i 3,6% powierzchni powiatu prudnickiego. Stawia to miasto na 294. pozycji w Polsce pod względem powierzchni.

### Podział miasta
Według Krajowego Rejestru Urzędowego Podziału Terytorialnego Kraju częściami Prudnika są:
- Górka
- Kolonia Karola Miarki
- Lipno (Lipy)
- Młyn Czyżyka

W mieście znajdują się również osiedla:
- os. Jasionowe Wzgórze
- os. Tysiąclecia
- os. Wyszyńskiego
- os. Zacisze

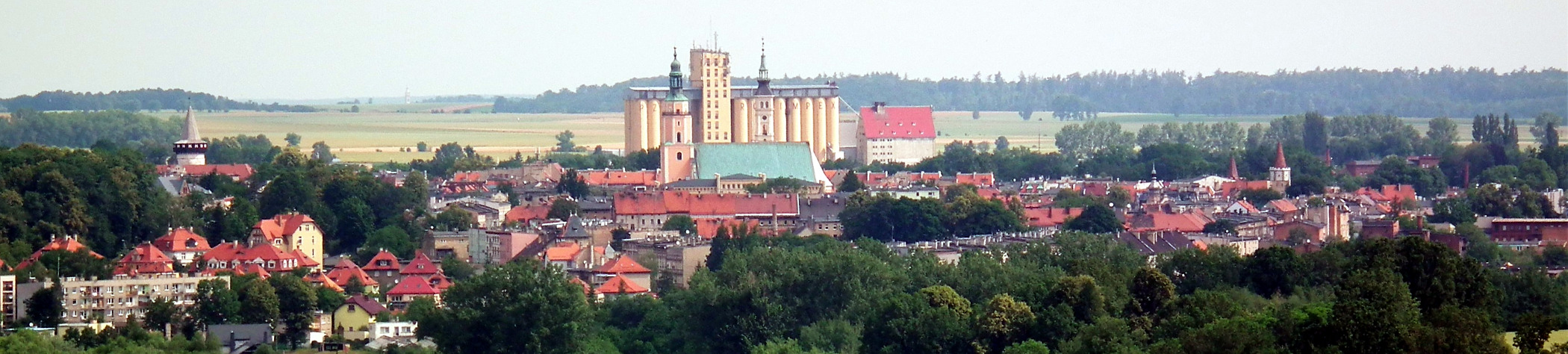
Widok na Prudnik z wieży widokowej na Koziej Górze

## Środowisko naturalne
Przez miasto przepływają rzeki Prudnik i Złoty Potok. Swoim obszarem administracyjnym obejmuje pobliski kompleks leśny, zwany Lasem Prudnickim. W granicach administracyjnych miasta znajdują się wzgórza: Czyżykowa Góra, Kapliczna Góra, Kozia Góra, Okopowa, Szubieniczna Góra, Święta Góra, Wróblik. Prudnik położony jest na wysokości ok. 265 m n.p.m. Najwyżej położony punkt w mieście znajduje się na wysokości 403 m n.p.m., a najniższy 238 m n.p.m.

### Klimat

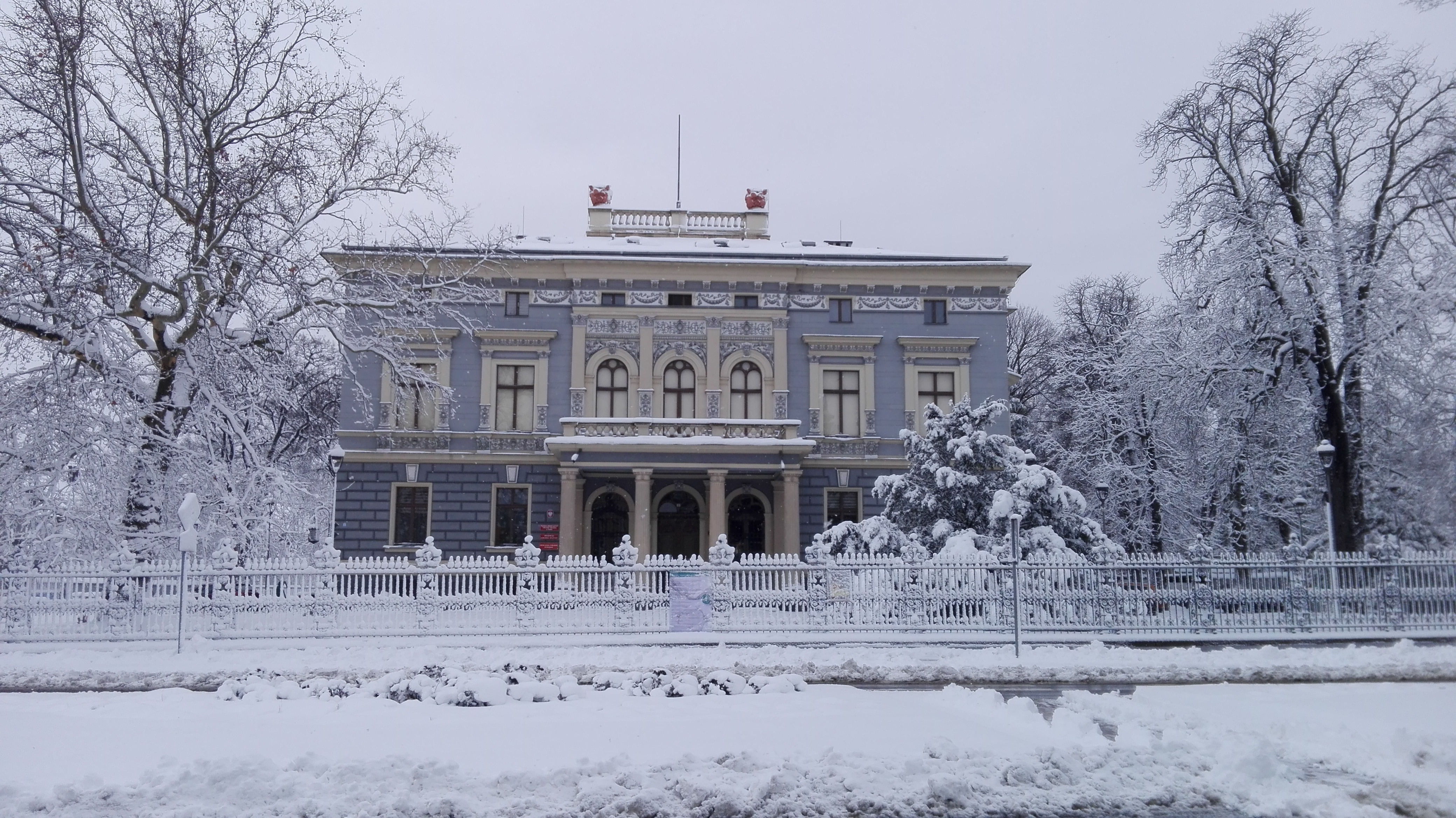
Willa rodziny Fränkel w okresie zimowym

Wpływ na klimat Prudnika ma sąsiedztwo Gór Opawskich. Średnia temperatura roczna wynosi +8 °C. Pokrywa śnieżna występuje od grudnia do kwietnia. Duże zróżnicowanie dotyczy termicznych pór roku. Średnie roczne opady atmosferyczne w rejonie Prudnika wynoszą 640 mm dominują wiatry zachodnie. Średnia wilgotność względna powietrza atmosferycznego wynosi w przekroju rocznym 78%.
W nocy z 31 grudnia na 1 stycznia 2023 w Prudniku odnotowano polski rekord wysokości temperatury powietrza w styczniu – 18,9 °C.
| Miesiąc                             | Sty  | Lut  | Mar  | Kwi  | Maj  | Cze  | Lip  | Sie  | Wrz  | Paź  | Lis | Gru  | Roczna |
| ----------------------------------- | ---- | ---- | ---- | ---- | ---- | ---- | ---- | ---- | ---- | ---- | --- | ---- | ------ |
| Średnie temperatury w dzień [°C]    | 0,7  | 2,4  | 7,1  | 13,4 | 17,7 | 20,8 | 22,9 | 22,9 | 18,1 | 12,8 | 7,5 | 2,5  | 12,4   |
| Średnie dobowe temperatury [°C]     | -1,7 | 0,6  | 3,2  | 8,8  | 13,5 | 16,9 | 18,9 | 18,7 | 14,2 | 9,5  | 5   | 0,2  | 9      |
| Średnie temperatury w nocy [°C]     | -4,4 | -3,7 | -0,7 | 3,9  | 8,7  | 12,3 | 14,3 | 14,1 | 10,3 | 6,3  | 2,6 | -2,2 | 5,1    |
| Opady [mm]                          | 53   | 46   | 62   | 69   | 99   | 114  | 133  | 99   | 87   | 58   | 56  | 54   | 77,5   |
| Średnia liczba dni z opadami        | 9    | 8    | 10   | 9    | 11   | 11   | 11   | 10   | 9    | 8    | 8   | 9    | 113    |
| Wilgotność [%]                      | 83   | 81   | 76   | 69   | 71   | 71   | 71   | 70   | 74   | 79   | 83  | 82   | 75,8   |
| Źródło: climate-data.org 2024-09-02 |      |      |      |      |      |      |      |      |      |      |     |      |        |

### Wody

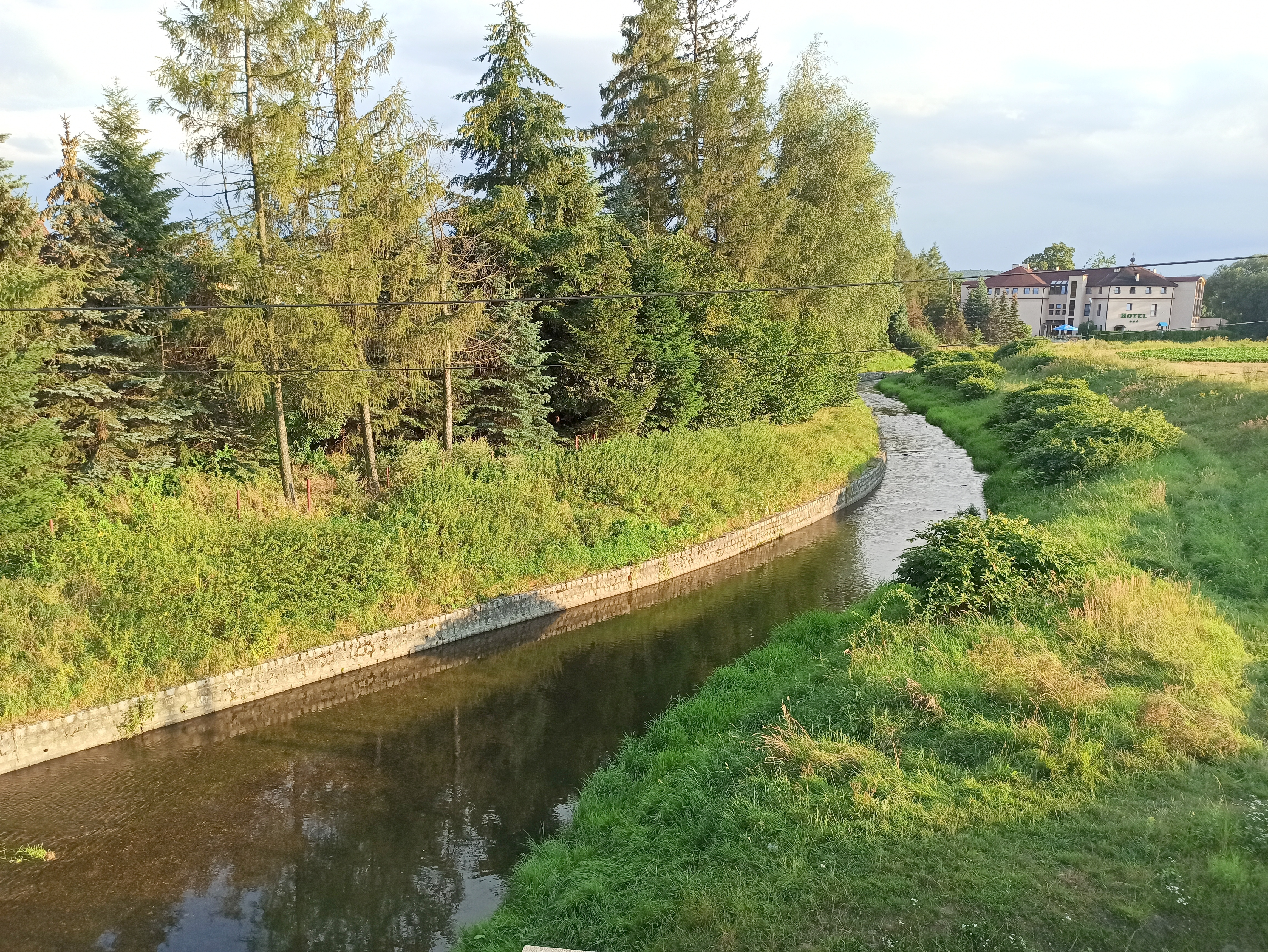
Rzeka Złoty Potok w pobliżu Osiedla Zacisze

Prudnik położony jest w dorzeczu Odry. Najdłuższym ciekiem wodnym, który przepływa przez miasto, jest rzeka Prudnik, będąca dopływem Osobłogi. Jest to jedna z głównych rzek Gór Opawskich, w średniowieczu wyznaczała granicę pomiędzy Śląskiem i Morawami. Na północno-zachodnich obrzeżach miasta, do rzeki Prudnik wpływa jej najdłuższy dopływ – Złoty Potok. W północnej części miasta ma swoje źródło potok Lubrzanka, natomiast w Lesie Prudnickim znajdują się źródła Granicznego Potoku oraz rzeki Trzebinka.

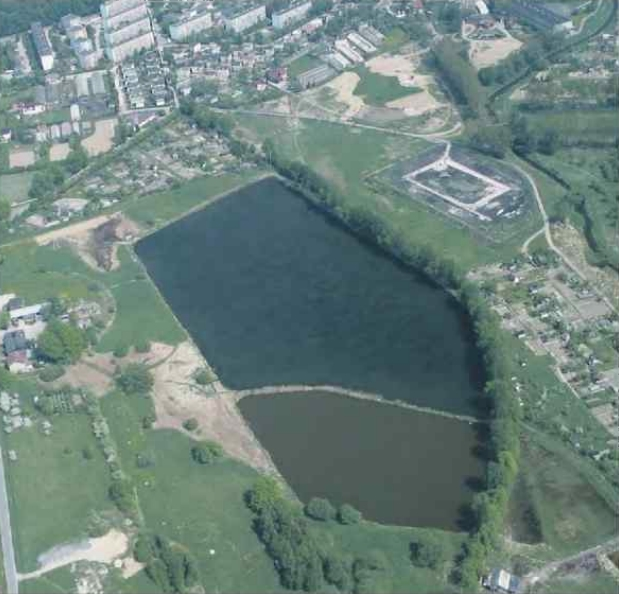
Staw przy ul. Poniatowskiego

Największym zbiornikiem wodnym na terenie Prudnika jest staw przy ul. Poniatowskiego w Lipach. Woda w stawie pochodzi z tzw. „Świętego Źródła”. Również w Lipach znajduje się pięć niewielkich stawów, zwanych paciorkowymi. Służą one dłuższemu utrzymaniu wody w lokalnym środowisku przyrodniczym. Tuż za północną granicą miasta znajduje się Staw Niemysłowicki.
W ratuszu (Rynek 1) ma swoją siedzibę Nadzór Wodny w Prudniku, podlegający pod Regionalny Zarząd Gospodarki Wodnej w Gliwicach Państwowego Gospodarstwa Wodnego Wody Polskie. Obszar działania Nadzoru Wodnego w Prudniku obejmuje w całości bądź częściowo gminy Prudnik, Lubrza, Biała, Głogówek, Strzeleczki, Krapkowice, Walce, Głuchołazy, Korfantów, Głubczyce, a jego powierzchnia wynosi 738,87 km². Nadzór Wodny w Prudniku administruje m.in. zbiornikiem przeciwpowodziowym w Jarnołtówku.

### Zieleń miejska

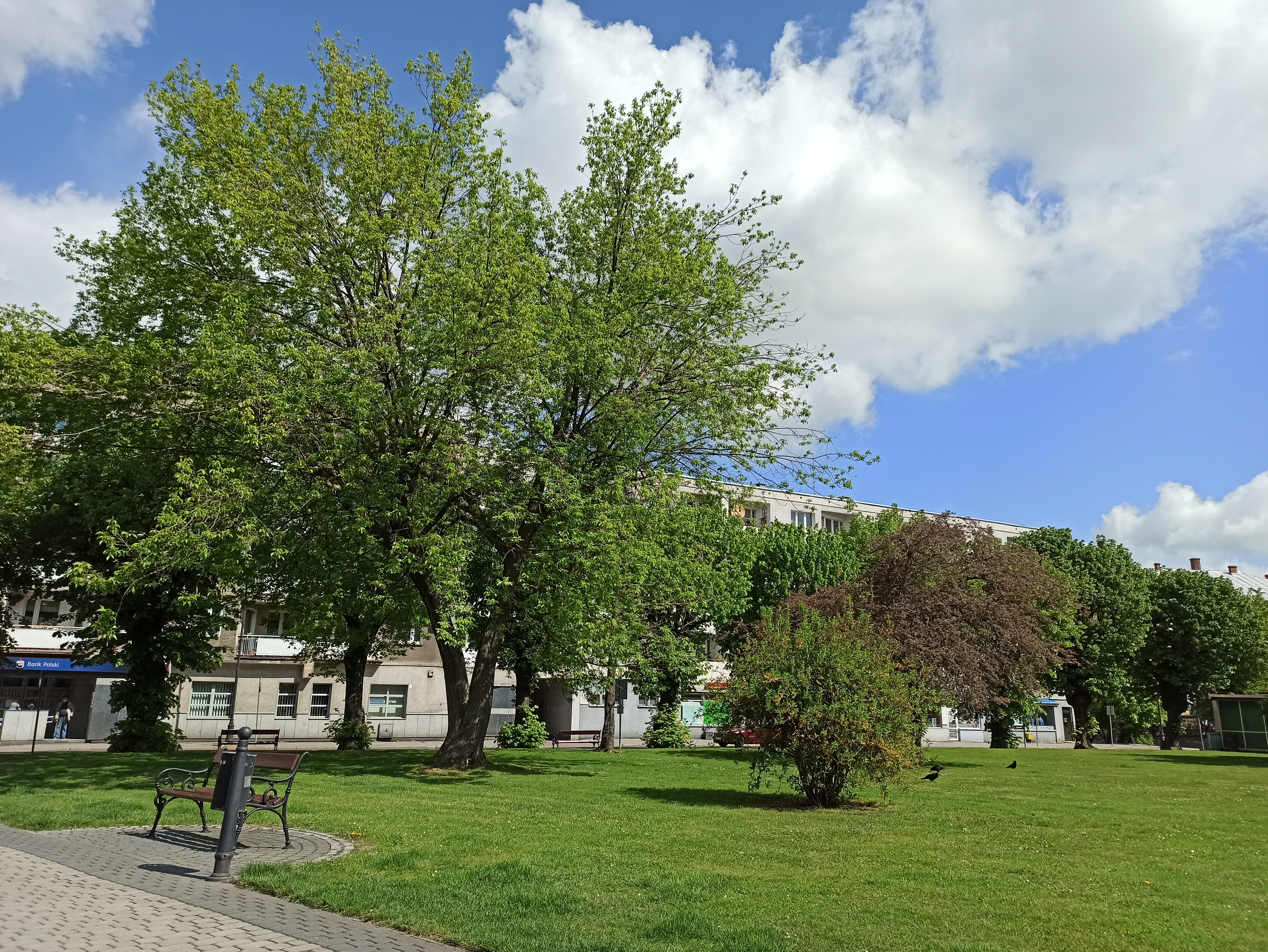
Plac Wolności

W Prudniku znajdują się cztery parki. Park Miejski o powierzchni 11,5 ha położony jest w pobliżu centrum miasta. Na południe od niego znajduje się mniejszy Park Przy Świętym Źródle, popularnie nazywany „małpim gajem”. Dwa mniejsze parki znajdują się przy Szpitalu Powiatowym oraz przy II Liceum Ogólnokształcącym.
Pozostałe tereny zieleni miejskiej to, między innymi: skwer przy ul. Armii Krajowej, plac Wolności, skwer przy ul. Jagiellońskiej, zieleniec na skrzyżowaniu ulic Kolejowej i Powstańców Śląskich, teren przy hali sportowej I Liceum Ogólnokształcącego, skwer na przeciwko Ośrodka Pomocy Społecznej, zieleniec na placu Zamkowym, skwer przed cmentarzem komunalnym, plac Szarych Szeregów, skwer przy Powiatowym Urzędzie Pracy, zieleńce na zapleczu ul. Ratuszowej, skwer przy budynkach mieszkalnych naprzeciwko pawilonów handlowych przy ul. Kościuszki, skwer na skrzyżowaniu ulic Kolejowej i Nyskiej, łączący się z enklawami zieleni Banku Spółdzielczego zieleniec naprzeciwko Prudnickiego Ośrodka Kultury, a także tereny zielone przy miejscowych placówkach oświatowych.
W mieście znajduje się ogród miejski Rodzinny Ogród Działkowy im. T. Kościuszki, podzielony na 12 sektorów ogrodowych o łącznej powierzchni 61,9106 ha: „Karola Miarki”, „Wiejska”, „Za ściekami”, „Za szpitalem”, „Za młynem”, „Nadzieja”, „Skarbów”, „Powstańców Śląskich”, „XXX-lecia”, „Słoneczny”, „Za rzeźnią”, „Aleja Miła”. Ogródki działkowe znajdują się na terenie całego miasta.

Parki w Prudniku
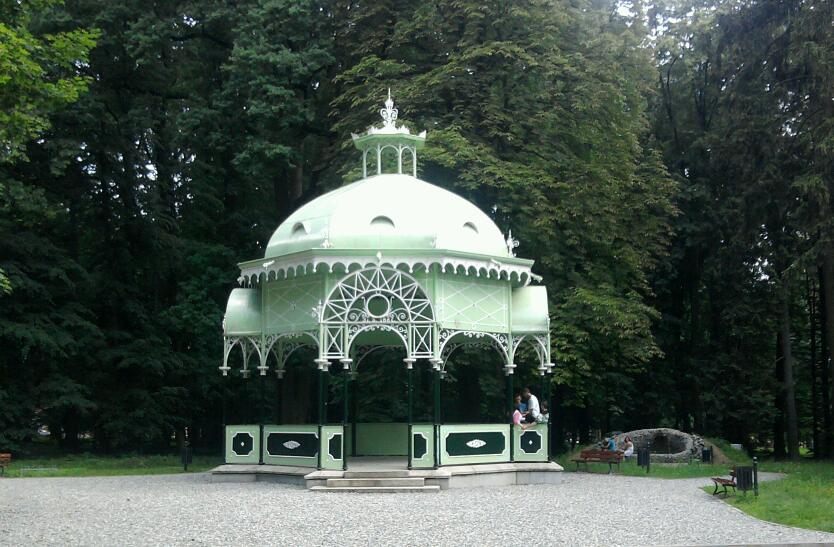
Park Miejski
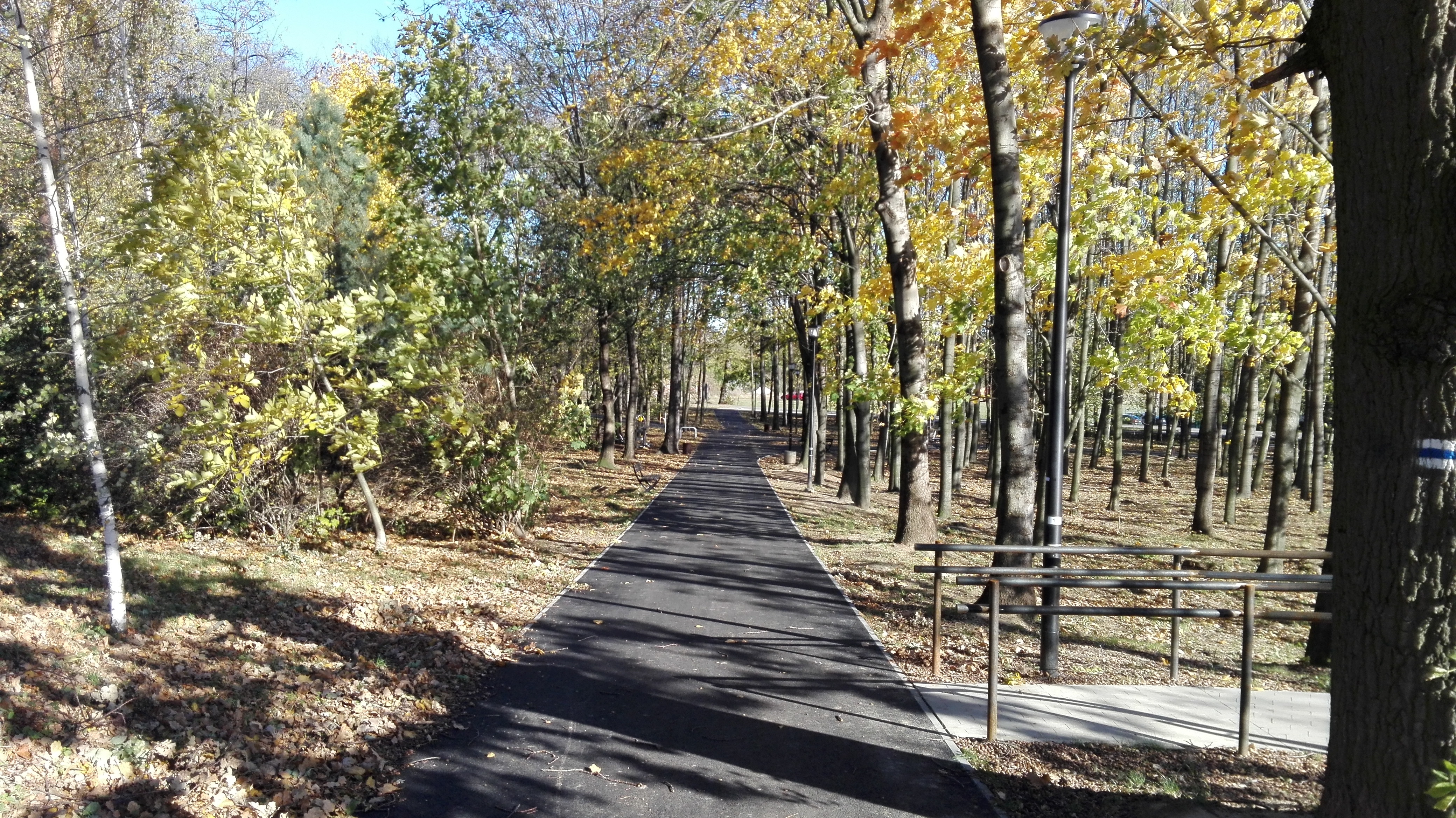
Park Przy Świętym Źródle
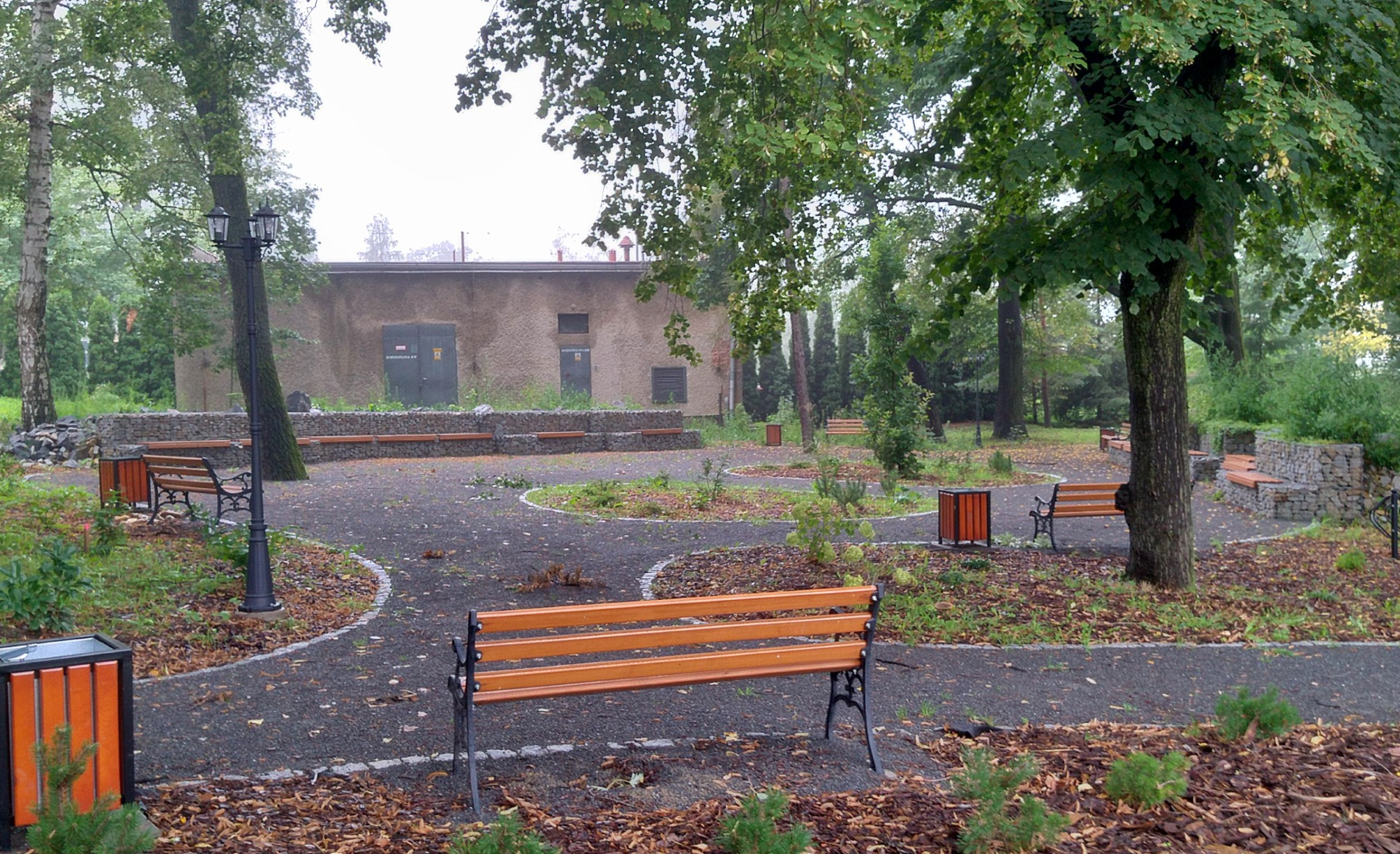
Park przyszpitalny
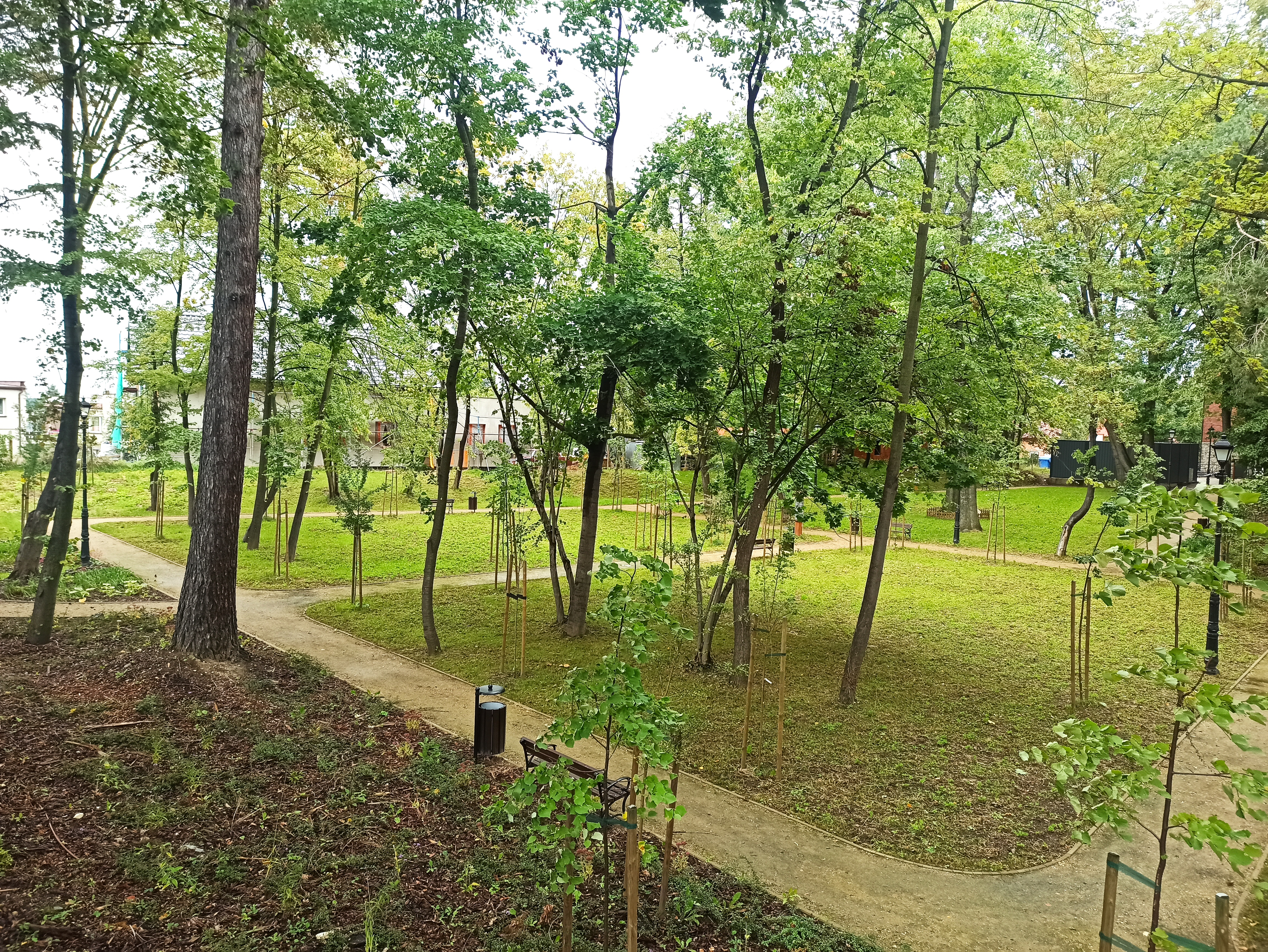
Park przy II Liceum Ogólnokształcącym

### Ochrona przyrody

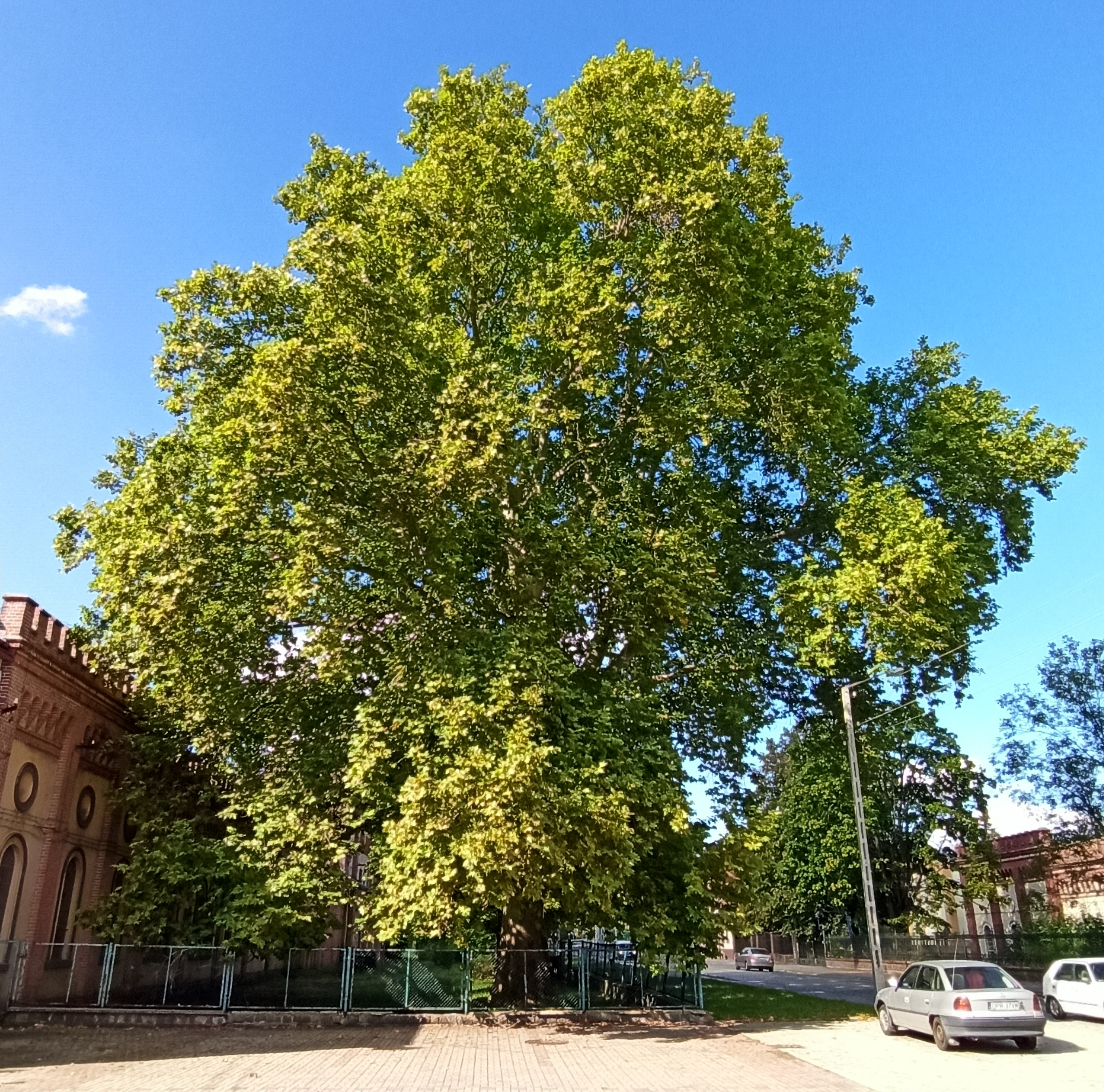
Platan klonolistny „Samuel”

Las Prudnicki, znajdujący się w południowych granicach administracyjnych miasta, należy do obszaru Parku Krajobrazowego Góry Opawskie, który obejmuje północne stoki Gór Opawskich i ich północne przedgórze. Jest to również obszar Specjalnego Obszaru Ochrony Góry Opawskie Natura 2000. Proponowane jest objęcie ochroną łąk w pobliżu Polany Kucharskiego na skraju Lasu Prudnickiego, gdzie miałby powstać rezerwat przyrody Łąki Krwiściągowe.
W Prudniku znajduje się 10 pomników przyrody. Pierwsze z nich – dwa dęby szypułkowe przy drodze do Chocimia – ustanowiono w 1956. Trzecim pomnikiem przyrody w granicach miasta została ustanowiona w 1963 daglezja w pobliżu Dębowca w Lesie Prudnickim. W 2016 pomnikami ustanowiono platan klonolistny „Samuel” przy ul. Nyskiej oraz dąb szypułkowy „Karol” pomiędzy ul. Reja i kompleksem ogródków działkowych. Następne obiekty uznano za pomniki w 2021. Były to dęby czerwone „Grzegorz” i „Kazimierz” w parku przy II Liceum Ogólnokształcącym. W 2022 za pomniki przyrody uznano: klon pospolity „Franciszek”, klon jawor „Jan” i sosna czarna „Wanda”, wszystkie w parku przy Szpitalu Powiatowym.
Miasto jest siedzibą Nadleśnictwa Prudnik. Obejmuje ono obszar siedemnastu gmin w powiatach: prudnickim, brzeskim, nyskim, kędzierzyńsko-kozielskim i głubczyckim. Pod względem zasięgu terytorialnego (1 800 km²) jest to największe nadleśnictwo Regionalnej Dyrekcji Lasów Państwowych w Katowicach oraz jedna z największych jednostek Lasów Państwowych.

## Nazwa

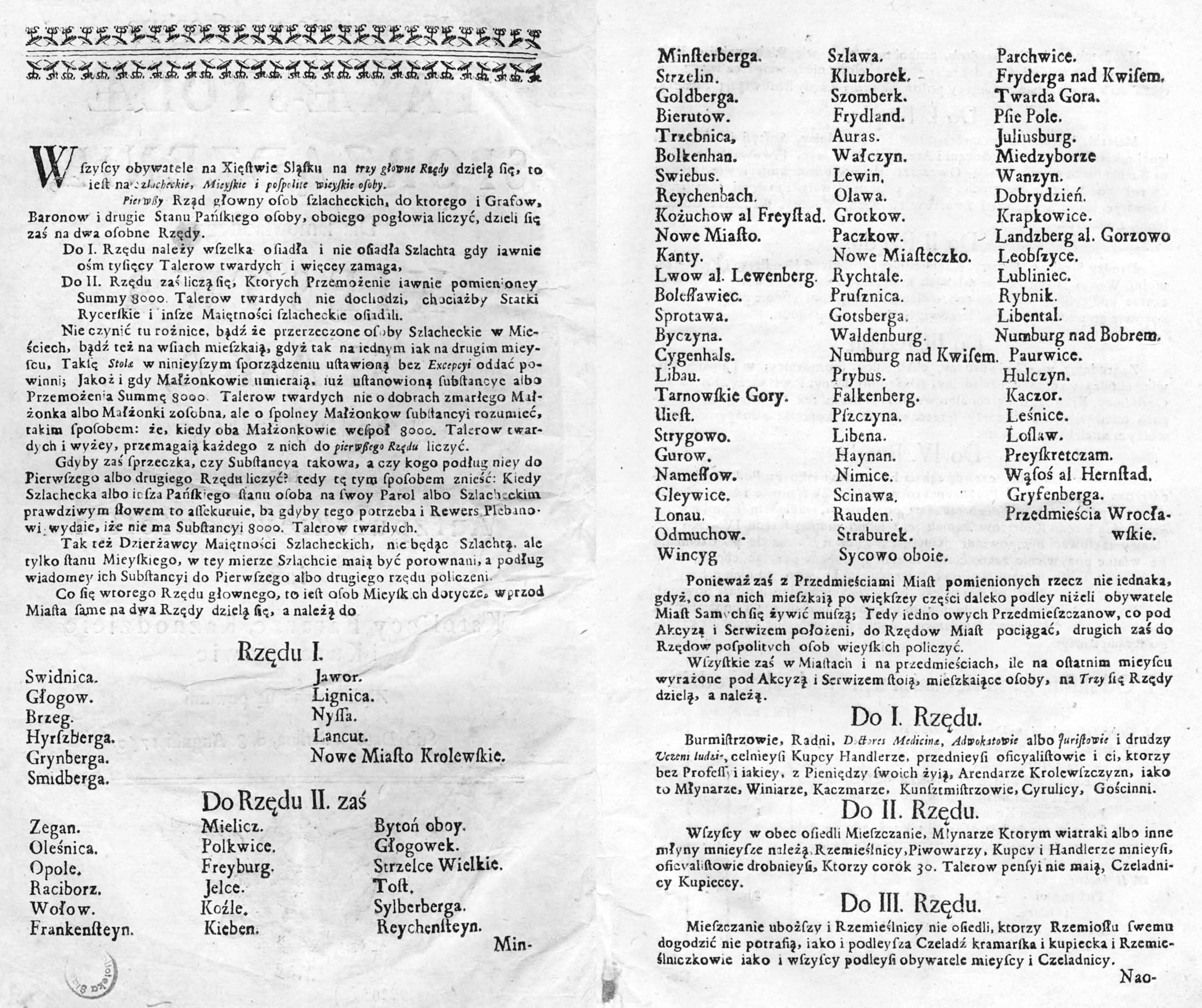
Nowe Miasto Królewskie wśród innych nazw śląskich miejscowości w urzędowym pruskim dokumencie z 1750 roku wydanym w języku polskim w Berlinie.

Nazwa Prudnik została utworzona od rzeczownika prąd (prąd rzeczny, strumień, przepływ, wartkość – cz. proud, śl. prōnd) i oznaczającej podobnie jak pobliska Prężyna rzekę o wartkim nurcie, następnie również osadę leżącą nad tą rzeką. Nazwa rzeki (dopływu Osobłogi) i miasta była od średniowiecza zapisywana z u będącym czeskim i morawskim odpowiednikiem ą (1262 Pruthenos, 1331 Prudnik). Obok nazwy starszej słowiańskiej osady (Prudnik) pojawiła się, zapewne już w ostatniej ćwierci XIII w. nazwa lokacyjnego miasta tj. Neustadt. Od tego czasu używano (w różnych postaci) obu nazw równolegle.
Nazwa niemiecka była zapisywana także w zlatynizowanej postaci Neostadium, czasem używano również jej polskiego i czeskiego przekładu (Nowe Miasto, Nové město). Starsza nazwa miewała również swą postać zlatynizowaną (Prudnicium). W roku 1613 śląski regionalista i historyk Mikołaj Henel z Prudnika wymienił miejscowość w swoim dziele o geografii Śląska pt. Silesiographia podając jej łacińskie nazwy: Neostadium, Prudnica. W tekstach pisanych na Śląsku po niemiecku w okresie XVI–XVIII w. przeważała nazwa lokacyjna (Neustadt, Polnisch Neustadt). W źródłach pisanych po czesku używano jej zamiennie ze starszą nazwą (Prudník, Proudník, Nejštát, Nové Město). Formę Polnisch-Neustadt stosowano w języku niemieckim do 1708, kiedy zrezygnowano z przymiotnika Polnisch w obawie, że potencjalni kupcy nie trafią do tego śląskiego miasta, gdyż szukaliby go w Polsce i wprowadzono nową nazwę Königliche Stadt Neustadt. Jej polski odpowiednik Nowe Miasto Królewskie został użyty m.in. w wydanym w 1750 po polsku zarządzeniu Fryderyka II dla mieszkańców Śląska. Zapisywana również jako Królewskie Miasto Prudnik.

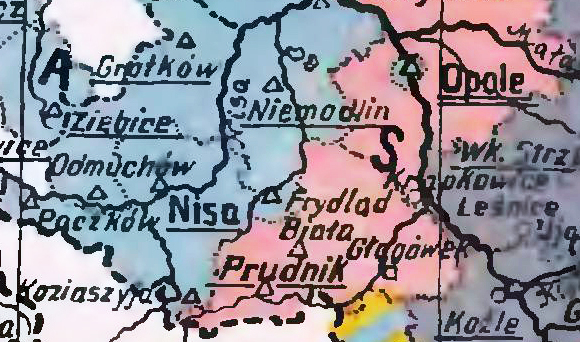
Nazwa Prudnik na polskojęzycznej mapie narodowościowej z 1919

Później, w XIX i XX wieku do 1945. oficjalnie stosowana była nazwa Neustadt in Oberschlesien. Używano również nazwy Neustadt an der Prudnik. Słowiańskiej nazwy powszechnie używali Polacy, czy Ślązacy, co odnotowuje topograficzny opis Górnego Śląska z 1865: „Der ursprünglische Stadtname „Prudnik” ist noch jetzt bei den polnischen Landbewohnern üblich”. Jednak nazwa słowiańska była jeszcze w pierwszej połowie XIX w. odnotowywana również w oficjalnych publikacjach. W alfabetycznym spisie miejscowości z terenu Śląska wydanym w 1830 we Wrocławiu przez Johanna Knie miejscowość występuje pod obecnie używaną polską nazwą Prudnik oraz niemiecką Neustadt (Prudnik, polnische Benennung der Kreistadt Neustadt). Podobnie opisane zostało miasto w 1837 w opracowaniu statystycznej dotyczącej państwa pruskiego. Nazwy Prudnik w książce Krótki rys jeografii Szląska dla nauki początkowej wydanej w Głogówku w 1847 użył też śląski pisarz Józef Lompa. Wprowadzano tę nazwę również do wydawanych w drugiej połowie XIX w. i na pocz. XX w. poza Śląskiem polskich i czeskich opracowań encyklopedycznych, geograficznych i kartograficznych. W polskich publikacjach z tego okresu używano niekiedy spolonizowanej formy Prądnik, np. w Słowniku geograficznym Królestwa Polskiego, czy Małym śpiewaku, czyli zbiorze pieśni dla szkół polskich wydanym w 1871 w Prudniku. Nazwy Prądnik w 1945 używano urzędowo. Obecna nazwa została administracyjnie zatwierdzona 7 maja 1946.

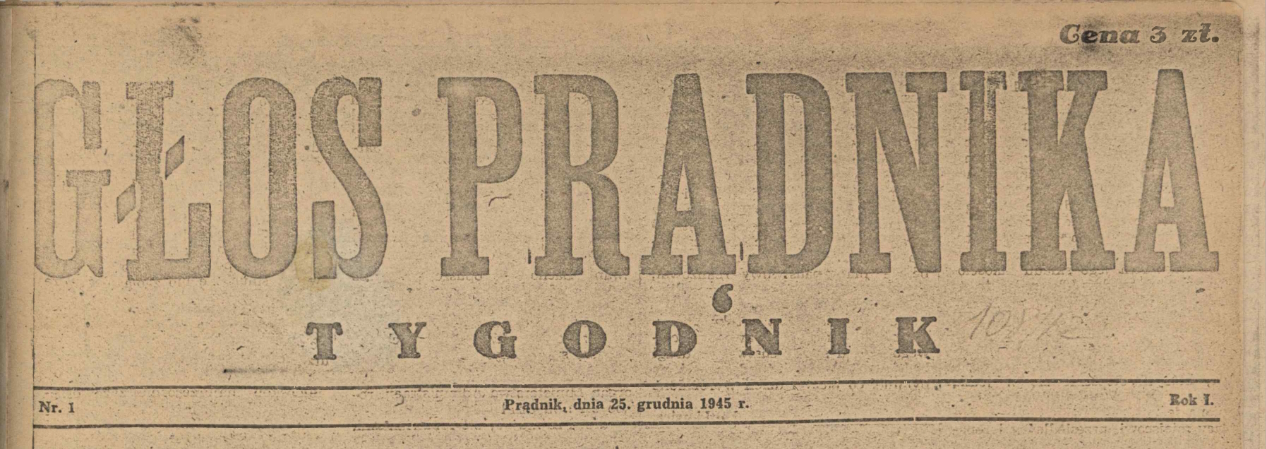
Winieta regionalnej gazety „Głos Prądnika” (1945)

W historycznych dokumentach nazwę miasta wzmiankowano w różnych językach oraz formach: Neuenstat (1302), Stadt Neustadt (1321), dominus Novecivitatis (1321), der neuen Stadt Prudnik (1331), Praudnik oder Nova Civitas (1337), Nova Civitas (1339), Newstadt (1384), Newenstat (1388), Newnstadt prudnyk in Noua civitate Prudnik (1402), neuenstat Prudnik (1402), oppido nove civitatis alias Prawdenik (1404), Prudnik alias Nova civitas (1410), Newstadt anders Prudnik genant (1437), Prudnicze (1481), Praudnik (1489), Praudnigk (1536), Polnisch-Neustadt (1638), Neostadiensis, Neostadium Oppoliense, in Polsneustadt (1667/67), Neostadii, Neostadio (1687/88), Polnisch-Neustadt (1743), Neustadt, pohln. Prudnik (do 1708), Neustadt, P. Prudnik (1736), Neustadt, Prudnik (1845), Prudnik, Neustadt (1888).

## Symbole

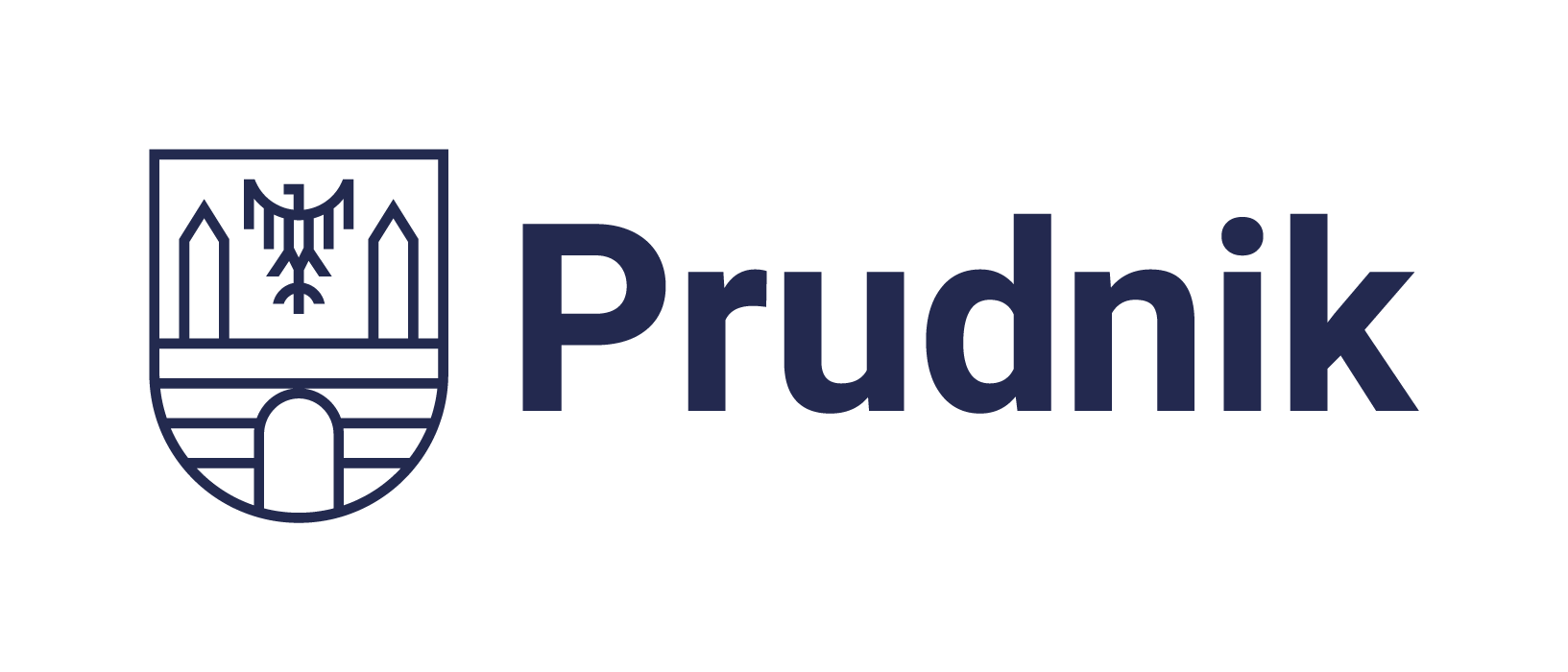
Logo Prudnika

Wygląd symboli Prudnika sankcjonuje Statut Gminy Prudnik wraz z załącznikami.
- Herb – czerwony mur z otwartą bramą i dwiema bocznymi wieżami o szpiczastych srebrnych dachach, między którymi znajduje się złoty, ukoronowany orzeł Piastów Śląskich, z głową skierowaną w prawą stronę. Powyżej w pozycji frontalnej srebrny szyszak z labrami oraz koroną królewską jako klejnot, a na niej powtórzony motyw murów z dwoma wieżami, pośrodku których umieszczony jest złoty lew czeski stojący na tylnych nogach, z otwartą paszczą, czerwonym językiem i podniesionym ogonem. Tarcza herbowa jest gotycka, w kolorze błękitnym[51].
- Flaga – prostokątny płat tkaniny, podzielony na dwie równe poziome części: czerwoną i błękitną z fragmentem herbu miasta[50].
- Logo – stworzone w 2021 przez Agatę Hajdecką w związku z wprowadzeniem w mieście Systemu Identyfikacji Wizualnej[52]. Zostało ono zaprojektowane na podstawie herbu miasta. Wpisane jest w zaokrągloną tarczę hiszpańską. Nad otwartą bramą, pomiędzy dwoma wieżami, znajduje się orzeł. Na bazie logo miasta opracowano znaki dla jednostek miejskich[53].

## Historia

### Prehistoria i starożytność
Ślady pobytu człowieka na terenie obecnego miasta Prudnik, potwierdzone badaniami archeologicznymi, sięgają epoki paleolitu. Najstarsze osadnictwo w okolicy Prudnika prowadziły gromady myśliwskie, które eksploatowały okoliczne złoża krzemienne. Ich odnalezione wyroby są typowe dla przemysłu aszelskiego, z epoki międzylodowcowej. Miejscowa ludność prasłowiańska utrzymywała kontakty handlowe z Rzymem, co dokumentują znalezione tu rzymskie monety datowane na lata 700 p.n.e. – 1250 n.e. Na wzgórzu nad Złotym Potokiem, w zachodniej części miasta, wydobyto z ziemi szczątki wojownika germańskiego plemienia Wandalów, zmarłego w IV wieku n.e.

### Średniowiecze

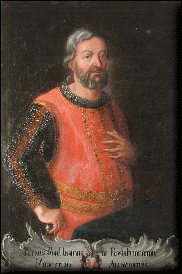
Wok z Rożemberka – założyciel Prudnika

Teren, na którym powstał Prudnik, znajdował się na styku plemienia Golęszyc z Opolanami. Przedlokacyjna osada na terenie obecnego miasta nosiła nazwę Polska Wieś. Istnieje kilka wersji historii powstania miasta. Pierwsza z nich, obalona przez Augustina Weltzla w XIX wieku, przytoczona m.in. w Słowniku geograficznym Królestwa Polskiego mówi, że drewniany zamek Wogendrüssel założyli ok. 1000 roku templariusze, co jest ewidentną nieprawdą, gdyż zakon powstał dopiero w 1118. Według historyka Leo Woerla, Prudnik został założony w drugiej połowie X wieku przez uprzemysłowionych Flamandów, na co dowodem miało być rozplanowanie prudnickiego Rynku na podstawie flamandzkiej jednostki miary, tzw. „sznura flamandzkiego”, jednakże pomiary flamandzkimi łanami były popularne przy lokacji wielu miejscowości na Śląsku i nie jest to dowód na udział Flamandów w założeniu miasta. Najbardziej prawdopodobna wersja, przyjęta przez większość historyków i znajdująca potwierdzenie w dokumentach historycznych, wskazuje, że założycielem miasta był najwyższy marszałek Królestwa Czech i namiestnik Styrii – czeski wielmoża Wok z Rożemberka (Woko de Rosenberch, Vok I. z Rožmberka). W latach 1255–1259 założył on w okolicy obecnego Prudnika kilka wsi i w zakolu rzeki Prudnik – zamek gotycki, kontrolujący ruch na szlaku handlowym z Nysy do Opawy. Prudnik był najdalej wysuniętym na północ bastionem Królestwa Czech.

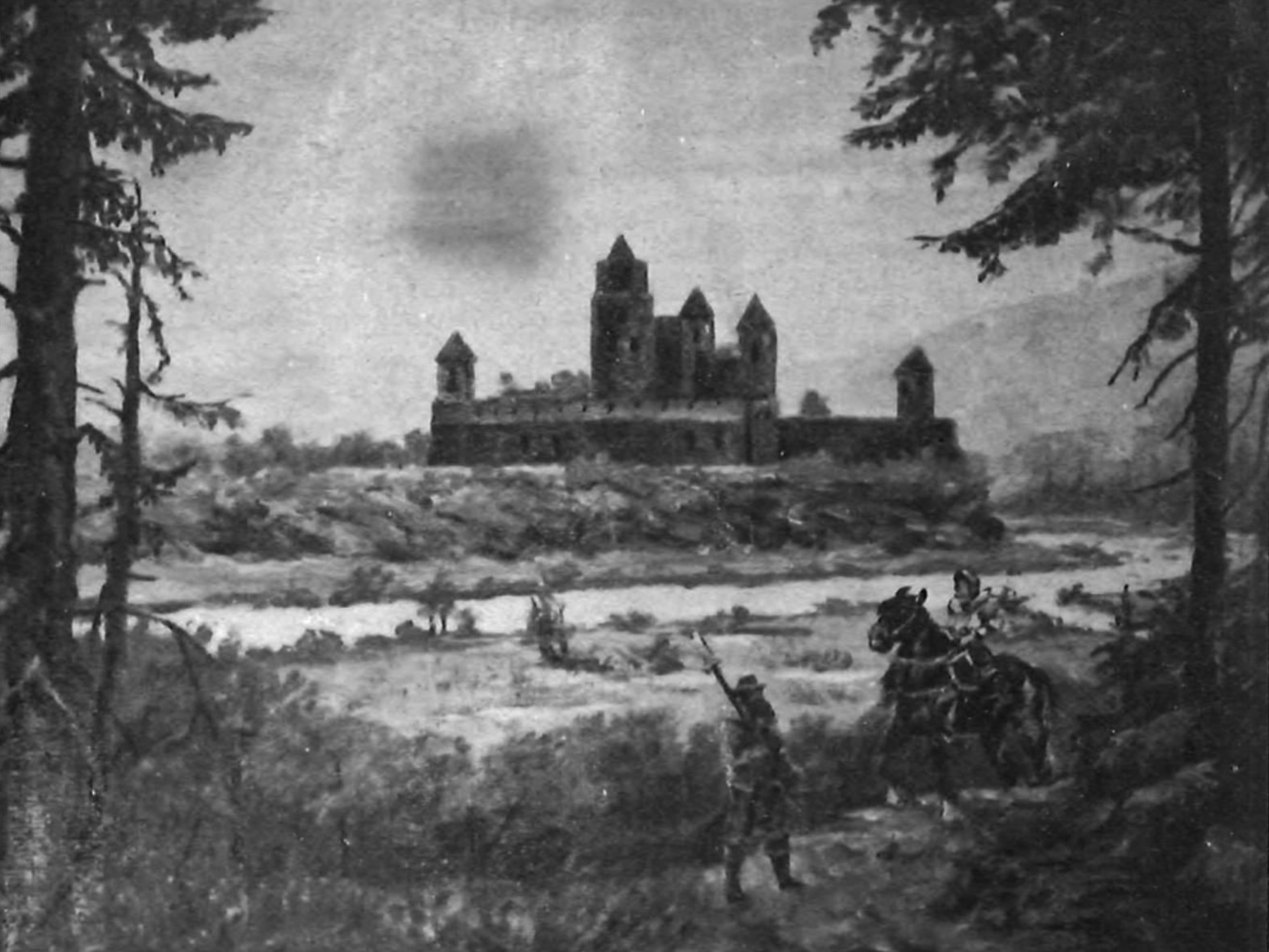
Zamek w Prudniku w 1260 roku, rysunek autorstwa W. Schreibera

Syn Woka, Henryk z Rożemberka, ok. 1279 uzyskał dla Prudnika lokację miasta na prawie magdeburskim. Jedynym śladem pierwotnego miasta jest wieża zamkowa zwana „Wieżą Woka”. Pozostała zabudowa w większości spaliła się, natomiast budowle trwalsze, na przestrzeni wieków były rozbierane i przebudowywane. Po śmierci Henryka z Rożemberka właścicielem Prudnika został rycerz Jaksa z Szybowic. Miasto do 1337 znajdowało się w granicach czeskich Moraw i księstwa opawskiego, ostatnim morawskim panem był Albrecht z Fulštejnu. W 1337 król czeski Jan Luksemburski odkupił odeń ziemię prudnicką i przekazał ją wraz z miastem księciu niemodlińskiemu Bolesławowi Pierworodnemu. Prudnik pozostał w Koronie Czeskiej, stał się dziedziczną posiadłością Piastów opolskich, lenników czeskiego władcy. Władali oni Prudnikiem do śmierci Jana II Dobrego w 1532, na którym wygasła linia opolska.
W 1373 w mieście wybuchła epidemia dżumy. Przeżyło ją tylko kilku mieszkańców, którzy ukryli się w pobliskich górach. Po powrocie do Prudnika spalili większość zabudowań i rozpoczęli odbudowę miasta. Najstarszą znaną formą herbu Prudnika jest jego wizerunek na woskowej pieczęci z dokumentu z 1399 roku. Wyobrażał mur miejski z bramą i dwoma wieżami po bokach, między którymi znajdował się orzeł, a nad nim równoramienny krzyż.

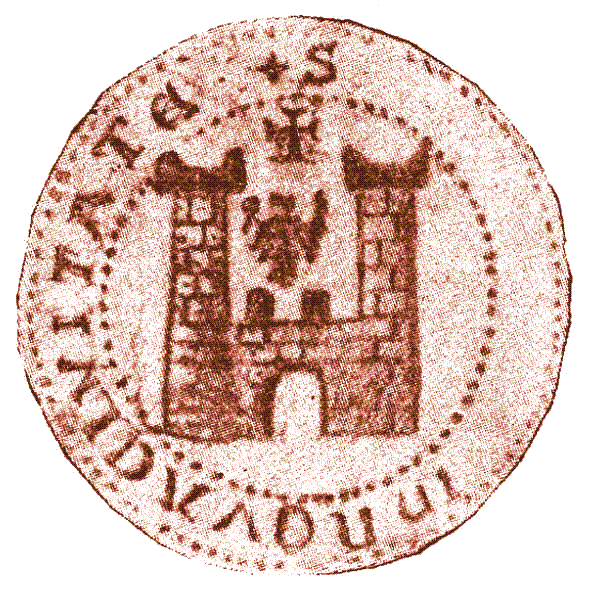
Pieczęć Prudnika z XIV wieku

W bitwie pod Grunwaldem 15 lipca 1410 po stronie Korony Królestwa Polskiego brał udział rycerz Maćko z Prudnika (chorągiew wieluńska).
Bernard niemodliński wraz z bratem Bolkiem IV przejęli Prudnik i Głogówek jako oprawę po śmierci wdowy po Władysławie Opolczyku. Wkrótce władzę na tym obszarze przejął syn Bolka IV, Bolko V Husyta (Wołoszek) – mąż Elżbiety Granowskiej, pasierbicy króla Polski Władysława II Jagiełły. Pierwszy dokument, w którym Bolko V jest wspomniany jako pan Prudnika pochodzi z 6 maja 1425 roku. W Prudniku występował niedział rodzinny, przez który Bolko V potrzebował zgody stryja Bernarda na wydawanie niektórych aktów prawnych. Bolko V tytułował się jako książę głogówecko-prudnicki. W czasie rejzy husytów na Śląsk, w marcu 1428 Prudnik wraz z okolicznymi wsiami został ograbiony i spalony przez husytów.
Prudniccy rajcy nie zgadzali się na spłatę długu zmarłego w 1447 roku biskupa Konrada IV Starszego wobec kolegiaty otmuchowskiej. Z tego powodu, 23 marca 1464 Prudnik i okoliczne wsie zostały obłożone ekskomuniką zatwierdzoną przez papieża Piusa II. Historyk Antoni Dudek ustalił, że ekskomunikę odwołano w XVI wieku, jednak nie został ujawniony dokument zdejmujący klątwę z miasta wydany przez papieża.

### XVI–XX wiek

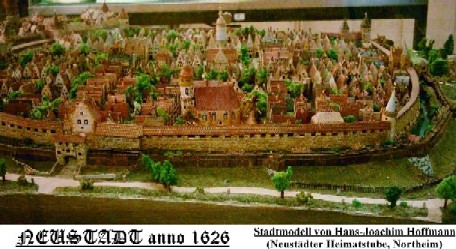
Makieta Prudnika w 1626

Król Polski Zygmunt I Stary w 1506 na Sejmie w Prudniku wymógł uchwałę zaciągnięcia 200 żołnierzy lekkiej jazdy, którzy byli odtąd odpowiedzialni za utrzymywanie porządku publicznego na Śląsku. W myśl zawartych z Janem II Dobrym umów Prudnik wraz z całym księstwem opolsko-raciborskim przypadł królom czeskim z dynastii Habsburgów. Udzielali oni opolskiego lenna m.in. Wazom w latach 1645–1666. Królewna polska Izabela Jagiellonka, pani księstwa opolskiego, wywarła wpływ na obsadę proboszcza parafii w Prudniku i pośrednio wsparła tutejszych luteran. Przekazała radzie miejskiej patronat nad kościołem św. Michała Archanioła, potwierdziła cechowi rzeźników nowy statut i podarowała miastu działkę na karczmę na Dolnym Przedmieściu. Miasto było własnością króla, stało się prężnym ośrodkiem rzemieślniczym i handlowym. Znani byli zwłaszcza prudniccy płóciennicy, eksportujący swoje wyroby do Holandii, a także garbarze. Od XVI do XVIII wieku Prudnik, w którym osiedlała się najbogatsza szlachta księstwa opolsko-raciborskiego, był najważniejszym ośrodkiem gospodarczym i politycznym Górnego Śląska. Był on też miejscem obrad sejmiku księstwa. Z Prudnika wywodziła się śląska rodzina szlachecka Bilicerów.

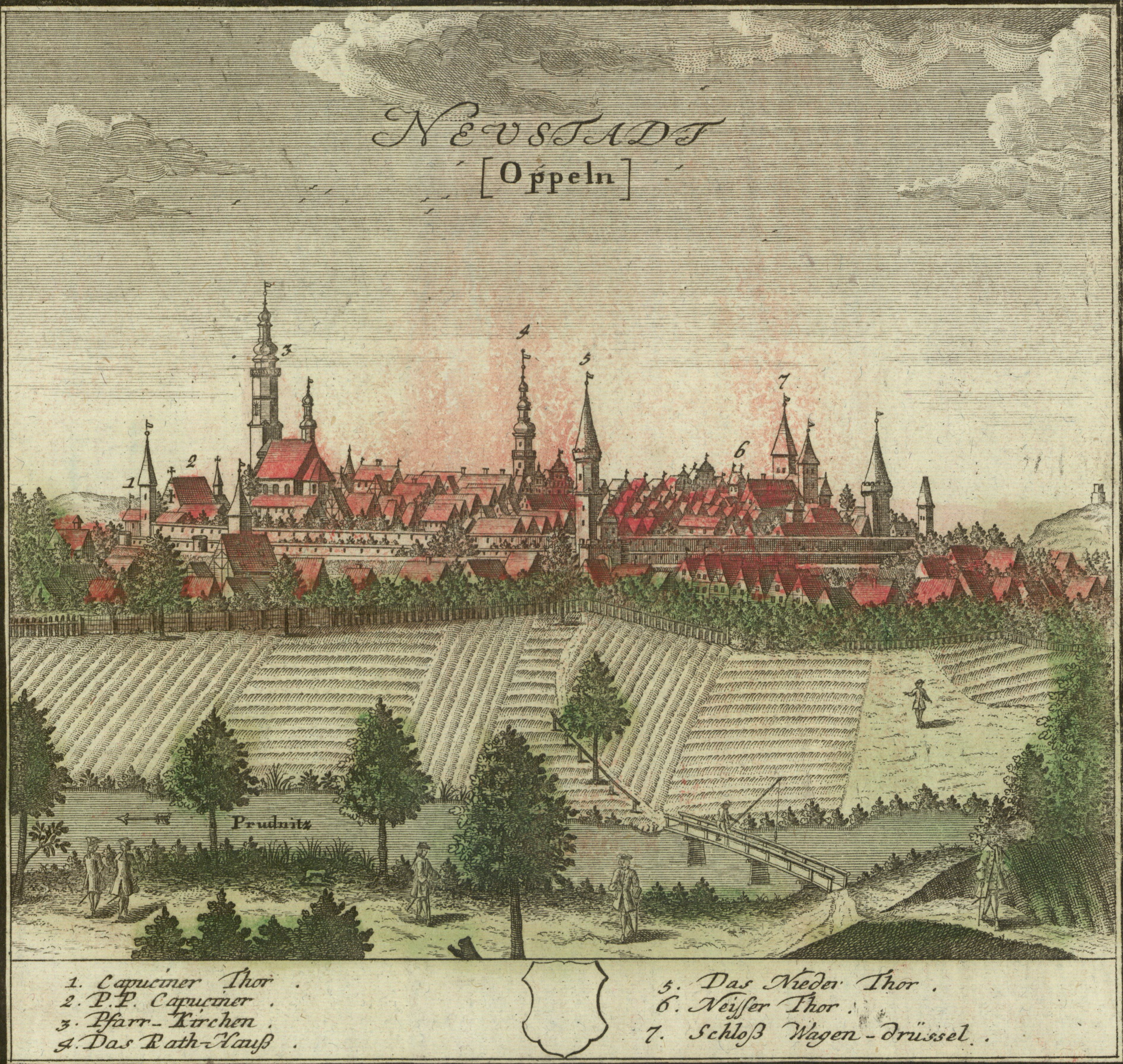
Panorama Prudnika autorstwa F.B. Wernera (1739)

W trakcie wojny trzydziestoletniej ludność Prudnika została zdziesiątkowana. W 1625 tereny te zostały objęte epidemią dżumy. 12 lutego 1629, na mocy decyzji cesarza Ferdynanda II, kapitan La Mordie przepędził z Prudnika duchownych protestanckich, a miejscowa ludność protestancka była siłą zmuszana do przejścia na katolicyzm. W 1642 miasto zdobyli Szwedzi, którzy je splądrowali i spalili. Po zakończeniu wojny miasto zostało jednak szybko odbudowane dzięki pomocy cesarza Ferdynanda III i cechu śląskich rzeźników, dzięki czemu Prudnik stał się największym miastem Górnego Śląska. W Prudniku odbywały się procesy czarownic.

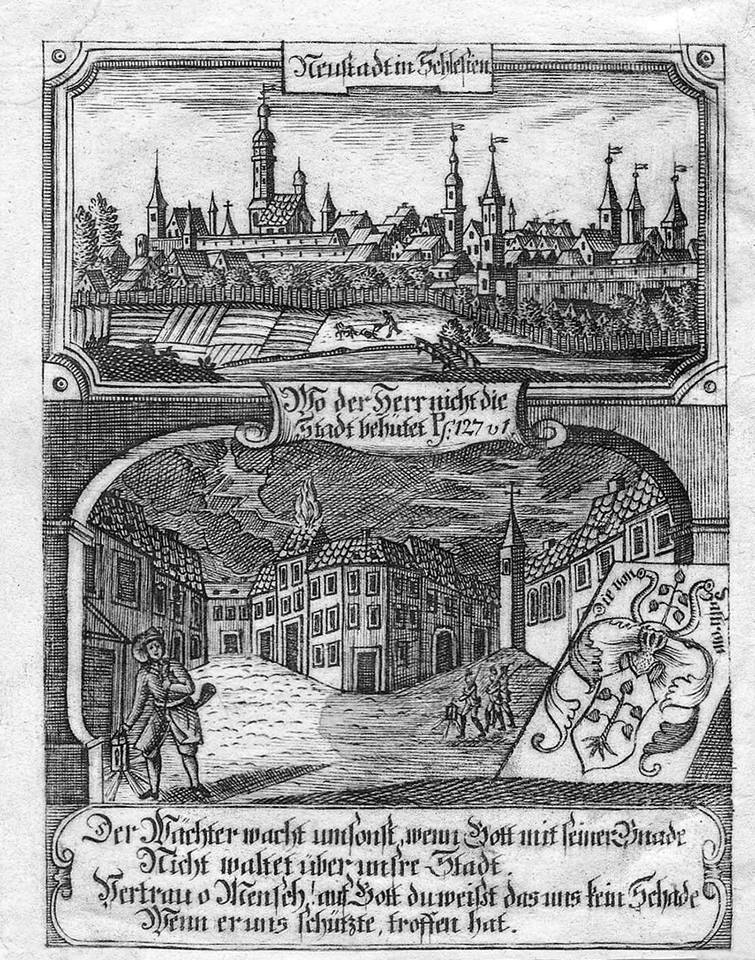
Miedzioryt z 1780 przedstawiający pożar miasta

21 sierpnia 1683 przez Prudnik w kierunku Moraw przeszło około 3000 wozów z amunicją i żywnością wraz z częścią armii króla Jana III Sobieskiego, który jechał z wojskiem na odsiecz wiedeńską. Przygraniczne położenie Prudnika powodowało, że w okresie wojen śląskich miasto wielokrotnie zmieniało swoją przynależność państwową. W Prudniku utworzono jeden z czterech na Górnym Śląsku urzędów pocztowych. 30 czerwca 1761 miasto wizytował król Fryderyk II. W lutym 1779 w trakcie wojny o sukcesję bawarską Austriacy przeprowadzili atak artyleryjski na Prudnik, przez co spaliło się prawie całe miasto. W odwecie Prusacy zniszczyli Karniów. W sierpniu 1779 w Prudniku przebywał cesarz Józef II. 20 sierpnia 1788 przez Prudnik przejeżdżał król pruski Fryderyk Wilhelm II z orszakiem. Król został zakwaterowany w ratuszu, a jego syn Fryderyk Wilhelm III i hrabia Brühl gościli w domu Antoniego Königera przy Rynku. Odbył się bal z udziałem króla. Król opuścił Prudnik następnego dnia.

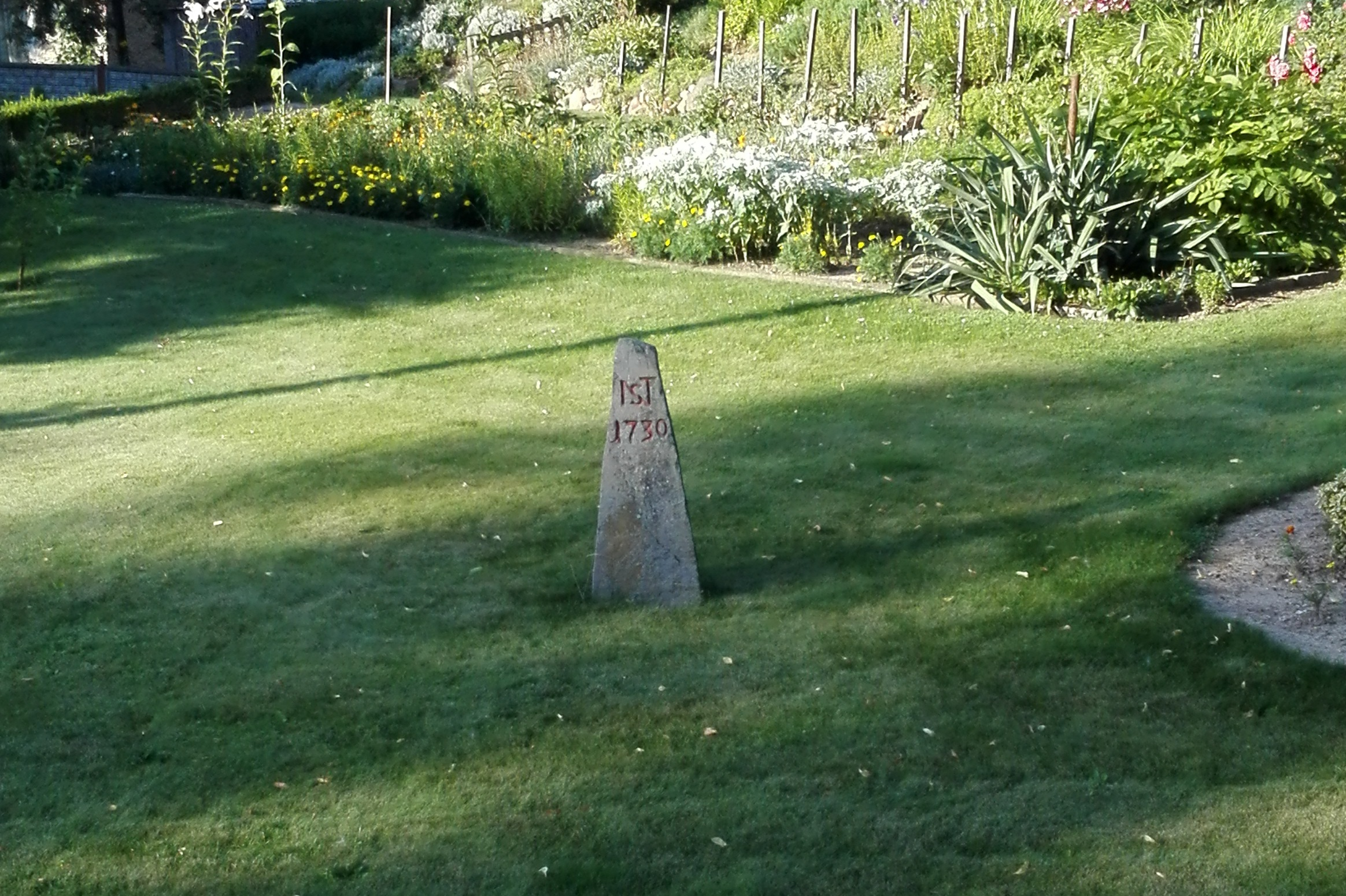
Kamień Graniczny Królewskiego Miasta Prudnik w Krzyżkowicach

W połowie XVIII wieku Prudnik uchodził za najbogatsze miasto na Górnym Śląsku, a jego dochody były dziesięciokrotnie większe niż dochody Opola. Było to spowodowane tym, że do miasta należało wówczas 11 wsi: Czyżowice, Dębowiec, Dytmarów, Jasiona, Krzyżkowice, Lubrza, Piorunkowice, Pokrzywna, Skrzypiec, Szybowice, Wieszczyna i część Rudziczki. Zniesienie w XIX wieku pańszczyzny i uniezależnianie się miejscowości sprawiło, że źródła dochodów zaczęto upatrywać w gospodarce leśnej. Prudnik posiadał jeden z największych lasów komunalnych na Górnym Śląsku (Las Prudnicki) o powierzchni ponad 1000 ha.

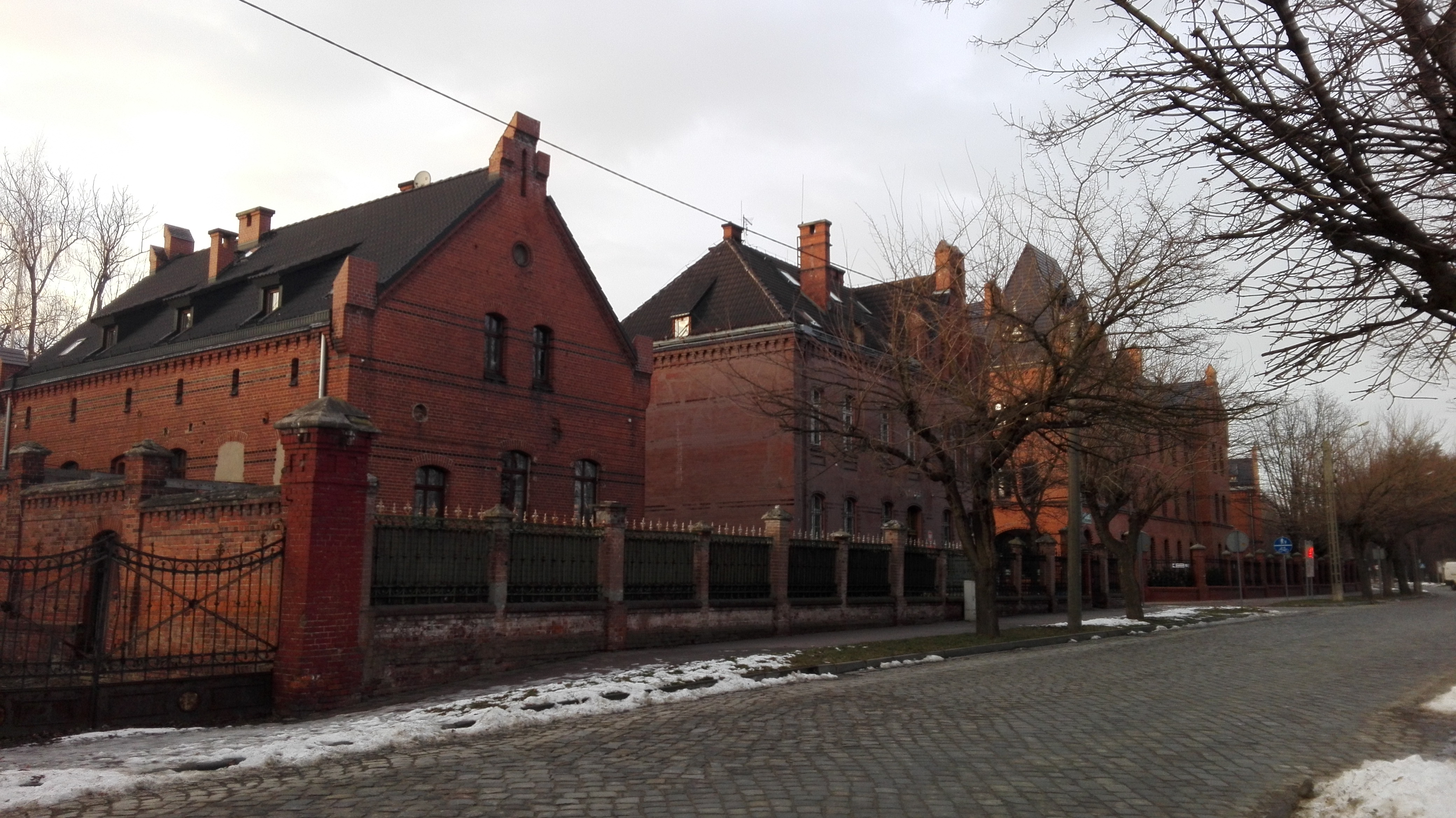
Dawne koszary, obecnie domy mieszkalne

Na początku XIX wieku nastąpił dalszy rozwój miasta, głównie drogą przyjmowania na kwaterę pruskich wojsk. Przemysł przędzalniczy stopniowo podupadł. Podczas wojen napoleońskich, na początku 1807 Prudnik został zajęty przez armię francuską. Na mocy dekretu cesarza Francuzów Napoleona Bonaparte z 6 kwietnia 1807 sformowano w Prudniku pułk ułanów Legii Polsko-Włoskiej z powracających z Włoch oddziałów polskich, które wzmocniono rekrutami z Wielkopolski. W latach 1807–1812 Prudnik był okupowany przez Francuzów, a w 1812 zajęli go Rosjanie. Po wojnach pruskich i napoleońskich w 1816 miasto miało 82 330 talarów długu przy wpływach 14 687 talarów i wydatkach 14 238 talarów. Dług ten utrzymywał się do okresu wojny francusko-pruskiej (1870). W 1828 miasto miało ok. 4000 mieszkańców. W mieście powstały pierwsze przędzalnie i tkalnie wełny, lnu i jedwabiu, a także założona przez żydowskiego przemysłowca Samuela Fränkla fabryka adamaszku (istniała do 2011 jako ZPB „Frotex”). Wybudowano także cegielnię, browar, młyny i fabrykę octu. W nawiązaniu do najważniejszych zawodów wykonywanych przez mieszkańców miasta, Prudnik był nazywany „miastem tkaczy i szewców”.

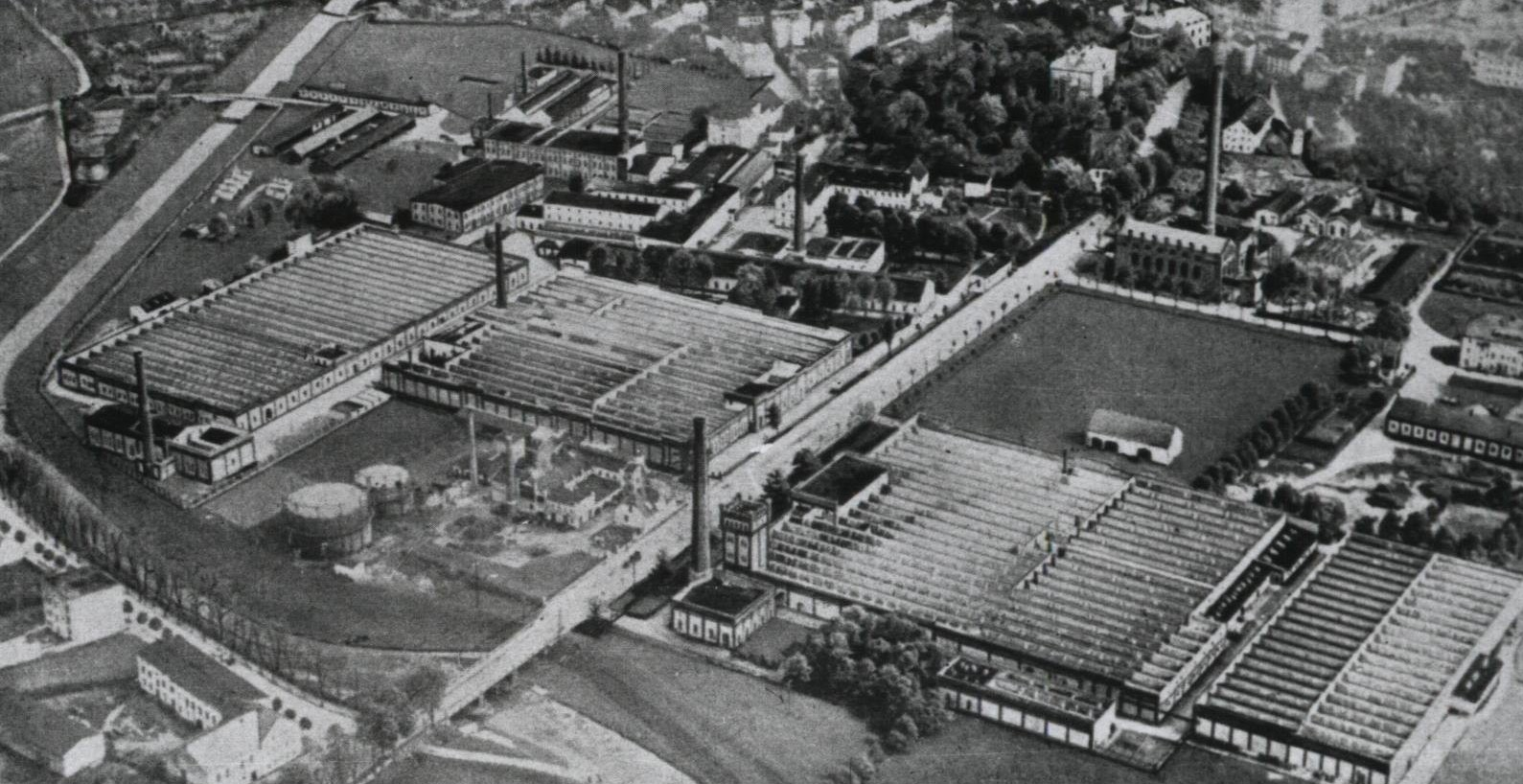
Zakłady włókiennicze Fränkla

W październiku 1831 na ziemi prudnickiej rozpoczęła się epidemia cholery. W Prudniku powołano komisję medyczną, złożoną z miejscowych polityków, oficerów i lekarzy. Epidemia dotarła do miasta w styczniu 1832 i trwała do lutego tego samego roku. Zachorowało na nią 32 mieszkańców miasta, z których 24 zmarło. Zaraza powróciła w sierpniu 1832, powodując śmierć 17 mieszkańców miasta. Podczas trzeciej epidemii cholery, od września 1836 do 28 stycznia 1837, w Prudniku i okolicy odnotowano 517 zakażeń, z czego zmarło 231 osób. Cholera wróciła do Prudnika we wrześniu i październiku 1837, powodując 46 zakażeń i 28 zgonów.

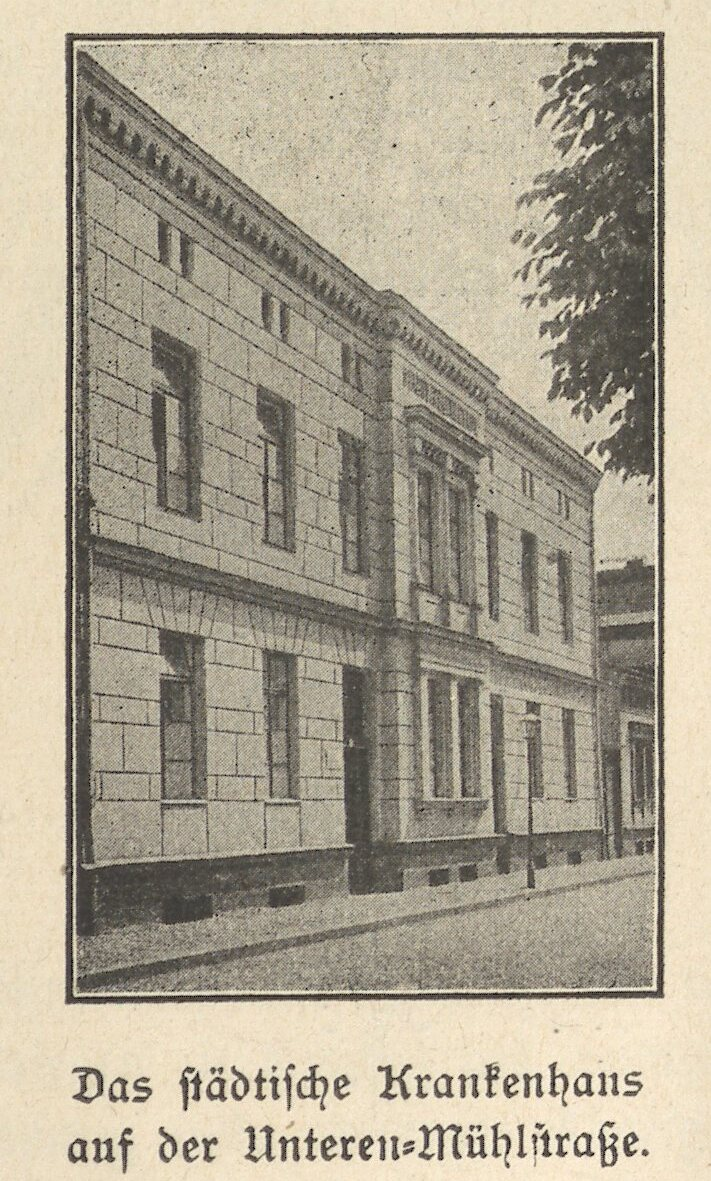
Szpital przy ul. Młyńskiej wzniesiony w 1866

Mimo że Prudnik był jednym z największych ośrodków przemysłowych Górnego Śląska, w mieście nie odnotowano żadnych wystąpień robotniczych przeciwko kapitalistom, nawet podczas powstania tkaczy śląskich w 1844 i Wiosny Ludów. Komitet Centralny Narodowy w przygotowaniach do powstania styczniowego wyznaczył Prudnik jako punkt kontaktowy i placówka gromadząca broń. Polacy prowadzili działalność konspiracyjną w okolicy miasta. Po wybuchu powstania zaostrzono kontrole na granicy prusko-austriackiej, każda osoba przybyła do Prudnika musiała zameldować się na policji, a miejscowy garnizon został postawiony w stan gotowości i przejął obowiązki jednostek wojskowych z pobliskich miast, które zostały wysłane na granicę prusko-rosyjską. W powstaniu styczniowym brali udział pochodzący z Prudnika Hieronim Olszewski, Piotr Linowski i Antoni Strogiński. Epidemia cholery w mieście trwała ponownie od lipca do grudnia 1849. W 1866 władze miasta wzniosły szpital przy ul. Młyńskiej. 20 lipca tego samego roku w Prudniku wybuchła kolejna epidemia cholery, trwająca do 15 grudnia. Wśród 335 zarażonych mieszkańców miasta zmarło 120.

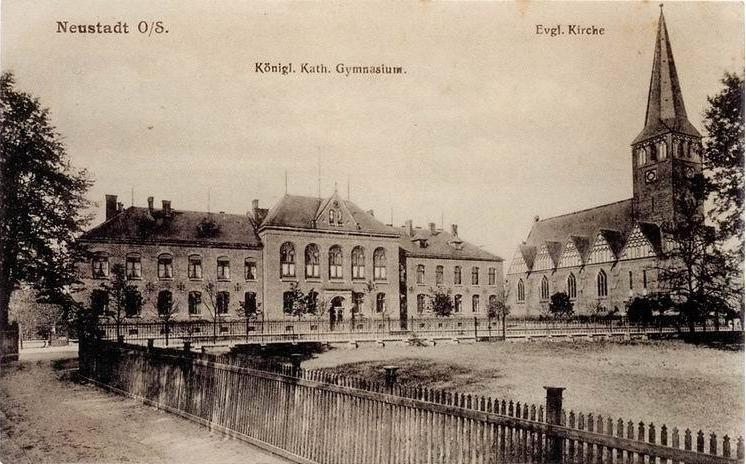
Pocztówka przedstawiająca kościół ewangelicki i obecne I Liceum Ogólnokształcącego

W 1876 otwarto linię kolejową, która połączyła Prudnik z Nysą i Koźlem, a w 1896 oddano do użytku linię z Prudnika do Gogolina. W styczniu 1898 roku odbyła się tu pierwsza na Górnym Śląsku konferencja socjaldemokratyczna. Na początku XX wieku w Prudniku zbudowano łaźnię miejską, park i koszary, a Prudnik stał się garnizonem wojskowym. Z powodu praktyk germanizacyjnych, Polacy z Prudnika posyłali swoje dzieci poza Śląsk, na dawne terytorium Królestwa Polskiego, aby w spokoju mogły uczyć się języka polskiego, o czym pisał w „Gazecie Toruńskiej” Filip Robota – późniejszy nauczyciel w prudnickiej szkole elementarnej i lokalny polski działacz społeczno-narodowy. W lipcu 1903 roku Prudnik i okoliczne miejscowości nawiedziła ogromna powódź. Miesiąc później, cesarzowa Augusta udała się do Głuchołaz, Jarnołtówka i Prudnika, aby zobaczyć tereny zniszczone podczas powodzi. Jej wizyta zaowocowała wybudowaniem zapory wodnej w Jarnołtówku. Według spisu ludności z 1 grudnia 1910, na 18864 mieszkańców Prudnika 18072 posługiwało się językiem niemieckim, 565 językiem polskim, 3 innym językiem, a 224 było dwujęzycznych. W czasie I wojny światowej w klasztorze bonifratrów funkcjonował lazaret wojskowy.

### Dwudziestolecie międzywojenne

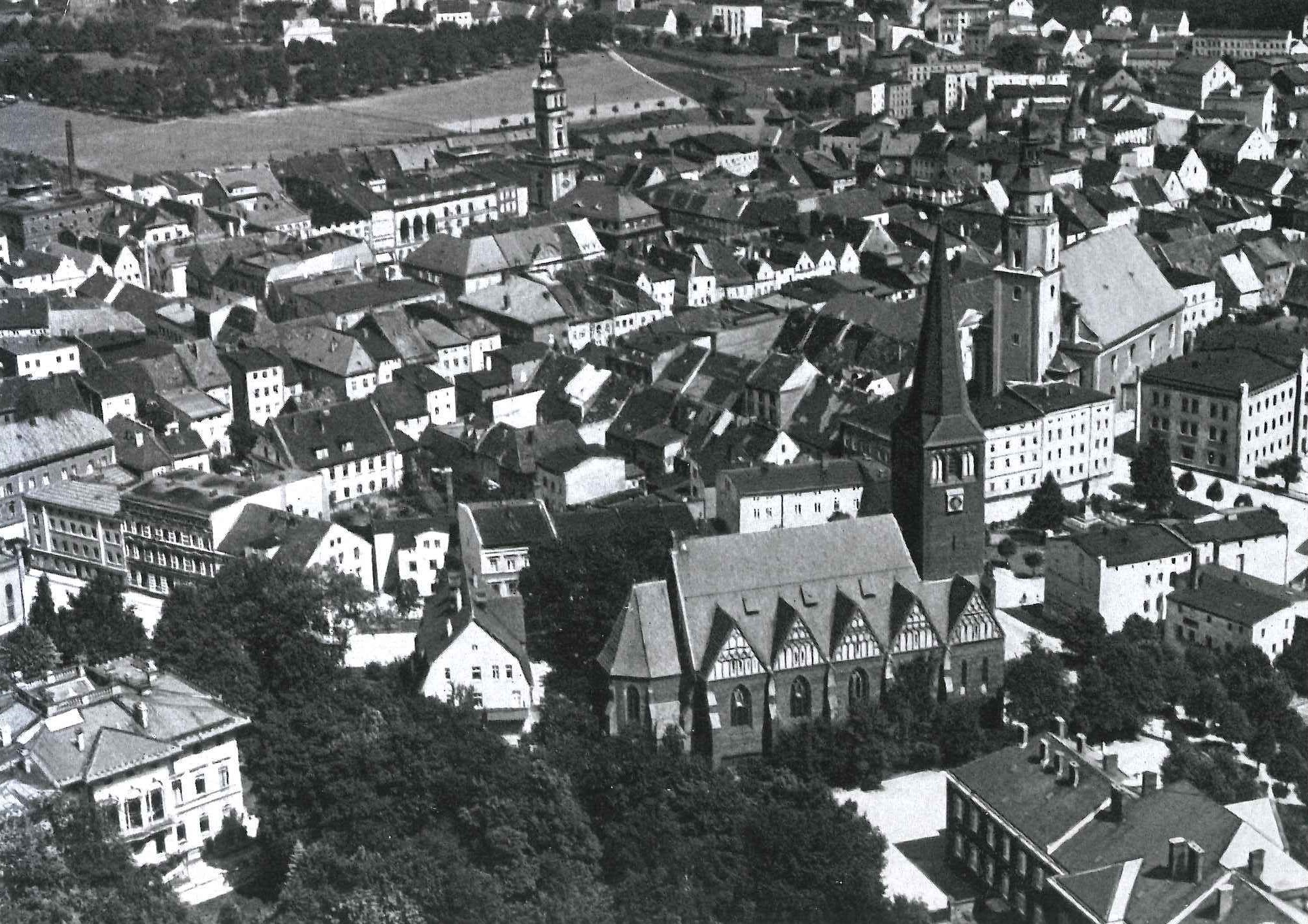
Zdjęcie lotnicze centrum Prudnika w latach 30. XX wieku

Od 1919 Prudnik należał do nowo utworzonej prowincji Górny Śląsk. Prowincja została zlikwidowana w 1938, a 18 stycznia 1941 utworzono ją ponownie.

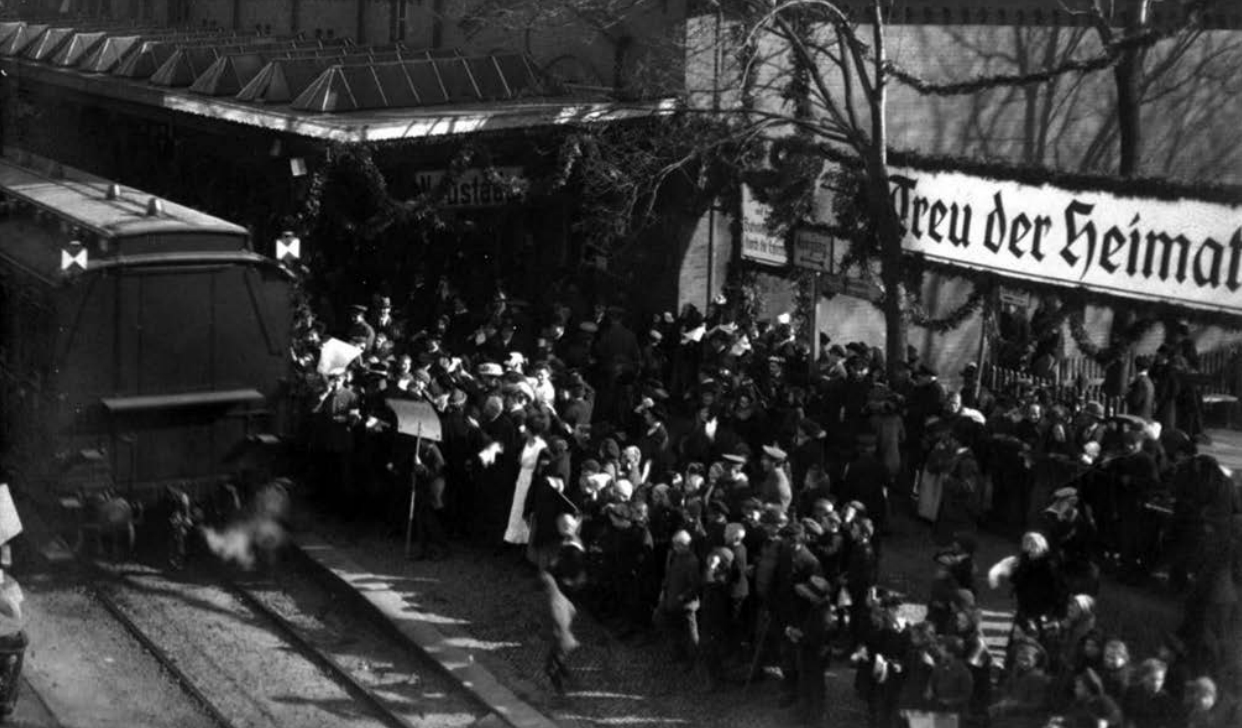
Przyjazd pociągu z emigrantami górnośląskimi do Prudnika

W 1921 w zasięgu plebiscytu na Górnym Śląsku znalazła się tylko część powiatu prudnickiego. Prudnik był poza terenem plebiscytowym, choć istniały tu polskie organizacje, w tym Polska Organizacja Wojskowa Górnego Śląska, Związek Polaków w Niemczech i Polsko-Katolickie Towarzystwo Szkolne. W Prudniku utworzono Polski Komitet Plebiscytowy na powiat prudnicki, jednak z czasem został przeniesiony z Prudnika do Głogówka, a następnie do Strzeleczek, ponieważ jego lokal w Prudniku został zdemolowany. Prudnik był terenem koncentracji niemieckich bojówek. W mieście znajdował się tajny magazyn wyposażenia wojskowego dla formacji paramilitarnych, a także baza rekrutacyjna członków freikorpsów. W czasie powstań śląskich na terenie Prudnika i okolic działało kilka polskich grup dywersyjnych, których celem było utrudnienie oddziałom niemieckim działań zbrojnych. W czasie III powstania śląskiego przy ul. Zamkowej w Prudniku mieścił się niemiecki sąd kapturowy. Polaków skazanych przez sąd rozstrzeliwano w pobliskim Lesie Niemysłowickim. Szpitale w Prudniku pełniły rolę lazaretów dla rannych żołnierzy i ochotników.

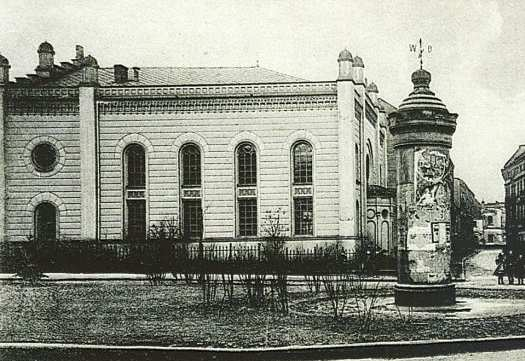
Synagoga w Prudniku

W tajnym raporcie Sicherheitsdienst z 1934, Prudnik został uznany za jeden z głównych ośrodków ruchu polskiego na Górnym Śląsku.

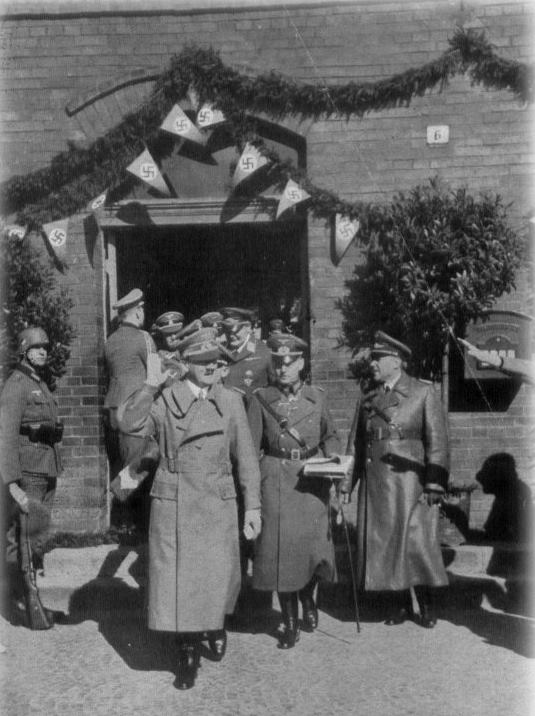
Adolf Hitler przed dworcem kolejowym w Prudniku, 1938

Rankiem 7 października 1938 do miasta przyjechał pociągiem wódz III Rzeszy Adolf Hitler w ramach wizytacji Kraju Sudetów po układzie monachijskim. W Prudniku przesiadł się do samochodu i udał się do Trzebiny, a następnie w kierunku Karniowa i Bruntála. Wieczorem wrócił do Prudnika, z którego udał się pociągiem do Berlina. Hitlerowi towarzyszyli: Hermann Göring, Heinrich Himmler, Gerd von Rundstedt, inspektor generalny Luftwaffe Erhard Milch, Hans-Jürgen Stumpff, generał Hans von Salmuth, nadprezydent prowincji śląskiej Josef Wagner i SS-Brigadefuhrer Hellmut Körner. Podczas nocy kryształowej z 9 na 10 listopada 1938, bojówki hitlerowskie spaliły prudnicką synagogę zbudowaną w 1877 z inicjatywy Samuela Fränkla. W mieście aresztowano wszystkich żydowskich mężczyzn w wieku od 20 do 60 lat. W 1939 w sierpniu i we wrześniu prudnickie Gestapo na czele z Maxem Krausem przystąpiło do aresztowania polskich powstańców i działaczy Związku Polaków w Niemczech. Osoby te zostały następnie skierowane do obozu koncentracyjnego w Buchenwaldzie. Wśród 20 aresztowanych znaleźli się m.in.: B. Augustyn, J. Augustyn, K. Chrząszcz, J. Dominik, F. Kwoczek, A. Sosna, W. Szpiler i inni.

### II wojna światowa

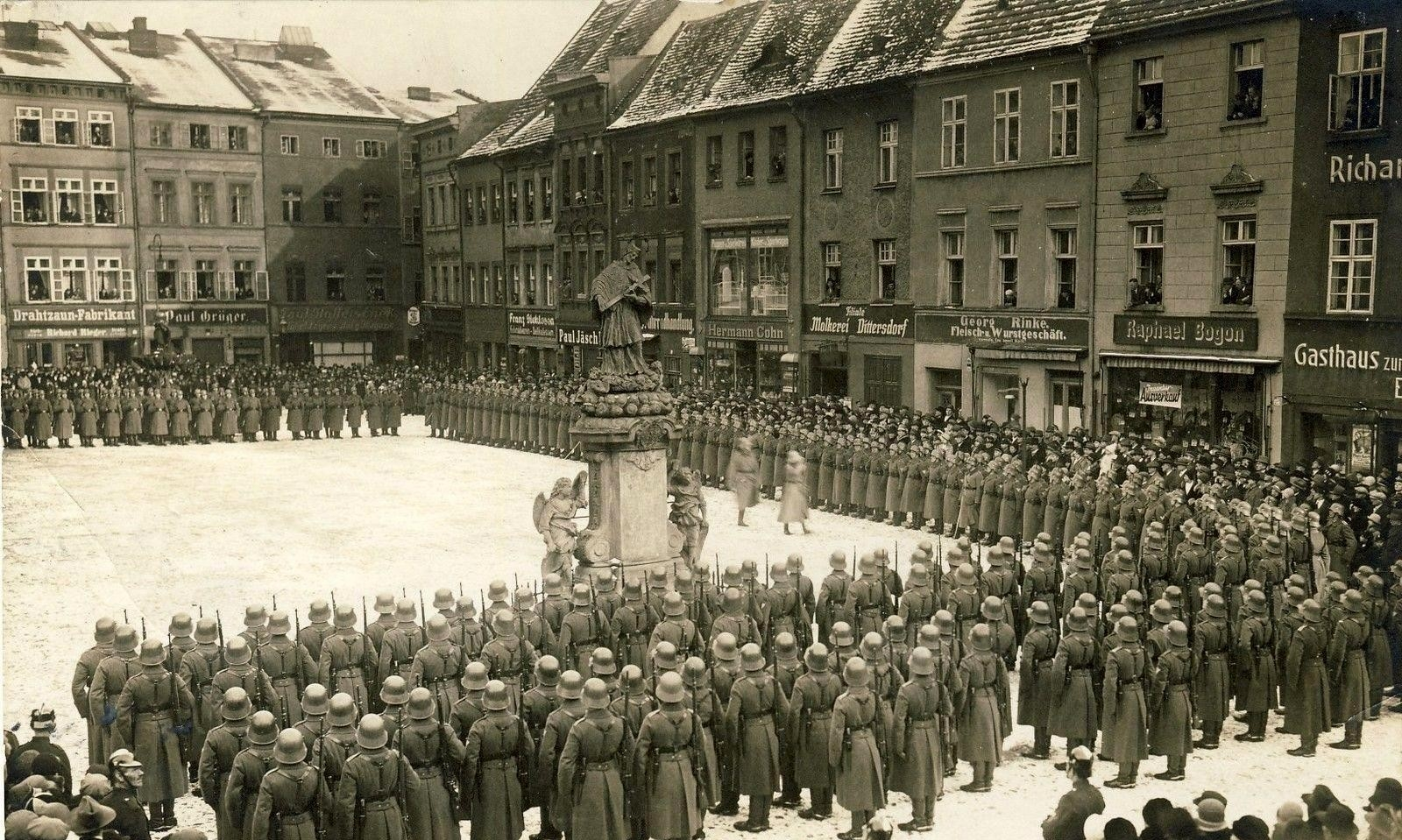
Niemieckie wojsko na Rynku w Prudniku

W trakcie II wojny światowej, od 1941 w klasztorze bonifratrów ponownie funkcjonował lazaret, z filiami w budynku szkolnym przy ul. Szkolnej i w pałacu w Mosznej. W mieście przetrzymywano polskie Żydówki i jeńców angielskich. 26 września 1944 w zakładach włókienniczych w Prudniku założono podobóz niemieckiego obozu koncentracyjnego w Auschwitz, do którego skierowano około 400 kobiet; głównie Żydówki z Węgier, a także Niemki, Polki i Ukrainki. 39 więźniarek zostało zamordowanych lub zmarło z powodu trudnych warunków pracy. Ich zwłoki chowano na prudnickim cmentarzu żydowskim. Pozostałe, w styczniu 1945, zostały ewakuowane pieszo do obozu Groß-Rosen. W tymże miesiącu przez Prudnik przeszły także kolumny więźniów z innych obozów. W toku tzw. marszu śmierci wiele osób zmarło lub zostało zamordowanych przez Niemców.

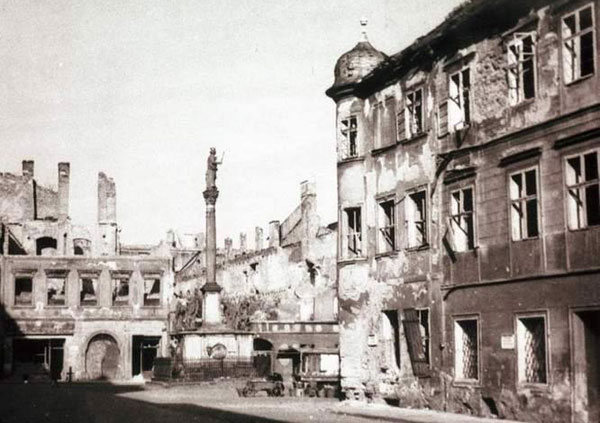
Prudnicki Rynek po wojnie

W marcu 1945 wojska Armii Czerwonej zaczęły planować uderzenie na Prudnik, które było najważniejszą częścią operacji górnośląskiej. Na miasto miało pójść ponad 400 tysięcy żołnierzy. Do operacji przewidziano 988 czołgów, 1727 samolotów i prawie 6000 dział. 17 marca 1945 Armia Czerwona zdobyła miasto. Na początku kwietnia Rosjanie utworzyli mieszkańcom getto na ulicy Chrobrego i Królowej Jadwigi, do którego przeniesiono około 9 tysięcy osób. Kolumnę cywilów pod eskortą zapędzono do Lubrzy, a następnie do Żabnika. Prudnik miastem frontowym był aż do maja 1945 w związku z tym, że w niewielkiej odległości od miasta broniły się oddziały niemieckie, które skapitulowały dopiero w maju 1945. W walkach o miasto brało udział około 200 tysięcy żołnierzy. Zginęło 673 żołnierzy radzieckich (na ich cześć wkrótce po wojnie na Placu Wolności wzniesiono Pomnik Wdzięczności). 23 kwietnia prudnicki Rynek, Plac Farny i Plac Zamkowy zostały zbombardowane przez lotnictwo radzieckie. Nie wiadomo jednak, czy bombardowanie było celowe. Według proboszcza Franza Pietscha było spowodowane wystrzeleniem błędnych znaków świetlnych przez pijanych Rosjan. W wyniku działań wojennych Prudnik stracił około 15% stanu zabudowy. Zniszczone zostało m.in. sanktuarium Matki Bożej Bolesnej, schronisko „Szwedzki Szaniec”, ciężko uszkodzona została północna pierzeja Rynku z Urzędem Miejskim (rozebrany na przełomie lat 50. i 60. XX wieku).

### Polska Ludowa

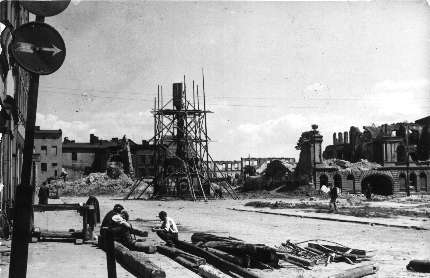
Odbudowa i porządkowanie zniszczeń wojennych w Prudniku

Po wyparciu oddziałów niemieckich w Prudniku w budynku przy ul. Armii Krajowej 16 utworzono powiatową radziecką komendanturę wojskową. 11 maja 1945 polska administracja przejęła władzę cywilną w powiecie prudnickim. Wówczas Prudnik i okolice zostały zasiedlone między innymi przez część polskich przesiedleńców z Kresów Wschodnich – z Nadwórnej i okolic Tarnopola, a także przez osadników z centralnej Polski i repatriantów z Czerniowców na Bukowinie. Większość niemieckojęzycznej ludności została wysiedlona na zachód.
W 1945 miasto otrzymało nazwę Prądnik. Oficjalna zmiana nazwy na Prudnik miała miejsce 7 maja 1946. Zmianę poprzedziła wielomiesięczna debata w lokalnej prasie, a przez jakiś czas funkcjonowały obie nazwy jednocześnie.
Pierwszym polskim burmistrzem miasta został Antoni Błaszczyński, a pierwszym polskim starostą prudnickim Józef Sopa. Trzy miesiące po przejęciu władzy Sopa wydał sprawozdanie z działań żołnierzy Armii Czerwonej na terenie Prudnika i okolicznych wsi: „Codzienne meldunki donoszą o wypadkach zrabowania bydła, inwentarza martwego, o obrabowaniu mieszkań i gwałceniu kobiet. W jednym wypadku została zgwałcona kobieta ponad 60-letnia. W innym wypadku dziewczynka lat 15. Gminne posterunki MO meldują, że ostatnie rabunki po wsiach wzrosły w gwałtowny sposób, że są zupełnie bezsilne. (...) Ludność wiejska żyje w ustawicznym strachu i wiecznym pogotowiu. (...) W mieście żołnierze Armii Czerwonej rabują na wielką skalę, zajeżdżając autami pod domy i wywożąc wszystko, co w mieszkaniu jest do wzięcia, a więc ubrania, pościel itp. Ofiarą padają nie tylko mieszkania niemieckie – opuszczone, ale i zajęte przez Polaków, o ile w danej chwili nikogo w mieszkaniu do obrony nie było.”

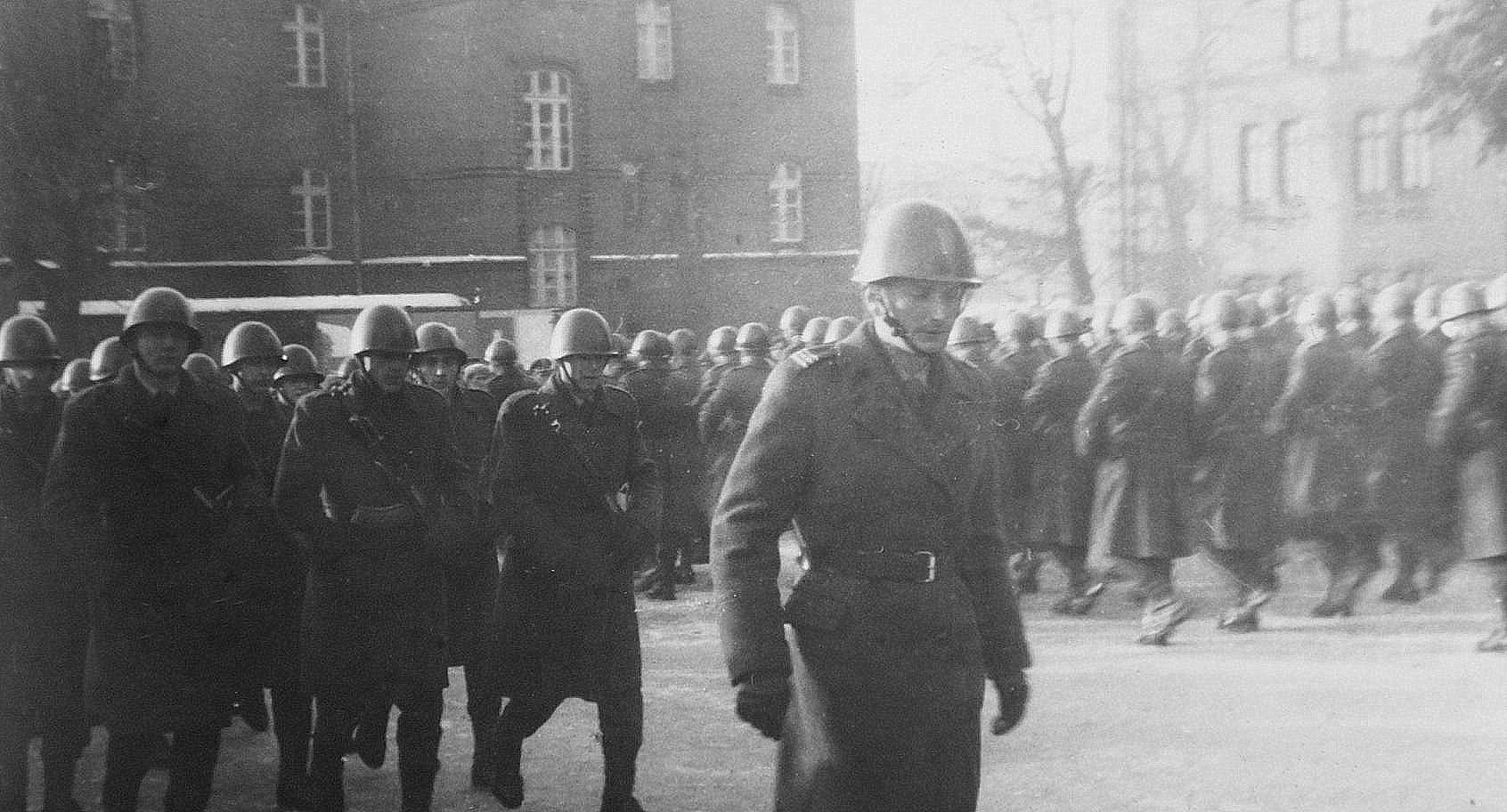
Żołnierze w Ośrodku Szkolenia Górnośląskiej Brygady WOP w Prudniku

3 czerwca 1945 grupa czeskich żandarmów i ochotników ze Zlatých Hor przybyła do Prudnika, obsadziła tutejszy ratusz i wywiesiła na nim czechosłowacką flagę. Ogłosiła przyłączenie Prudnika do Czechosłowacji. Wieczorem przybyli uzbrojeni polscy żołnierze. Zażądali od Czechów opuszczenia Prudnika i oddania broni. Ostatecznie zrezygnowano z rozbrojenia żandarmów, musieli jednak rankiem następnego dnia wycofać się za linię graniczną. Po zajęciu przez czechosłowackie wojska niektórych terenów Śląska podczas konfliktu granicznego, marszałek Michał Rola-Żymierski rozkazał 10. Sudeckiej Dywizji Piechoty i 1. Drezdeńskiemu Korpusowi Pancernemu przemieszczenie się w rejon Prudnika. W okresie PRL-u w Prudniku stacjonowały jednostki wojskowe: 48 Komenda Odcinka Prudnik (1945–1948), 71 Batalion Ochrony Pogranicza (1948–1951), 15 Pułk KBW Ziemi Opolskiej (1949–1966), 45 Batalion WOP (1951–1984 i 1976–1989), 15 Pułk Wojsk Obrony Wewnętrznej (1966–1989), 28 Rezerwowa Dywizja Zmechanizowana (1972–1989).

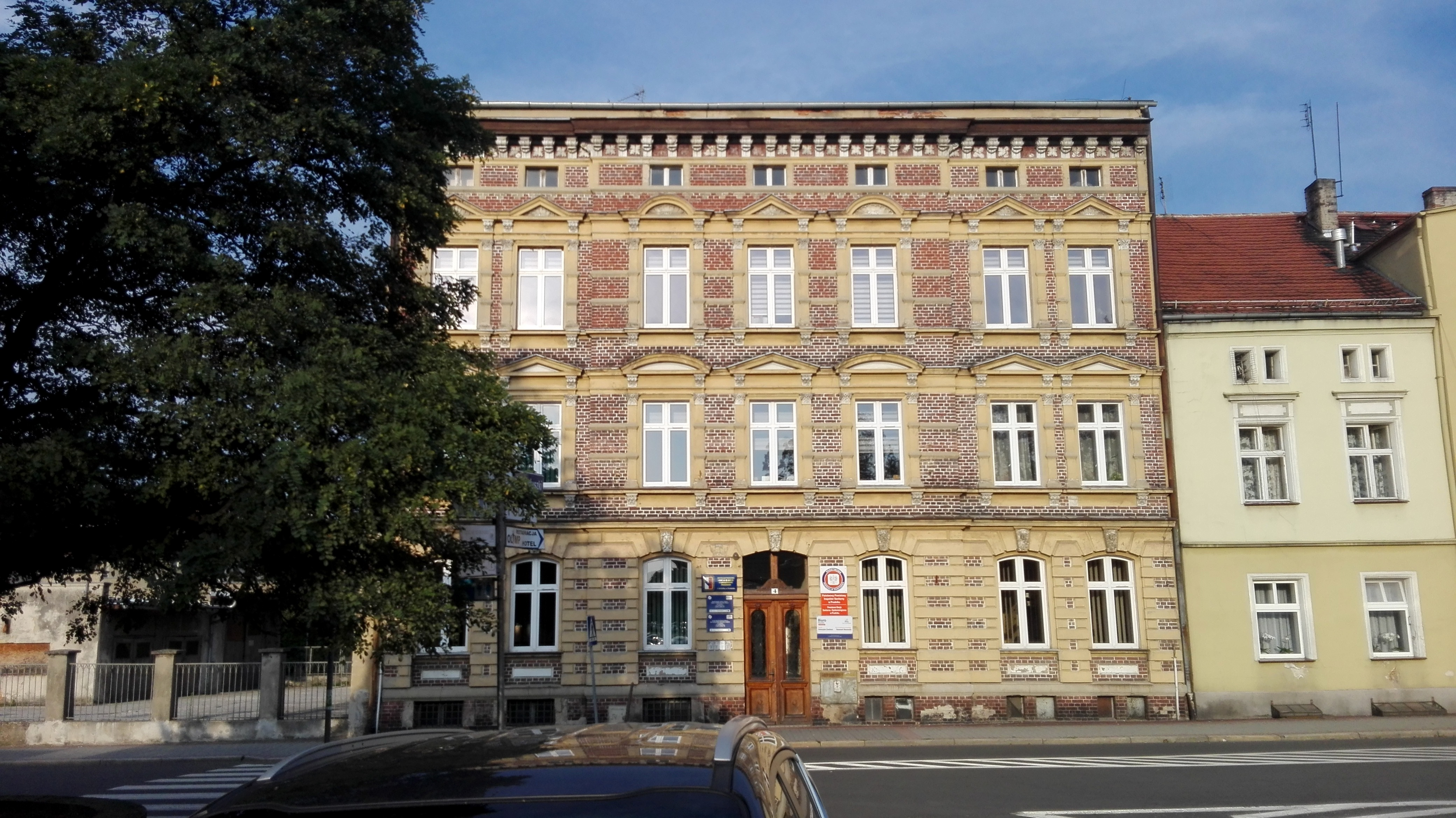
Budynek, w którym mieściła się siedziba Powiatowego UB

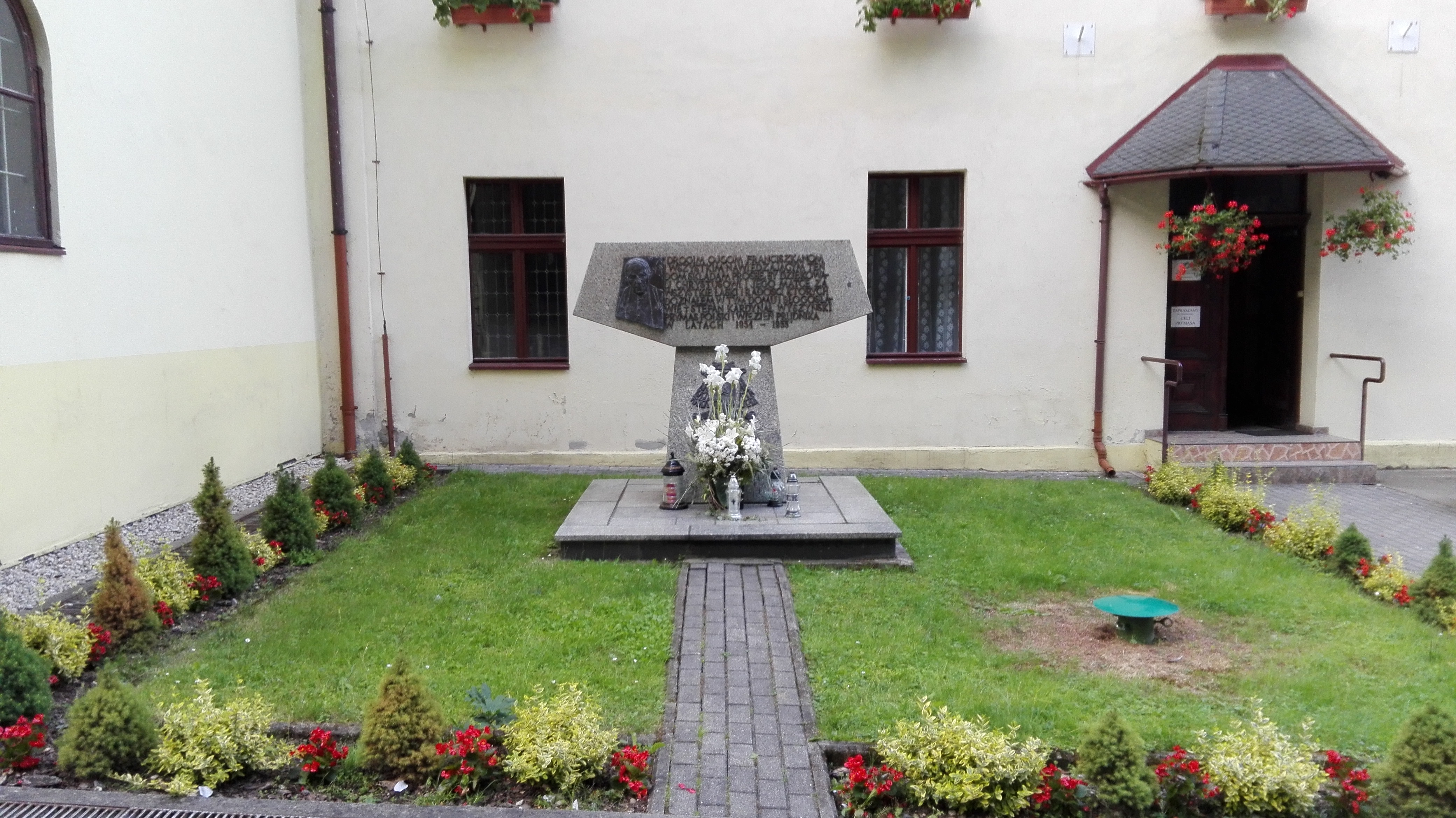
Pomnik upamiętniający pobyt Stefana Wyszyńskiego w Prudniku

W latach 1945–1956 przy ul. Klasztornej w Prudniku funkcjonował Powiatowy Urząd Bezpieczeństwa Publicznego. W jego piwnicach przetrzymywano i torturowano przeciwników władzy komunistycznej (w tym żołnierzy wyklętych, m.in. Józefa Pacejkowicza). W mieście i okolicy działała antykomunistyczna podziemna organizacja Krajowa Armia Podziemna. W 1953 w Prudniku działał pochodzący z Łowkowic szpieg Organisation Gehlen Henryk Koj, do którego zadań należało m.in. obserwowanie ruchu żołnierzy w miejscowej jednostce. Od 6 października 1954 do 27 października 1955 w klasztorze franciszkanów w Prudniku-Lesie internowany był prymas Polski Stefan Wyszyński razem ze swoim kapelanem Stanisławem Skorodeckim. Podczas pobytu w Prudniku Wyszyński zaczął pisać modlitwę Jasnogórskie Śluby Narodu Polskiego, które dokończył po przewiezieniu do Komańczy.

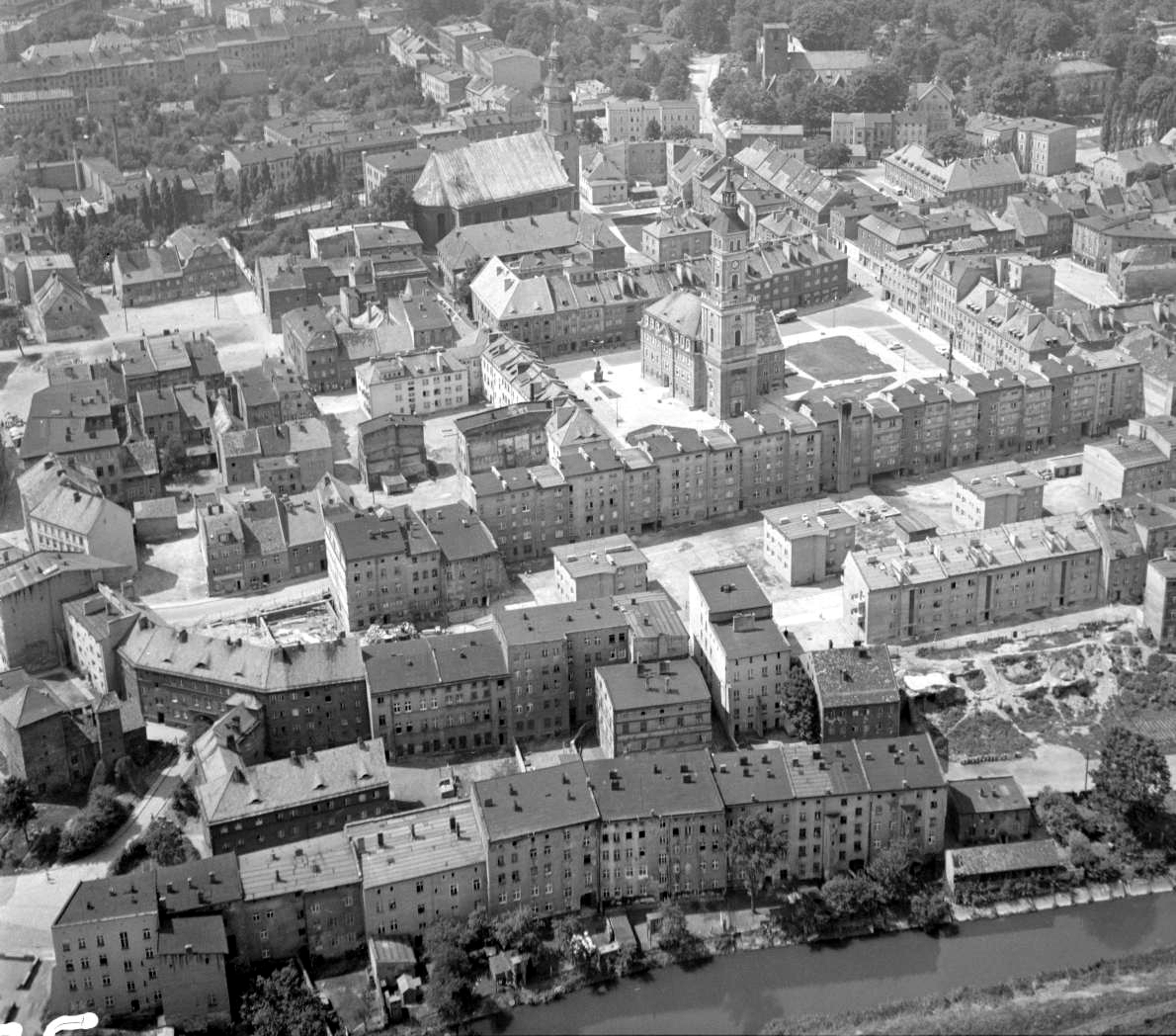
Widok na centrum Prudnika (1968)

W maju 1959 działalność rozpoczęło Muzeum Ziemi Prudnickiej. W tym samym roku utworzono Nadleśnictwo Prudnik. „Podział administracyjny województwa opolskiego według stanu na dzień 31 sierpnia 1964 r.” wymienia integralne części miasta: Chocim, Górka, Lipy, Młyn Czyżyka. W latach 1964–1974 na południu miasta powstało spółdzielcze osiedle Marcelego Nowotki (od 1990 osiedle Wyszyńskiego) na ponad 600 mieszkań. W połowie lat 70. we wschodniej części Prudnika rozpoczęto budowę osiedla Jasionowe Wzgórze. Obecnie jest to największe osiedle mieszkaniowe w powiecie prudnickim. W sierpniu 1977 Prudnik i okolice nawiedziła powódź spowodowana obfitymi opadami deszczu. Fala wezbraniowa zniszczyła wiadukt kolejowy przy ul. Słowiczej.

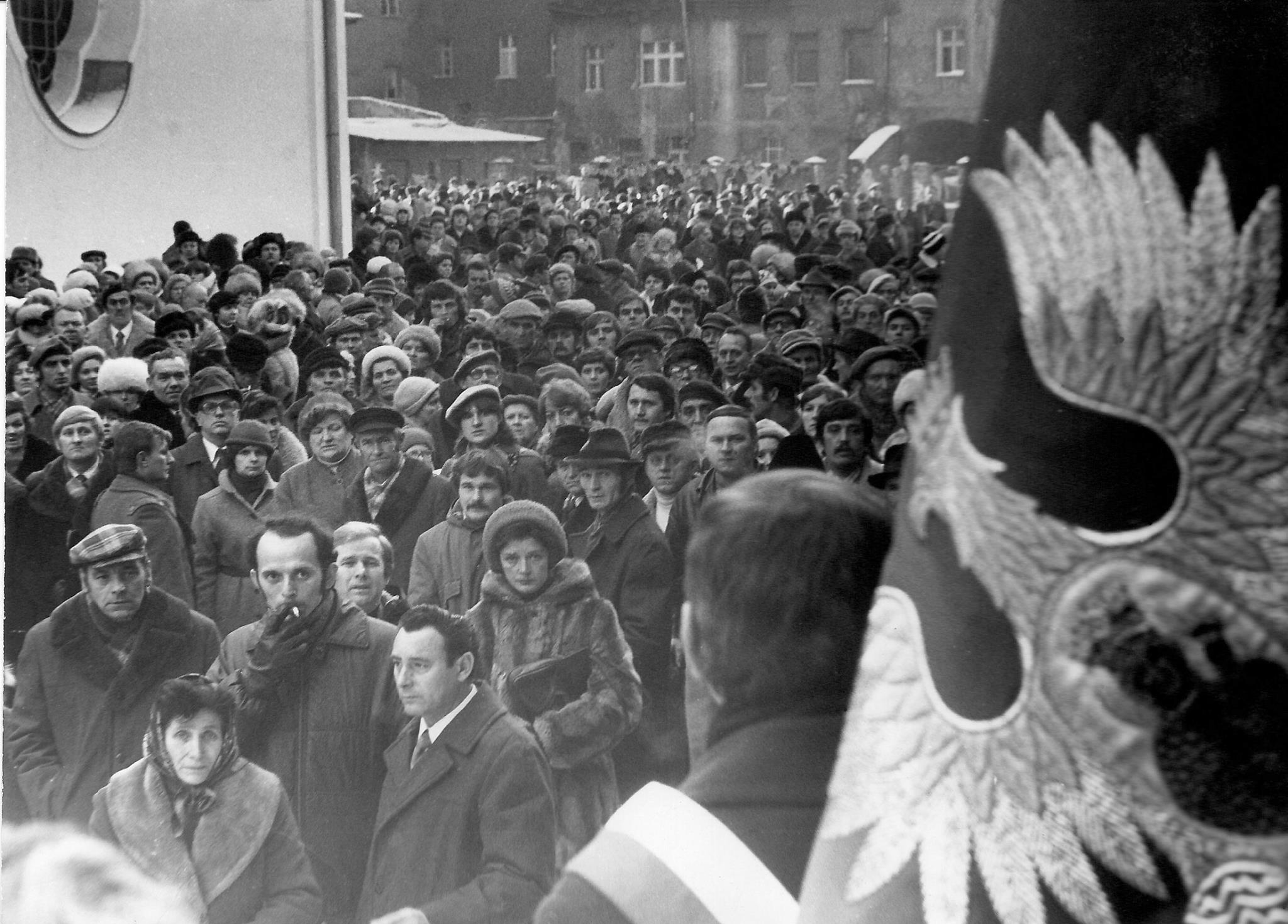
Antykomunistyczna demonstracja w Prudniku (1981)

We wrześniu 1980 w Zakładach Przemysłu Bawełnianego „Frotex” w Prudniku doszło do największej akcji protestacyjnej w województwie opolskim. Strajkowało około 1500 osób. Akcję zakończyło porozumienie zawarte 10 września. Za przykładem „Frotexu” poszli pracownicy innych zakładów pracy z terenu Prudnika, między innymi: zakład rymarsko-tapicerski w Prudnickiej Spółdzielni Pracy Różnej Wytwórczości Ogniwo, Spółdzielnia Transportu Wiejskiego w Prudniku, Zakład Usług Telewizyjnych, Spółdzielnia Kółek Rolniczych, Państwowy Ośrodek Maszynowy i Opolska Fabryka Mebli (zakład nr. 4 w Prudniku).

### III Rzeczpospolita

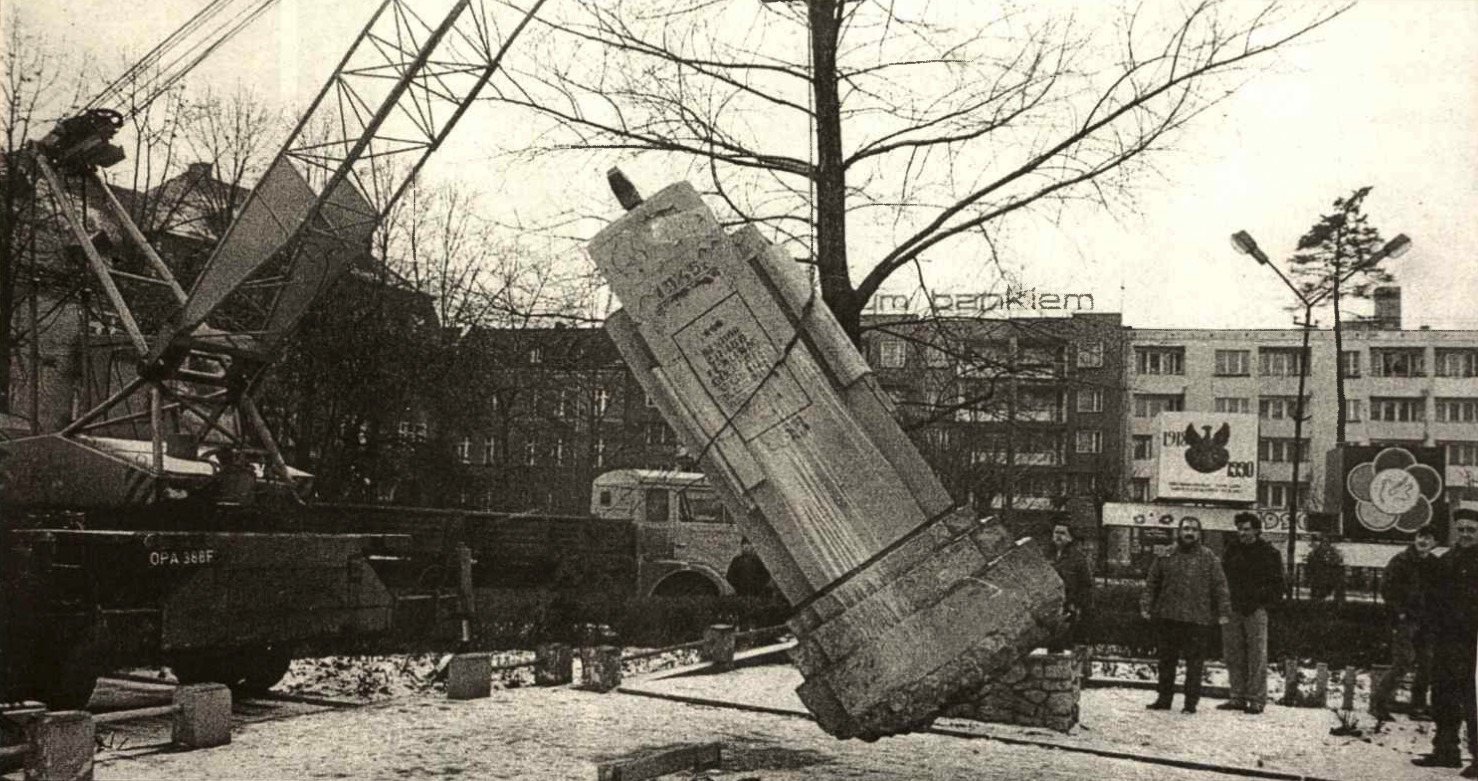
Wyrwanie z ziemi pomnika Wdzięczności Armii Czerwonej

Po pierwszych wyborach do samorządu terytorialnego w Polsce po jego przywróceniu w 1990 roku burmistrzem miasta został Jan Roszkowski. W grudniu 1990 pomnik Wdzięczności Armii Czerwonej znajdujący się na Placu Wolności został wyrwany z ziemi i wywieziony. Na jego miejscu w 1996 powstał pomnik Żołnierza Polskiego.
W maju 1994 został zlikwidowany garnizon wojskowy w Prudniku. W czerwcu 1997 została oddana do użytku miejska oczyszczalnia ścieków przy ul. Poniatowskiego.
Prudnik był pierwszym miastem w Polsce zalanym podczas powodzi w lipcu 1997. W nocy z 6 na 7 lipca woda na Złotym Potoku zniosła kładkę dla pieszych na remontowanym moście przy ul. Kościuszki. Woda wlała się na niżej położone tereny wzdłuż biegu rzeki Prudnik, m.in. ulice: Kochanowskiego, Morcinka, Chrobrego, Batorego, Powstańców Śląskich, Kolejowa, Ogrodowa, Nyska. Zalane zostały liczne zakłady przemysłowe. Z miasta i okolicznych wsi ewakuowano 192 osoby. W usuwaniu skutków powodzi w Prudniku pomagali żołnierze z Ukrainy. Straty w gminie Prudnik oszacowano na 8,6 miliona złotych (86 miliardów „starych” złotych). Zalane zostały 102 budynki, 836 ha gruntów rolnych, 119 domów jednorodzinnych, 3 obiekty sportowe, 3 przedszkola, 4 budynki szkolne, 17 budynków produkcyjnych, a liczbę poszkodowanych wyznaczono na 2425 osób.

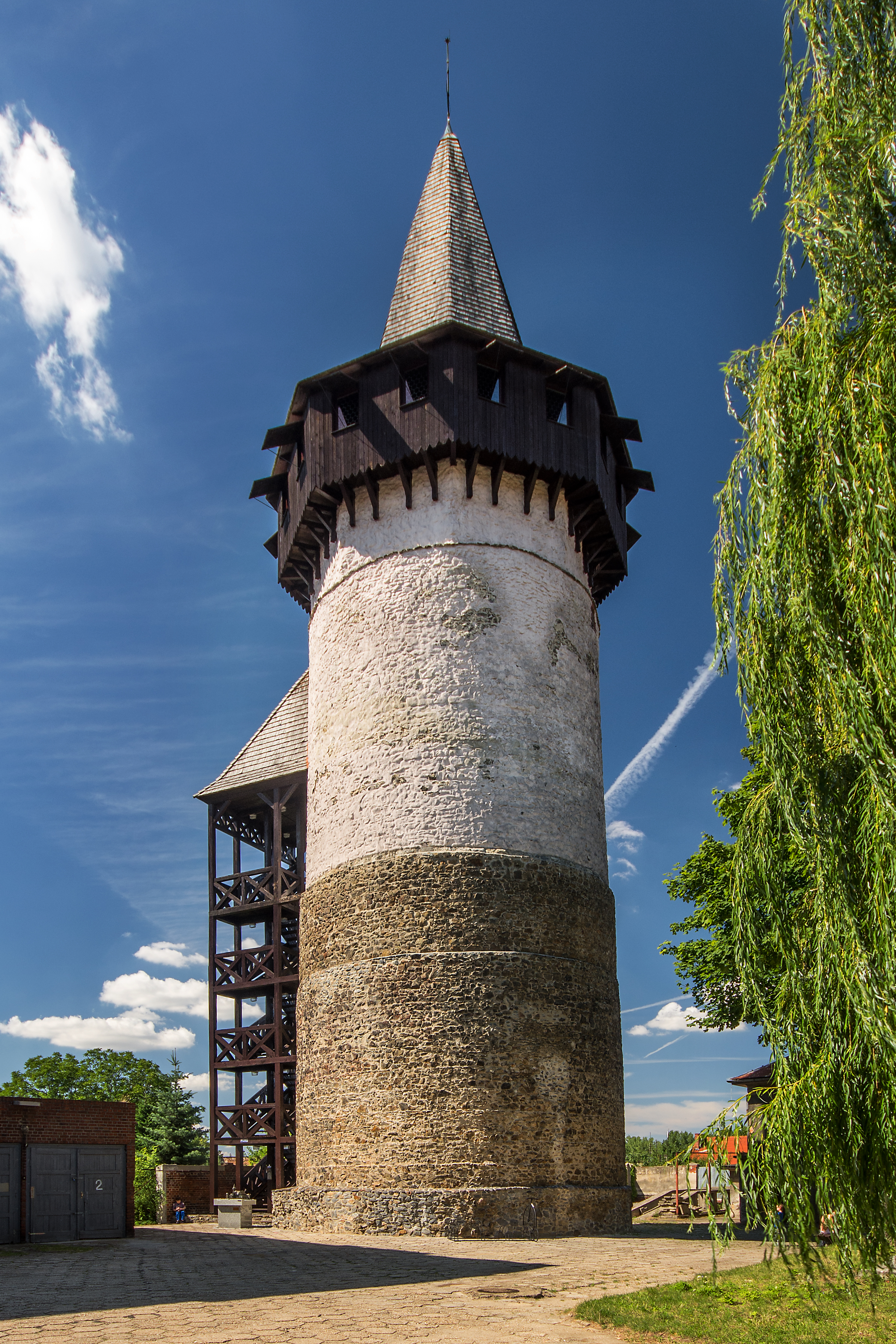
Wieża Woka po renowacji

W ramach reformy administracyjnej w Polsce w 1999 Prudnik ponownie stał się siedzibą powiatu prudnickiego. W kwietniu 2003 Ośrodek Badań Wyborczych zorganizował w Prudniku prareferendum w sprawie przystąpienia Polski do Unii Europejskiej, traktowane jako „próba generalna” przed prawdziwym referendum w czerwcu. 81% głosujących mieszkańców opowiedziało się za wejściem do Unii. Wyniki prareferendum w Prudniku analizowały ogólnopolskie media.
W latach 2007 i 2014 zakończyły się procesy likwidacyjne dwóch największych zakładów pracy w mieście: Prudnickich Zakładów Obuwia „Primus” i Zakładów Przemysłu Bawełnianego „Frotex”. W 2009 Wieża Woka została gruntownie odrestaurowana przez gminę Prudnik i obecnie pełni rolę punktu widokowego. 20 czerwca 2015 Prudnik przystąpił do Międzynarodowego Stowarzyszenia Miast Dobrego Życia Cittàslow.
Uchwałą z 18 grudnia 2020 Rady Miejskiej Prudnika wyznaczono na terenie gmin Prudnik i Głuchołazy aglomerację Prudnik o równoważnej liczbie mieszkańców 30667 oraz zlokalizowaną na terenie miejscowości: Prudnik, Chocim, Dębowiec, Jarnołtówek, Łąka Prudnicka, Moszczanka, Niemysłowice, Pokrzywna, Wieszczyna z oczyszczalnią ścieków w Prudniku.

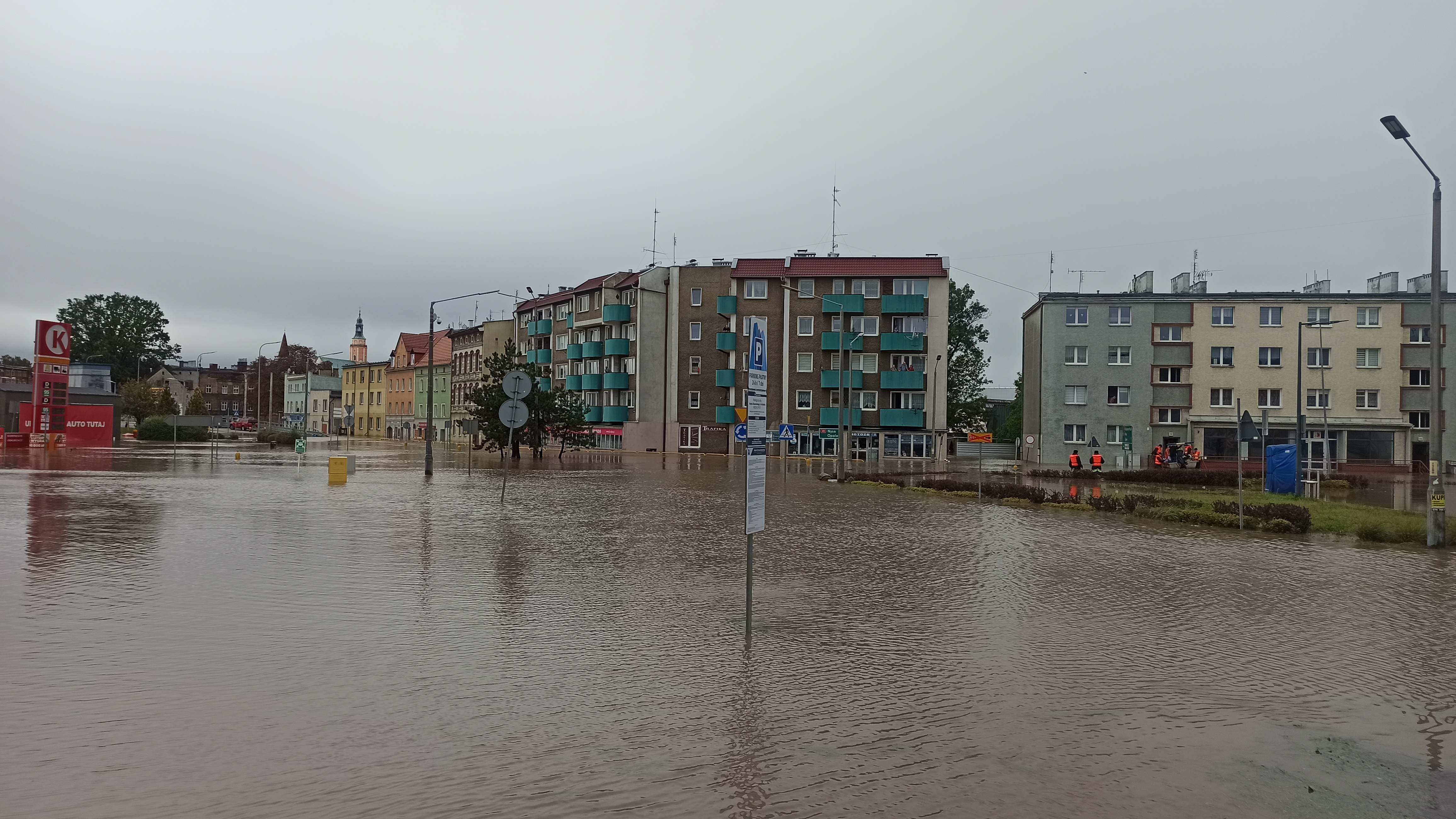
Zalany rejon ronda Żołnierzy Wyklętych podczas powodzi w 2024

W czasie powodzi we wrześniu 2024 przepływające przez Prudnik rzeki Prudnik i Złoty Potok zalały miasto i okoliczne wsie, powodując liczne zniszczenia. Poziom wody był wyższy niż podczas powodzi tysiąclecia. Ewakuowano m.in. mieszkańców ulic Chrobrego, Kochanowskiego, Kołłątaja i Morcinka. Woda zalała ulice po obu stronach rzeki Prudnik, remontowany Stadion Miejski, tor łuczniczy, halę „Obuwnik”, ogródki działkowe, rejon ronda Żołnierzy Wyklętych, basen letni przy ul. Zwycięstwa. Zniszczony został fragment zabytkowego muru przy dawnym „Frotexie” oraz trzy mosty dla pieszych. Pod wodą znalazły się zakłady przemysłowe. Miasto zostało pozbawione prądu i wody. Do Prudnika sprowadzono jednostki straży pożarnej z całej Polski, żołnierzy Wojsk Obrony Terytorialnej oraz 18 Dywizji Zmechanizowanej. Samorząd wycenił straty wyrządzone przez powódź na kwotę ponad 100 milionów zł.

## Demografia
Miasto zamieszkiwane jest przez ludność mieszaną. Mieszkają w nim autochtoni: mniejszość niemiecka oraz Ślązacy, a także ludność napływowa, przybyła na Śląsk z Kresów Wschodnich po 1945 w wyniku przymusowych przesiedleń ludności polskiej oraz z centralnej Polski (teren późniejszych województw krakowskiego i nowosądeckiego).
Według danych GUS z 30 czerwca 2018, Prudnik miał 21170 mieszkańców (6. miejsce w województwie opolskim i 212. w Polsce), powierzchnię 20,50 km² (10. miejsce w województwie opolskim i 284. miejsce w Polsce) i gęstość zaludnienia 1033 os./km². Mieszkańcy Prudnika stanowią około 37,77% populacji powiatu prudnickiego, co stanowi 2,15% populacji województwa opolskiego.
Według spisu powszechnego z 2021, wśród mieszkańców miasta i gminy Prudnik narodowość niemiecką deklarowały 202 osoby, śląską 110 osób, romską 85 osób, angielską 47 osób, irlandzką 37 osób, holenderską 32 osoby, ukraińską 30 osób, norweską 15 osób, włoską 13 osób, amerykańską 12 osób, szwedzką 11 osób. Na poziomie powiatowym w spisie znaleźli się ponadto Białorusini, Rosjanie, Czesi, Ormianie, Żydzi, Australijczycy, Austriacy, Mołdawianie, Słowacy, Francuzi, Kanadyjczycy, Szwajcarzy, Tatarzy, Karaimi, Litwini, Łemkowie, Belgowie, Japończycy, Grecy, Hiszpanie, Kazachowie oraz Szkoci. Po rosyjskiej inwazji na Ukrainę w 2022 liczba Ukraińców w Prudniku wzrosła do około 150.
Prudnik podlega pod Urząd Statystyczny w Opolu, oddział w Prudniku.
| Opis                              | Ogółem | Ogółem | Kobiety | Kobiety | Mężczyźni | Mężczyźni |
| --------------------------------- | ------ | ------ | ------- | ------- | --------- | --------- |
| jednostka                         | osób   | %      | osób    | %       | osób      | %         |
| populacja                         | 21170  | 100    | 11241   | 53,1    | 9929      | 46,9      |
| gęstość zaludnienia (mieszk./km²) | 1033   | 1033   | 548     | 548     | 485       | 485       |

### Liczba mieszkańców miasta
1534 – 114
1667 – 2558
1675 – 2527
1754 – 2905
1764 – 2722
1774 – 3048
1781 – 3248
1782 – 3696
1800 – 3469
1820 – 4046
1824 – 4749
1830 – 4939
1838 – 5363
1861 – 8700
1868 – 9735
1885 – 16093
1890 – 17577
1910 – 18856
1925 – 17052
1939 – 17339
1946 – 10886
1956 – 14900
1962 – 18200
1980 – 22402
1990 – 26400
1995 – 24 350
1998 – 24 300
2000 – 23 800
2002 – 23 630
2003 – 23 528
2004 – 23 376
2005 – 23 234
2006 – 23 078
2007 – 22 927
2008 – 22 787
2009 – 22 663
2010 – 22 514
2011 – 22 164
2012 – 21 979
2013 – 21 778
2014 – 21 676
2015 – 21 472
2016 – 21 368
2017 – 21 237
2018 – 21 170

## Zabytki
Prudnik nie ma gminnej ewidencji zabytków (stan na 2024 rok), natomiast do wojewódzkiego rejestru zabytków wpisane są:
- stare miasto (w granicach średniowiecznego założenia)

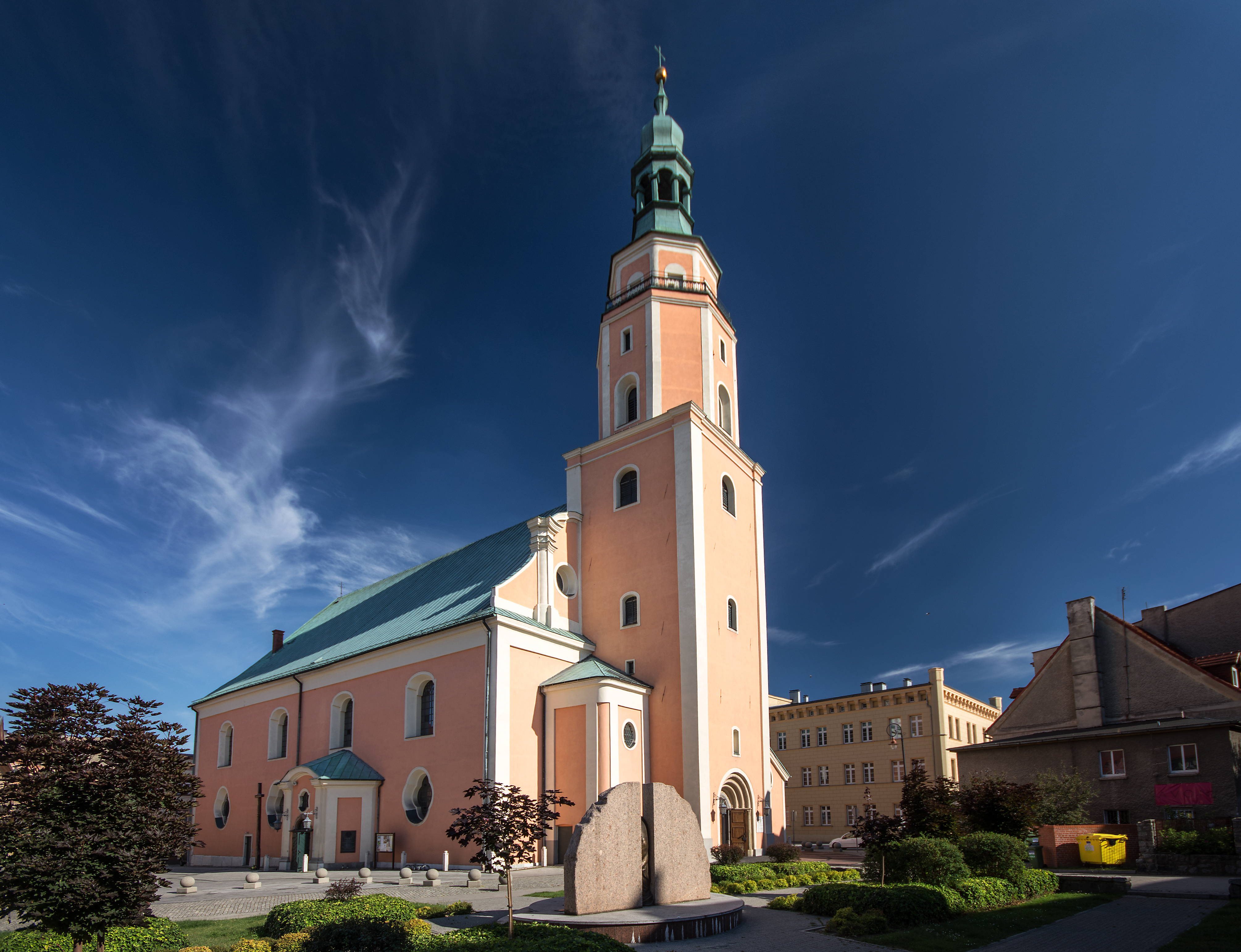
Kościół parafialny pod wezwaniem św. Michała Archanioła

- kościół parafialny pod wezwaniem św. Michała Archanioła, 1612, 1730–1738

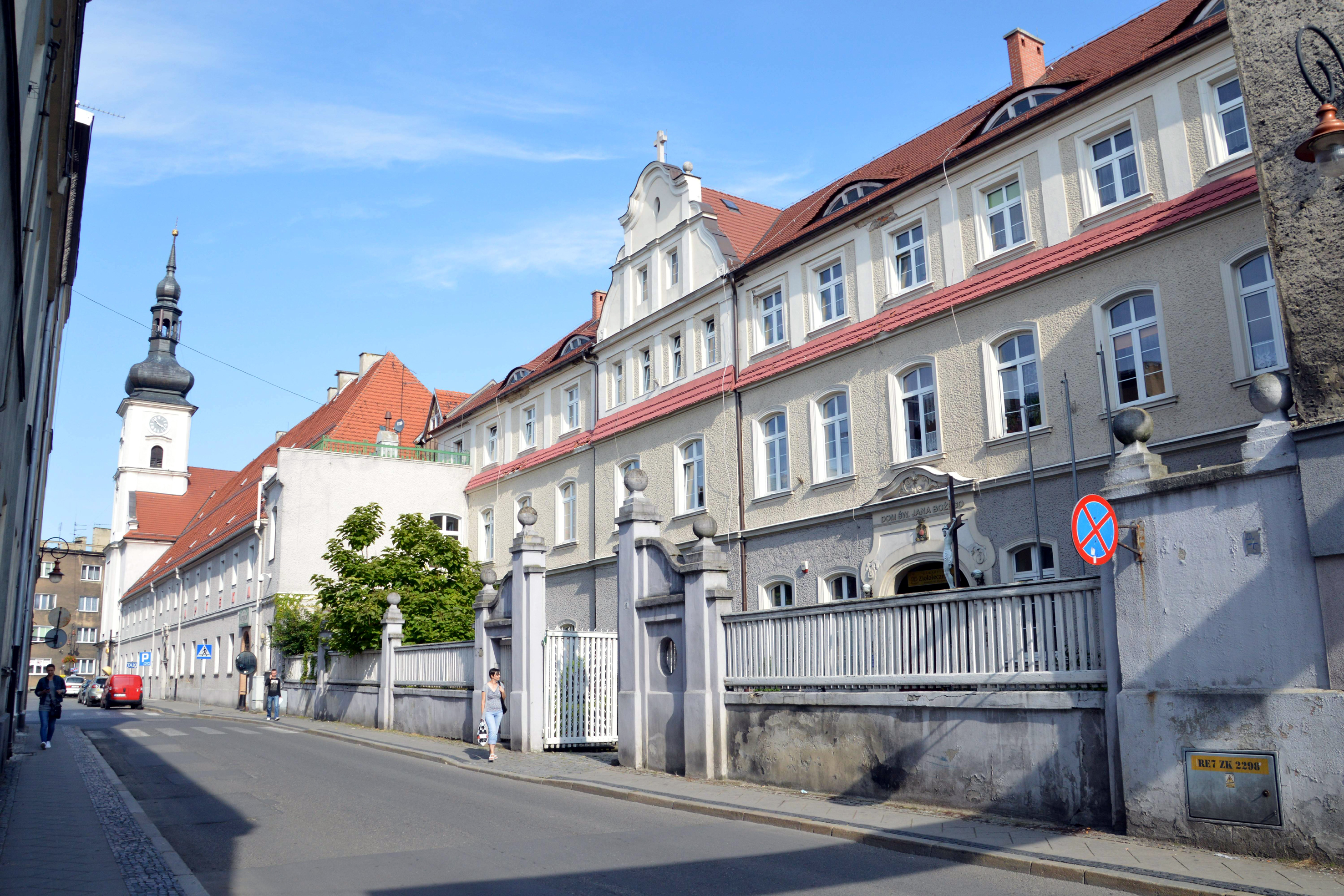
Zespół klasztorny bonifratrów

- zespół klasztorny bonifratrów, ul. Piastowska 6:
  - kościół filialny pod wezwaniem Świętych Apostołów Piotra i Pawła, 1783–1787
  - klasztor, druga połowa XVIII wieku
  - skrzydło szpitalne (wschodnie), 1896, 1914–1916
  - ogrodzenie przy skrzydle, murowane/drewniane, 1914–1916

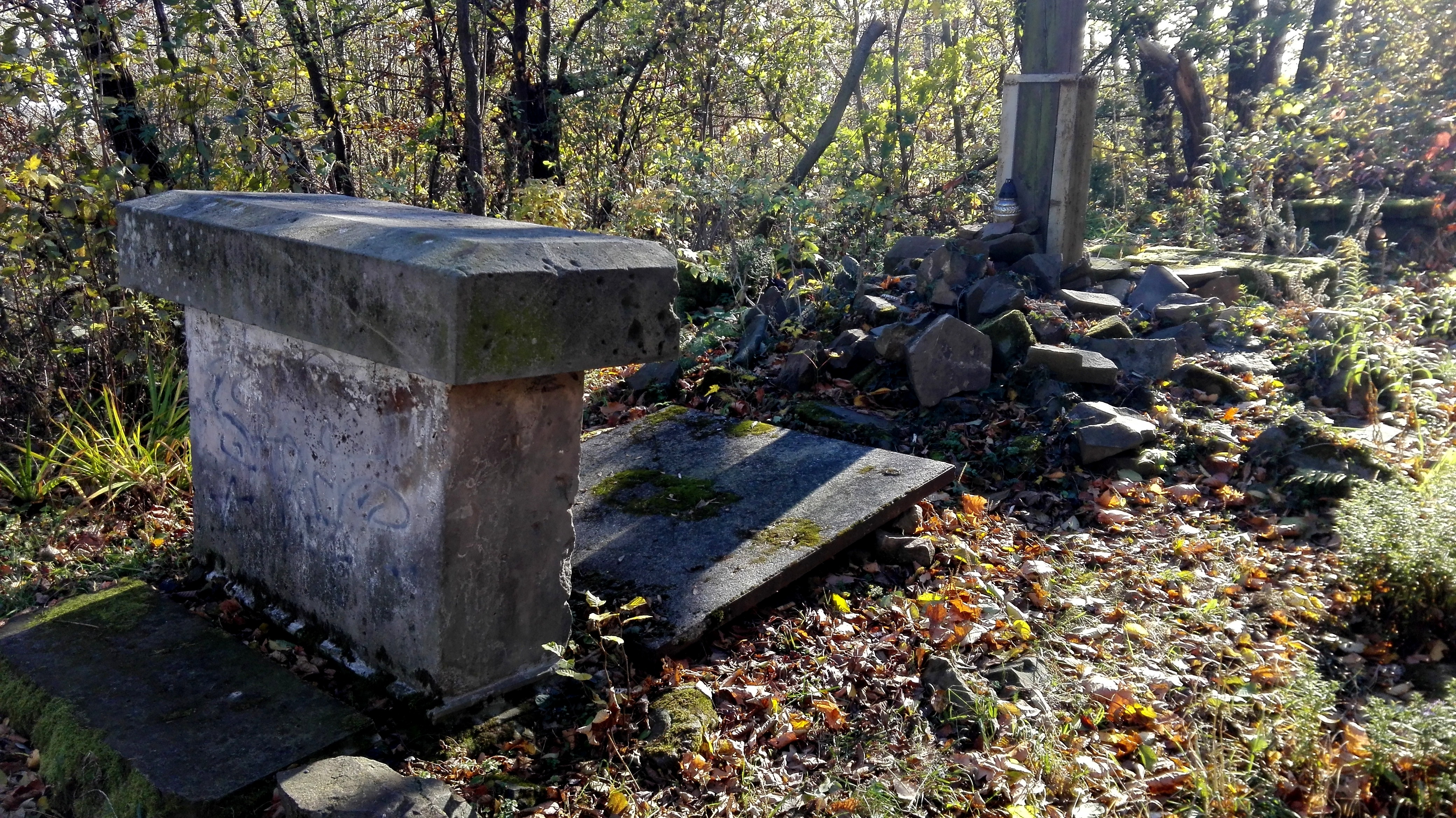
Relikty klasztoru kapucynów na Kaplicznej Górze

- relikty klasztoru kapucynów na Kaplicznej Górze, XVIII wiek
- kaplica przydrożna, ul. Konopnickiej, 1865
- kaplica, ul. Poniatowskiego 17 (dawniej Wiejska), XVIII wiek
- plebania, XVIII/XIX wiek
- cmentarz komunalny, ul. Kościuszki, 1870
  - mogiła zbiorowa ofiar II wojny światowej

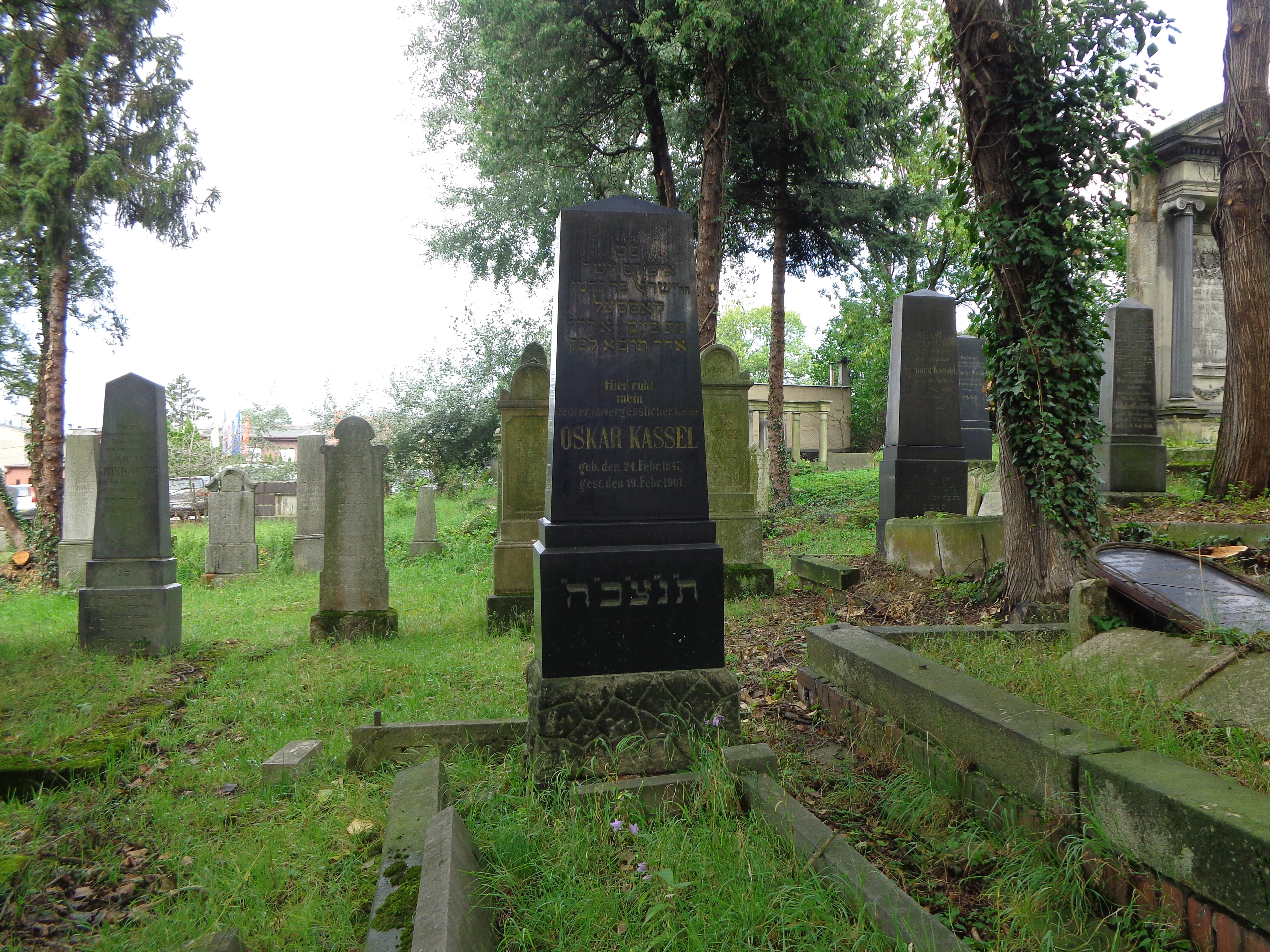
Cmentarz żydowski

- cmentarz żydowski, ul. Kolejowa, okolice XIX wieku
  - bożnica, obecnie kościół zielonoświątkowy
  - mogiła zbiorowa ofiar II wojny światowej
- park miejski, okolice XIX wieku
- wieża zamkowa zwana Wieżą Woka, XIII/XIV, XV wiek
- pozostałości murów obronnych:
  - dwie baszty, XV–XVI wiek
  - dawny arsenał, wbudowany między baszty, ul. Bolesława Chrobrego 5 (Muzeum Ziemi Prudnickiej), druga połowa XVI wieku
  - Brama Dolna
- ratusz, XVIII wiek, 1840
- „Dom Katolicki”, plac Farny 1, pierwsza połowa XIX wieku
- dom, ul. Batorego 7, pierwsza połowa XIX wieku
- dom, ul. Batorego 11
- dom, ul. Bolesława Chrobrego 34, pierwsza połowa XIX wieku
- dom, ul. Bolesława Chrobrego 51, XVIII/XIX wiek (nie istnieje)
- dom, ul. Damrota 21, okolice XVIII wieku (nie istnieje)
- dom, ul. Damrota 23, okolice XVIII wieku (nie istnieje)
- dom, ul. Górna 1, XVIII wiek
- dom, ul. Jagiellońska 3 (dawniej 21), XIX wiek
- kamienica, ul. Kołłątaja 2, połowa XIX wieku

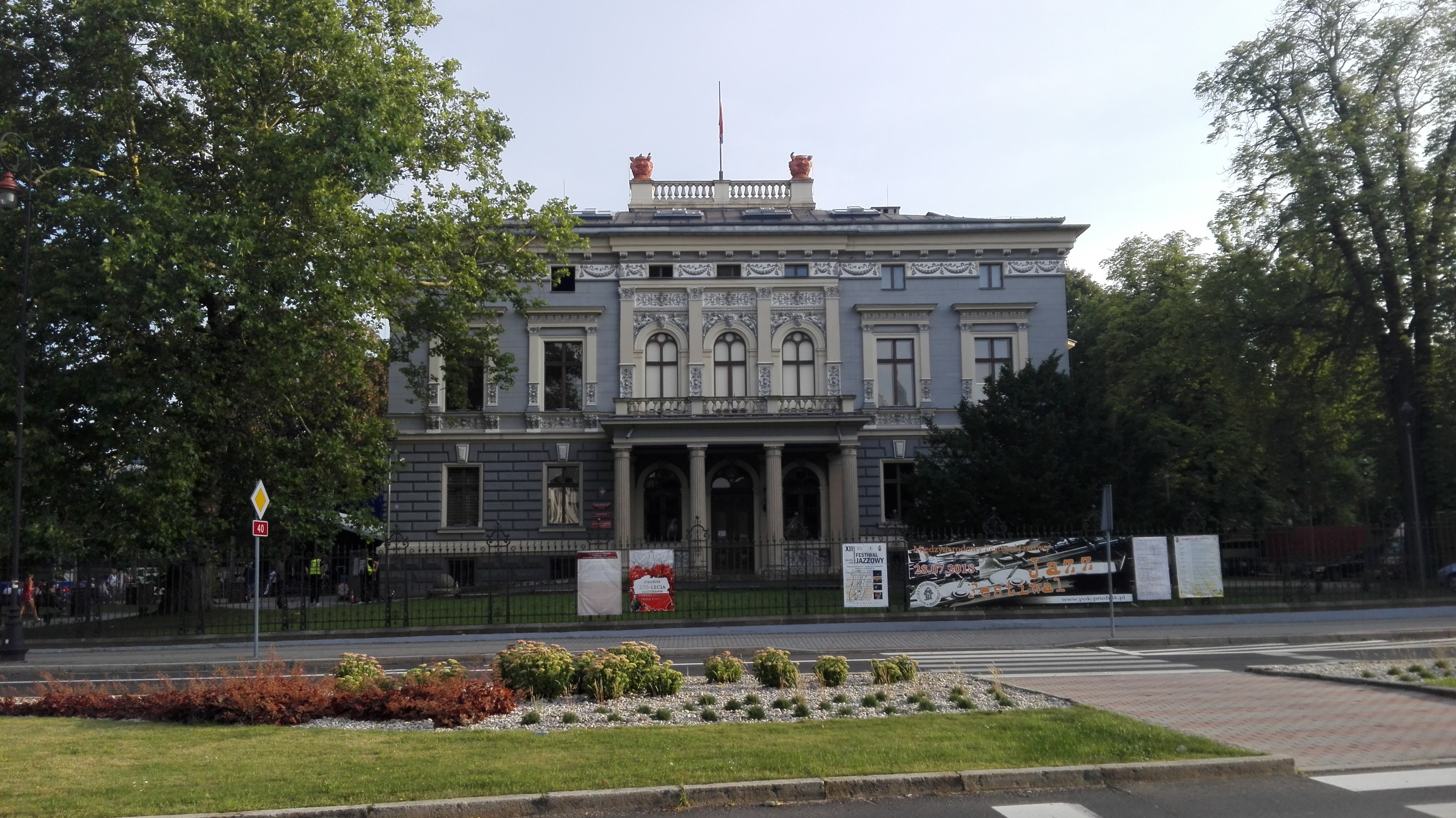
Willa, obecnie dom kultury

- willa, obecnie dom kultury, ul. Kościuszki 1A, okolice XIX wieku
- budynek aresztu śledczego, ul. Kościuszki 7, 1856–1890
- szkoła wraz z gruntem w granicach fundamentowania, ul. Kościuszki 55, po 1920
- dom, ul. Krótka 1 (dawniej 3), XVIII/XIX wiek
- dom, ul. Krótka 3 (dawniej 2), XVIII/XIX (nie istnieje)
- dom Cechu Rzemiosł, ul. Łukowa 1 (dawniej ul. Krótka 1)
- dom z oficyną, ul. Młyńska 1/3, druga połowa XIX wieku, XX wiek

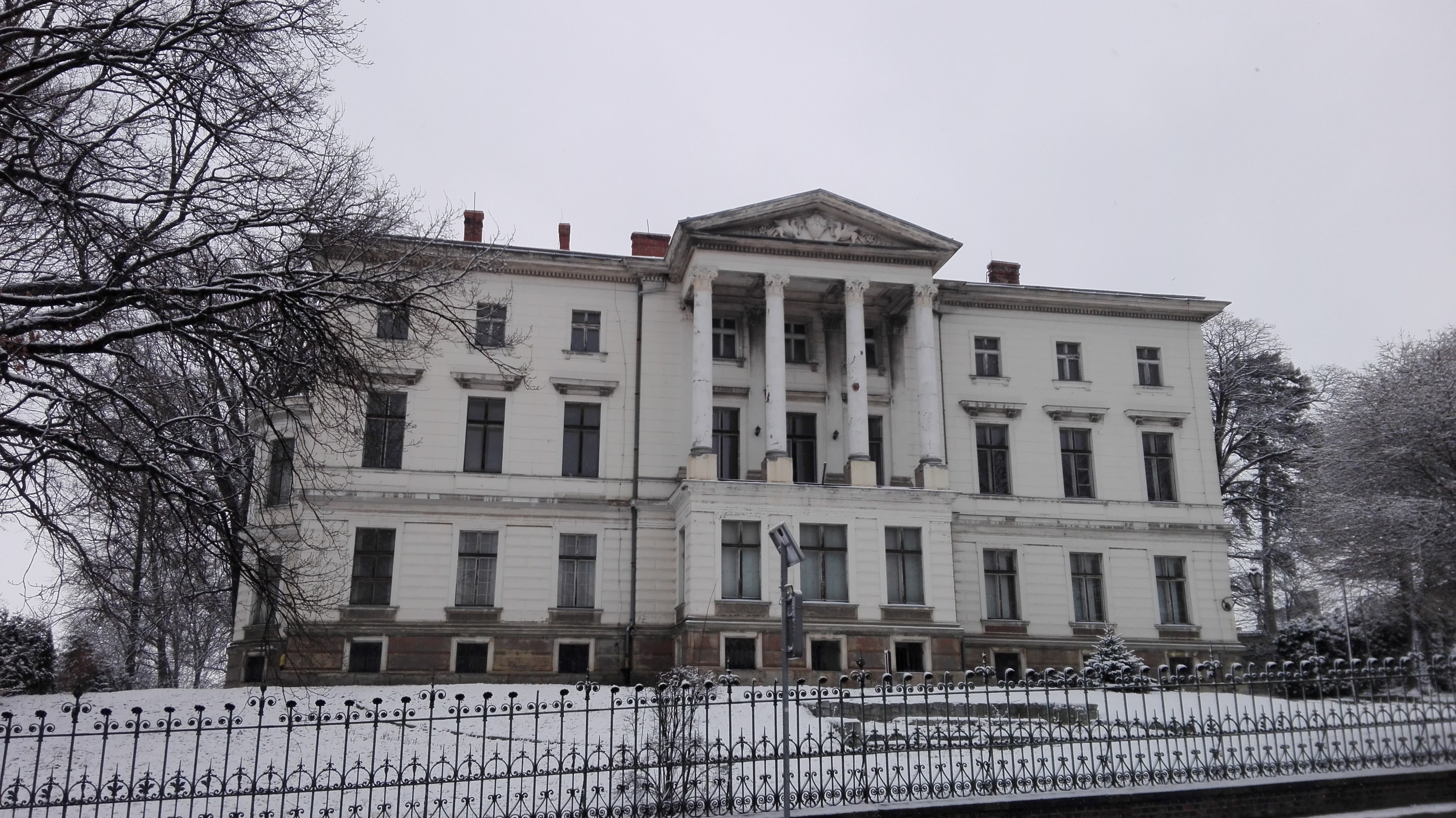
Willa przy ul. Nyskiej 2

- willa, ul. Nyska 2, połowa XIX wieku
- dom, ul. Parkowa 2, początek XX wieku
- łaźnia miejska, ul. Parkowa 4 (dawniej 6), początek XX wieku
- dom, ul. Piastowska 9, XIX wiek
- dom, ul. Piastowska 22, okolice XIX wieku
- budynek liceum medycznego, ul. Piastowska 26, 1873
  - metalowe ogrodzenie

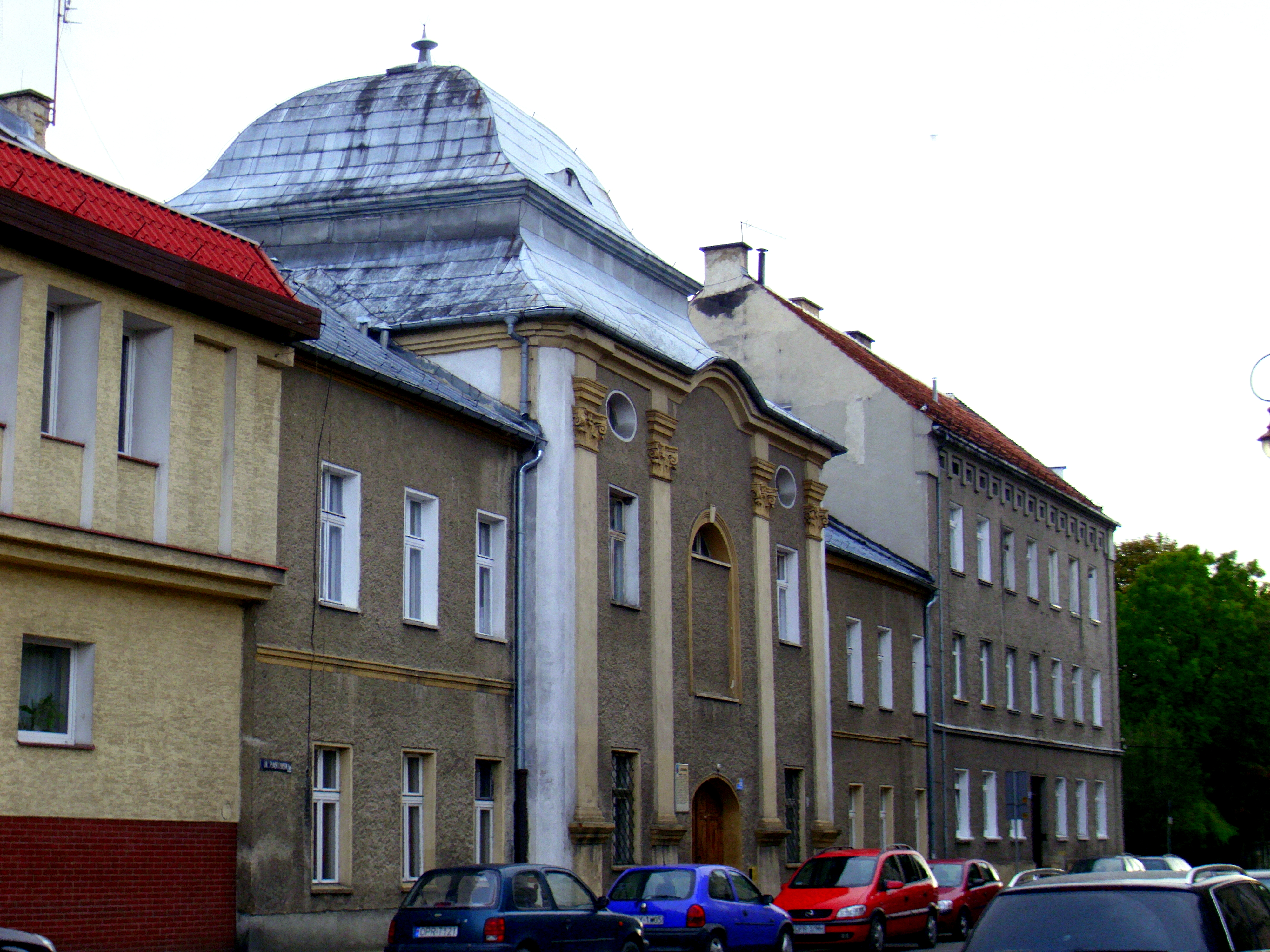
Dawny zajazd

- dawny zajazd, ul. Piastowska 65, połowa XVIII wieku
- dom, ul. Ratuszowa 7, XIX wiek

- dom, Rynek 2 (dawniej 40), 1769
- dom, Rynek 3 (dawniej 41)
- dom, Rynek 22 (dawniej 32)
- dom, Rynek 25 (dawniej 2)
- dom, Rynek 26 (dawniej 11)
- dom, ul. Sobieskiego 2, XVII wiek

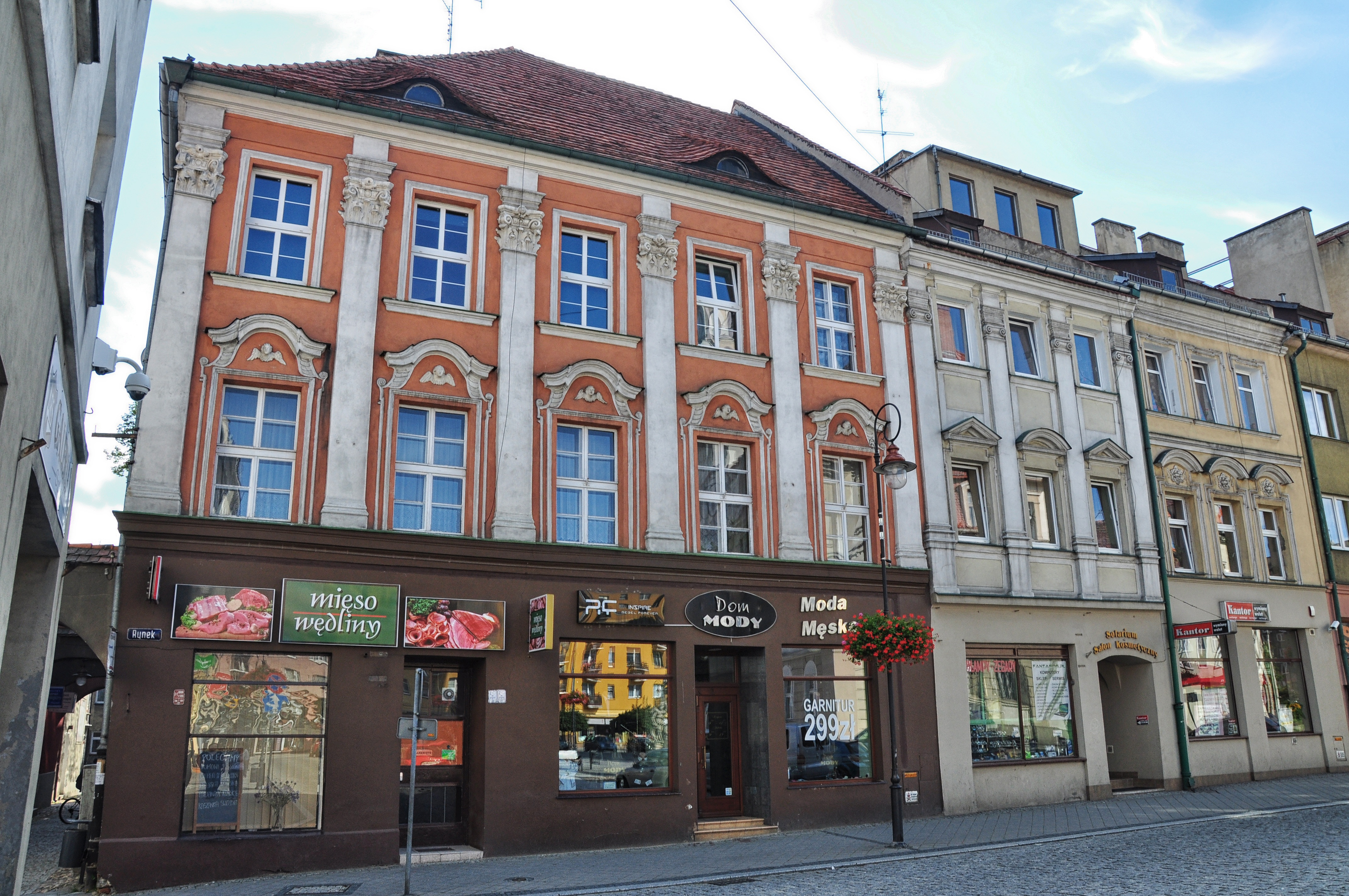
Domy, Rynek 2 i 3

- dom, ul. Sobieskiego 4, druga połowa XVII wieku
- dom, ul. Sobieskiego 5 (dawniej 3), pierwsza połowa XIX wieku
- dom, ul. Sobieskiego 6, XVIII wiek
- dom, ul. Sobieskiego 7 (dawniej 7)
- dom, ul. Sobieskiego 8, XIX wiek
- dom, ul. Sobieskiego 9 (dawniej 7), pierwsza połowa XIX wieku
- dom, ul. Sobieskiego 13 (dawniej 11)
- dom, ul. Sobieskiego 30, XVIII wiek

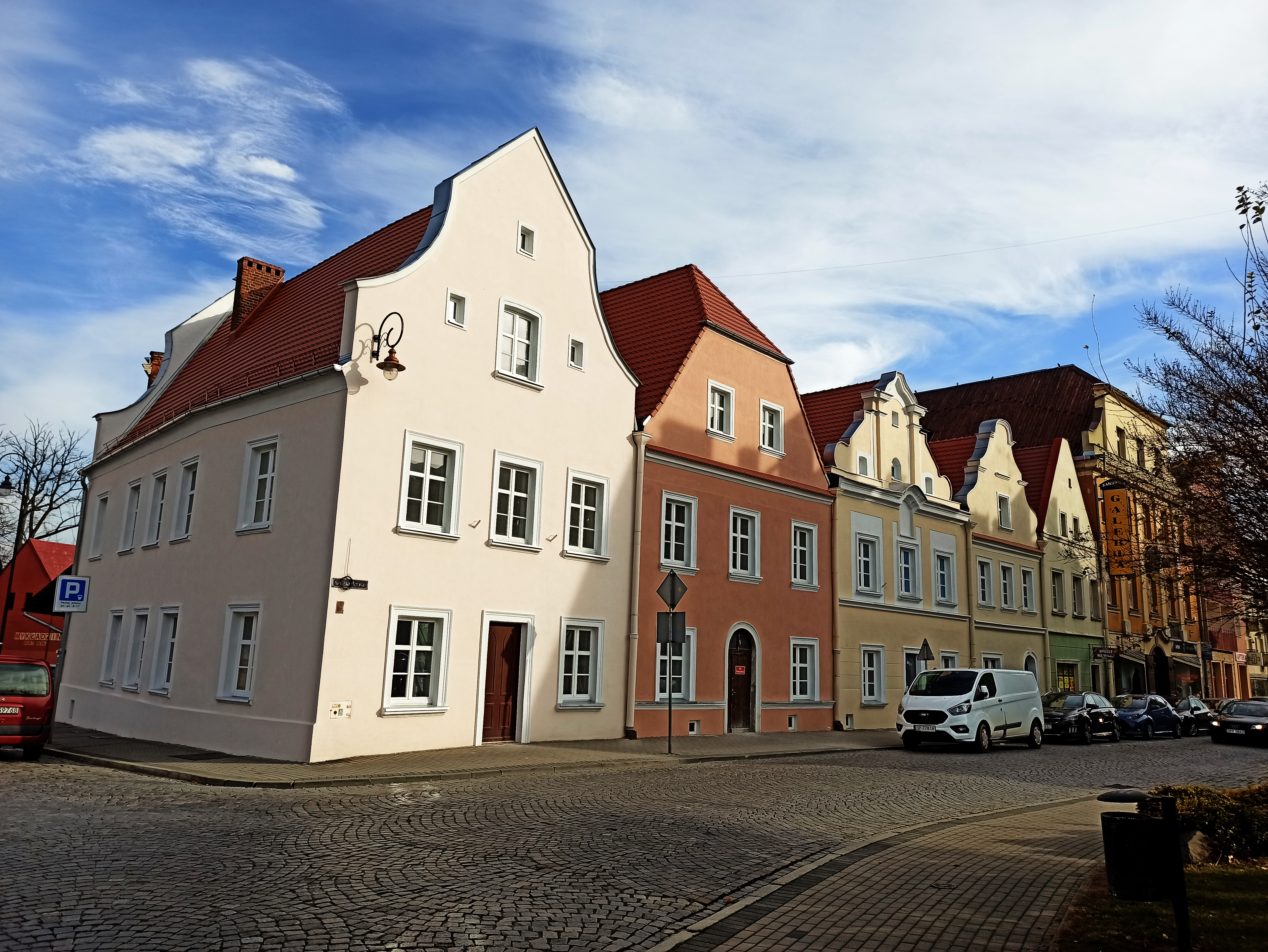
Kamienice przy ul. Zamkowej

- dom, ul. Zamkowa 1-2 (dawniej 2), XVII wiek
- dom, ul. Zamkowa 3-7 (dawniej 3), XVIII wiek
- dom, ul. Zamkowa 3-7 (dawniej 4), XVIII wiek
- dom, ul. Zamkowa 3-7 (dawniej 5), XVIII wiek
- dom, ul. Zamkowa 3-7 (dawniej 6)
- dom, ul. Zamkowa 3-7 (dawniej 7)
- młyn wodny, ul. Sienkiewicza 5, 1788
- pięć stacji drogi krzyżowej w Prudniku-Lesie, 1743

Do gminnej ewidencji zabytków wpisano 928 obiektów na terenie miasta. Wśród nich znalazły się:

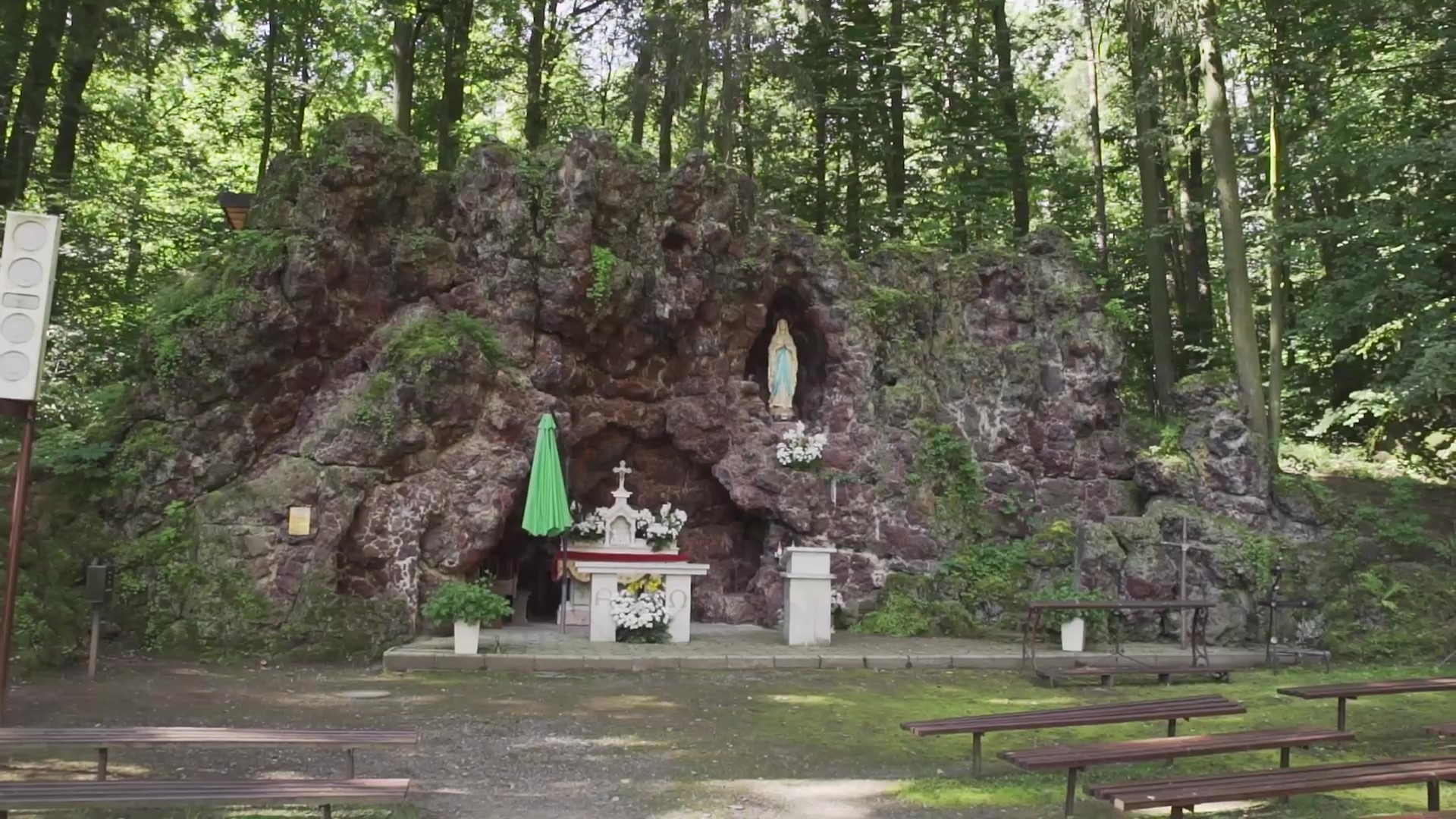
Grota lurdzka

- klasztor franciszkanów w Prudniku-Lesie, ul. Poniatowskiego 5
  - kościół filialny pod wezwaniem św. Józefa
  - grota lurdzka
- kapliczki przy ulicach: Kolejowej, Jesionkowej, Kościuszki, Nyskiej, Traugutta, Wiejskiej
- Urząd Miejski, ul. Kościuszki 3
- dawna Powiatowa Komenda Policji, ul. Traugutta 31
- budynek sądu, ul. Kościuszki 5

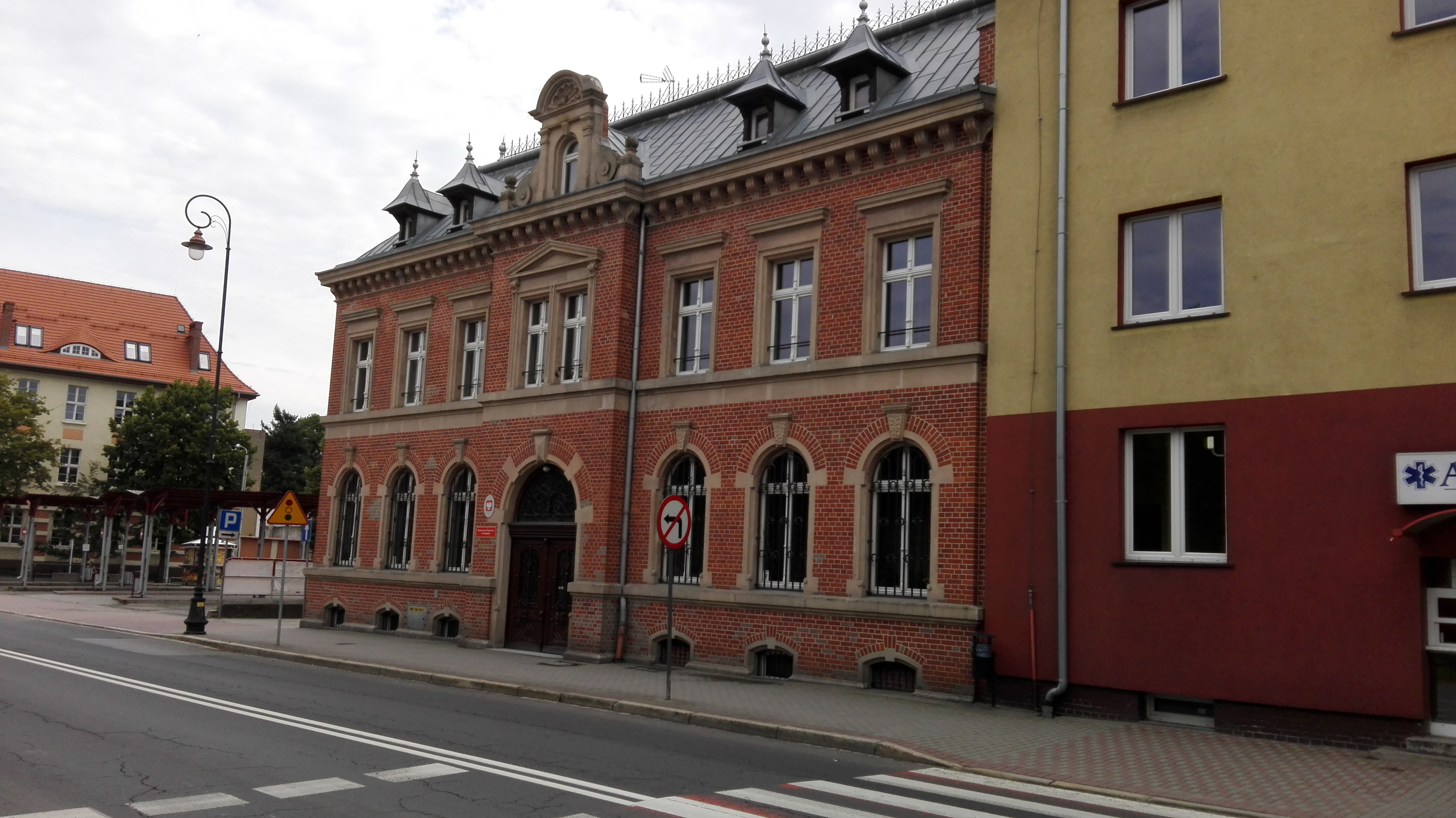
Budynek prokuratury

- budynek prokuratury, ul. Kościuszki 11
- szpital, ul. Piastowska 64
- szkoła podstawowa, ul. Armii Krajowej 1
- I Liceum Ogólnokształcące, ul. Gimnazjalna 2
  - biblioteka, ul. Gimnazjalna 1
- Zespół Szkół Rolniczych, ul. Kościuszki 76
- szkoła, ul. Prężyńska 3-5-7
- inkubator przedsiębiorczości, plac Zamkowy 2
- zespół dworca PKP, ul. Dworcowa 2

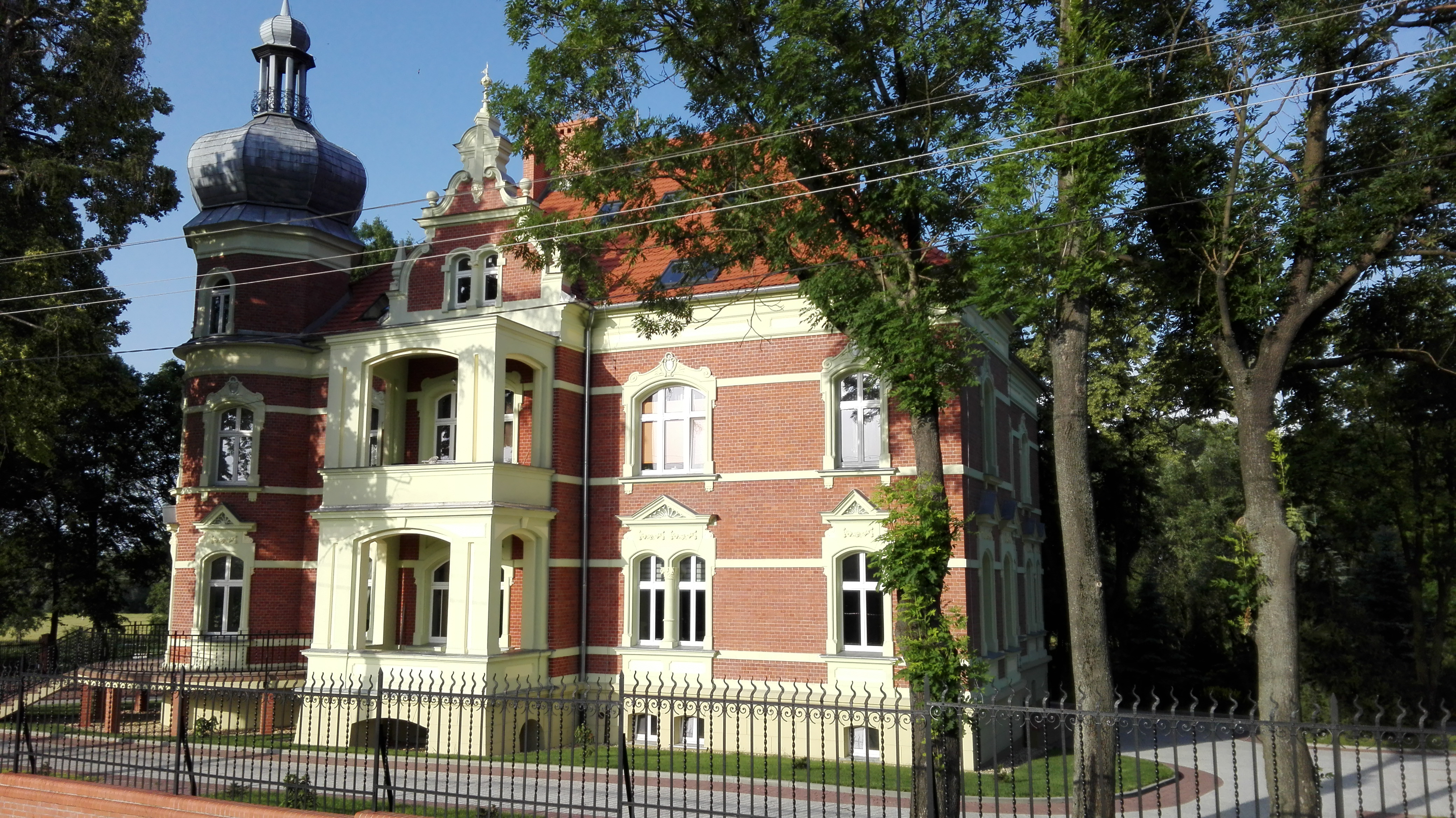
Pałac w Lipach

- pałac w Lipach, ul. Poniatowskiego 3
- nadleśnictwo, ul. Dąbrowskiego 34
- dyrekcja stadniny koni, ul. Jesionkowa 2

- browar, ul. Królowej Jadwigi 1
- zespół koszar, ul. Dąbrowskiego

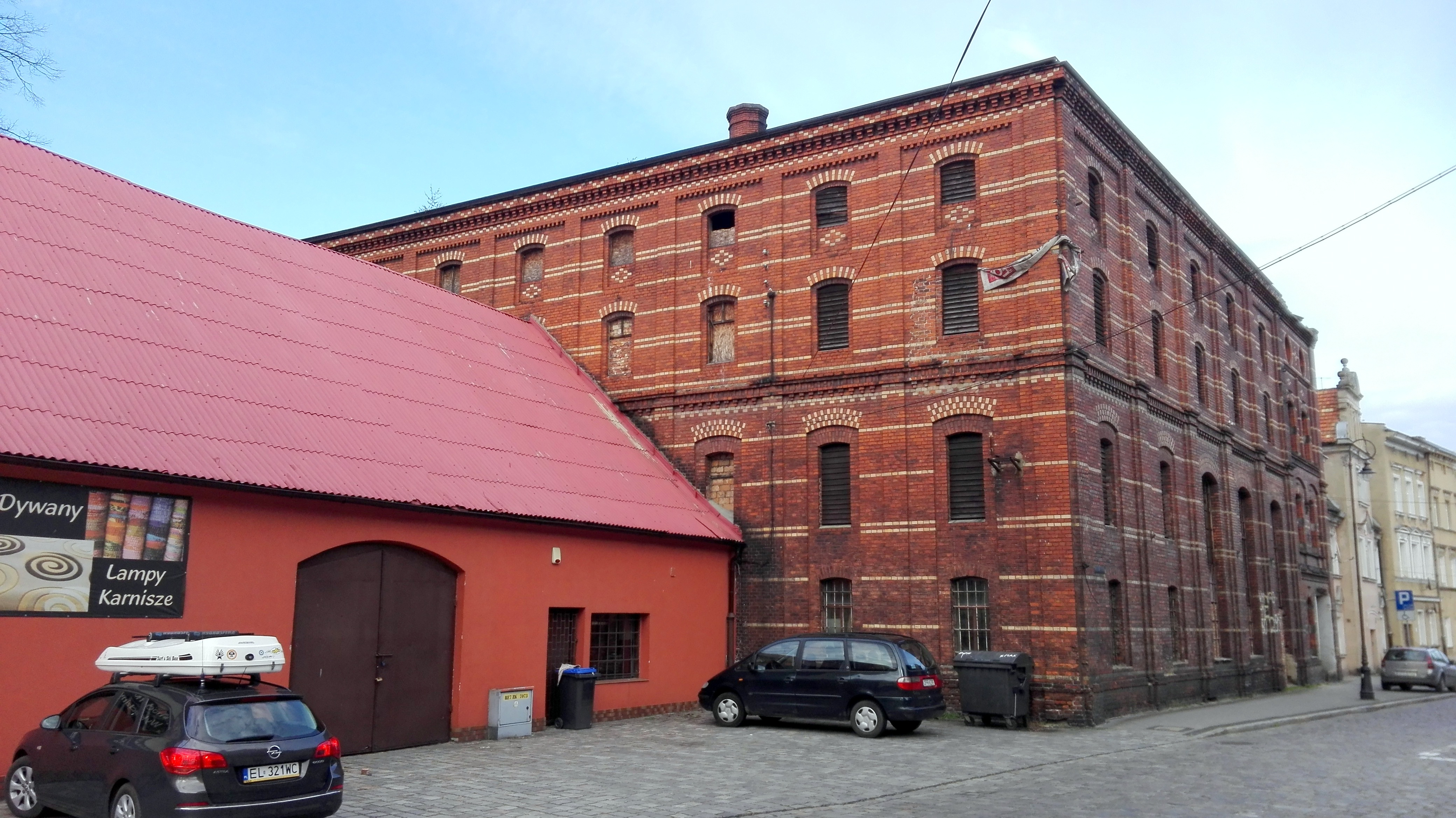
Browar

- zespół dawnej fabryki włókienniczej „Frotex”, ul. Nyska
- Zakład Wodociągów i Kanalizacji, ul. Poniatowskiego 1
- zespół cegielni, ul. Soboty 2
- most nad rzeką Prudnik, ul. Batorego

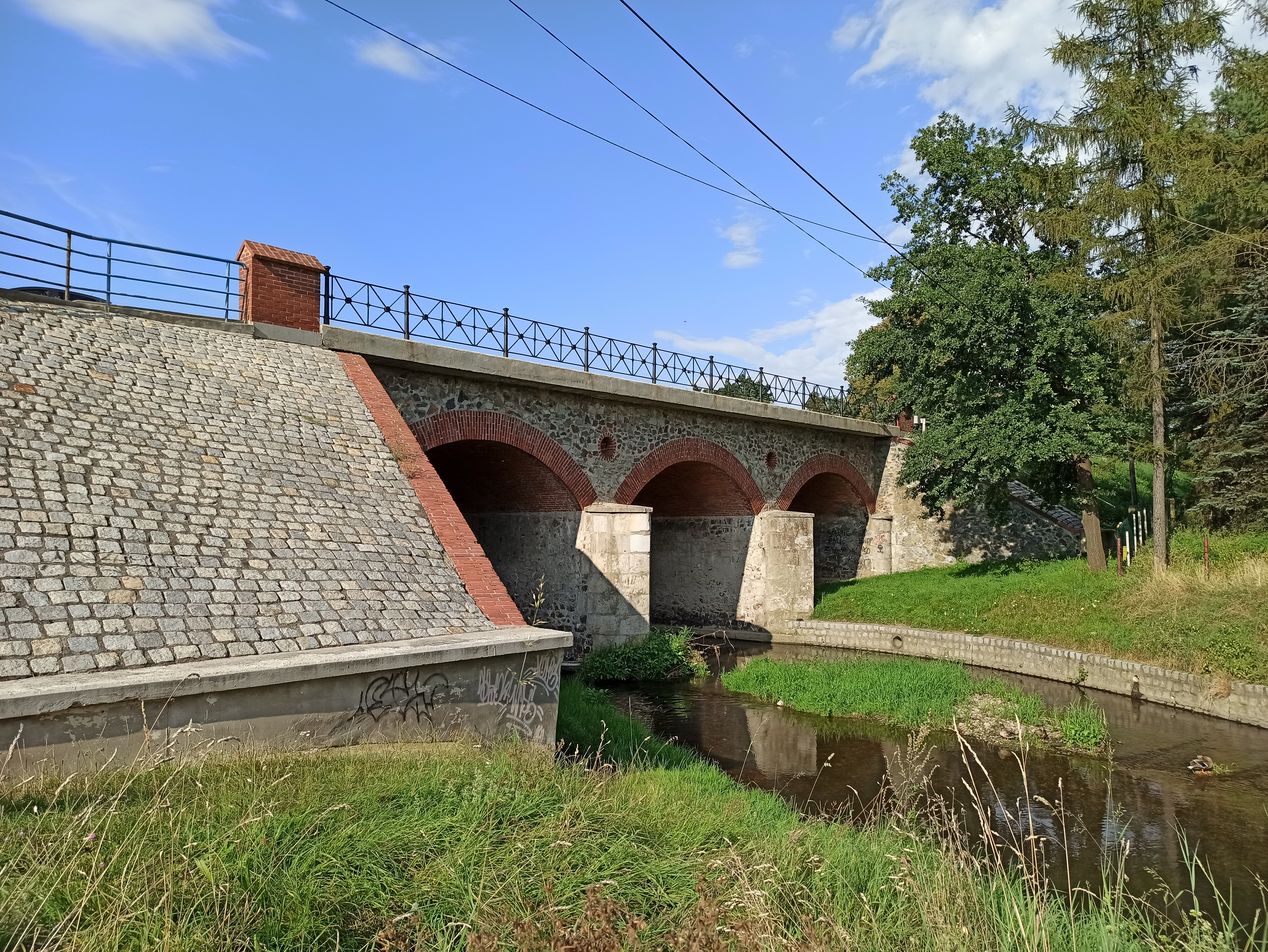
Most nad rzeką Złoty Potok

- most nad rzeką Złoty Potok, ul. Kościuszki
- wiadukt, ul. Nyska

Pozostałe obiekty zabytkowe:
- Kolumna Maryjna – barokowa, w północno-zachodnim narożu Rynku, wzniesiona w 1694[193].
- Fontanna Habsburgów – barokowa, w północno-wschodnim narożu Rynku, wzniesiona w 1696. Jest to najstarsza fontanna na Śląsku Opolskim[194].
- Figura św. Jana Nepomucena – barokowa, w południowo-wschodnim narożu Rynku, wzniesiona w 1733[193].

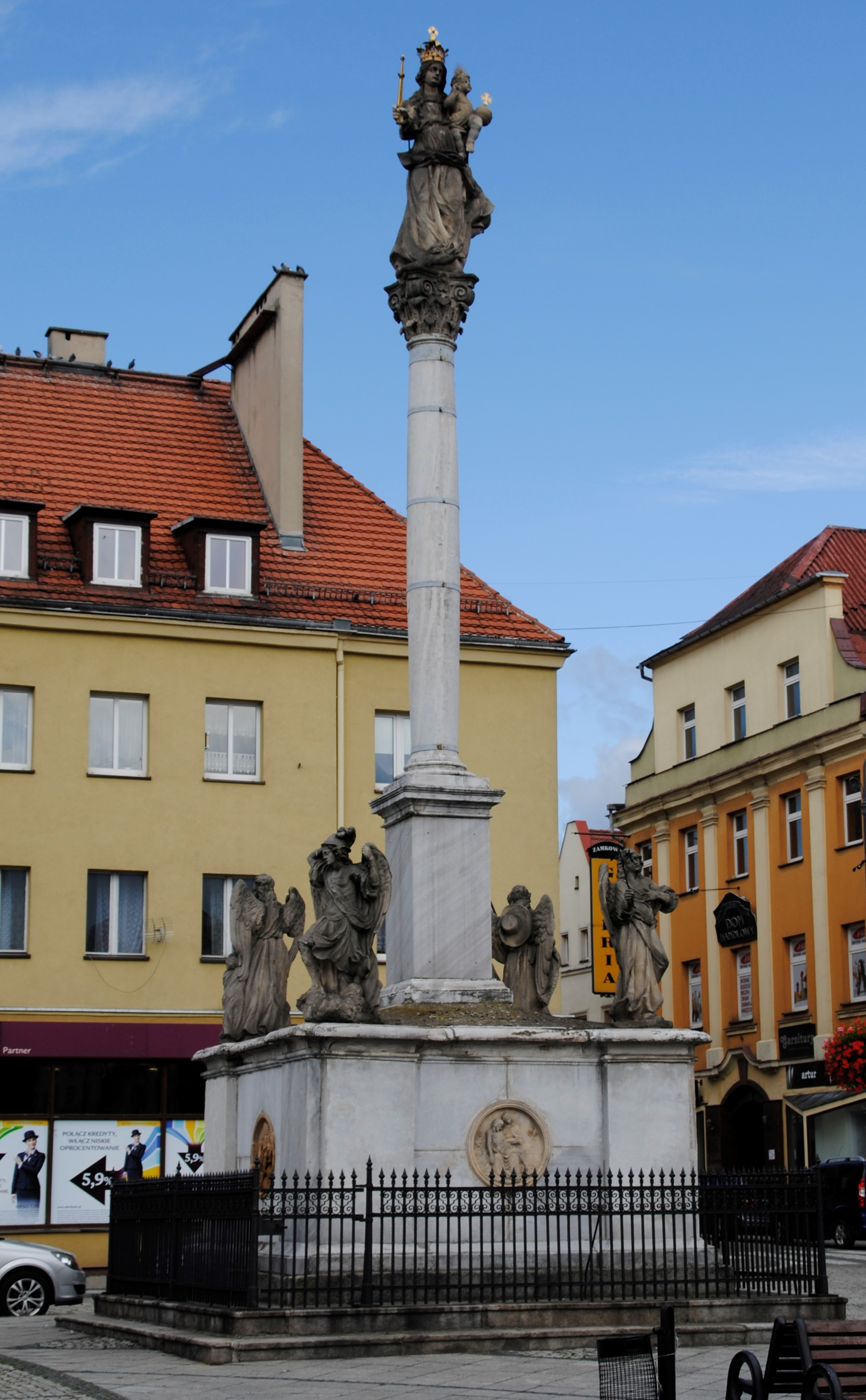
Kolumna Maryjna
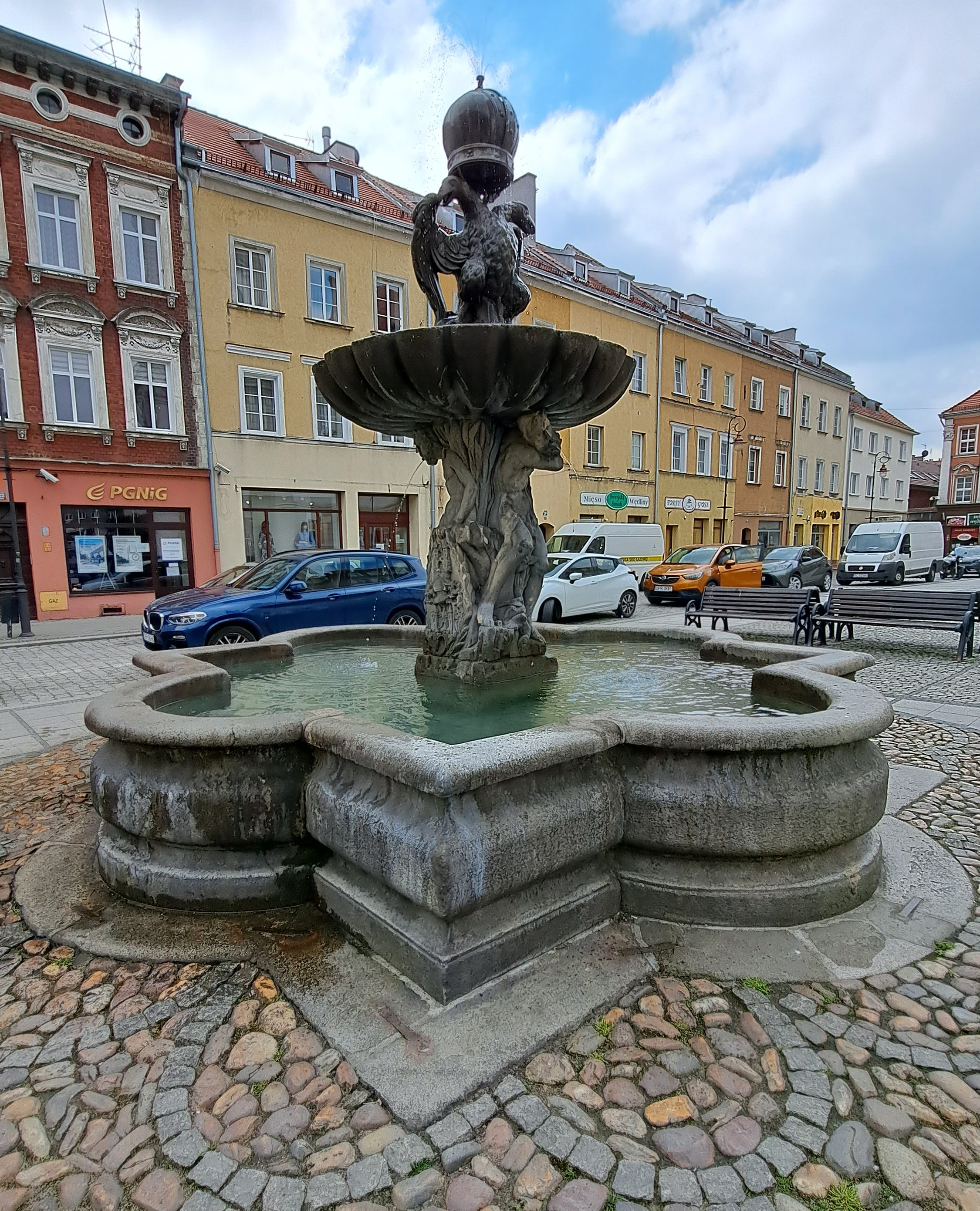
Fontanna Habsburgów
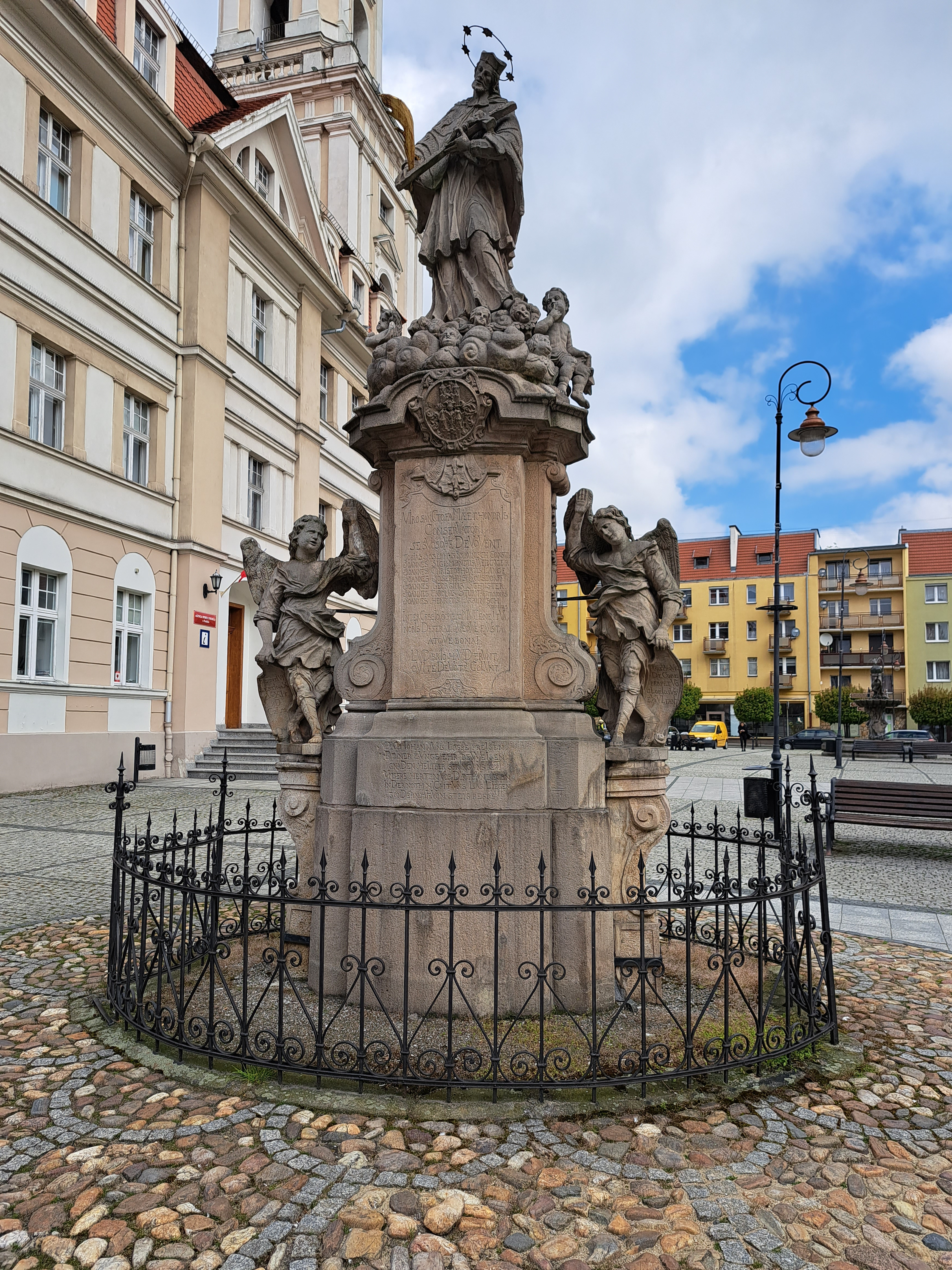
Figura św. Jana Nepomucena

## Gospodarka

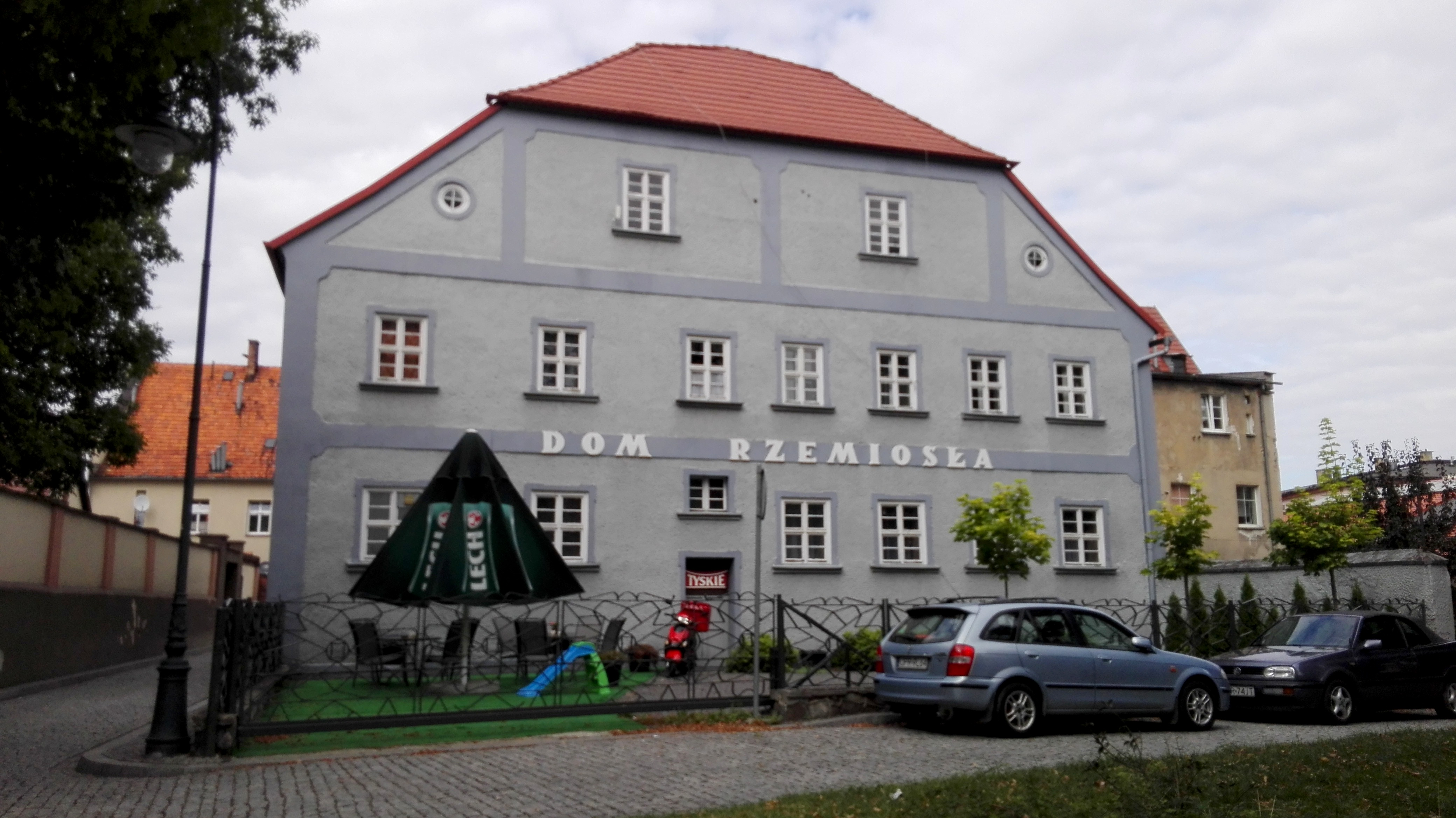
Siedziba Cechu Rzemieślników i Przedsiębiorców

W 2019 wskaźnik bezrobocia w Prudniku wynosił 12,0%. Przeciętne miesięczne wynagrodzenie brutto w Prudniku wynosiło 3 847,86 zł.
34,0% aktywnych zawodowo mieszkańców Prudnika pracuje w sektorze rolniczym (rolnictwo, leśnictwo, rybołówstwo i przemysł wydobywczy), 23,1% w sektorze przemysłowym (przemysł przetwórczy i budownictwo), a 13,5% w sektorze usługowym (handel, naprawa pojazdów, transport, zakwaterowanie i gastronomia, informacja i komunikacja) oraz 2,2% pracuje w sektorze finansowym (działalność finansowa i ubezpieczeniowa, obsługa rynku nieruchomości).

### Przedsiębiorstwa
Historycznie Prudnik był ośrodkiem przemysłu włókienniczego, obuwniczego oraz drzewnego. Współcześnie w mieście rozwijają się sektory: motoryzacyjny, drzewny/meblowy, metalowy, oświetleniowy, obróbki szkła, budownictwa oraz rolnictwo. Według stanu na 2023, w Prudniku znajdowało się 13 podmiotów, które zostały sklasyfikowane jako duże przedsiębiorstwa: Henniges Automotive (branża automotive), Steinpol Central Services (produkcja mebli), Spółdzielnia „Pionier”, Moretto Group, Woisch, Torkonstal (sektor metalowy), Furnika (sektor oświetleniowy), Diversa (obróbka szkła), Wa-Bet, Stryi, TaBet (budownictwo), Bardusch (usługi dla przemysłu) i Stadnina Koni Prudnik (rolnictwo).

#### Przemysł włókienniczy

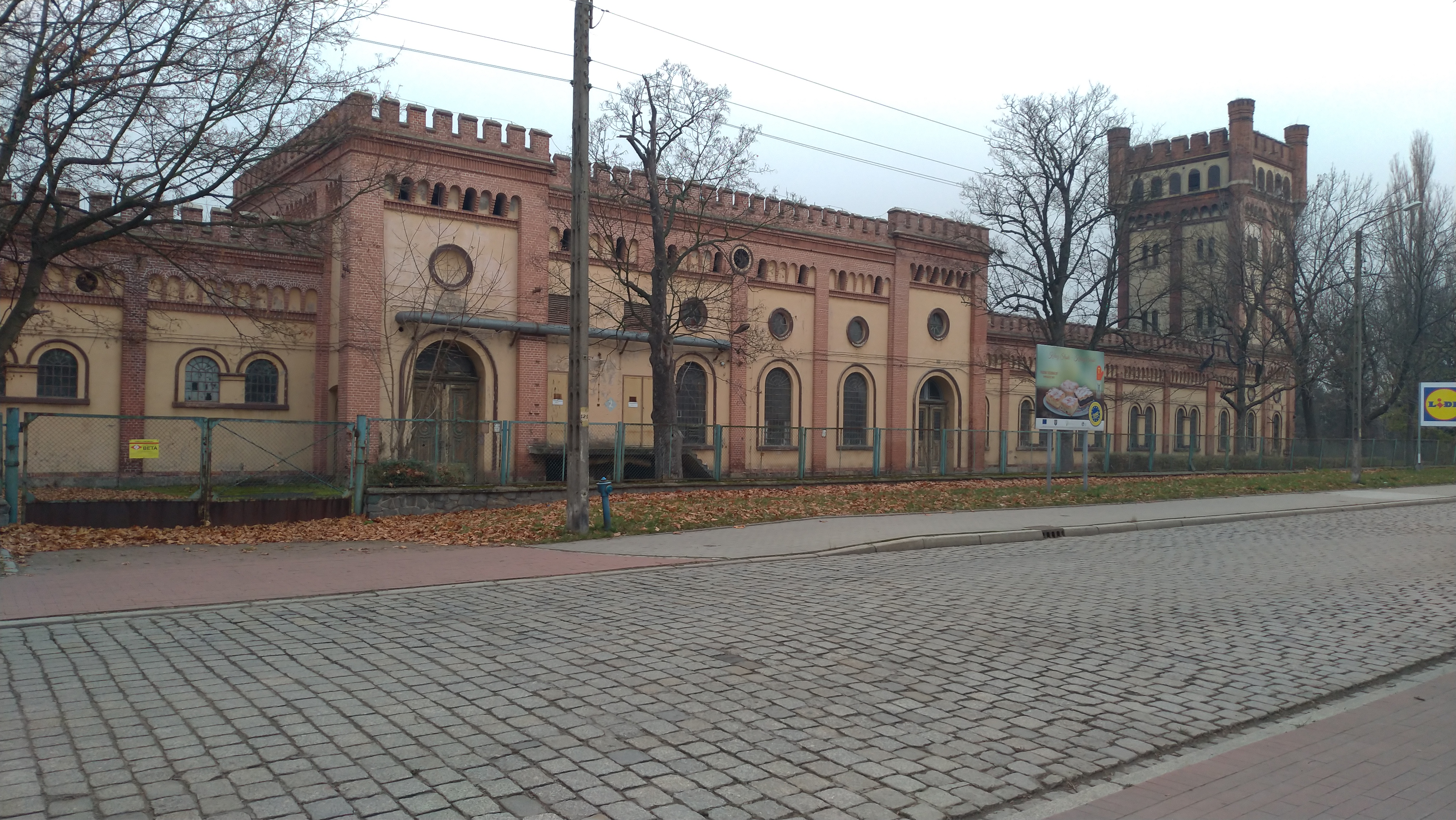
Tkalnia dawnych Zakładów Przemysłu Bawełnianego „Frotex”

Prudnik jest miastem o tradycjach włókienniczych, które sięgają średniowiecza. Nazywany on był „miastem tkaczy”. Rozwojowi włókiennictwa sprzyjała lokalizacja miasta i dostęp do świeżej wody. W 1493 nadano porządek rzemieślniczy prudnickim płóciennikom, a w 1563 założono w Prudniku bractwo sukienników. W XVIII założono pierwsze manufaktury płótna w mieście. Pierwsze znaczące fabryki włókiennicze w mieście powstały w latach 20. XIX wieku. Największym przedsiębiorstwem w Prudniku, będącym jednocześnie jednym z największych producentów wyrobów włókienniczych na świecie, była fabryka założona w 1845 przez Samuela Fränkla, znana po 1945 jako Zakłady Przemysłu Bawełnianego „Frotex”. W latach swojej świetności „Frotex” zatrudniał 4 tysiące osób, a działalność przedsiębiorstwa znacznie przyczyniła się do rozwoju miasta. Był to największy w Polsce producent ręczników frotowych. W 2011 została ogłoszona upadłość „Frotexu”, a wraz z nią przemysł włókienniczy w Prudniku dobiegł końca. W celu upamiętnienia tradycji włókienniczych miasta utworzone zostało Centrum Tradycji Tkackich przy Muzeum Ziemi Prudnickiej.

#### Przemysł obuwniczy

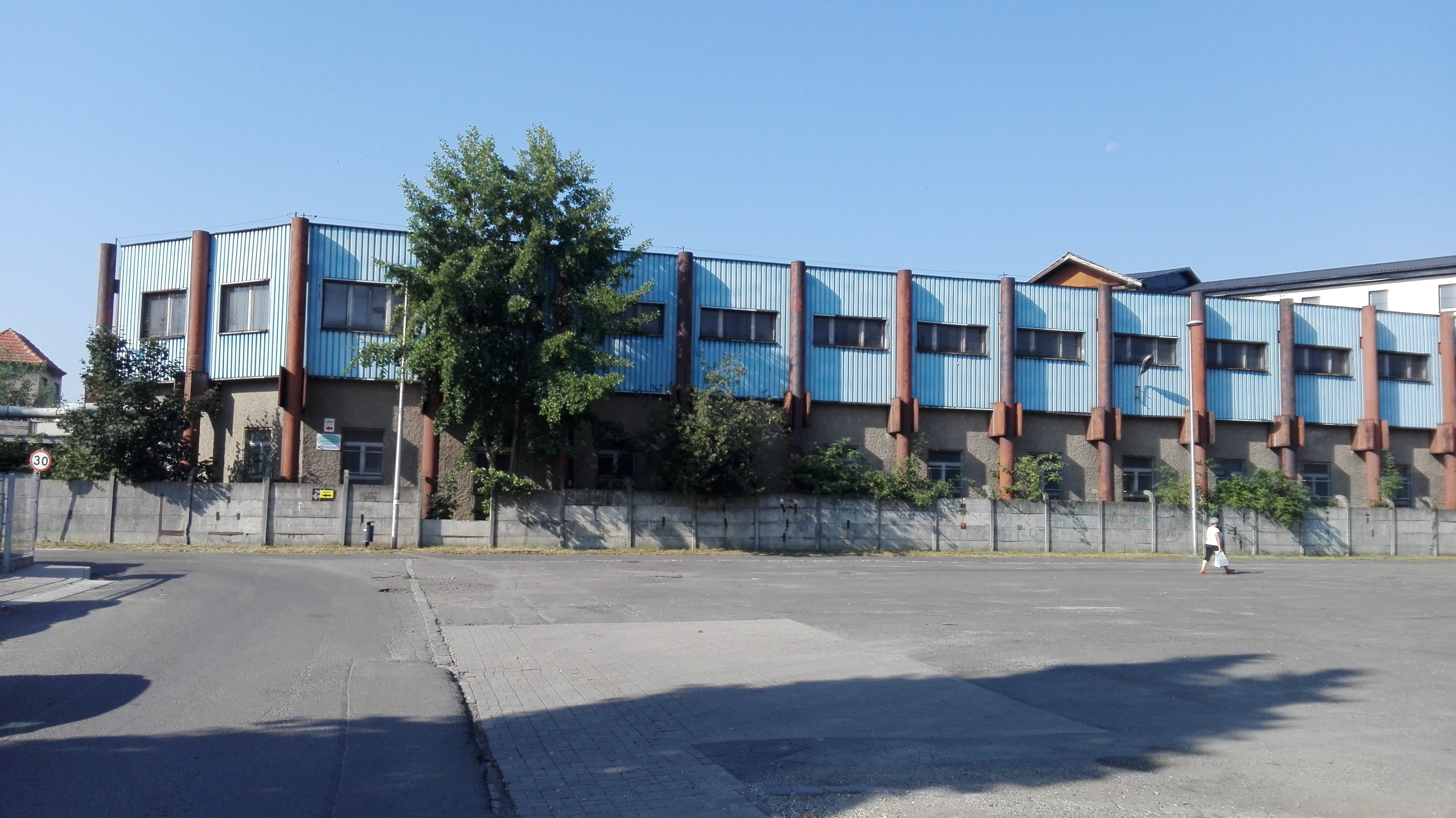
Budynek produkcyjny dawnych Prudnickich Zakładów Obuwia „Primus”

Kolejną znaczącą działalnością w historii miasta był przemysł obuwniczy. Pierwsze w mieście zmechanizowane zakłady produkujące buty zostały założone w latach 1857 i 1861 przez Johanna Hanela i Josepha Bösela. Do końca XIX wieku powstało w mieście jeszcze siedem fabryk obuwia, a Prudnik był obok Pirmasens i Borne czołowym ośrodkiem produkcji obuwia w Niemczech. Nie doszło do lokalnej koncentracji zakładów obuwia. W 1895 prudnickie przemysł i rzemiosło obuwnicze zatrudniały ponad 2700 osób. Miejscowy przemysł obuwniczy podupadł na początku XX wieku. W 1945 istniejące w Prudniku zakłady obuwnicze zostały połączone w jedno przedsiębiorstwo, od 1952 znane pod nazwą Prudnickie Zakłady Obuwia „Primus”. Przedsiębiorstwo, przejściowo należące do Śląskich Zakładów Przemysłu Skórzanego „Otmęt”, zatrudniało niemal 2 tysiące osób, co czyniło je drugim po „Frotexie” najważniejszym pracodawcą w mieście. „Primus”, dotknięty przemianami gospodarczymi po 1989, został zlikwidowany w 2007.
Drugim przedsiębiorstwem w mieście, które po II wojnie światowej zajmowało się produkcją obuwniczą, była Szewska Spółdzielnia Pracy „Ogniwo”, założona w 1947. Prudnickiemu „Ogniwu” podlegał m.in. prom na Odrze w Otmęcie i zakład zegarmistrzowski w Brzegu. Zakład został wpisany w gospodarkę centralnie planowaną w 1951, otrzymując nazwę Spółdzielnia Pracy „Ogniwo”.

#### Przemysł odzieżowy

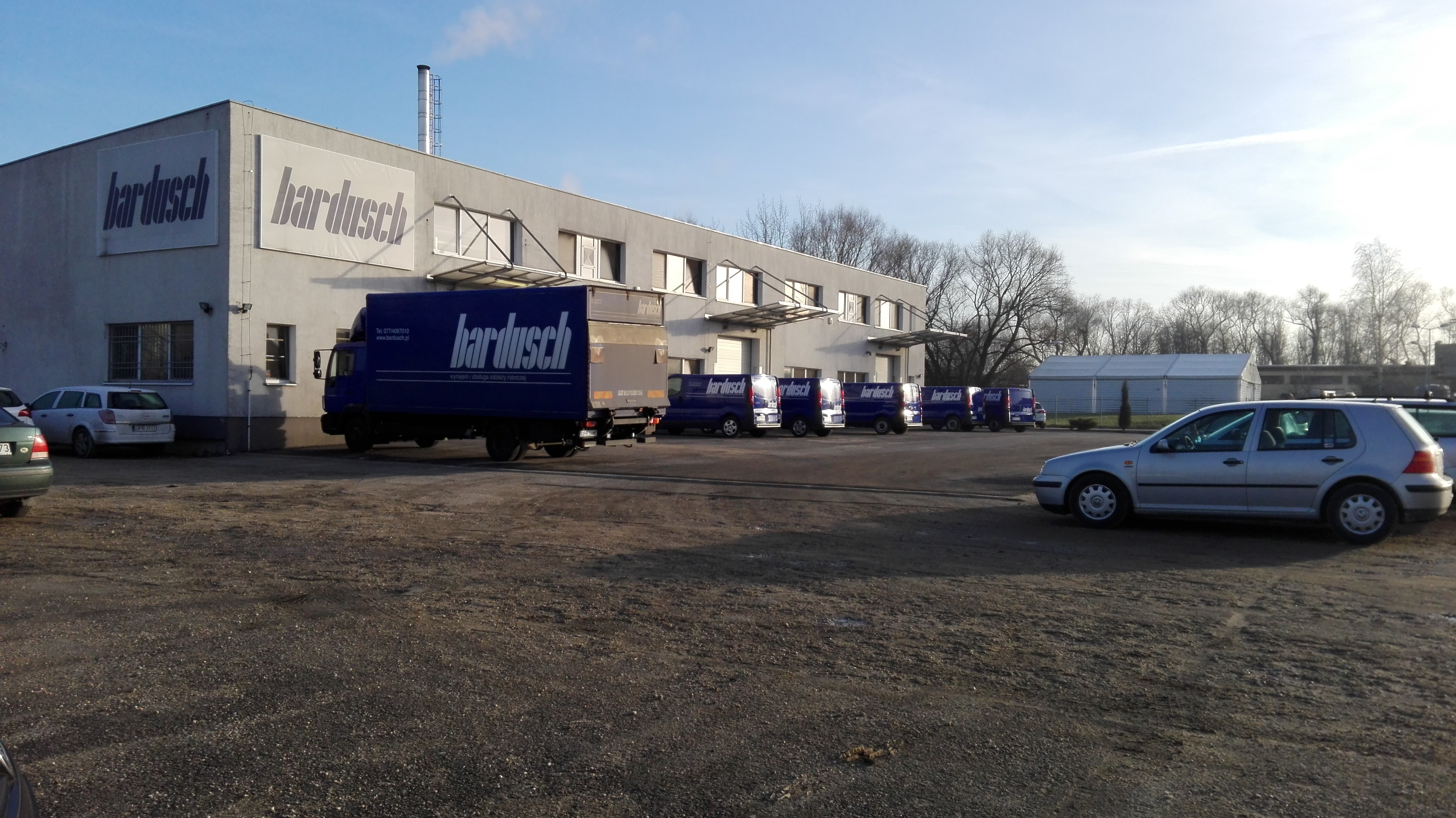
Bardusch Polska

W 1998 swój zakład w Prudniku otworzyła niemiecka firma Bardusch, zajmująca się serwisowaniem i wynajmowaniem odzieży roboczej dla firm przemysłu spożywczego, ciężkiego, elektronicznego, chemicznego oraz koncernów motoryzacyjnych. Była to jedna z pierwszych, zachodnich firm, które otworzyły swoje zakłady w Prudniku po 1989. W Prudniku znajduje się centrala i główny zakład spółki Bardusch Polska, którym pracuje około 100 osób.

#### Przemysł motoryzacyjny

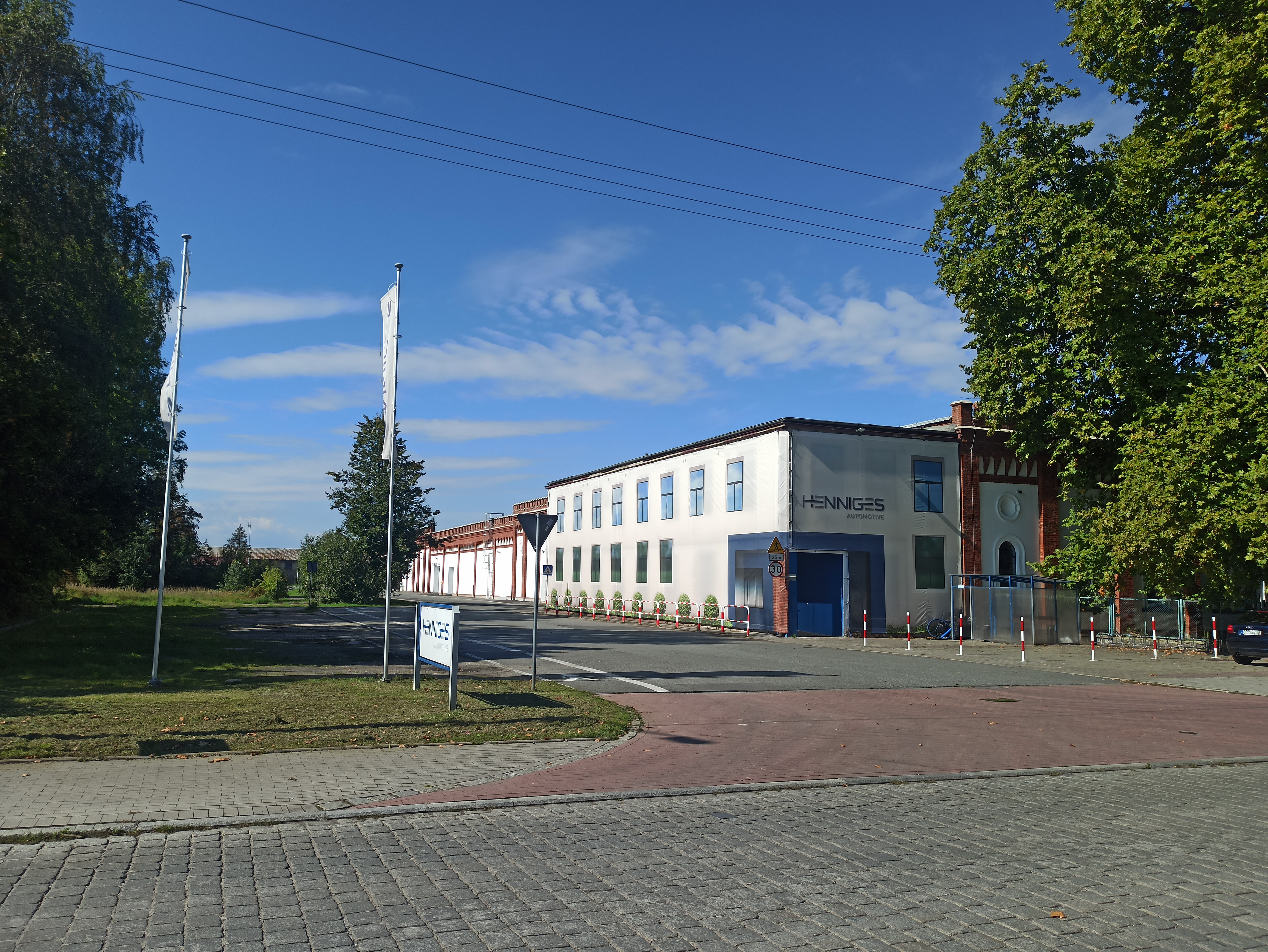
Henniges Automotive

W Spółdzielni Pracy Różnej Wytwórczości i Usług „Ogniwo” w Prudniku, założonej w 1947 jako Szewska Spółdzielnia Pracy „Ogniwo”, wytwarzane były elementy wyposażenia m.in. dla samochodów produkowanych w FSC Lublin, ZSD Nysa, FSM i FSC „Star”. W 1998 „Ogniwo” zostało postawione w stan likwidacji. W 1951 założona została Spółdzielnia „Pionier”, która od 1965 zajmuje się produkcją plastikowych i metalowych wyrobów na potrzeby runku motoryzacyjnego. „Pionier” dostarcza komponenty do marek takich jak: Ford, FIAT, Volkswagen, Bentley, Toyota, Audi, Lancia, BMW, Mini, Peugeot, Porsche, Citroën, Suzuki, Volvo, Saab, Hyundai, Abarth. Jest to największy na Opolszczyźnie zakład pracy chronionej. W 2016 w zachodnich halach po ZPB „Frotex” rozpoczął działalność amerykański koncern Henniges Automotive (dostawca uszczelek i komponentów amortyzujących drgania). Pod koniec 2017 pracowało w nim około 150 osób.

#### Przemysł spożywczy

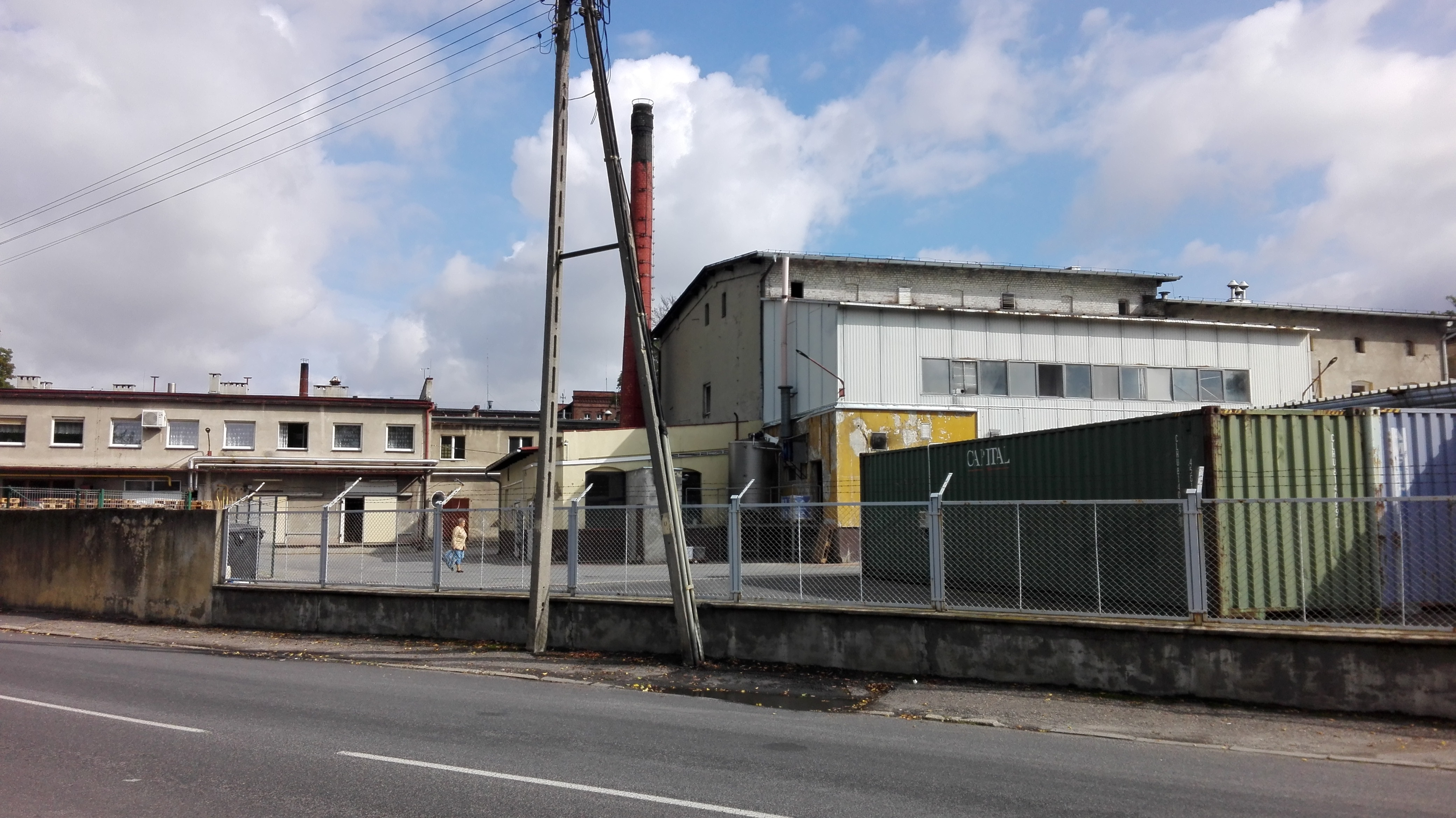
Dawna Okręgowa Spółdzielnia Mleczarska

Artykuły spożywcze, jak wafle, herbatniki, suchary, produkowane były przez Spółdzielnię „Pionier” w pierwszych latach działalności firmy. W 1946 utworzona została Okręgowa Spółdzielnia Mleczarska w Prudniku. Była ona właścicielem zakładów w Ścinawie Małej, w Głogówku i w Łambinowicach. Produkty mleczarni trafiały w 80% do sieci handlowych działających na polskim rynku. W 2023 Sąd Rejonowy w Opolu ogłosił upadłość OSM Prudnik. W 2010 w Prudniku została wybudowana hala serwisowo-magazynowa firmy Cream, która zajmuje się serwisem urządzeń oraz linii produkcyjnych w piekarniach i cukierniach.

#### Rolnictwo

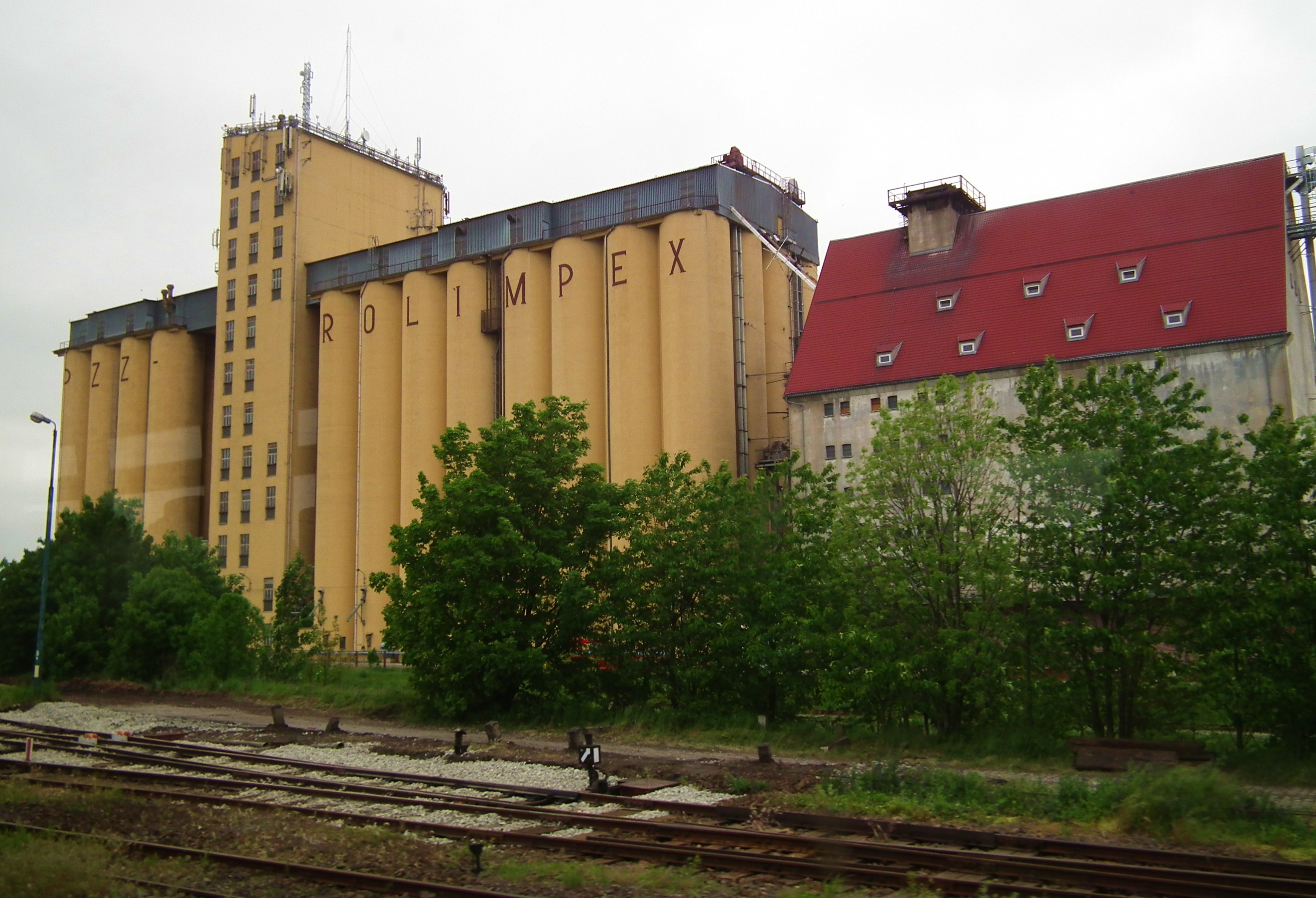
Elewator zbożowy

W mieście działało państwowe gospodarstwo rolne – Stadnina Koni Prudnik, która rozpoczęła działalność w 1968 po wydzieleniu ze Stadniny Koni Moszna. Od 1994 działa jako Stadnina Koni Prudnik Sp. z o.o. Przedsiębiorstwo zajmuje się hodowlą koni sportowych, hodowlą i chowem bydła, produkcją roślinną, a także nauką jazdy konnej. Na północnych obrzeżach Prudnika znajduje się stumetrowy elewator zbożowy, służący do oczyszczania, sortowania i składowania zboża o pojemności ok. 1000 m³.

#### Pozostałe branże

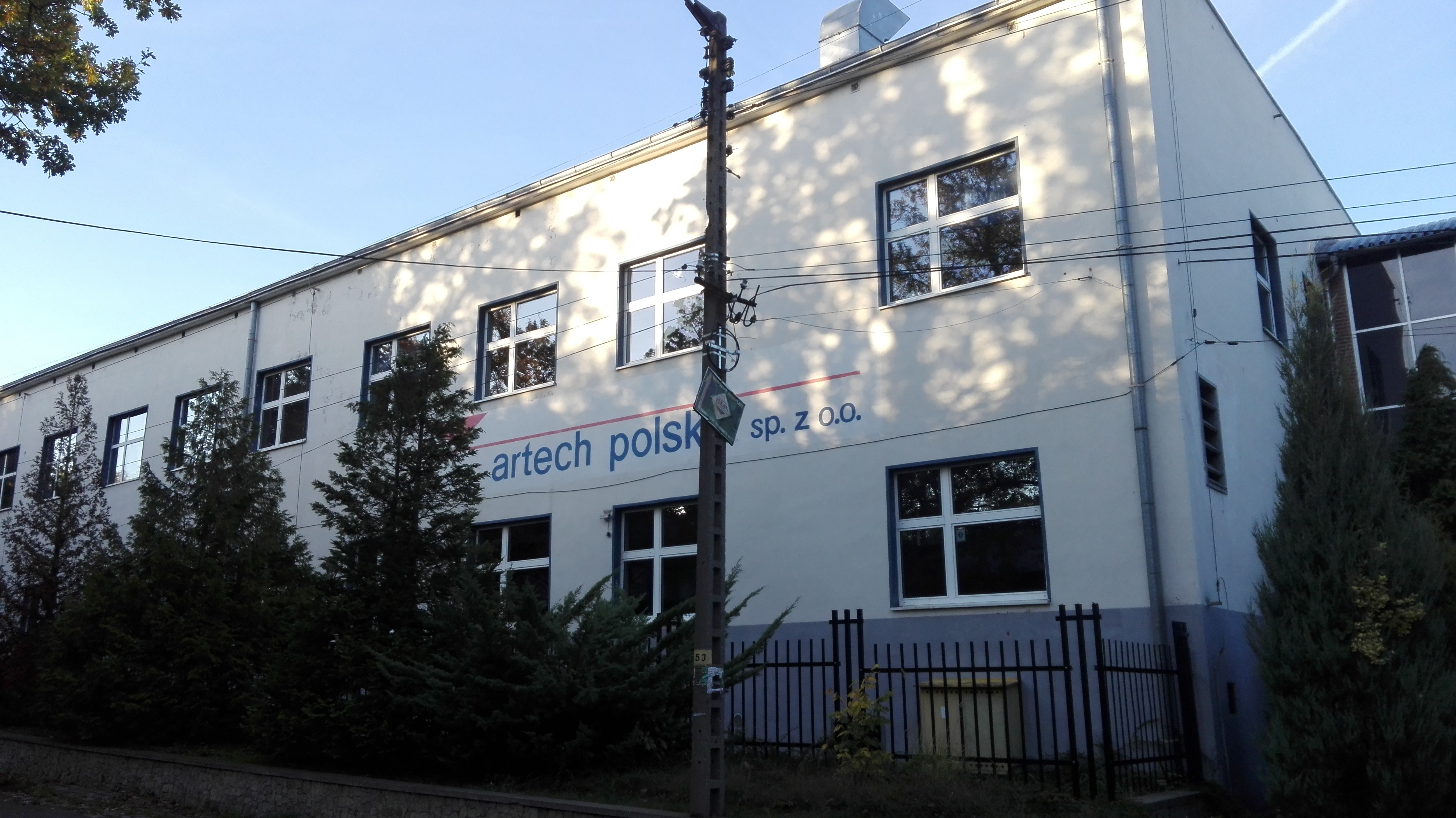
Artech Polska

W 1978 rozpoczęła działalność firma Diversa, która zajmuje się produkcją akwariów. Od 2018 wchodzi w skład Grupy Aquael. Od 1996 w Prudniku działa zakład Artech Polska, będący częścią francuskiej grupy Armor. Zajmuje się on produkcją kaset do drukarek. W 2000 na bazie dawnych Opolskich Fabryk Mebli założony został oddział firmy Steinpol Central Services, należącej do Steinhoff International Holdings i zajmującej się produkcją mebli tapicerowanych. W 2024 prudnicki Steinpol zatrudniał około 500 osób. Przy drodze prowadzącej z Prudnika do Dębowca znajduje się kamieniołom. Kopalnia Szarogłazu „Dębowiec” należy do Kopalń Odkrywkowych Surowców Drogowych S.A. w Niemodlinie. Spółka Torkonstal, producent pojemników i kontenerów metalowych, powstała jako własność gminy Prudnik. Została sprywatyzowana w 2007. Firma Furnika, produkująca oświetlenie LED do mebli, przeniosła się do Prudnika z Nysy w 2014. W mieście działa włoska firma Moretto – producent zautomatyzowanych systemów dla przetwórstwa tworzyw sztucznych. W 2024 w Prudniku ulokowano zakład spółki Wood of Fire, produkującej drewno opalane techniką wierzchniego zwęglania.

#### Strefa ekonomiczna
W północnej części miasta została wyznaczona w 1989 Dzielnica Przemysłowa. W 2009 na 12 ha gruntów w Dzielnicy Przemysłowej została wyznaczona „Podstrefa Prudnik” Wałbrzyskiej Specjalnej Strefy Ekonomicznej „Invest-Park”. W 2016 do podstrefy zostały przyłączone tereny dawnych Zakładów Przemysłu Bawełnianego „Frotex” przy ul. Nyskiej, w których rozpoczął działalność amerykański koncern Henniges Automotive. Następnie obszar, poszerzony do 20 ha, przejęła Katowicka Specjalna Strefa Ekonomiczna (Podstrefa Gliwicka). Strefa znajduje się przy ulicach Przemysłowej i Meblarskiej, przy północnej obwodnicy miasta. Do 2024 w Podstrefie Prudnik ulokowały się m.in. zakłady produkcyjne: TSP, Furnika, Moretto, Henniges Automotive, „Pionier”, Wood of Fire.

### Handel

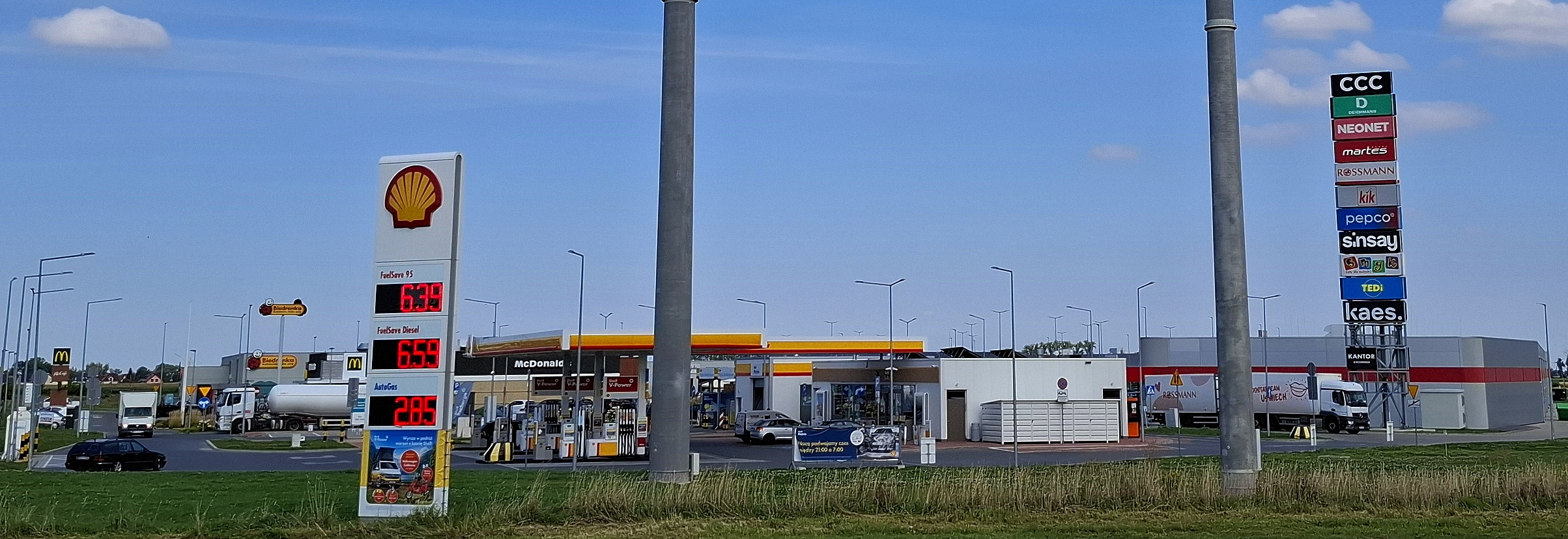
M Park Prudnik

W mieście znajdują się m.in. placówki handlowe sieci: Action, Aldi, Biedronka, Delikatesy Centrum, Empik, Jysk, Kaufland, Lidl, Media Expert, Mrówka, Pepco, Rossmann, RTV Euro AGD, Żabka.
Targowisko miejskie w Prudniku znajdowało się w rejonie ul. Sobieskiego, a następnie przy ul. Jagiellońskiej. W 2013 oddano do użytku halę targową przy ul. Starej.

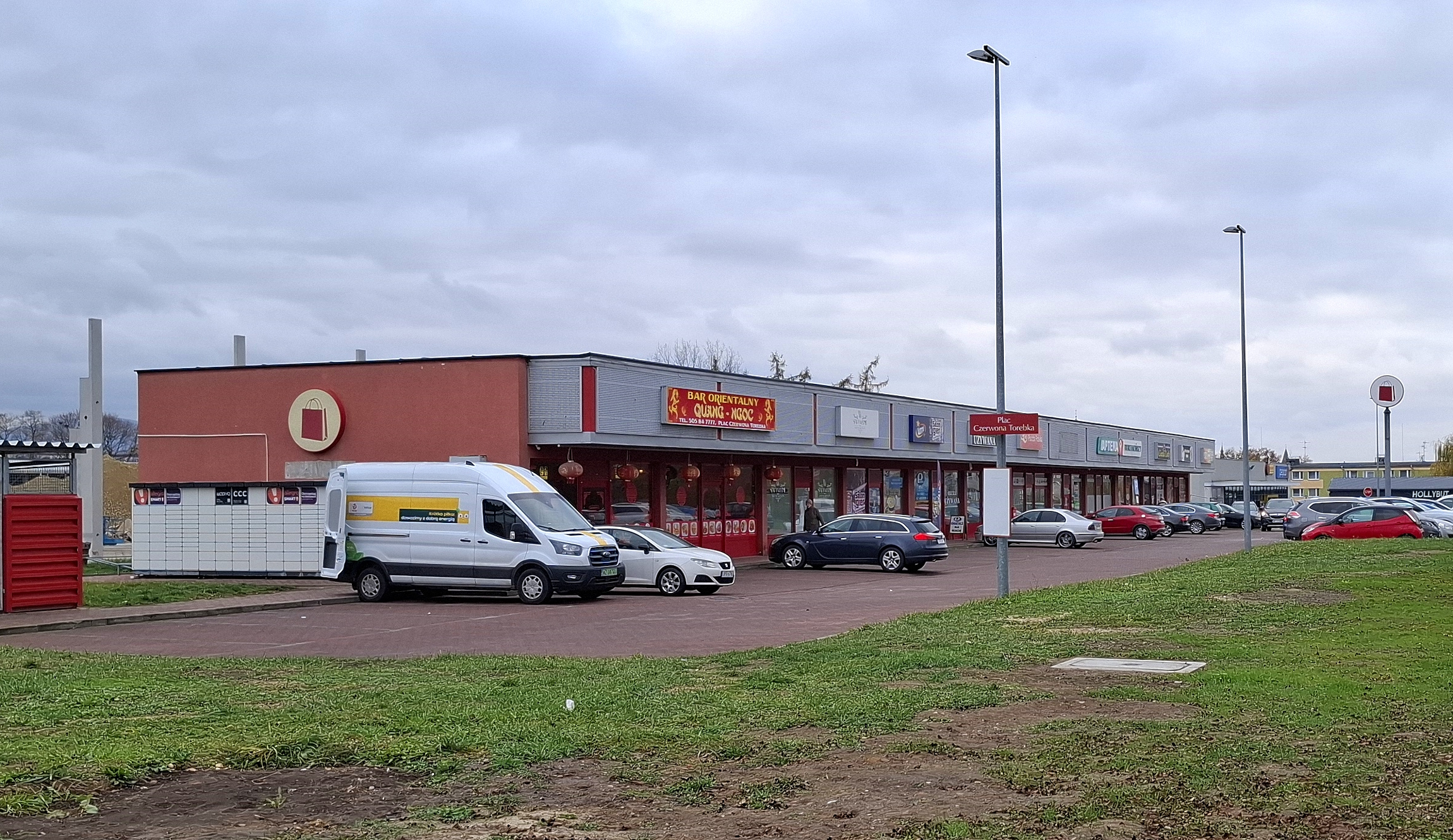
Czerwona Torebka

W 2013 przy ul. Skowrońskiego na Jasionowym Wzgórzu zbudowany został pasaż handlowo-usługowy „Czerwona Torebka” o powierzchni ok. 700 m². W 2021 na obszarze gminy Lubrza, w bezpośrednim sąsiedztwie zabudowań Prudnika, wzniesiono centrum handlowe Premium Park, o powierzchni handlowej 8743 m². Po zakupie przez brytyjską firmę, jego nazwę zmieniono na M Park Prudnik. Jest to jeden z największych obiektów tego typu na południu województwa opolskiego, ulokowały się w nim m.in. marki: 4F, KiK, TEDi, Martes Sport, Monnari Trade, Neonet, Pepco, Smyk, Biedronka, CCC, Deichmann, Sinsay, McDonald’s, Shell, Rossmann, Bricomarché. W latach 2024–2025 powstała galeria handlowa w rejonie skrzyżowania ulic Podgórnej i Sybiraków w Prudniku, w sąsiedztwie pasażu „Czerwona Torebka”.

### Usługi

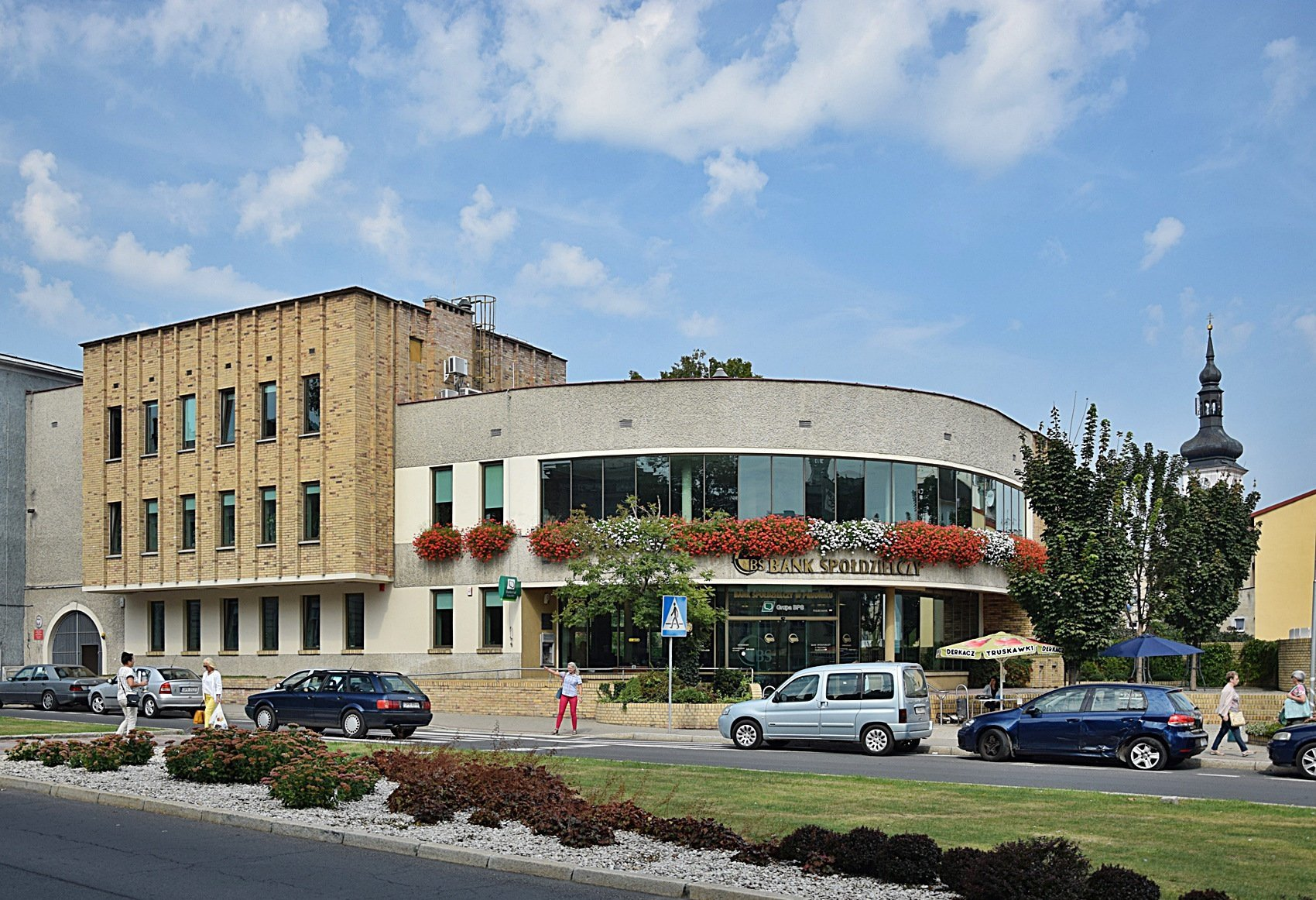
Bank Spółdzielczy

Prudnik jest siedzibą inspektoratu ZUS, który swoim zasięgiem terytorialnym obejmuje gminy: Biała, Głogówek, Lubrza, Prudnik, Strzeleczki, Walce, a także urzędu skarbowego dla gmin Biała, Głogówek, Lubrza, Prudnik, oddziału PZU, a także Banku Spółdzielczego.

## Transport

### Transport drogowy

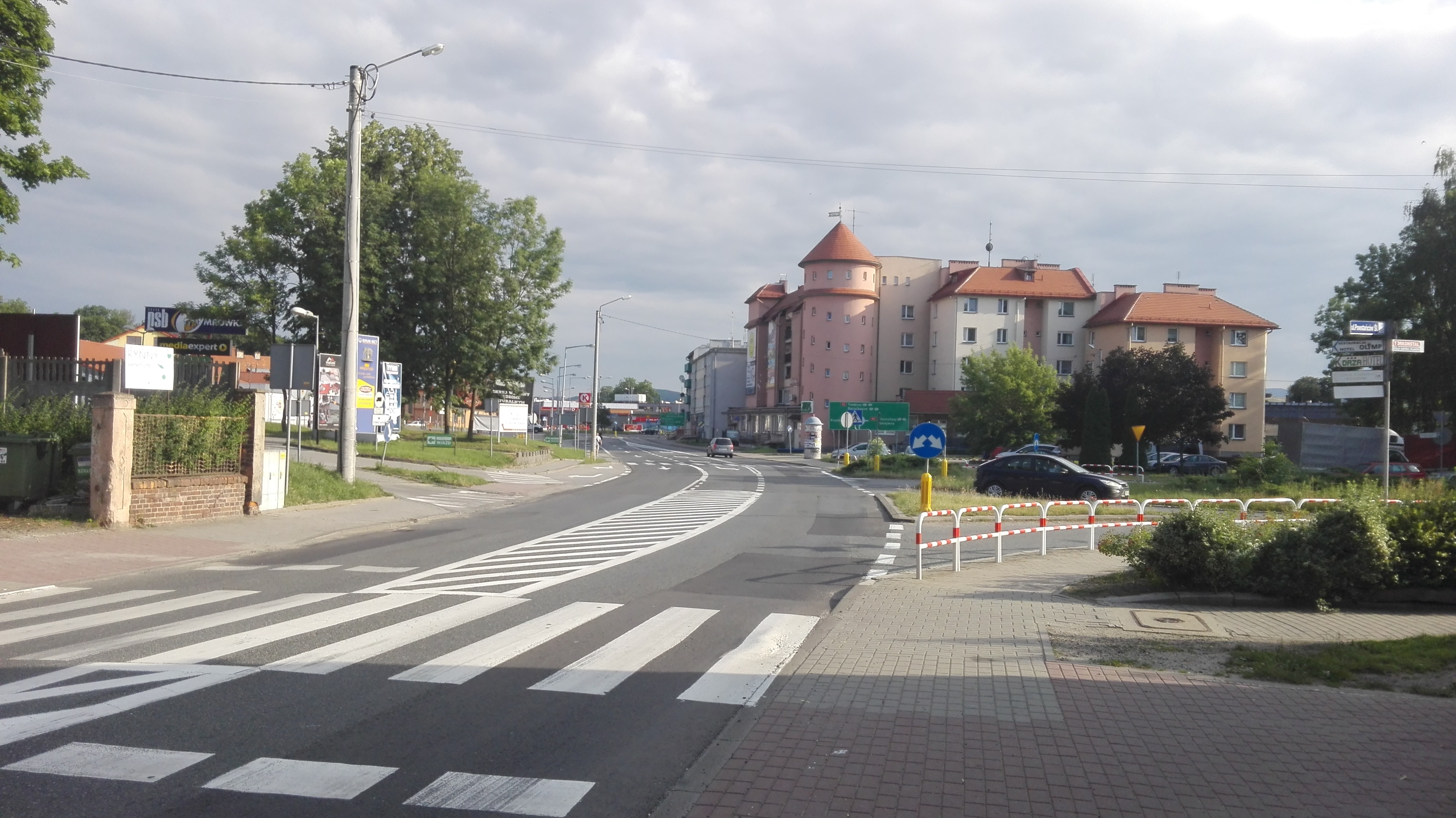
DK40 i DK41 w Prudniku

Przez Prudnik przebiegają drogi krajowe:
- 40 Głuchołazy – Prudnik – Kędzierzyn-Koźle – Pyskowice
- 41 Nysa – Prudnik – granica z Czechami w Trzebinie

Sieć uzupełniają drogi wojewódzkie:
- 414 Prudnik – Opole

Chociaż w 2003 zbudowano obwodnicę, nie obejmuje ona ruchu do Czech, który prowadzi przez miasto.

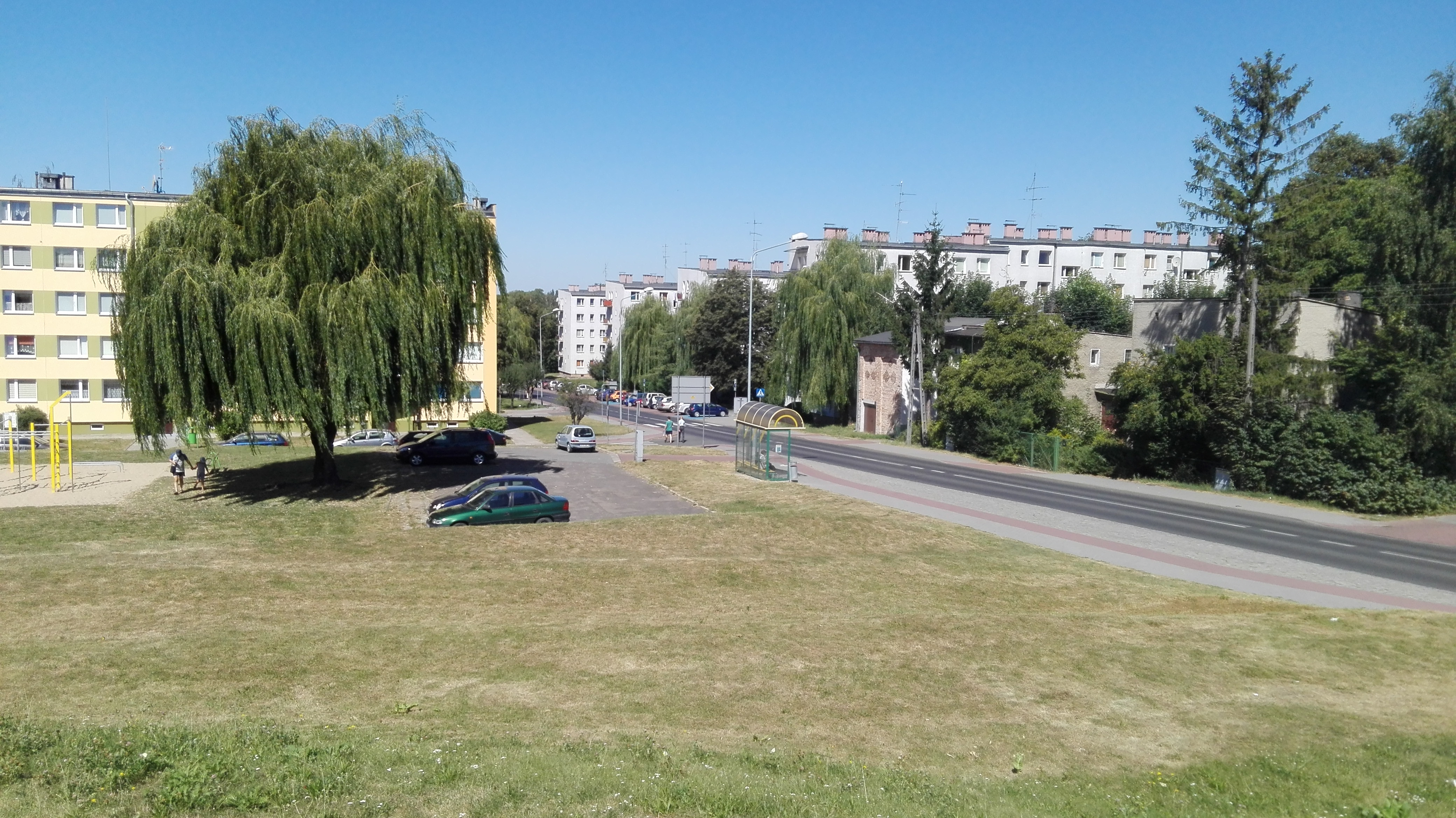
Droga powiatowa nr 1250O, ul. Skowrońskiego

Na terenie miasta znajdują się drogi powiatowe w zarządzie Wydziału Drogownictwa Starostwa Powiatowego w Prudniku:
| Numer drogi | Przebieg                                                                  | Długość (km) |
| ----------- | ------------------------------------------------------------------------- | ------------ |
| 1250O       | Prudnik, ul. Skowrońskiego – Jasiona                                      | 5,371        |
| 1257O       | Trzebina – Prudnik, las – Dębowiec                                        | 5,024        |
| 1613O       | Prudnik, ul. Nyska – Czyżowice – Laskowiec – Kolnowice – Miłowice – Śmicz | 12,777       |
| 1614O       | Prudnik, ul. Prężyńska – Prężyna – Biała, ul. Koraszewskiego              | 9,009        |
| 1616O       | Prudnik, ul. Dąbrowskiego – Chocim – Dębowiec – Wieszczyna – Pokrzywna    | 8,318        |
| 2270O       | Prudnik, ul. Kolejowa                                                     | 1,265        |
|             |                                                                           | 41,763       |

### Transport kolejowy

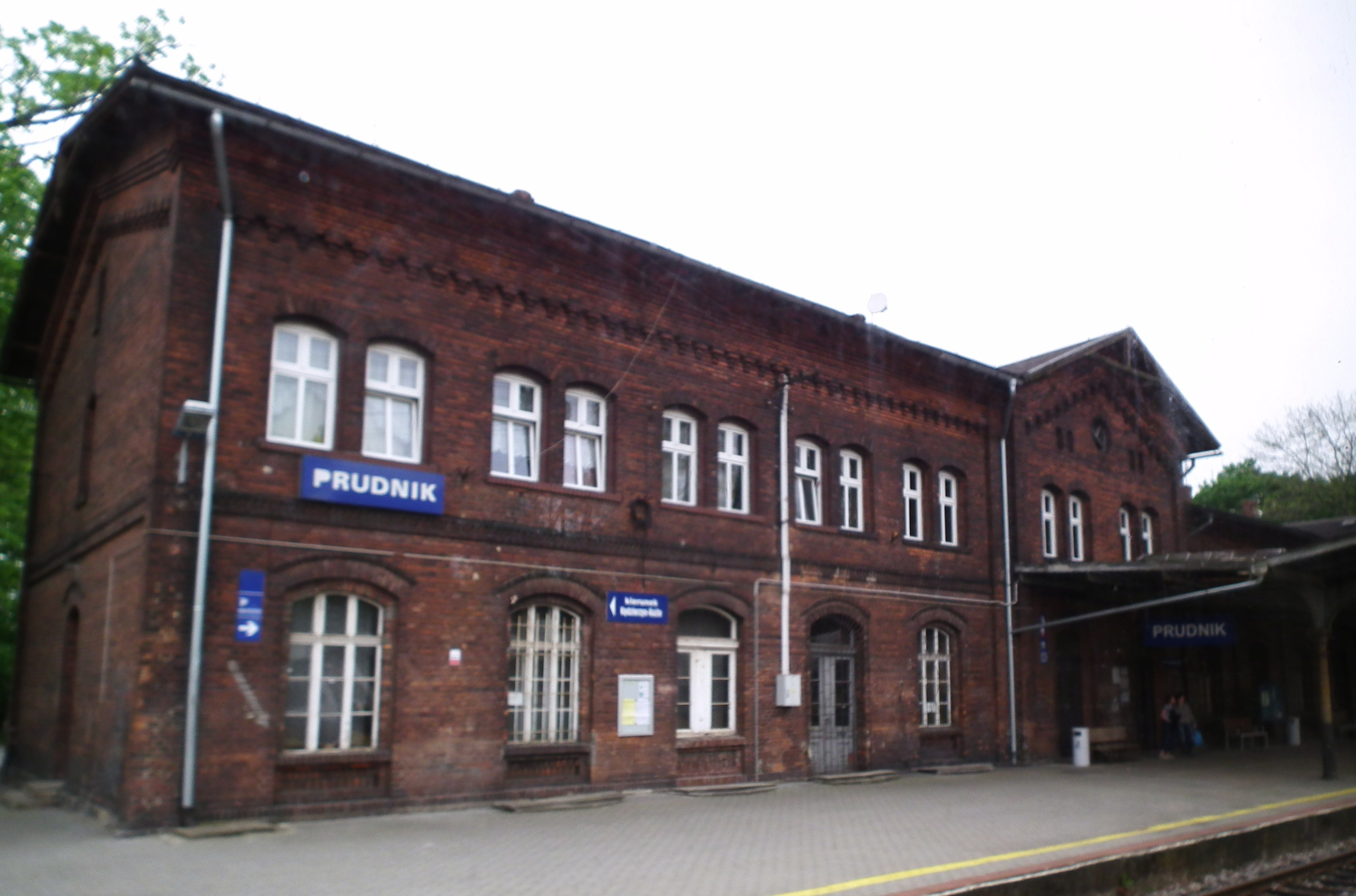
Stacja kolejowa w Prudniku

Stacja kolejowa w Prudniku znajduje się przy ul. Dworcowej. Miasto jest węzłem kolejowym. Z Prudnika odjeżdżają pociągi Polregio i PKP Intercity, do Brzegu, Gliwic, Jeleniej Góry, Katowic, Kędzierzyna-Koźla, Kłodzka, Krakowa, Nysy, Wałbrzycha i Zabrza.

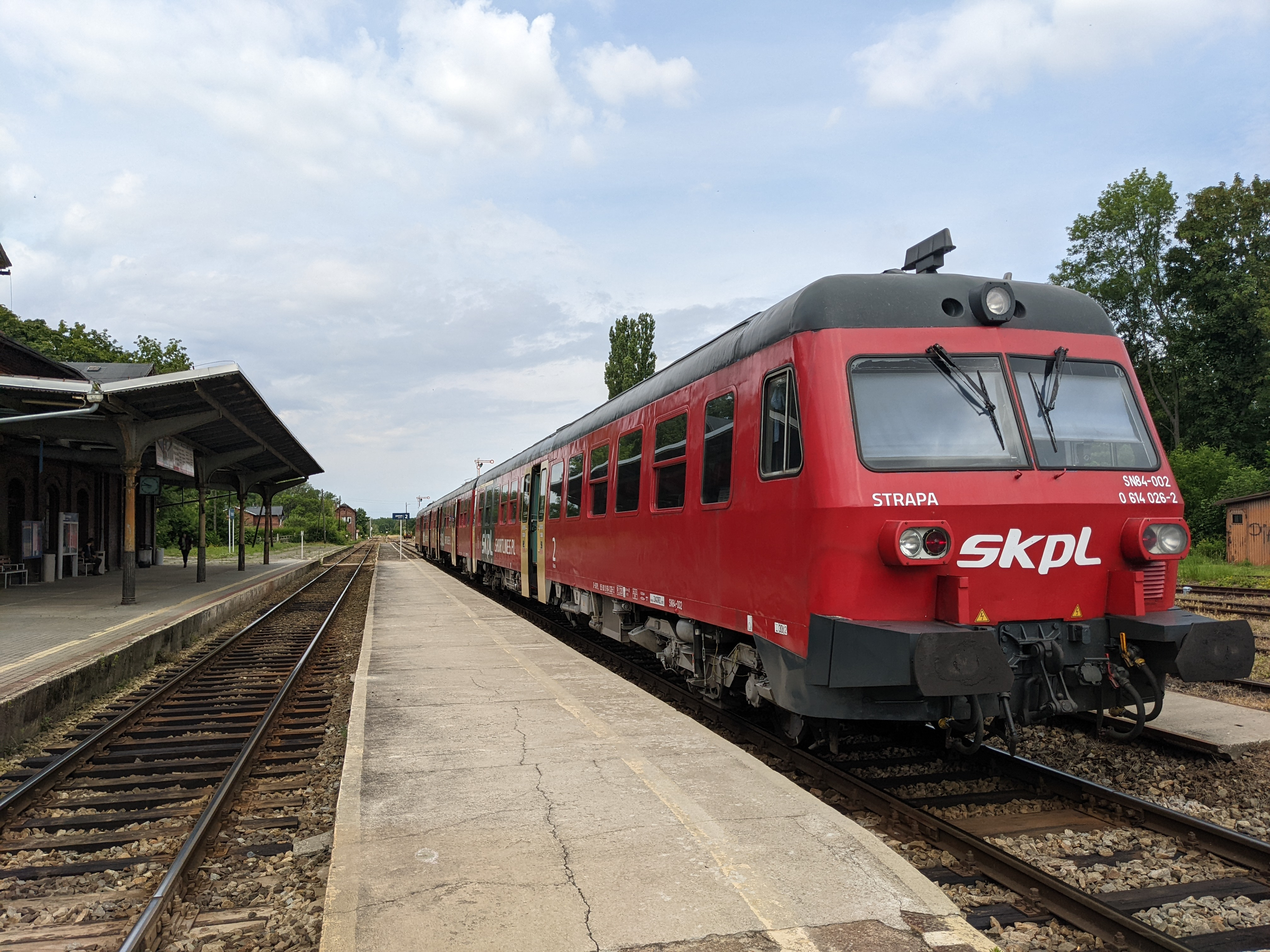
Pociąg PKP Intercity na stacji w Prudniku

Linia kolejowa nr 137 relacji Katowice – Legnica, zwana magistralą podsudecką, została doprowadzona do Prudnika w 1876. Połączyła ona uprzemysłowione miasta Przedgórza Sudeckiego z kopalniami Górnego Śląska. Została zaliczona do linii pierwszorzędnych o najważniejszym znaczeniu państwowym.
Lokalni przedsiębiorcy i właściciele majątków ziemskich zawiązali w 1895 spółkę Kolej Prudnicko-Gogolińska z siedzibą w Prudniku, której celem stała się budowa linii lokalnej z Prudnika do Gogolina. Linia kolejowa nr 306 relacji Prudnik – Goglin została oddana do użytku w 1896. Powódź w 1997 zniszczyła most na Odrze w Krapkowicach, uniemożliwiając dojazd do Gogolina. W 2005 ruch na linii 306 został zawieszony. Zmodernizowana do celów towarowych linia relacji Prudnik – Krapkowice została oddana do użytku w 2016. Na bocznicy między składem militarnym w lesie koło Strzeleczek a Prudnikiem odbywa się wojskowy ruch transportowy.

### Transport autobusowy

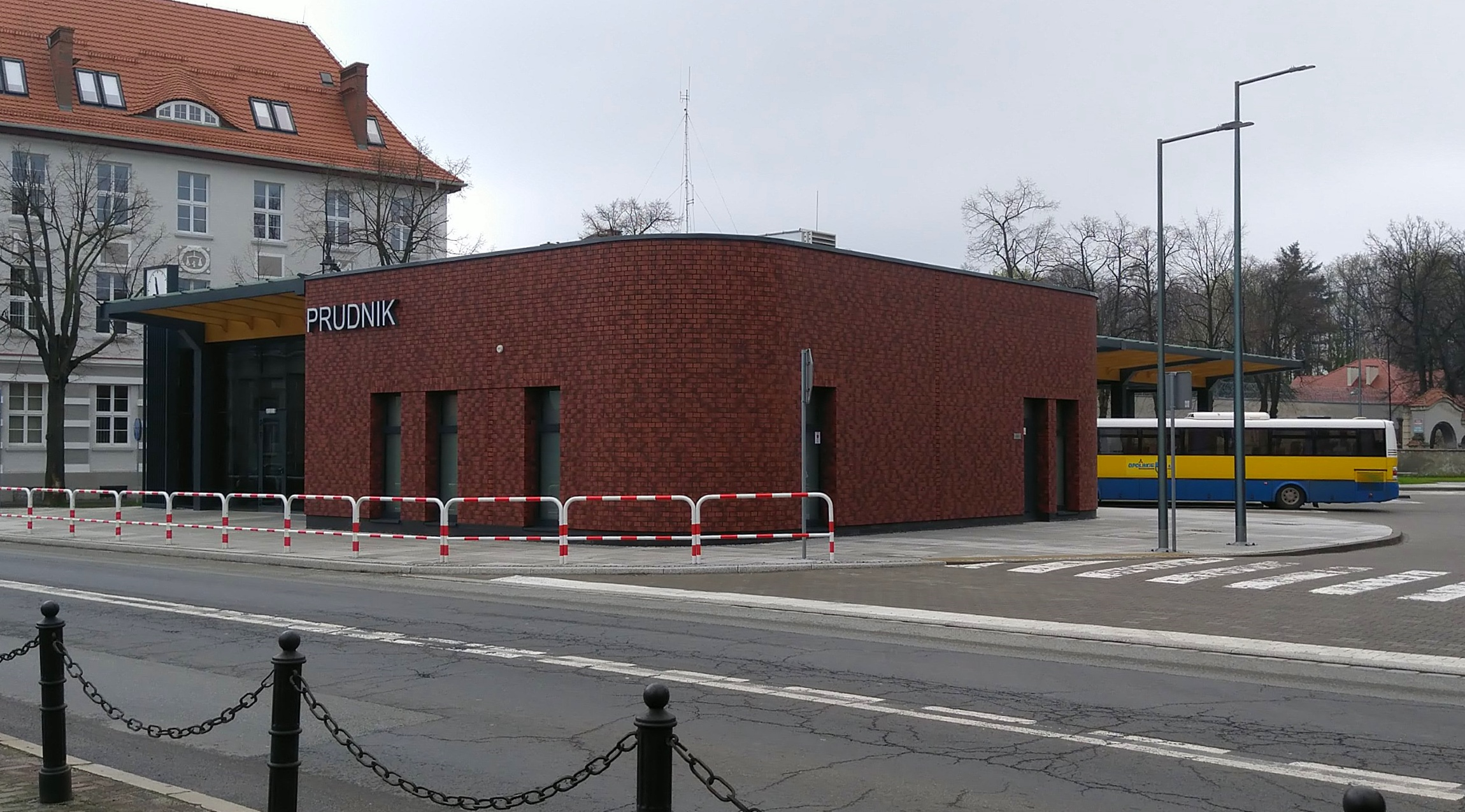
Centrum przesiadkowe

Dworzec autobusowy w Prudniku znajduje się w pobliżu centrum miasta, przy ul. Kościuszki 9. W październiku 2021 został zamknięty w celu przebudowy. W styczniu 2023 zakończono budowę nowego budynku dworca. Centrum przesiadkowe zostało otwarte 1 marca 2023. Zlikwidowana zajezdnia autobusowa znajdowała się przy ul. Kościuszki 74, przy skrzyżowaniu z ul. Grunwaldzką.

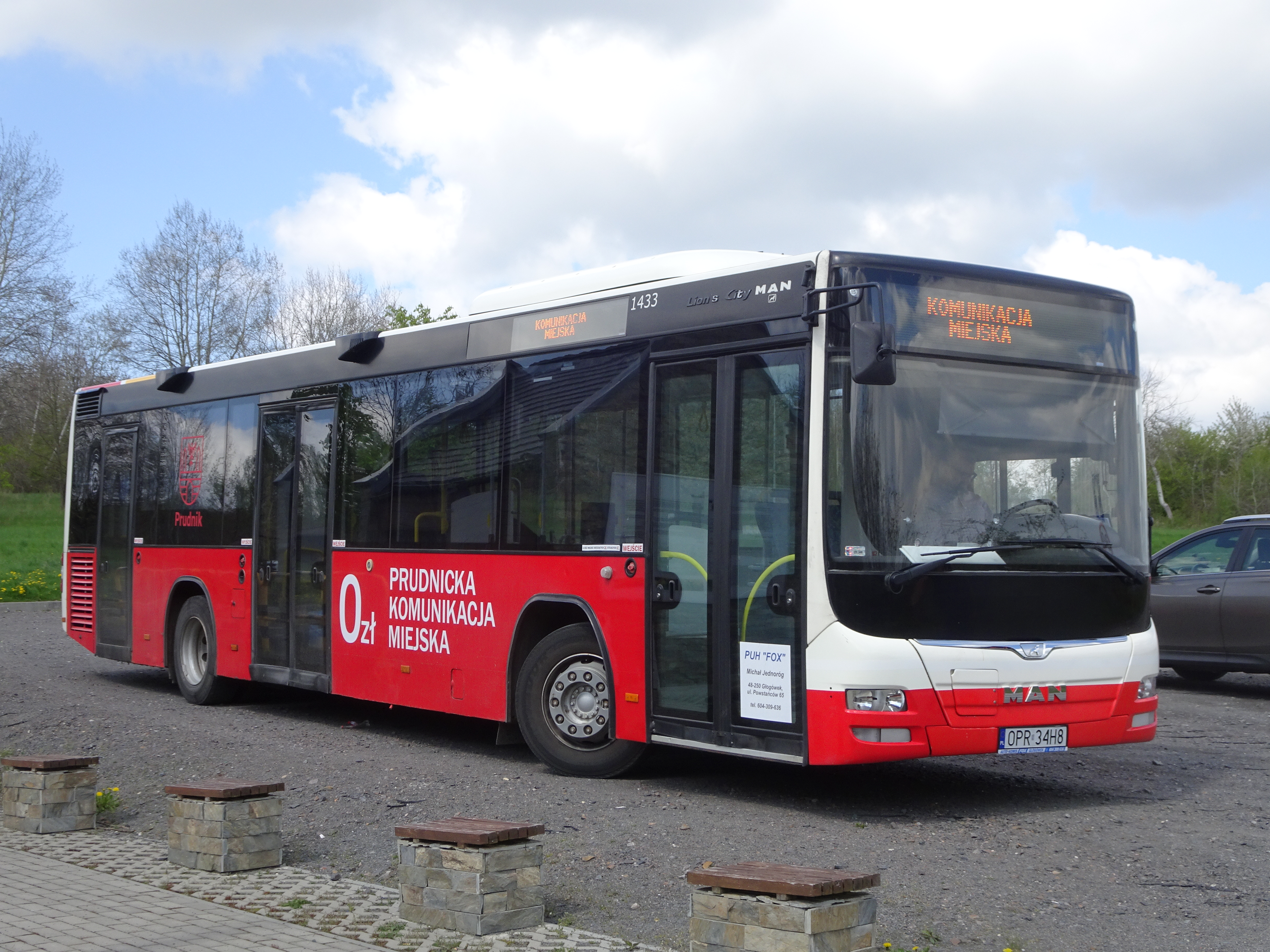
Autobus komunikacji miejskiej na parkingu przy ul. Poniatowskiego

W latach 1953–1960 w Prudniku funkcjonowała stacja terenowa PKS-u okręgu katowickiego. W 1960 utworzono placówkę terenową PKS-u Nysa. Następnie, od 1980 do 1990 działał oddział PKS w ramach dyrekcji w Opolu. W 1990 zlikwidowano dyrekcję okręgową i utworzono PPKS Prudnik. W 2004 prudnicki PKS został sprywatyzowany z udziałem Connex Polska. W 2008, w wyniku połączenia spółek PKS Connex Prudnik i PKS Connex Kędzierzyn-Koźle, utworzona została spółka Veolia Transport Opolszczyzna, w 2013 przejęta przez Arriva Bus Transport Polska. W 2019 Arriva wycofała się z Prudnika. Wówczas organizacją przewozów pasażerskich w Prudniku i okolicy zajęły się ościenne PKS-y. W grudniu 2021 powołano Powiatowo-Gminny Związek Transportu „Pogranicze”, mający na celu poprawę jakości transportu.
Od 1984 na terenie miasta funkcjonuje komunikacja miejska, świadczenie usług zleca Urząd Miasta. Obsługa komunikacji odbywa się przez firmy zewnętrzne wyłonione w drodze ogłaszanego co roku przetargu. Zgodnie z uchwałą przyjętą w 2021, komunikacja miejska w Prudniku została ustanowiona bezpłatną dla pasażerów. W 2022 przetarg na przewozy miejskiej komunikacji autobusowej wygrało Przedsiębiorstwo Usługowo-Handlowe „Fox”. W styczniu 2025, wraz z przejęciem świadczenia usług przez PGZT „Pogranicze”, wprowadzono kursy autobusów komunikacji miejskiej do centrum handlowego w Lubrzy, a także do wsi Trzebina i Czyżowice.

### Transport rowerowy

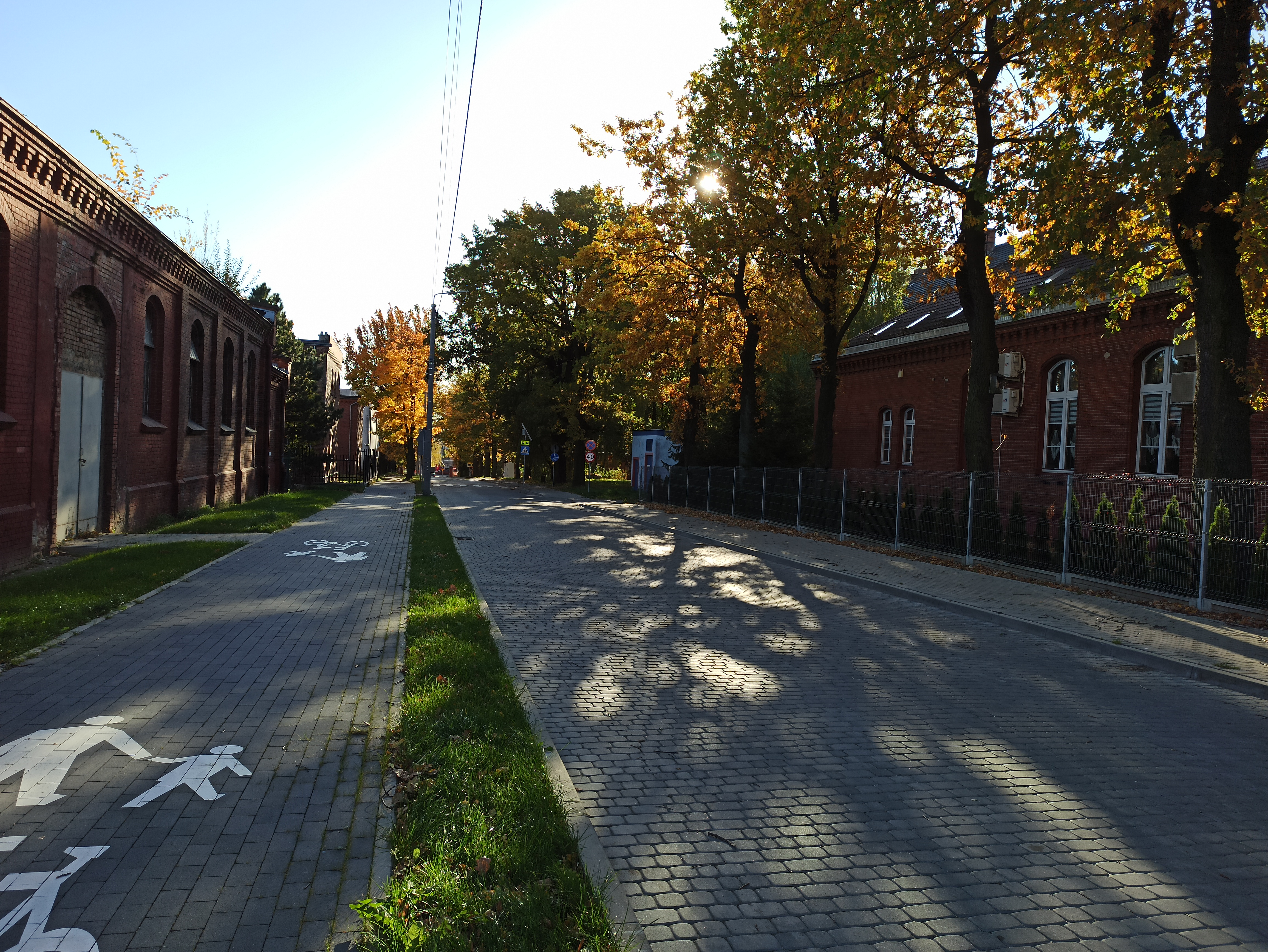
Ścieżka pieszo-rowerowa przy ul. Legionów

Prudnik posiada rozwiniętą infrastrukturę z siecią tras rowerowych, łączącymi się ze ścieżkami turystycznymi w Czechach.
Ścieżki rowerowe oraz pieszo-rowerowe zostały zbudowane wzdłuż ulic: Dąbrowskiego, Nyskiej, Skowrońskiego, Powstańców Śląskich, Kolejowej, Asnyka, Staszica, Szkolnej, Gimnazjalnej, Legionów, Fränkla, Poniatowskiego, Sądowej. Powstała również ścieżka rowerowa wokół stawu przy ul. Poniatowskiego oraz oświetlona ścieżka na stoku Koziej Góry.
W 2020 ukończono budowę ścieżki rowerowej z Prudnika do Mosznej, przedłużonej w 2021 do Zieliny. Ścieżka długości ponad 20 km zaczyna się w Prudniku przy rondzie im. Stanisława Szozdy i prowadzi wzdłuż dróg wojewódzkich nr 414 i 409 przez Lubrzę, Dobroszewice, Białą, Krobusz, Dębinę i Moszną, kończąc się w Zielinie.
W siedzibie starostwa powiatowego w Prudniku utworzono w 2017 wypożyczalnię rowerów turystycznych. Przy dworcu autobusowym umiejscowiono parking dla rowerów wraz ze stacją ich obsługi.

## Oświata
Na terenie Prudnika działa: 7 przedszkoli, 4 szkoły podstawowe, 4 licea ogólnokształcące (w tym 2 dla dorosłych), 3 technika, 4 szkoły branżowe I stopnia, szkoła muzyczna, 4 szkoły policealne i uniwersytet trzeciego wieku.
Pod zarządem gminy Prudnik znajdują się: Zespół Szkół, Zespół Szkolno-Przedszkolny nr 2 i Zespół Szkolno-Przedszkolny nr 2, a pod zarządem powiatu prudnickiego: Specjalny Ośrodek Szkolno-Wychowawczy im. Kawalerów Orderu Uśmiechu, Zespół Szkół Ogólnokształcących Nr 1, Centrum Kształcenia Zawodowego i Ustawicznego, Powiatowe Centrum Kształcenia Praktycznego i Zespół Szkół Rolniczych. Zespół Szkół Medycznych im. Janusza Korczaka jest jednostką samorządu województwa opolskiego.
Gminny Zarząd Oświaty i Wychowania w Prudniku, powołany w 1995, ma swoją siedzibę w ratuszu, przy Rynku 1. Wydział Oświaty i Zdrowia Starostwa Powiatowego w Prudniku znajduje się w gmachu starostwa przy ul. Kościuszki 76.
| Żłobki - Żłobek nr 1, ul. Ogrodowa 1 (ZS) - Żłobek nr 2, ul. Podgórna 9a (ZSP nr 1) - Niepubliczny Żłobek „Bajka”, pl. Zamkowy 2 - Niepubliczny Żłobek „Skrzacik”, ul. Damrota 4a Przedszkola - Publiczne Przedszkole nr 1 im. Jana Brzechwy, ul. Mickiewicza 5 (ZSP nr 2) - Publiczne Przedszkole nr 3, ul. Piastowska 69 (ZS) - Publiczne Przedszkole nr 4 im. Stanisława Szozdy, ul. Mickiewicza 9 (ZSP nr 2) - Publiczne Przedszkole nr 5 Specjalne, ul. Młyńska 1 (SOSW) - Publiczne Przedszkole nr 6, ul. Podgórna 9a (ZSP nr 1) - Publiczne Przedszkole nr 7, ul. Ogrodowa 1 (ZS) - Niepubliczne Przedszkole „Skrzat”, ul. Grunwaldzka 66 Szkoły podstawowe - Publiczna Szkoła Podstawowa nr 1 im. Bohaterów Westerplatte, ul. Podgórna 9 (ZSP nr 1) - budynek filialny, ul. Armii Krajowej 1 - Publiczna Szkoła Podstawowa nr 3 im. Powstańców Śląskich, ul. Szkolna 12 (ZSP nr 2) - Publiczna Szkoła Podstawowa nr 4 im. Marii Konopnickiej, ul. Dąbrowskiego 2 (ZS) - Publiczna Szkoła Podstawowa nr 5 Specjalna, ul. Młyńska 1 (SOSW) Inne - Państwowa Szkoła Muzyczna I stopnia im. Karola Szymanowskiego, ul. Traugutta 36 - Prudnicki Uniwersytet Trzeciego Wieku, ul. Prężyńska 3-5-7 |  | Szkoły ponadpodstawowe - I Liceum Ogólnokształcące im. Adama Mickiewicza, ul. Gimnazjalna 2 (ZSO nr 1) - II Liceum Ogólnokształcące im. Stefanii Sempołowskiej, ul. Kościuszki 55 (ZSR) - Liceum Ogólnokształcące dla Dorosłych, ul. Gimnazjalna 2 (ZSO nr 1) - II Liceum Ogólnokształcące dla Dorosłych, ul. Kościuszki 55 (CKZiU) - Publiczne Technikum, ul. Piastowska 26 (ZSM) - Technikum nr 1, ul. Kościuszki 55 (CKZiU) - Technikum nr 2, ul. Kościuszki 76 (ZSR) - Centrum Kształcenia Ustawicznego, ul. Gimnazjalna 2 (ZSO nr 1) - Branżowa Szkoła I stopnia nr 1, ul. Prężyńska 3-5-7 (CKZiU) - Branżowa Szkoła I stopnia nr 2, ul. Kościuszki 76 (ZSR) - Branżowa Szkoła I stopnia nr 3 Specjalna, ul. Prężyńska 3-5-7 (CKZiU) - Branżowa Szkoła I stopnia nr 4 Specjalna, ul. Młyńska 1 (SOSW) - Szkoła Specjalna Przysposabiająca do Pracy, ul. Młyńska 1 (SOSW) Szkoły policealne - Wojewódzka Szkoła Policealna, ul. Piastowska 26 (ZSM) - Szkoła Policealna nr 1, ul. Prężyńska 3-5-7 (CKZiU) - Szkoła Policealna nr 2, ul. Kościuszki 76 (ZSR) - Szkoła Policealna dla Dorosłych, ul. Kościuszki 76 (ZSR) |

## Kultura

### Organizacje kulturalne

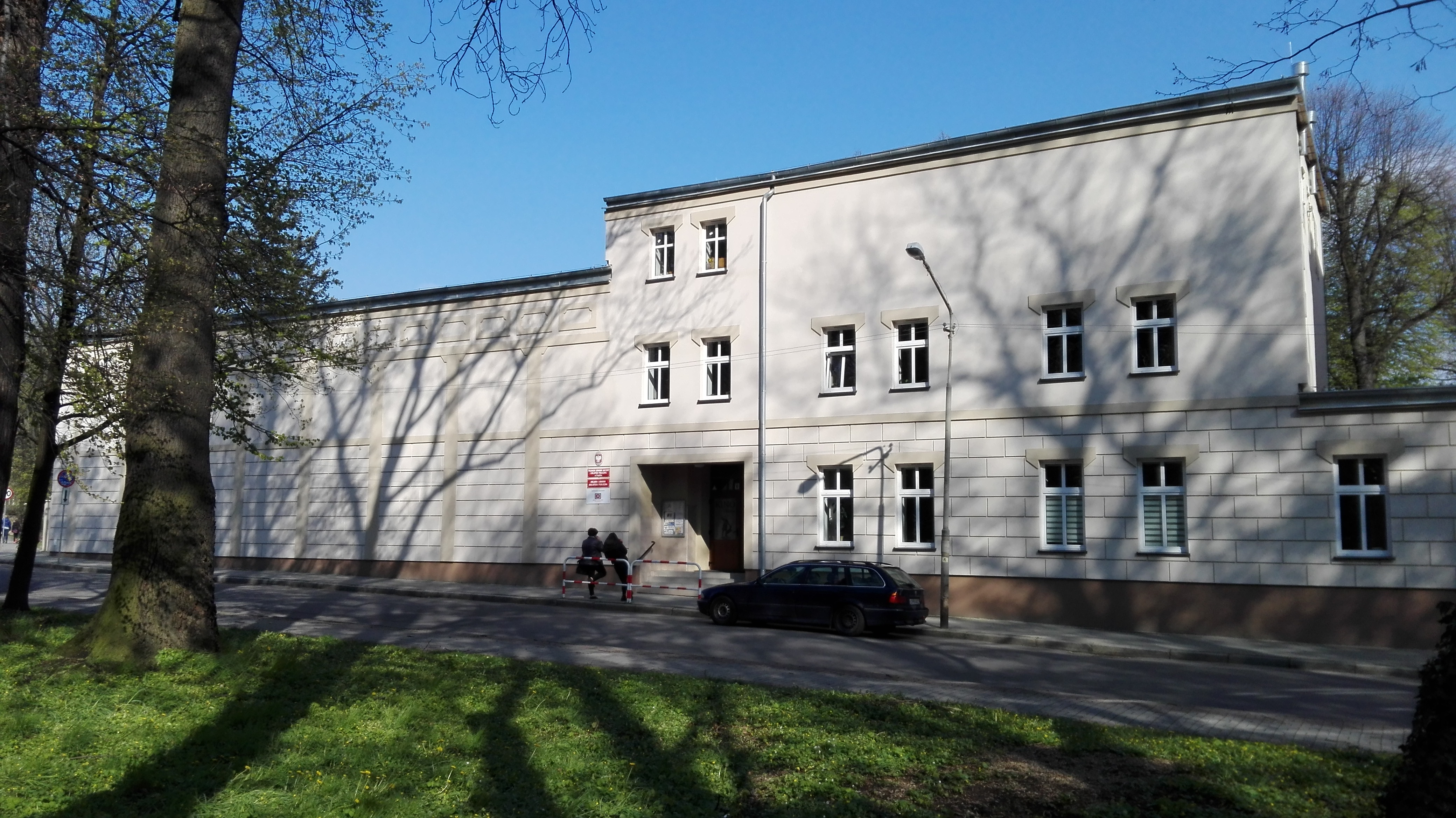
Kino „Diana” i Biblioteka Publiczna

Za organizację życia kulturalnego w mieście odpowiedzialny jest Prudnicki Ośrodek Kultury, utworzony w 1992 w wyniku połączenia Miejsko-Gminnego Ośrodka Kultury w Prudniku z innymi lokalnymi instytucjami kultury. Ma on swoją siedzibę w zabytkowej willi rodziny Fränkel przy ul. Kościuszki 1a. Filiami Prudnickiego Ośrodka Kultury są Wiejskie Domy Kultury w pobliskich miejscowościach, a także Świetlica Środowiskowa na Jasionowym Wzgórzu. Pod Prudnicki Ośrodek Kultury podlegają Miejska i Gminna Biblioteka Publiczna w Prudniku, działająca od 1947, a także uruchomione w 2016 Kino „Diana” przy ul. Mickiewicza 1.

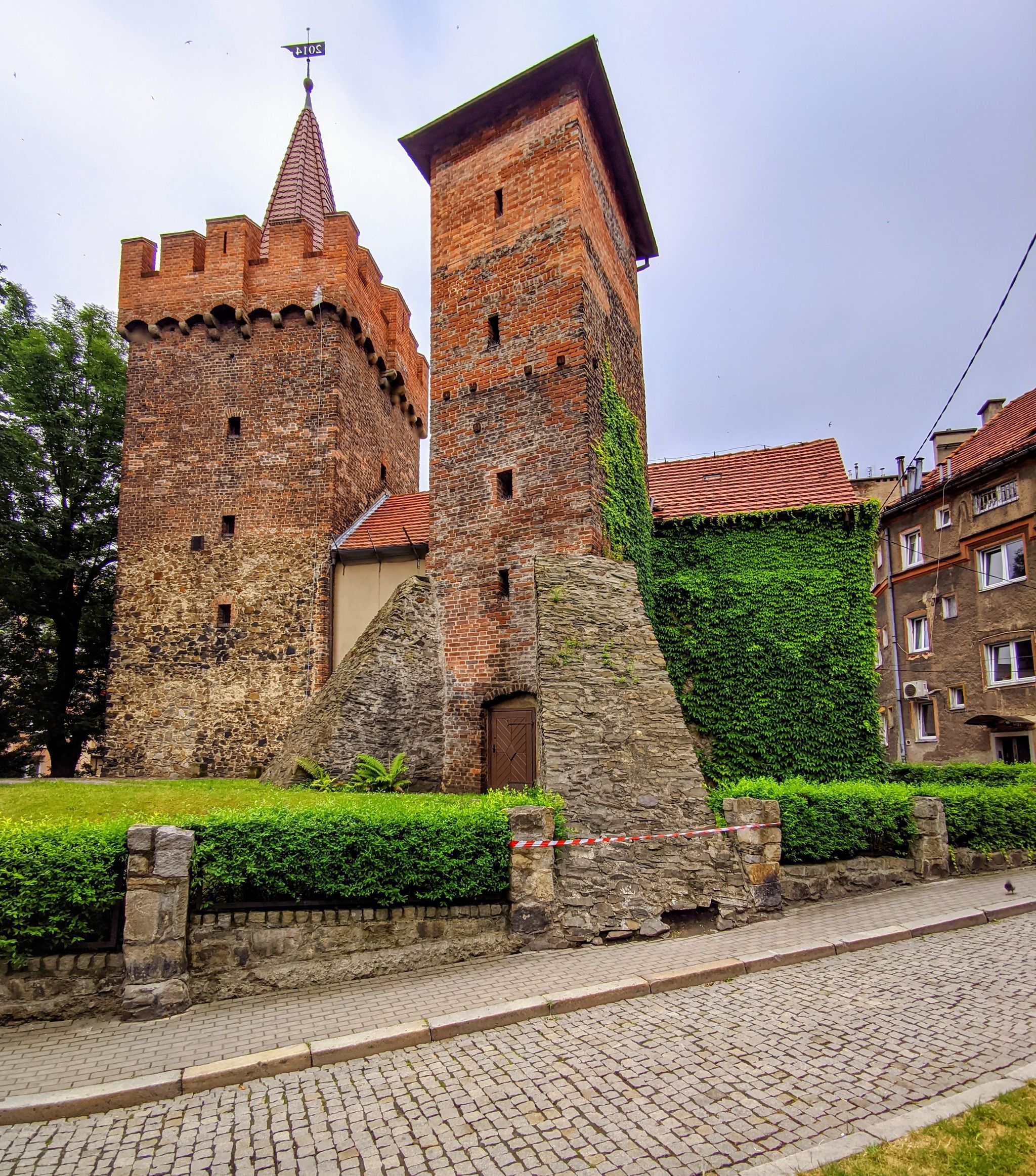
Muzeum Ziemi Prudnickiej

W 1959 w Prudniku założone zostało Muzeum Ziemi Prudnickiej. W 2010 założono jego oddział poświęcony upamiętnieniu tradycji włókienniczych Prudnika i okolic – Centrum Tradycji Tkackich. W mieście znajdują się trzy galerie sztuki: Galeria „Wykrzyknik” i Galeria „Na Poddaszu” w Prudnickim Ośrodku Kultury, a także Galeria Sztuki Hanny Bakuły „No Ba!” przy Rynku 2.
Na przestrzeni lat w mieście funkcjonowały również stowarzyszenia kulturalne, takie jak: Klub Ludzi Piszących w Prudniku, Grupa fotograficzna otoFoto, Teatr Bez Garderoby, Grupa Plastyczna „Bo Po Co”, Niemieckie Koło Przyjaźni / Deutsche Freundschaftskreis (oddział terenowy Towarzystwa Społeczno-Kulturalnego Niemców na Śląsku Opolskim), Stowarzyszenie Kultury i Edukacji Romów, Towarzystwo Historyczne Ziemi Prudnickiej, Stowarzyszenie Uniwersytet Złotego Wieku „Pokolenia”, Społeczny Komitet Wsparcia Członków Rodziny, Stowarzyszenie Wędkarskie „Karp”, Prudnicki Klub Fantastyki.

### Stałe imprezy kulturalne

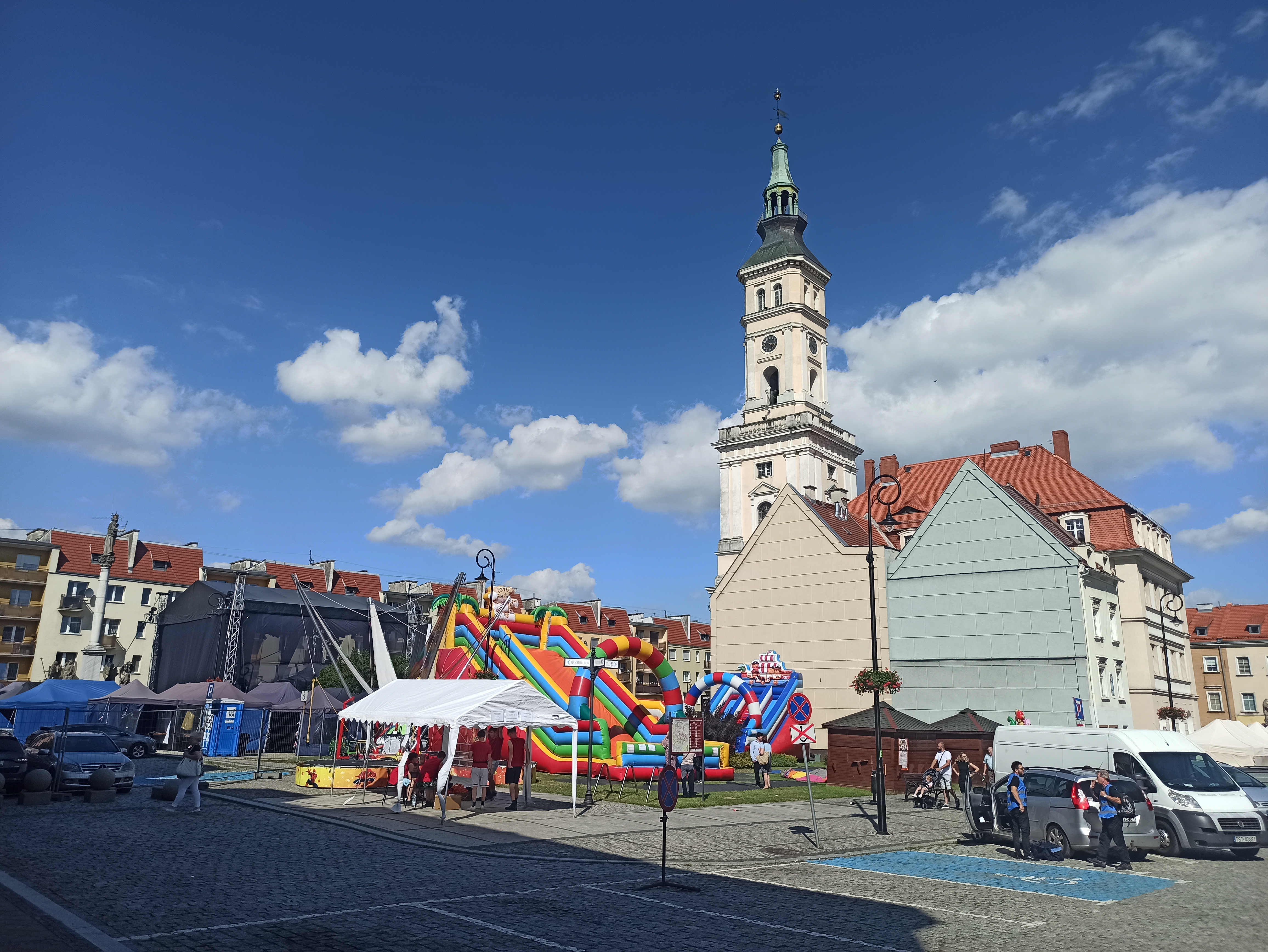
Rynek w czasie Dni Prudnika (2024)

Corocznie w czerwcu lub lipcu na prudnickim Rynku odbywa się impreza plenerowa Dni Prudnika, organizowana przez Prudnicki Ośrodek Kultury. Podczas Muzycznego Finału Dni Prudnika odbywają się koncerty popularnych artystów muzycznych reprezentujących gatunki takie jak rock, pop, hip-hop, poezja śpiewana, czy muzyka taneczna. Dodatkowo, do występów zapraszani są artyści związani z Prudnikiem i okolicą.

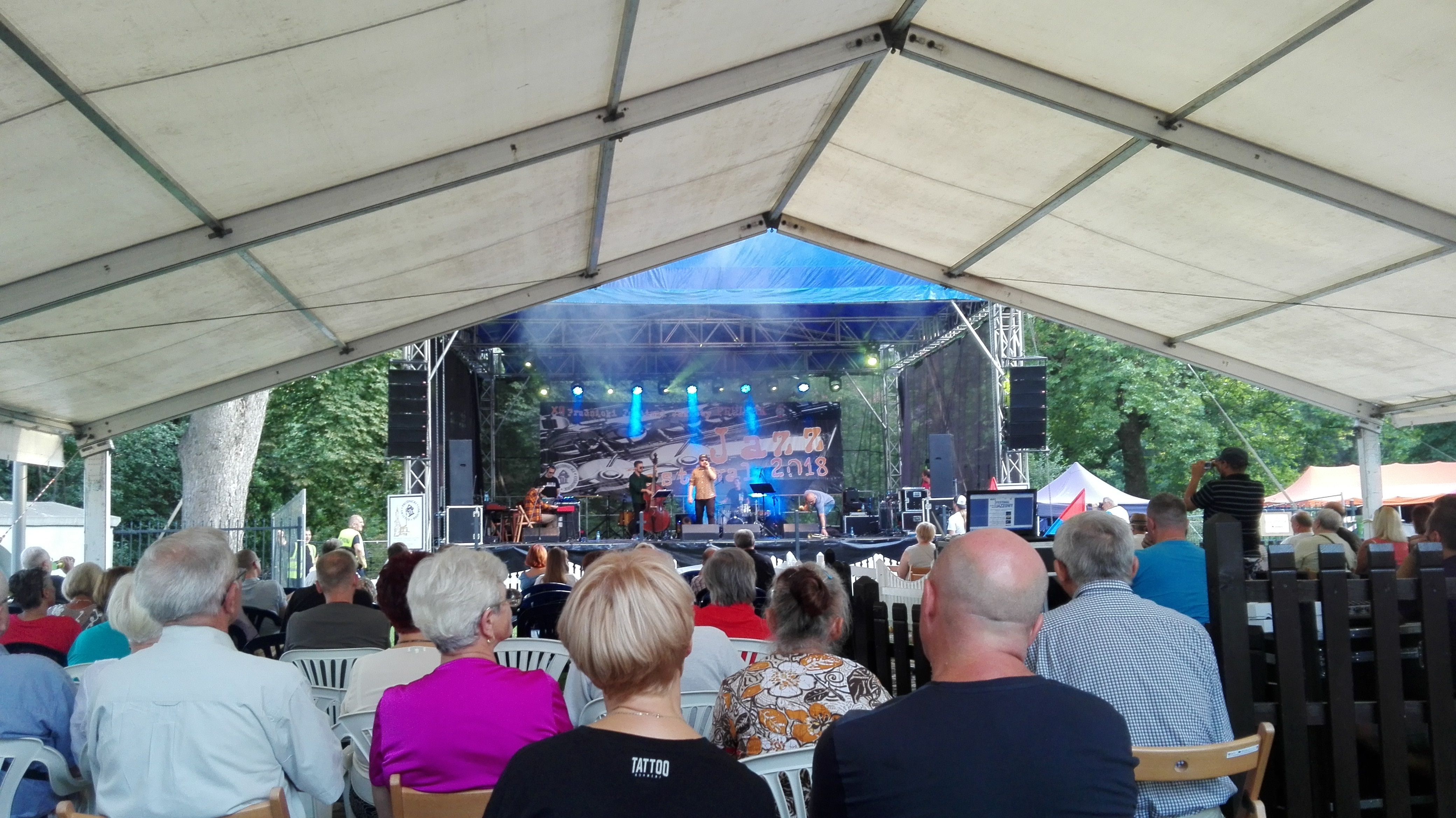
Eskaubei & Tomek Nowak Quartet, Jazz Prudnik Festival (2018)

Cyklicznie w pierwszy weekend sierpnia w ogrodzie Prudnickiego Ośrodka Kultury organizowany jest Międzynarodowy Festiwal Jazzowy (Jazz Prudnik Festival). Pierwsza edycja festiwalu miała miejsce w 2007 na Rynku z inicjatywy muzyka Ryszarda Czeczela, który został dyrektorem artystycznym przedsięwzięcia. Jest to największa jazzowa impreza plenerowa w województwie opolskim. Występowali na niej wykonawcy z Polski, Czech, Niemiec, Austrii, Francji, Wielkiej Brytanii i Stanów Zjednoczonych. W ramach festiwalu odbywają się też m.in. spotkania autorskie, pokazy plenerowe filmów czy wystawy fotograficzne.

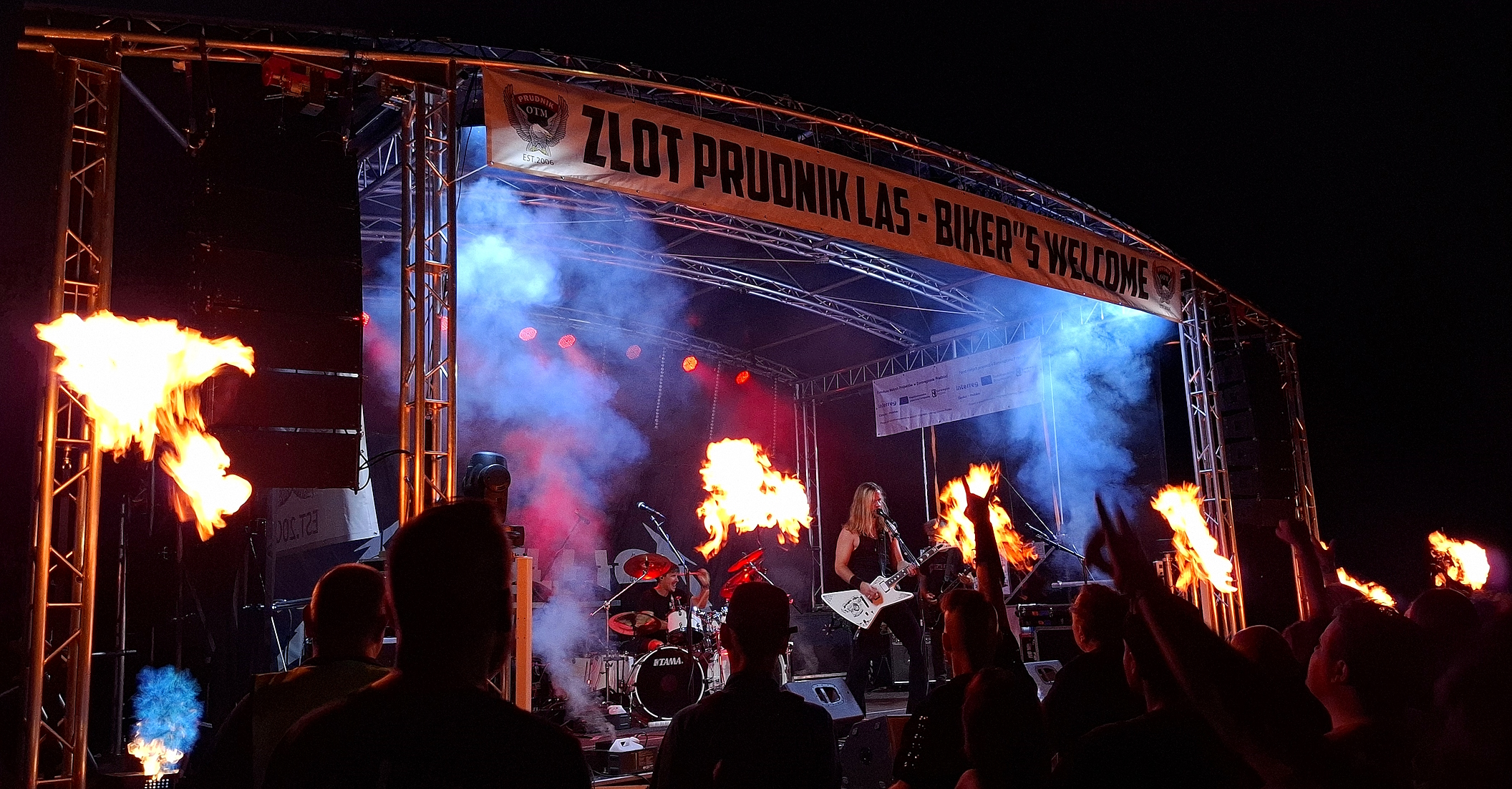
Metallica Revival (tribute band Metalliki), Zlot Motocyklistów (2024)

Na stokach Koziej Góry w południowej części miasta, na błoniach przy klasztorze franciszkanów na skraju Lasu Prudnickiego, co roku w lipcu odbywa się Zlot Motocyklistów, któremu towarzyszy plenerowy festiwal muzyki rockowej i heavymetalowej, w 2021 nazwany Rock Festiwal Pogranicza. Zlot Motocyklistów w Prudniku organizowany jest od 2006 przez Opolskie Towarzystwo Motocyklowe OTM Prudnik we współpracy z samorządem gminy Prudnik. Inicjatorem jego powstania był lokalny przedsiębiorca Artur Żurakowski. W ramach zlotu odbywają się również demonstracje motocykli i pokazy wyczynów kaskaderskich na motocyklach. OTM Prudnik jest również organizatorem motocyklowego kolędowania w klasztorze franciszkanów oraz MotoMikołajów.
Corocznie w październiku w Prudniku i Głogówku odbywa się Śląski Festiwal Ziemi Prudnickiej im. Ludwiga van Beethovena – festiwal muzyki klasycznej upamiętniający pobyt Ludwiga van Beethovena w Głogówku. Podczas „festiwalu Beethovenowskiego” artyści muzyczni z Polski i zagranicy (w tym z Japonii) wykonują utwory słynnych kompozytorów klasycznych.
Corocznie w czerwcu, w widowiskowo-sportowej Hali „Obuwnik” przy ul. Łuczniczej, odbywa się Wystawa Twórców Ludowych i Rzemiosła Artystycznego Pogranicza Polsko-Czeskiego. Jest to trzydniowa prezentacja rękodzieła i rzemiosła artystycznego (malarstwo, rzeźbiarstwo, garncarstwo, metaloplastyka, koronkarstwo, haft, biżuteria), a także prezentacja kuchni regionalnej oraz krajów europejskich, reprezentowanych przez miasta partnerskie Prudnika. Patronami wydarzenia są lokalne samorządy oraz polsko-czeskie konsulaty. W tym samym miejscu we wrześniu organizowane są Targi Przedsiębiorczości i Rzemiosła Inter–Region „Dom i Ogród”, podczas których prezentowane są branże związane z budową oraz wyposażeniem domu, a także zagospodarowaniem ogrodu.

### Odniesienia w kulturze masowej

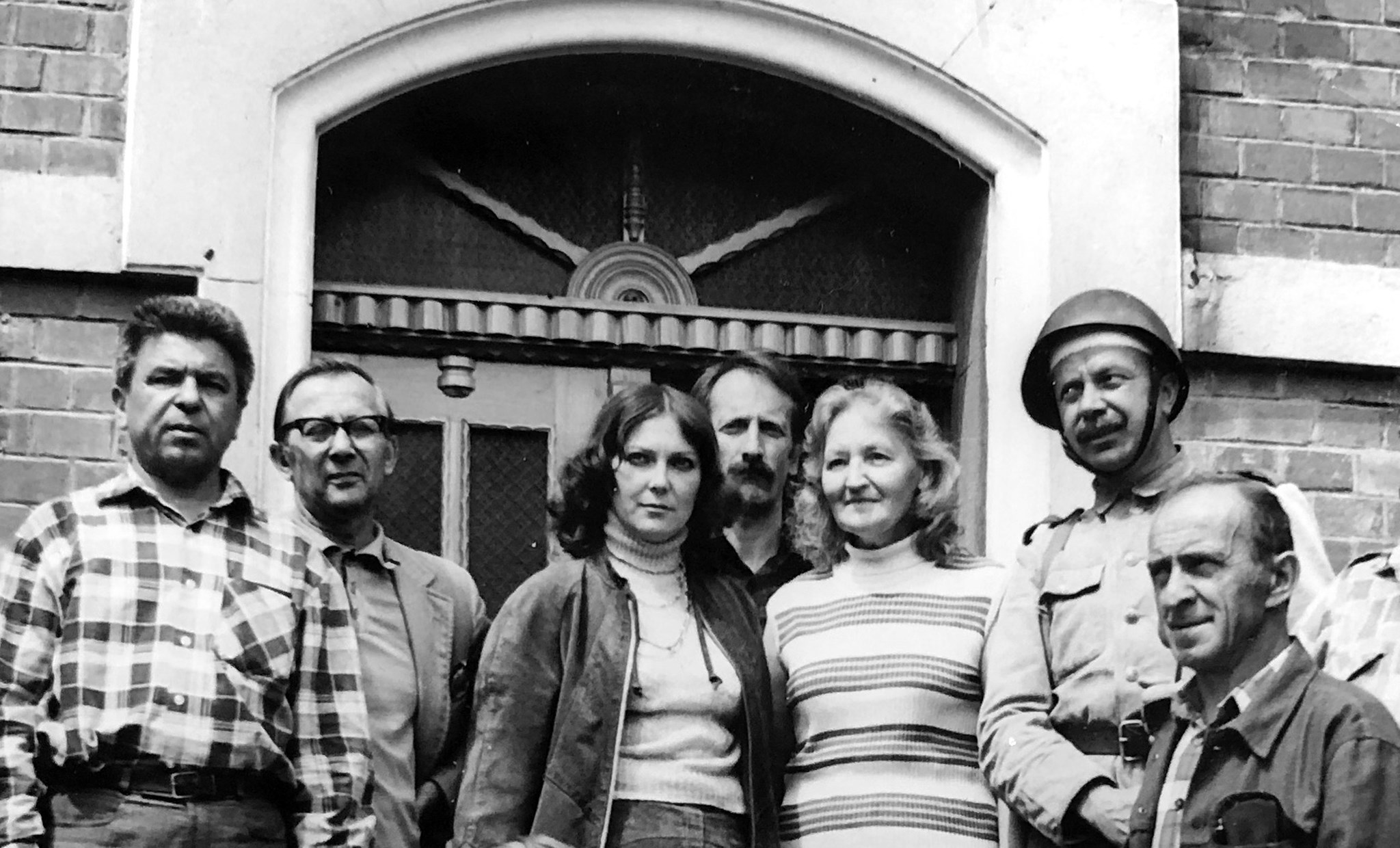
Zdjęcie z planu filmu Kilka dni na ziemi niczyjej w Prudniku (1982)

W Prudniku powstawały zdjęcia do produkcji filmowych takich jak: Kilka dni na ziemi niczyjej (1984), Skrawek nieba (2002), Moje wspaniałe życie (2021), Brigitte Bardot cudowna (2022), W szachu. Ostatnia rozgrywka (2023) i Konopacka. Walka o złoto (2023). Prudnik wymieniony został w scenariuszu odcinka „Jarnołtówek” serialu Święta wojna, nagranego w 2006 w okolicy miasta. Zabytki Prudnika zaprezentowane zostały w 2012 w serialu turystyczno-krajoznawczym Nie ma jak Polska. W 2019 w Prudniku realizowany był odcinek „Ukradli talerze” reality show Kuchenne rewolucje.
Podczas III powstania śląskiego w 1921 w Prudniku został nagrany fragment kroniki filmowej Messter-Woche, dokumentujący pracę przy rannych żołnierzach w prudnickim lazarecie. W 1938 nagrany został nazistowski materiał propagandowy Einmarsch in das Sudetenland, prezentujący wizytę Adolfa Hitlera m.in. w Prudniku. W 1953 powstał materiał Polskiej Kroniki Filmowej pod tytułem Dziewczęta z Prudnika, opowiadający o uczennicach Szkoły Przysposobienia Zawodowego w Prudniku.
Willa głównego bohatera powieści Przed zachodem słońca (1931) autorstwa Gerharta Hauptmanna wzorowana jest na willi przy ulicy Nyskiej 2 w Prudniku. W 1946 Antoni Olcha napisał reportaż o chłopskim ruchu przesiedleńczym ze wsi Naprawa do Prudnika i Lubrzy, zatytułowany Nowa Naprawa. Kardynał Stefan Wyszyński opisał swój okres internowania w Prudniku w książkach Wszystko postawiłem na Maryję (1980) i Zapiski więzienne (1982). Prudnik jest miejscem akcji powieści Lato umarłych snów (1993) autorstwa Harry’ego Thürka, opisującej miasto krótko po zakończeniu II wojny światowej. Prudnik i jego spalenie przez husytów w 1428 wspomniane zostały w powieściach Narrenturm (2002), Boży bojownicy (2004) i Lux perpetua (2006) autorstwa Andrzeja Sapkowskiego, tworzących Trylogię husycką. Miasto, a także znajdujące się w nim Zakłady Przemysłu Bawełnianego „Frotex”, zostały wspomniane w opowiadaniu Zapach szkła (2003) Andrzeja Ziemiańskiego. Akcja powieści Sielski zakątek (2019) autorstwa Barbary Sośnicy-Czekały dzieje się w Prudniku. Miasto oraz pobliskie miejscowości w powiecie prudnickim są miejscem akcji powieści sensacyjnej Wotum (2020) Macieja Siembiedy. Prudnik jest miejscem akcji komiksu z gatunku horror Hexenberg: Ursula Hammel (2017) autorstwa Artura Biernackiego, a także jego kontynuacji Hexenberg 1626 (2025), inspirowanych wydarzeniami w mieście w okresie procesów czarownic.
Wiersze poświęcone Prudnikowi pisali m.in. Gerhart Hauptmann, Edmund Działoszyński, Edward Sztonyk, Tadeusz Soroczyński, Maciej Dobrzański, Bartosz Sadliński, Krzysztof Szeremeta, Harry Duda, Daniela Długosz-Penca, Zofia Kulig, Ilona Filipek, Maria Białkowska, Piotr Żarczyński, Manfred Słaboń, Alfreda Nowak, Teresa Nietykszy, Piotr Myszyński, Danuta Kobyłecka, Romana Klubowicz, Wojciech Ossoliński, Tomasz Różycki.
Pochodzący z Prudnika raper Z.B.U.K.U w swoich tekstach kilkukrotnie odwoływał się do swojego miasta rodzinnego. W całości o Prudniku traktują dwie piosenki Z.B.U.K.U: „MVP” (2015) i „Hometown” (2024). Z Prudnikiem związany jest również tekst piosenki „Ucieczka 5:55” (2009) zespołu rockowego Elektryczne Gitary. W 2018 w kościele św. Michała Archanioła w Prudniku nagrana została płyta Meditationes ad misterium Trinitatis z serii Organy Śląska Opolskiego. Pochodzący z ziemi prudnickiej artysta Artur Klose wykonał rzeźbę Franza Kafki, która zawiera mechanizm odtwarzający piosenkę na temat związku Kafki z Felice Bauer i Prudnikiem – „Kafka i Prudnik to poważna sprawa”. Rzeźba ta została umieszczona w październiku 2024 w ośrodku wypoczynkowym Puerto Rico na Gran Canarii.
Miasto Prudnik jest jedną z lokacji w grze komputerowej Beholder: Conductor (2025). Prudnik został upamiętniony przez Valentina Torkę w nazwie owada z podrządu trzonkówek Trigonalys prudnicensis (synonim Pseudogonalos hahnii).

## Media lokalne

### Prasa
- Tygodnik Prudnicki
- Prudnik24
- Express Prudnicki
- Gazeta Pogranicza

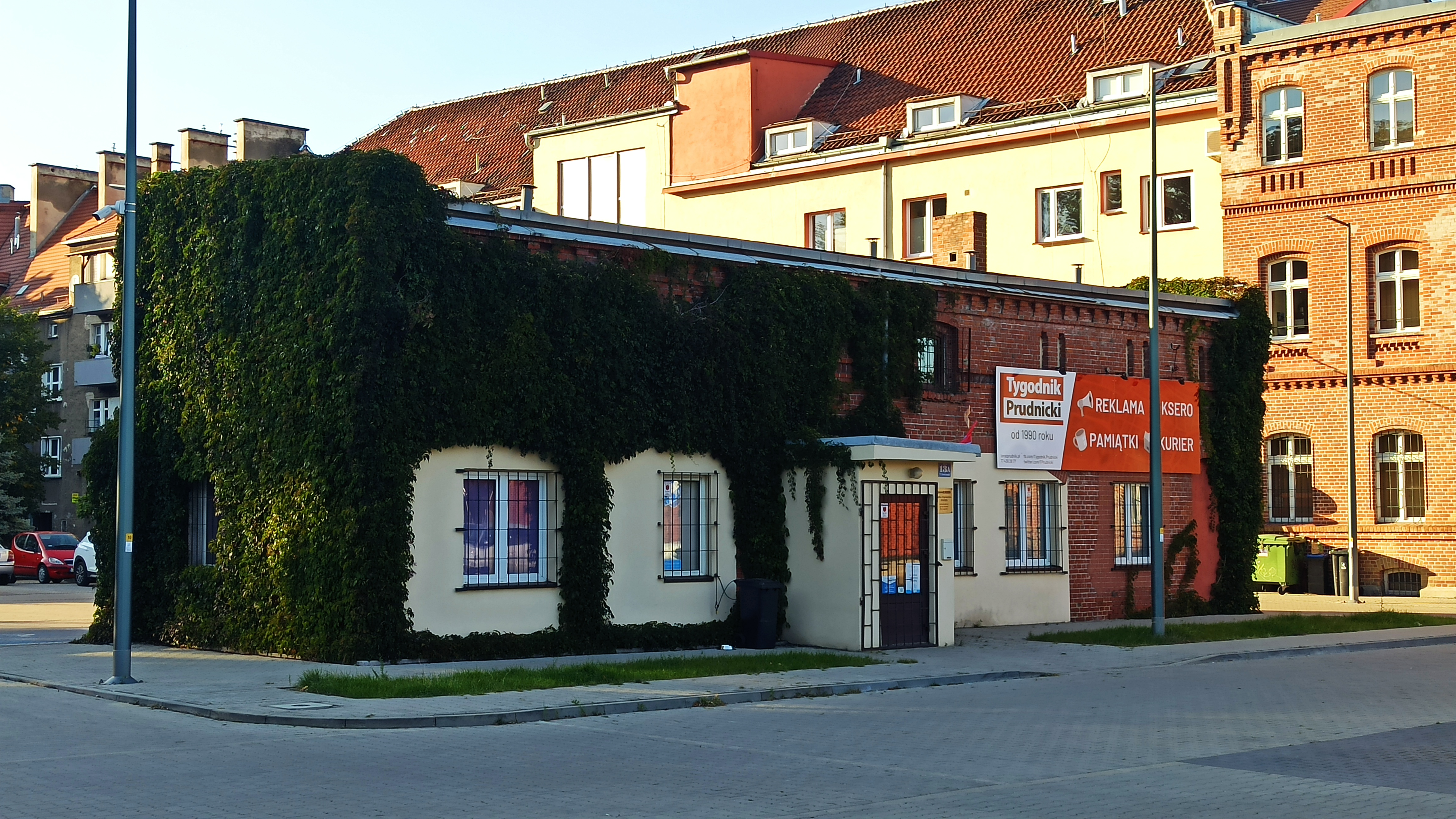
Siedziba redakcji „Tygodnika Prudnickiego”

- Nowa Trybuna Opolska – oddział w Prudniku

### Telewizja
- TV Prudnik (TV Pogranicza)
- Telewizja Kablowa Prudnik

### Radio
- Radio Opole – oddział w Prudniku
- Radio Park

### Portale
- Teraz Prudnik[371] (do 2017 Tygodnik Prudnicki[372])
- prudnik24.pl[373]
- prudnicka.pl[374]
- wprudniku.pl[375]
- eprudnik.pl[376]

## Religia
W 2022 w Prudniku formalnie mieszkali katolicy, zielonoświątkowcy, świadkowie Jehowy, a także pojedynczy wyznawcy judaizmu i protestantyzmu.
Katolickim patronem miasta jest bł. Stefan Wyszyński.

### Wspólnoty wyznaniowe

#### Kościół rzymskokatolicki
Dekanat Prudnik

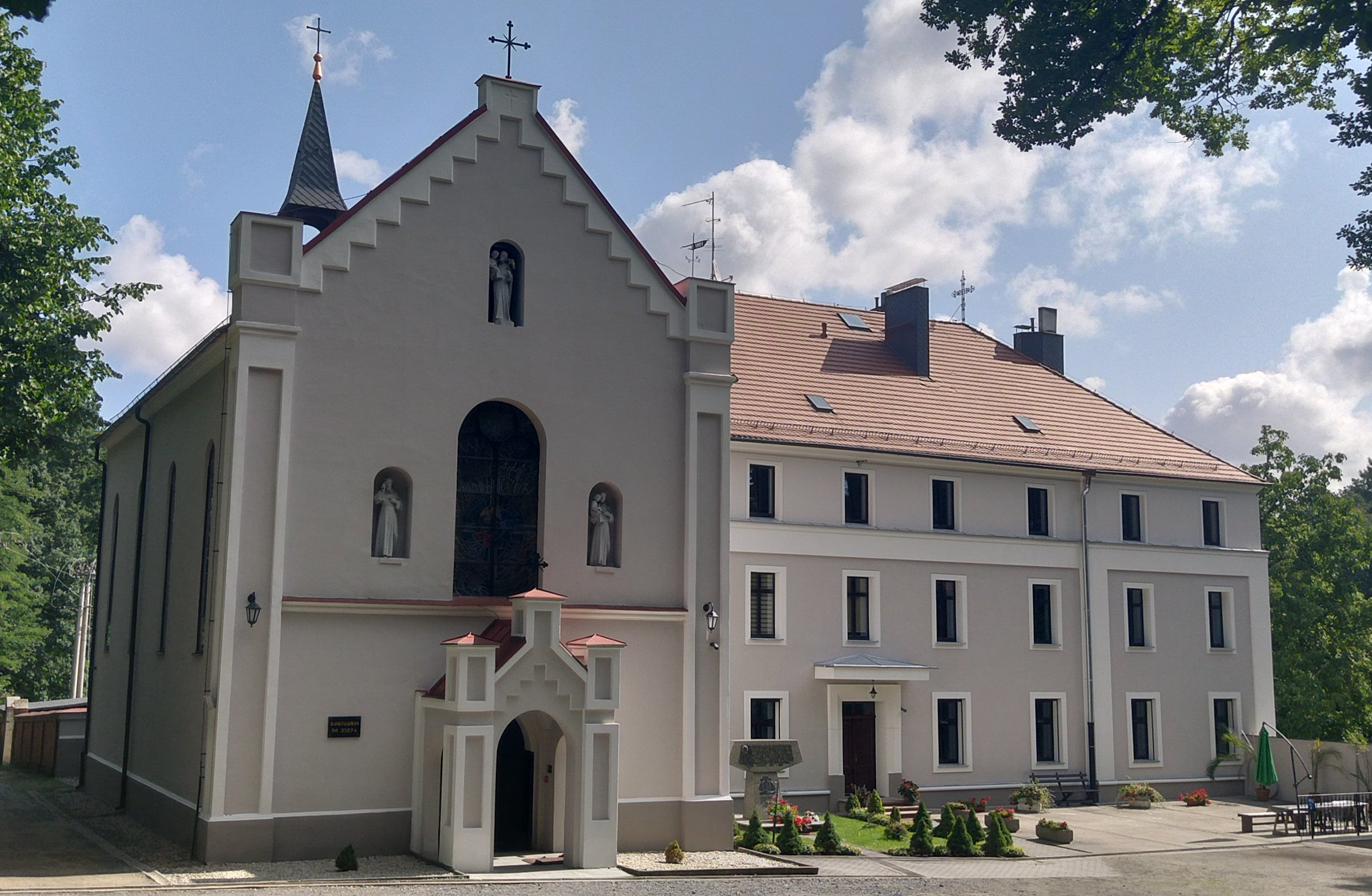
Sanktuarium św. Józefa

- parafia św. Michała Archanioła (plac Farny 2)
  - kościół św. Michała Archanioła (plac Farny 2)
  - kościół Świętych Apostołów Piotra i Pawła (ul. Piastowska 6)
  - sanktuarium św. Józefa (ul. Poniatowskiego 5)
- parafia Miłosierdzia Bożego (ul. Skowrońskiego 35)
  - kościół Miłosierdzia Bożego (ul. Skowrońskiego 35)

#### Kościół Zielonoświątkowy w RP

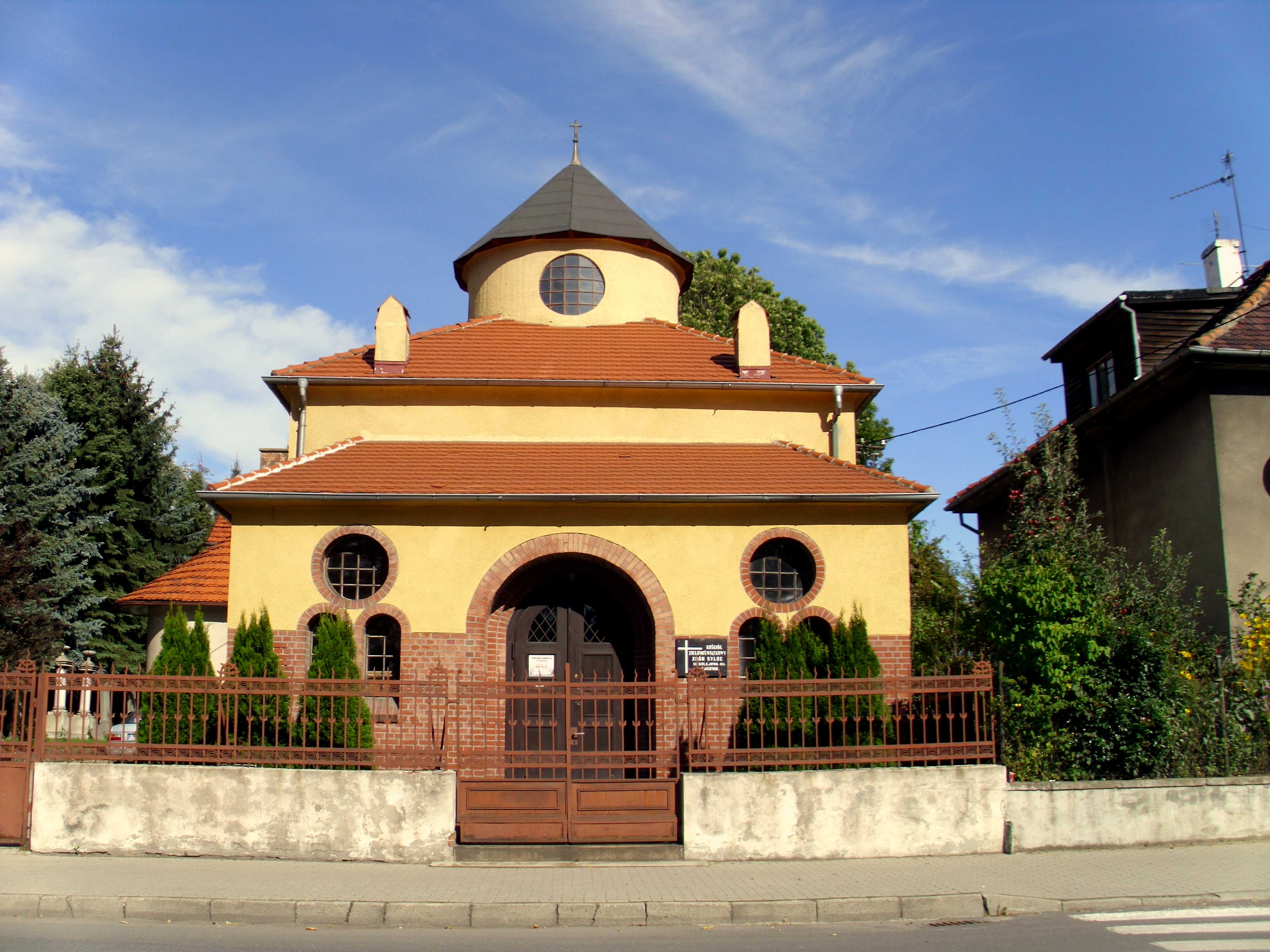
Kościół Zboru Zielonoświątkowego

- Zbór „Syloe” (ul. Kolejowa 40A)[379]

#### Świadkowie Jehowy
- zbór Prudnik (Sala Królestwa ul. Piastowska 22A)[380]

#### Kościół Boży
- zbór w Prudniku (ul. Legionów 1)

#### Międzynarodowy Ruch Raeliański
- świątynia „Atom Nieskończoności”[381]

### Cmentarze

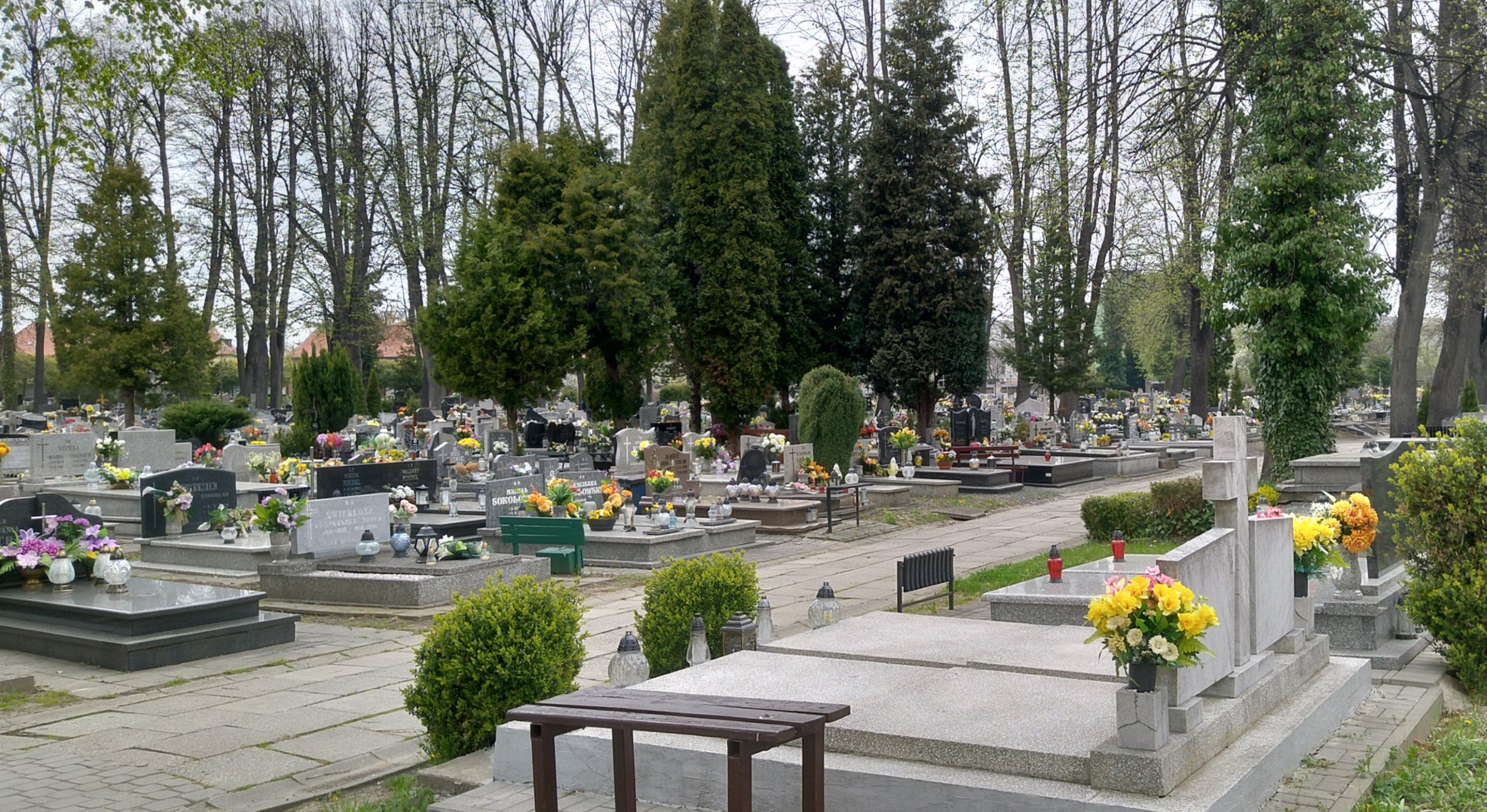
Cmentarz komunalny

- cmentarz komunalny (ul. Kościuszki 19)
- cmentarz żydowski (ul. Kolejowa 40)
- cmentarz zakonny franciszkanów w Prudniku-Lesie (ul. Poniatowskiego 5)

### Nieistniejące obiekty sakralne
- kościół ewangelicki (rozebrany w latach 1968–1970) – parafia Ewangelicko-Augsburska w Prudniku[382]
- synagoga (spalona podczas nocy kryształowej z 9 na 10 listopada 1938)[383]
- sanktuarium Matki Bożej Bolesnej (zniszczone w wyniku działań wojennych w 1945)
- klasztor kapucynów (rozebrany w 1907)

## Sport
Głównym podmiotem odpowiedzialnym za sport i rekreację w mieście jest Ośrodek Sportu i Rekreacji w Prudniku. Z dniem 1 stycznia 2020 został połączony z Agencją Promocji i Rozwoju Gminy Prudnik tworząc Agencję Sportu i Promocji.
W sierpniu 1945 utworzono Podokręg Związku Piłki Nożnej w Prudniku – pierwszy okręgowy związek sportowy na Opolszczyźnie.

### Obiekty sportowe
- Stadion Miejski (ul. Kolejowa 7)
- Stadion (ul. Włoska 10)
- Hala „Obuwnik” (ul. Łucznicza 1)
- tor łuczniczy (ul. Łucznicza 1)

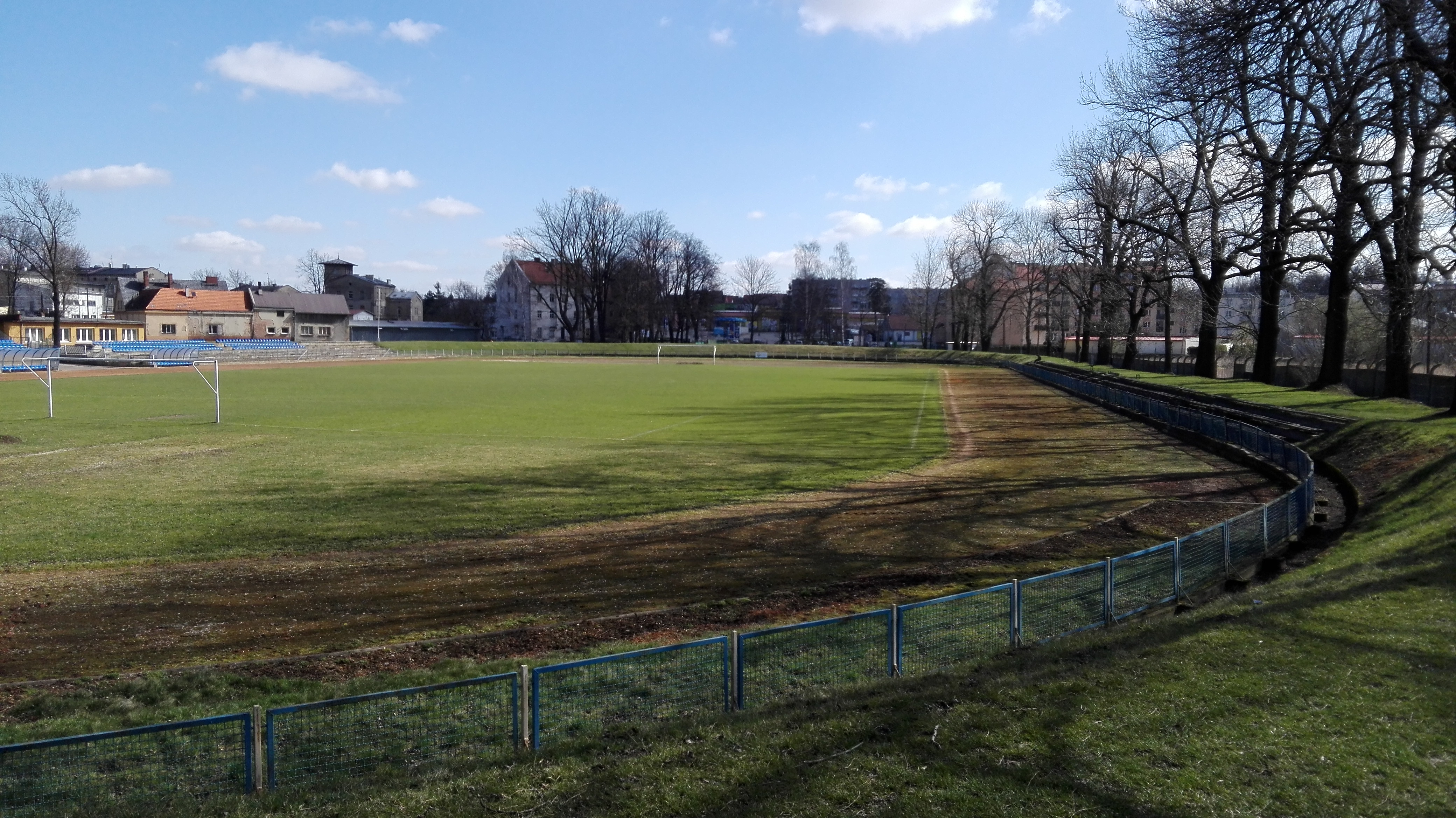
Stadion Miejski

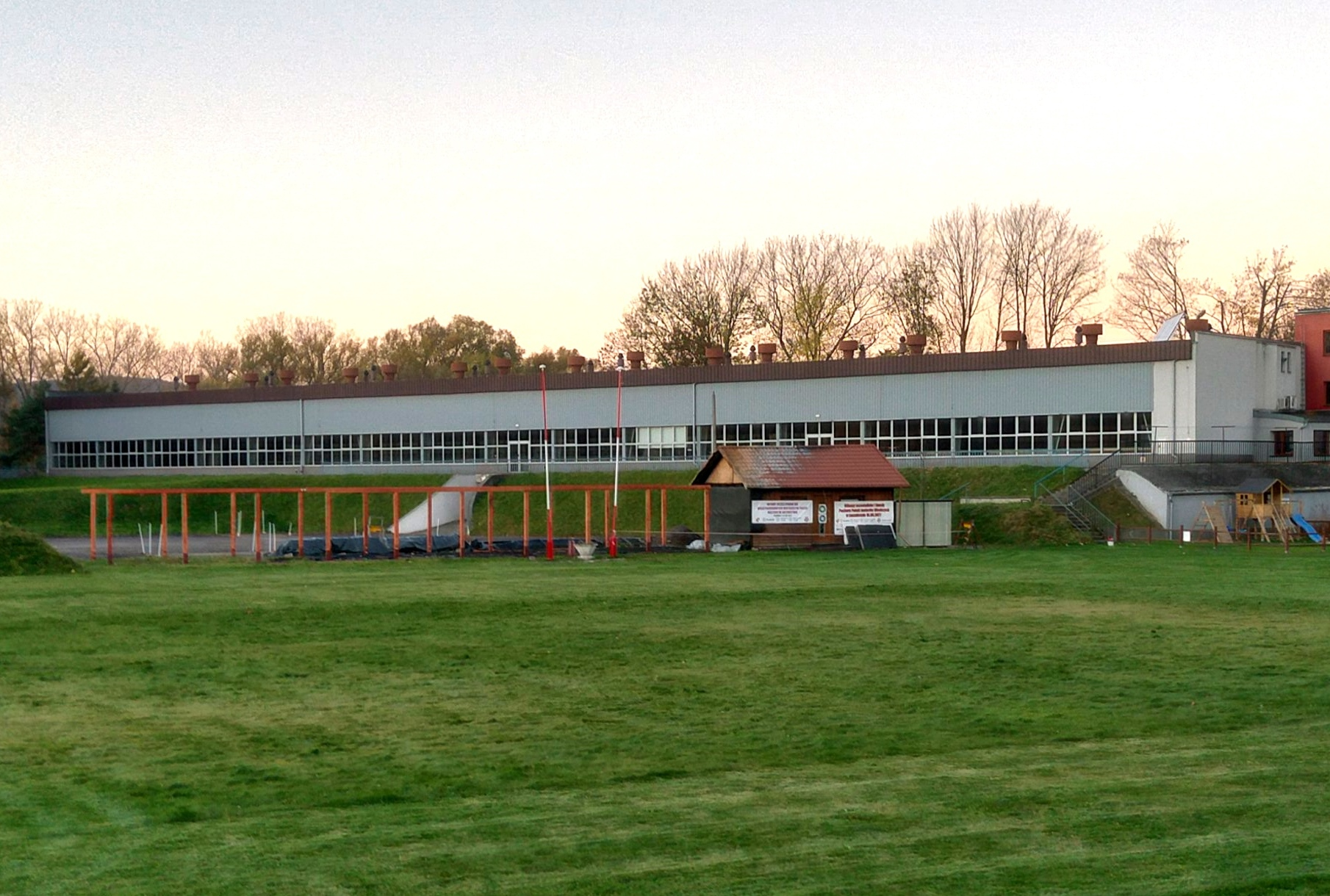
Hala „Obuwnik”

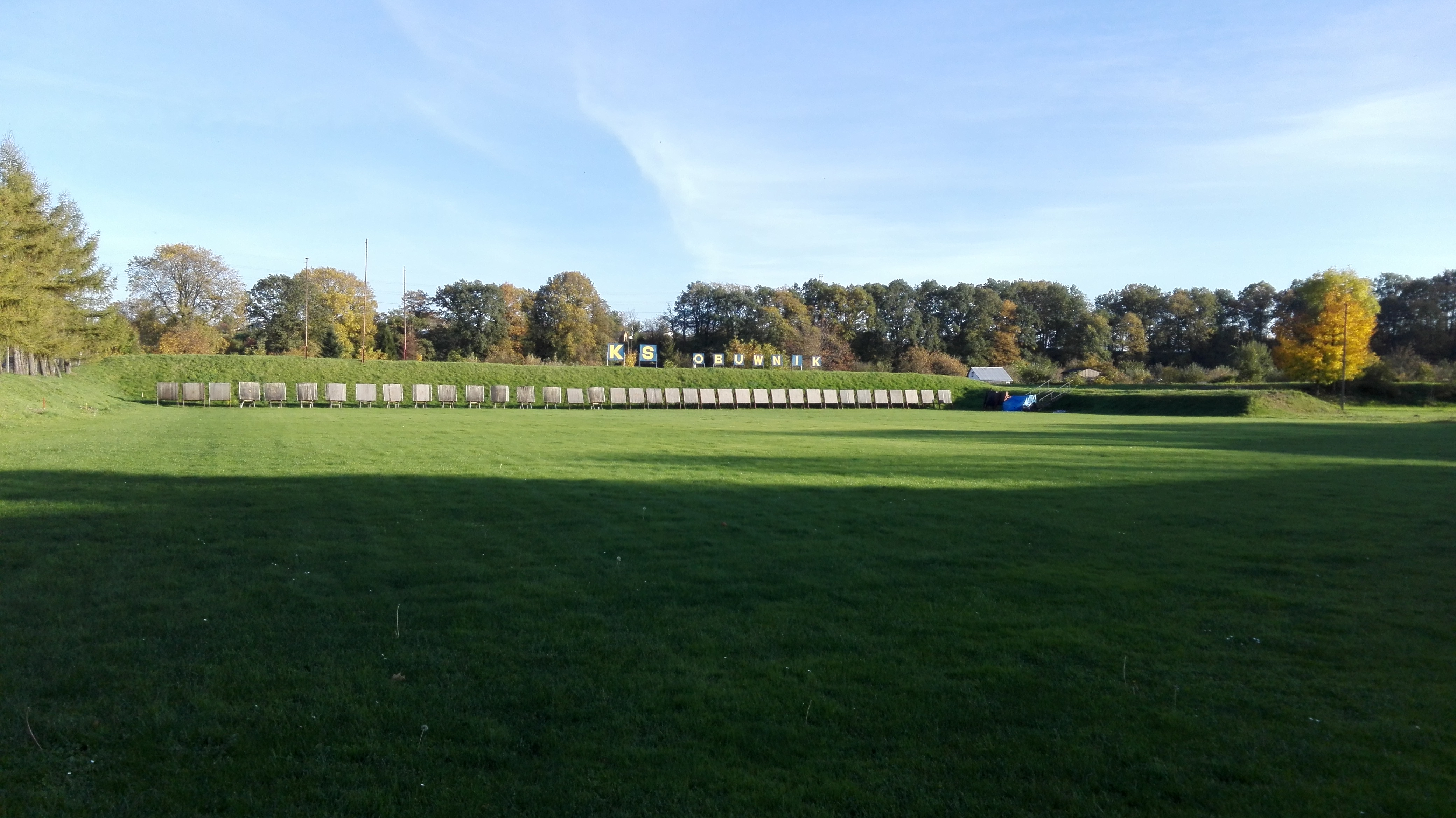
Tor łuczniczy

- Kompleks Sportowy im. Tradycji Pogoni Lwów i Polonii Bytom (ul. Kościuszki 76)
  - boisko Orlik 2012
  - boisko z naturalną nawierzchnią
  - boisko do koszykówki
  - bieżna
  - miejsce przeznaczone na parkour
- Kompleks Sportowy „Sójka” (ul. Podgórna 7)
  - basen kryty
  - hala sportowa
  - kort tenisowy
  - wielofunkcyjne boiska sportowe
  - park street workout
  - bieżnia
- boisko Orlik 2012 w Parku Miejskim
- korty tenisowe w Parku Miejskim
- kąpielisko letnie (ul. Zwycięstwa 1)

Agencja Sportu i Promocji zarządza także Centrum Sportowym i boiskiem w Niemysłowicach (131a), a także boiskami sportowymi w Niemysłowicach, Łące Prudnickiej, Moszczance, Szybowicach, Czyżowicach, Rudziczce i Mieszkowicach.

### Kluby sportowe
- KS Pogoń Prudnik (koszykówka)
- MKS Pogoń Prudnik (piłka nożna)
- KS Obuwnik Prudnik (łucznictwo)

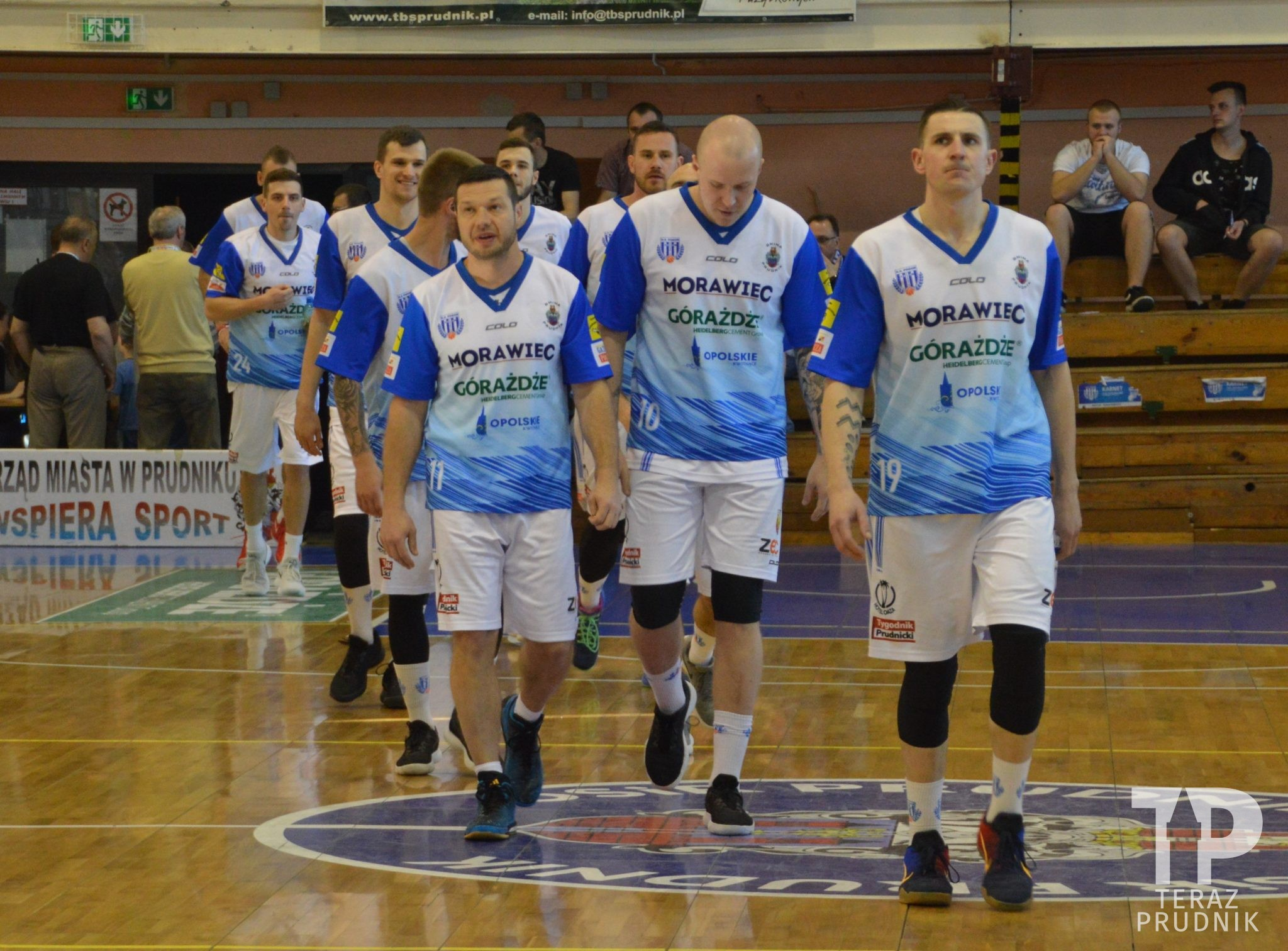
Zawodnicy KS Pogoń Prudnik na hali „Obuwnik” w meczu z Doralem Kłodzko (2018)

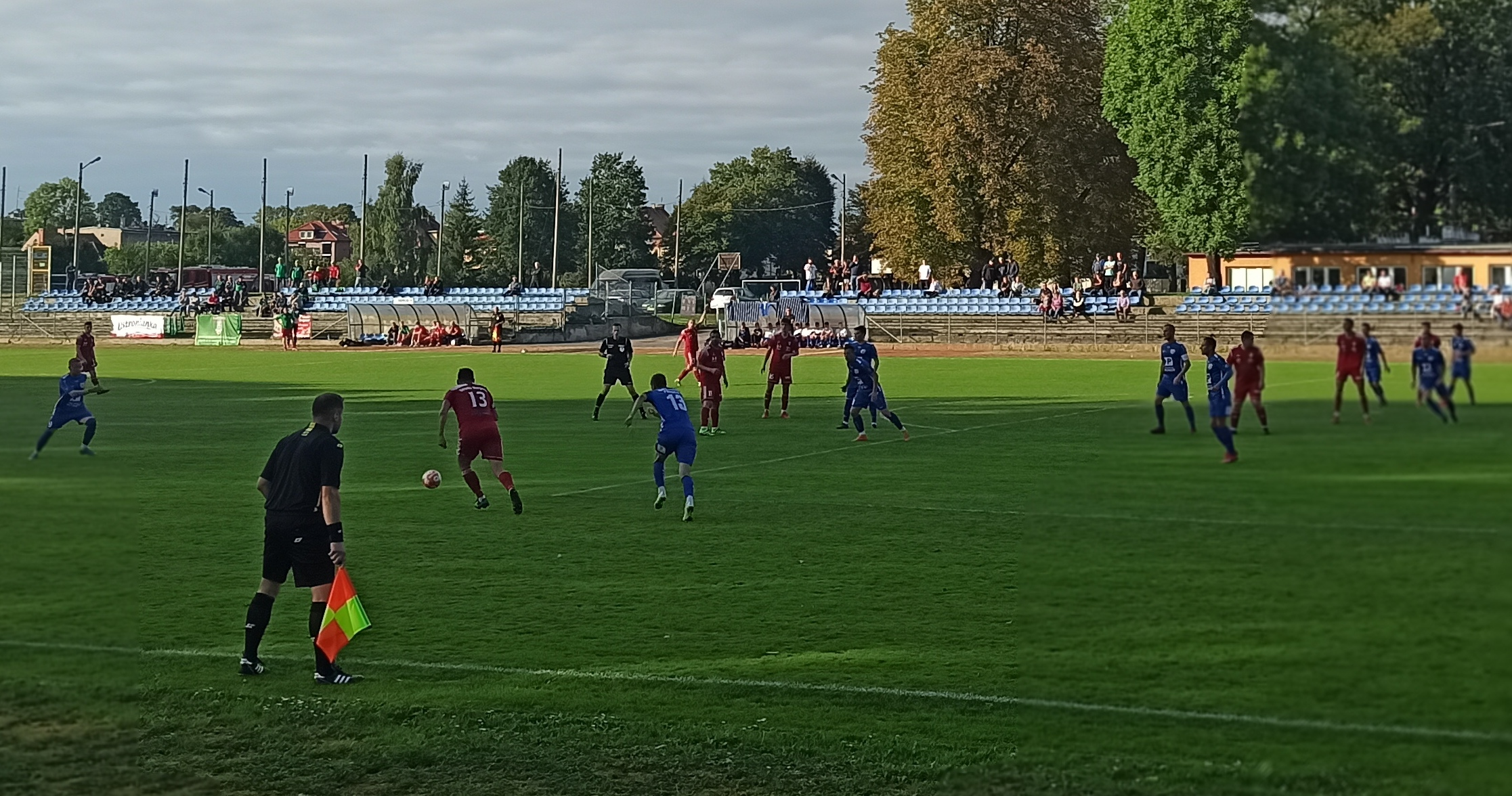
Mecz MKS Pogoń Prudnik z Odrzanką Dziergowice na Stadionie Miejskim (2021)

- SPS Prudnik (siatkówka) – założony w lipcu 2012 i zgłoszony do rozgrywek grupy B III ligi opolskiej[387]
- LKS Zarzewie Prudnik (karate, szachy)
- LKJ Olimp Prudnik (jeździectwo)
- MKS Sparta Prudnik (piłka nożna)
- Stowarzyszenie Sportowe „Tigers” Prudnik (piłka nożna, parkour, freerun)
- MKS Smyk Prudnik (koszykówka)
- UKS Czwórka Prudnik (unihokej, wrotkarstwo)
- UKS Orlik Prudnik (piłka nożna)
- LZS Dębowiec-Prudnik (piłka nożna)
- Saints United Kings Prudnik (ju-jitsu)
- KP Sójka Prudnik (pływanie)
- UKS Freestyle Prudnik (kolarstwo)
- MUKS Pogoń Prudnik (tenis stołowy, szachy, boks)[388]

W mieście działały również m.in. kluby piłkarskie WKS Kabewiak Prudnik i LUKS Flora Prudnik, kluby kolarskie LZS Prudnik, LKS Zarzewie Prudnik, Włókniarz Prudnik, Pogoń Prudnik, Zryw Prudnik, PTTK Prudnik, Góral Ziemia Prudnicka, SKS Prudnik i klub hokeja na lodzie Pogoń Prudnik. W Prudniku utworzono jedyny w województwie opolskim męski Koszykarski Ośrodek Sportowego Szkolenia Młodzieży PZKosz.
W okresie międzywojennym w Prudniku działały cztery kluby piłkarskie: SV Guts Muths Neustadt, VfR Neustadt, SC Preußen Neustadt i DJK Neustadt.

### Zawody sportowe

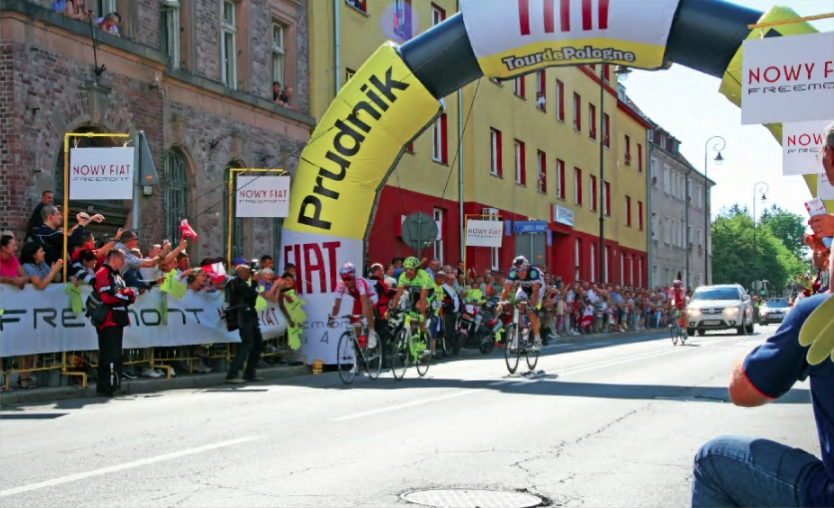
69. edycja Tour de Pologne w Prudniku

- Memoriał Stanisława Szozdy – wyścig kolarski organizowany co roku we wrześniu dla uczczenia pamięci Stanisława Szozdy[392]
- Międzynarodowe Mistrzostwa Polski w Półmaratonie Górskim Nordic Walking

W 1968 w Prudniku odbyły się mistrzostwa Polski w kolarstwie przełajowym, a w latach 1975, 1982, 1989 i 2004 Mistrzostwa Polski w łucznictwie. W latach 1994 i 2012 przez Prudnik przebiegała trasa wyścigu Tour de Pologne, natomiast w 1976 i 2024 miasto było gospodarzem met etapów wyścigu.

### Sportowcy związani z Prudnikiem

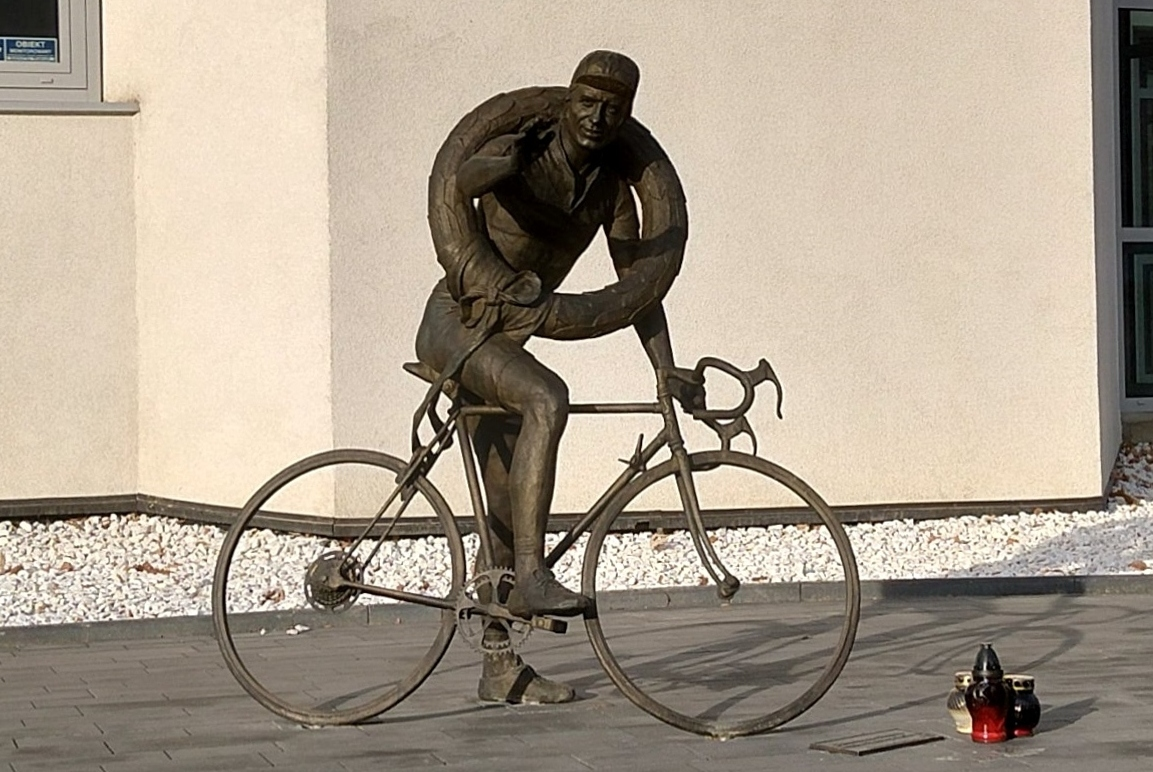
Pomnik Stanisława Szozdy na skwerze przy ul. Gimnazjalnej

Z Prudnika pochodzili m.in. kolarze Stanisław Szozda (dwukrotny wicemistrz olimpijski, pięciokrotny medalista mistrzostw świata) i Franciszek Surmiński (trener m.in. Szozdy, Zająca, Kocota i Barcika), łuczniczki Jadwiga Wilejto (olimpijka, pięciokrotna medalistka mistrzostw świata), Joanna Helbin (olimpijka) i Karolina Farasiewicz (halowa mistrzyni Europy), koszykarze Tomasz Włodowski, Andrzej Chybziński, Mirosław Kalinowski i Czesław Biliński, piłkarze Zenon Zaczyński, Aleksander Zaczyński, Janusz Semerga i Peter Peschel, lekkoatleta Radosław Kłeczek (wicemistrz Europy w przełajach), żużlowiec Marek Mróz.

## Polityka

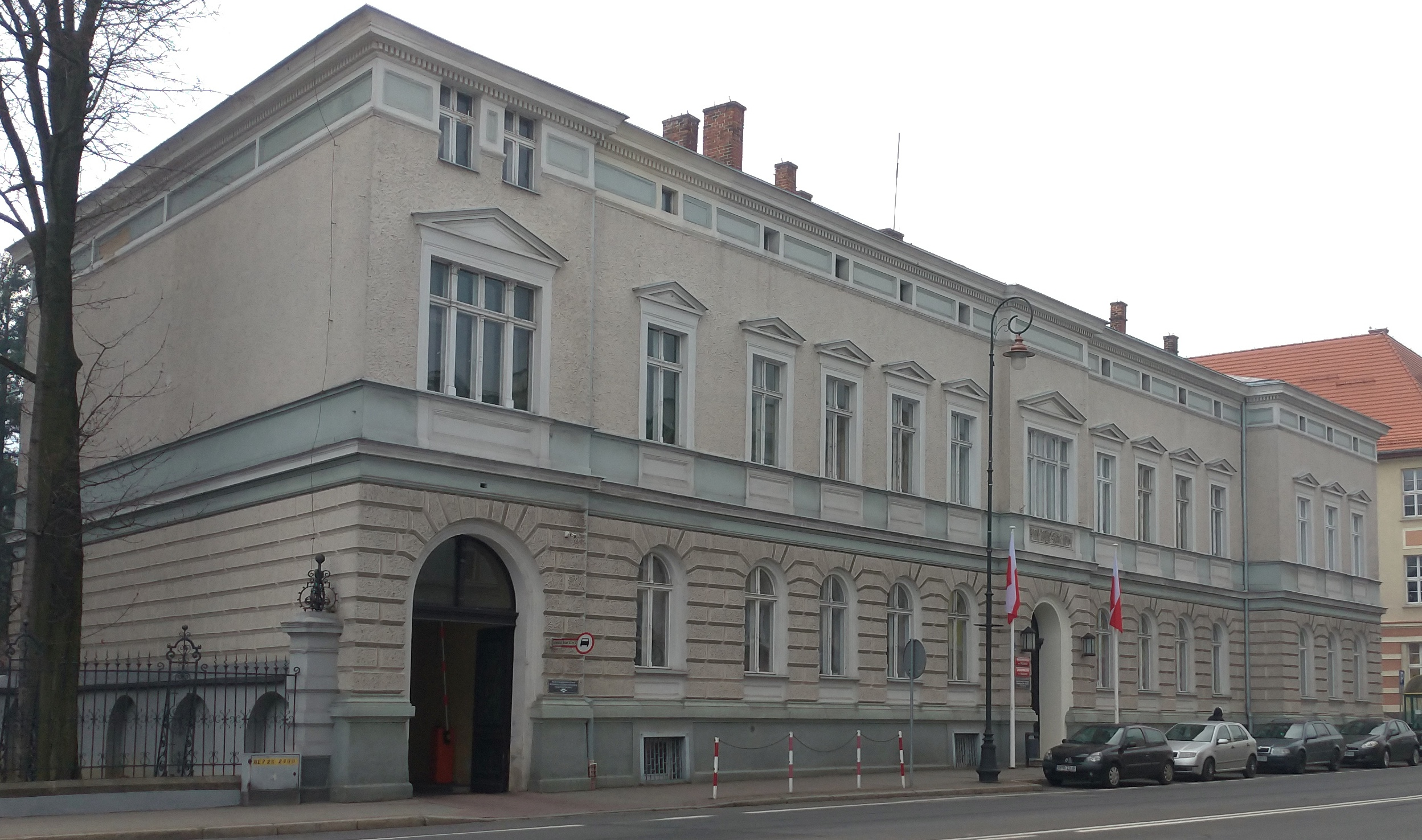
Urząd Miejski

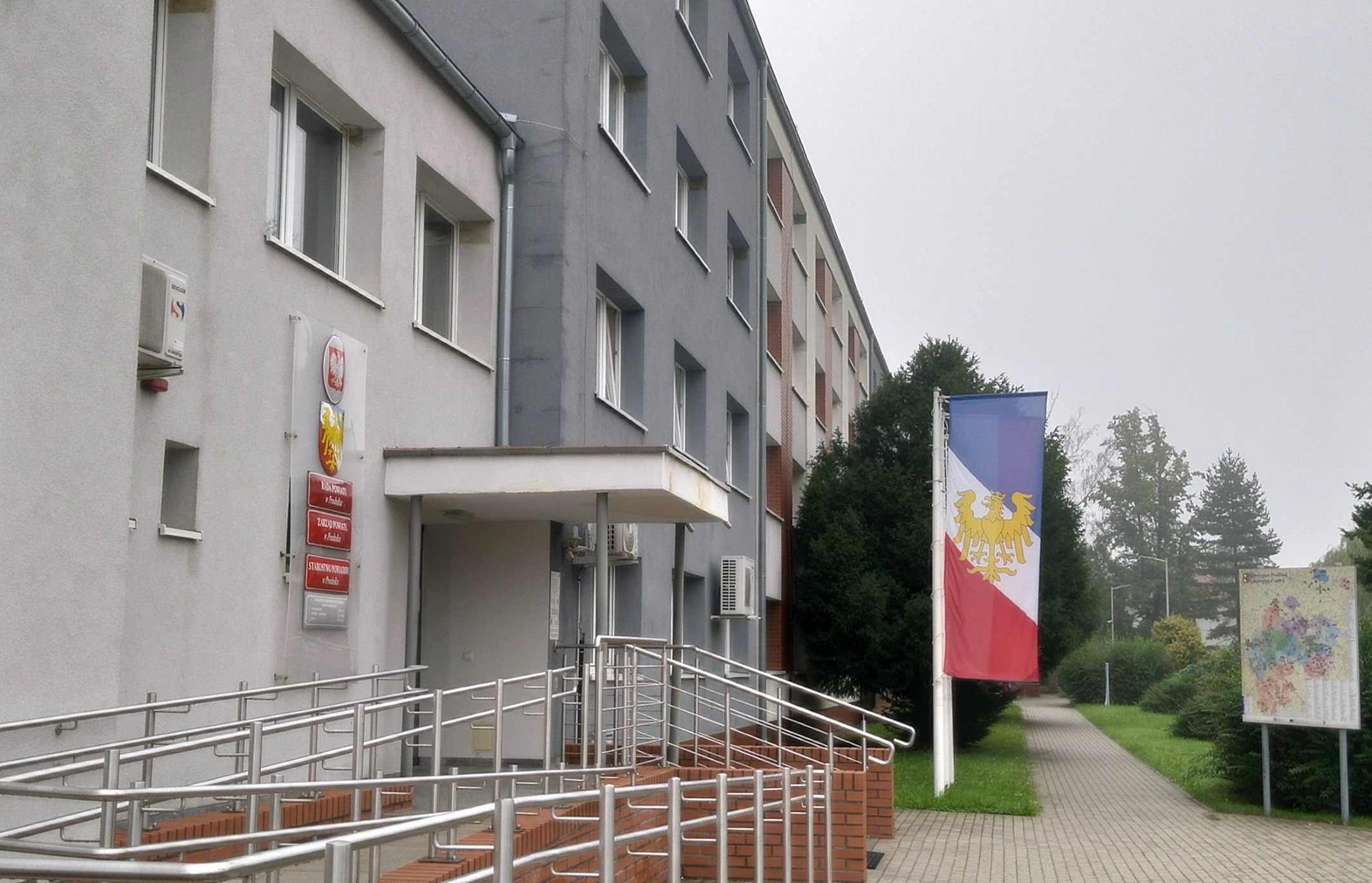
Starostwo Powiatowe

Miasto jest siedzibą gminy miejsko-wiejskiej. Organem wykonawczym jest burmistrz. W wyborach samorządowych w 2018 na urząd został wybrany Grzegorz Zawiślak, zaprzysiężony na urząd 20 listopada 2018. Siedzibą władz jest Urząd Miejski przy ul. Kościuszki 3. W mieście, przy ul. Kościuszki 76, znajduje się starostwo powiatu prudnickiego.
W ratuszu mieści się Urząd stanu cywilnego, Gminny Zarząd Oświaty i Wychowania, a także Biuro Euroregionu Pradziad.

### Rada Miejska
Mieszkańcy Prudnika wybierają do swojej Rady Miejskiej 16 radnych (16 z 21). Pozostałych 5 radnych wybierają mieszkańcy terenów wiejskich gminy Prudnik.

Liczba radnych poszczególnych ugrupowań w Radzie Miejskiej w latach 1990–2028:
| Lp. | Ugrupowanie                                                 | Kadencja  | Kadencja  | Kadencja  | Kadencja  | Kadencja  | Kadencja  | Kadencja  | Kadencja  | Kadencja  |
| Lp. | Ugrupowanie                                                 | 1990–1994 | 1994–1998 | 1998–2002 | 2002–2006 | 2006–2010 | 2010–2014 | 2014–2018 | 2018–2024 | 2024–2029 |
| --- | ----------------------------------------------------------- | --------- | --------- | --------- | --------- | --------- | --------- | --------- | --------- | --------- |
| 1   | Akcja Wyborcza Solidarność                                  | –         | –         | 10        | –         | –         | –         | –         | –         | –         |
| 2   | Forum Samorządowe                                           | –         | –         | 3         | –         | –         | –         | –         | –         | –         |
| 3   | Forum Samorządowe Plus                                      | –         | –         | –         | –         | –         | 1         | –         | –         | –         |
| 4   | Forum Samorządowe Powiatu Prudnickiego                      | –         | –         | –         | 4         | 5         | –         | –         | –         | –         |
| 5   | Koalicja Obywatelska                                        | –         | –         | –         | –         | –         | –         | –         | 6         | –         |
| 6   | Komitet Obywatelski „Solidarność”                           | 25        | –         | –         | –         | –         | –         | –         | –         | –         |
| 7   | Liga Polskich Rodzin                                        | –         | –         | –         | 2         | –         | –         | –         | –         | –         |
| 8   | Nasza Ziemia                                                | –         | –         | –         | 3         | 1         | 5         | 4         | 2         | –         |
| 9   | Niezależna Prawica                                          | –         | –         | –         | –         | –         | 3         | –         | –         | –         |
| 10  | Niezależni                                                  | –         | –         | –         | –         | –         | –         | 4         | –         | –         |
| 11  | Niezależni Razem                                            | –         | –         | –         | –         | –         | –         | 3         | –         | –         |
| 12  | Platforma Obywatelska                                       | –         | –         | –         | –         | 6         | 8         | 6         | –         | –         |
| 13  | Platforma PL2050 Ludowcy Lewica P.Prudnik                   | –         | –         | –         | –         | –         | –         | –         | –         | 8         |
| 14  | Polskie Stronnictwo Ludowe                                  | –         | 2         | –         | –         | 3         | –         | 2         | –         | –         |
| 15  | Porozumienie Samorządowe                                    | –         | –         | –         | –         | –         | –         | –         | –         | 4         |
| 16  | Prawo i Sprawiedliwość                                      | –         | –         | –         | –         | 5         | 4         | 2         | 9         | 5         |
| 17  | Prudnicki Blok Centroprawicowy                              | –         | 2         | –         | –         | –         | –         | –         | –         | –         |
| 18  | Prudniczanie                                                | –         | –         | –         | –         | –         | –         | –         | 4         | –         |
| 19  | Przymierze Społeczne                                        | –         | –         | 1         | –         | –         | –         | –         | –         | –         |
| 20  | Ruch Samorządności                                          | –         | –         | 2         | –         | –         | –         | –         | –         | –         |
| 21  | Samoobrona Rzeczpospolitej Polskiej                         | –         | –         | –         | 1         | –         | –         | –         | –         | –         |
| 22  | Sojusz Lewicy Demokratycznej                                | –         | 6         | 9         | 7         | 1         | –         | –         | –         | –         |
| 23  | Stowarzyszenie Rodzin i Przyjaciół Dzieci Niepełnosprawnych | –         | 1         | –         | –         | –         | –         | –         | –         | –         |
| 24  | Stowarzyszenie Rozwój Ziemi Prudnickiej                     | –         | 2         | –         | –         | –         | –         | –         | –         | –         |
| 25  | Stronnictwo Demokratyczne                                   | –         | 1         | –         | –         | –         | –         | –         | –         | –         |
| 26  | Tak! Dla Ziemi Prudnickiej                                  | –         | –         | –         | –         | –         | –         | –         | –         | 4         |
| 27  | Tylko Razem                                                 | –         | –         | –         | 4         | –         | –         | –         | –         | –         |
| 28  | Unia Wolności                                               | –         | 8         | 2         | –         | –         | –         | –         | –         | –         |
| 29  | radni niezależni                                            | 2         | 6         | –         | –         | –         | –         | –         | –         | –         |

### Wybory i referenda

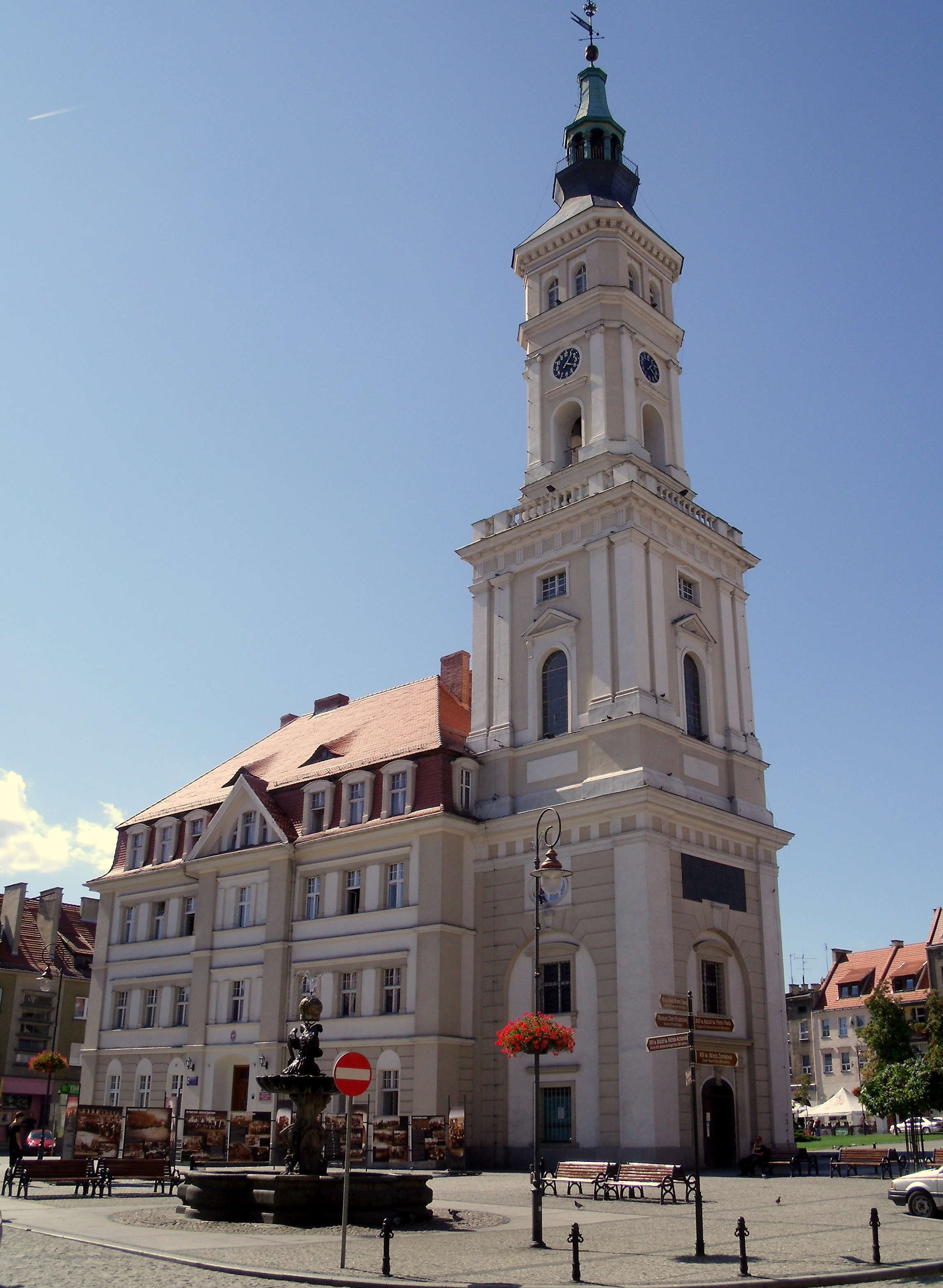
Ratusz

Mieszkańcy Prudnika wybierają parlamentarzystów do Sejmu z okręgu wyborczego nr 21, a do Senatu z okręgu wyborczego nr 51, zaś posłów do Parlamentu Europejskiego z okręgu wyborczego nr 12. Miasto podzielone jest na 18 Obwodowych Komisji Wyborczych (w tym 14 stałych).
W referendum w 2003 mieszkańcy Prudnika opowiedzieli się za przystąpieniem Polski do Unii Europejskiej.
W wyborach parlamentarnych do Sejmu w 2005, 2007 i 2011 w mieście wygrała Platforma Obywatelska. W 2015 i 2019 w Prudniku zwyciężyło Prawo i Sprawiedliwość. W 2023 łącznie większość głosów zdobyły partie: Koalicja Obywatelska, Trzecia Droga, Nowa Lewica.
W wyborach prezydenckich w 1990 i 1995 mieszkańcy Prudnika opowiedzieli się za Lechem Wałęsą, w 2000 za Aleksandrem Kwaśniewskim, w 2005 za Donaldem Tuskiem, w 2010 za Bronisławem Komorowskim, w 2015 i 2020 za Andrzejem Dudą, a w 2025 za Rafałem Trzaskowskim.
Biura poselskie bądź senatorskie w Prudniku posiadali parlamentarzyści Platformy Obywatelskiej: Janina Okrągły, Leszek Korzeniowski, Tomasz Kostuś; Prawa i Sprawiedliwości: Jerzy Czerwiński, Katarzyna Czochara, Marcin Ociepa; Sojuszu Lewicy Demokratycznej: Lidia Geringer de Oedenberg.

### Budżet miasta
| Budżet miasta Prudnika | Budżet miasta Prudnika | Budżet miasta Prudnika |
| Lp.                    | Rok                    | Budżet                 |
| ---------------------- | ---------------------- | ---------------------- |
| 1                      | 2010                   | 85,1 mln zł.           |
| 2                      | 2011                   | 85,4 mln zł.           |
| 3                      | 2012                   | 80,6 mln zł.           |
| 4                      | 2013                   | 74,7 mln zł.           |
| 5                      | 2014                   | 77,0 mln zł.           |
| 6                      | 2015                   | 81,3 mln zł.           |
| 8                      | 2016                   | 95,2 mln zł.           |
| 9                      | 2017                   | 102,0 mln zł.          |

## Lista burmistrzów Prudnika
Pierwszą siedzibą burmistrzów prudnickich był ratusz w centrum Rynku. W 1896 wzniesiono nowy gmach Urzędu Miejskiego przy miejscowym rynku, rozebrany w latach 50.–60. XX wieku. Od tej pory siedzibą burmistrzów jest Urząd Miejski przy ul. Kościuszki 3.

### Burmistrzowie i zarządcy przed 1809
- Lorenz Schneider (1402)[427]
- Fabian Pantel (1557)[428]
- Maciej Bilicer (1599–1615)[429]
- Treptow (1629)[430]
- Abraham Tanner von Löwental (1690, 1696)[431]
- Hoffmann (1728)[432]
- Johann D’Auxelles (1744)[433]
- Johann Schwechten (1775)[434]

### Czasy niemieckie[435]
- Emanuel Weidinger (1809–1816)
- Karl Diebiutsch (1816)
- Gottfried Schultze (1816–1821)
- Karl von Adlersfeld (1821–1833)
- Julius Richter (1833–1837)
- Josef Spillmann (1837–1842)
- Eduard Kutzen (1842–1847)
- Johann Memler (1847–1849)
- Emanuel Bock (1849–1852)
- Paul Bielau (1852–1862)
- Eduard Diebitsch (1863)
- Josef Kammler (1863–1876)
- Heinrich Engel (1876–1904)
- Heinrich Metzner (1904–1909)
- Paul Lange (1909–1920)
- Robert Rathmann (1920–1934)
- Felix Scholz (1934–1945) (NSDAP)

### Rzeczpospolita PolskaiPRL
- Antoni Błaszczyński (1945)[132][436]
- Franciszek Sowiński (1945–1946)[132]
- Edward Nowak (1947–?)
- w latach 1950–1973 władzę sprawował przewodniczący Prezydium Miejskiej Rady Narodowej
- w latach 1973–1990 władzę sprawował naczelnik miasta:
  - Józef Zamojski (1973)[437]
  - Marian Stradel (1973–1975)[438]
  - Alojzy Kanik (1975–?)[439]
  - Tadeusz Balcerkowski (1980–1990)

### III Rzeczpospolita
- Tadeusz Balcerkowski (1990)
- Jan Roszkowski (1990–1998) (KO „Solidarność”)
- Zenon Kowalczyk (1998–2006) (SLD)
- Franciszek Fejdych (2006–2018) (PO)
- Grzegorz Zawiślak (od 2018) (Porozumienie Samorządowe)

## Współpraca międzynarodowa

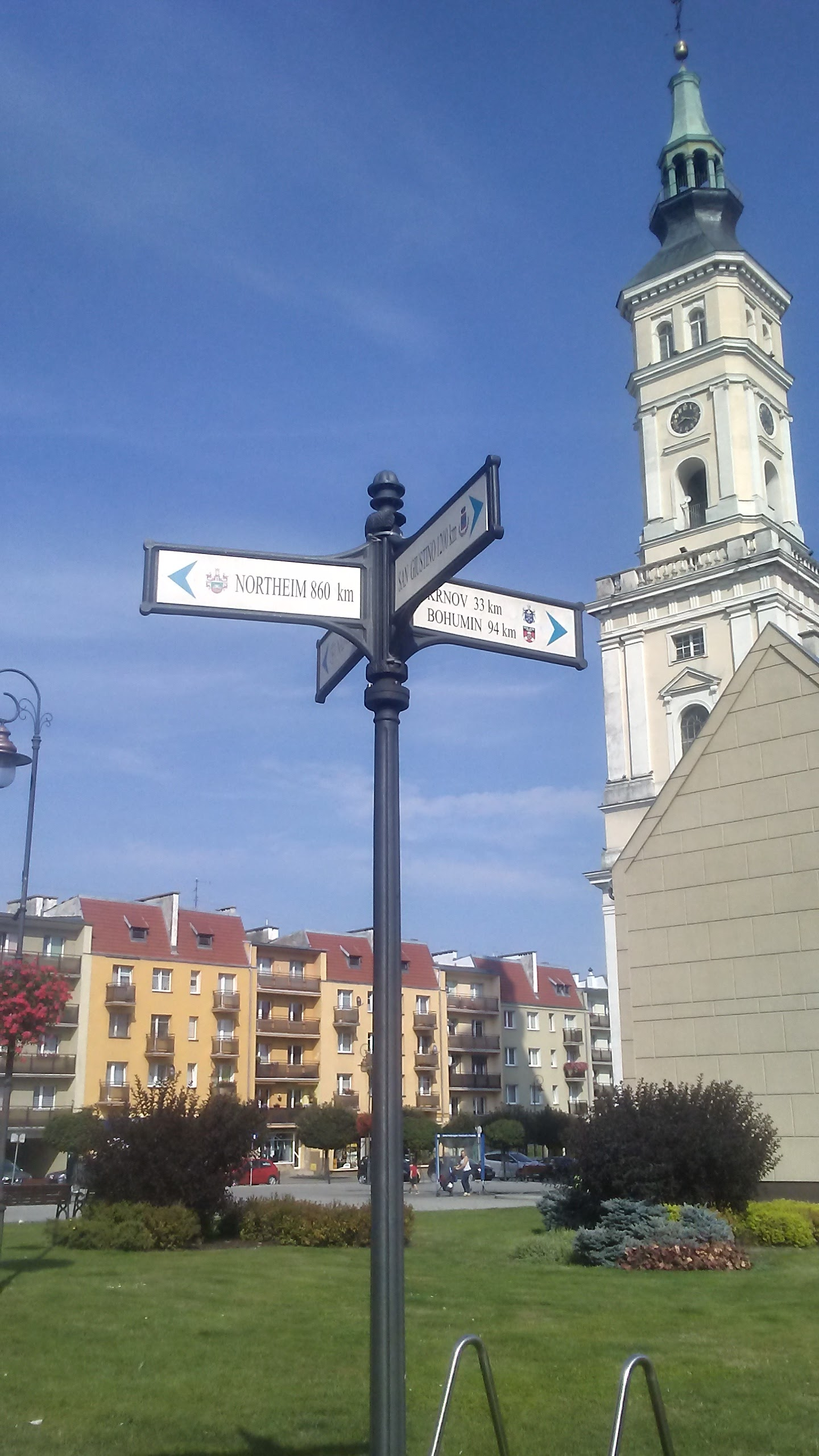
Drogowskaz z miastami partnerskimi Prudnika

Współpraca zagraniczna Prudnika obejmuje przede wszystkim płaszczyznę kulturalną, oświatową, naukową, gospodarczą czy sportową ze swoimi miastami partnerskimi, z którymi podpisano umowę o współpracy oraz z miastami zaprzyjaźnionymi.
| Miasto                  | Kraj    | Data podpisania umowy |
| ----------------------- | ------- | --------------------- |
| Northeim                | Niemcy  | 26 marca 1990         |
| Bogumin (Bohumín)       | Czechy  | 17 czerwca 2000       |
| Nadwórna (Nadwirna)     | Ukraina | 17 czerwca 2000       |
| Karniów / Krnów (Krnov) | Czechy  | 15 stycznia 2002      |
| San Giustino            | Włochy  | 12 kwietnia 2002      |

Ponadto, miastem zaprzyjaźnionym z Prudnikiem jest Racibórz.

## Turystyka

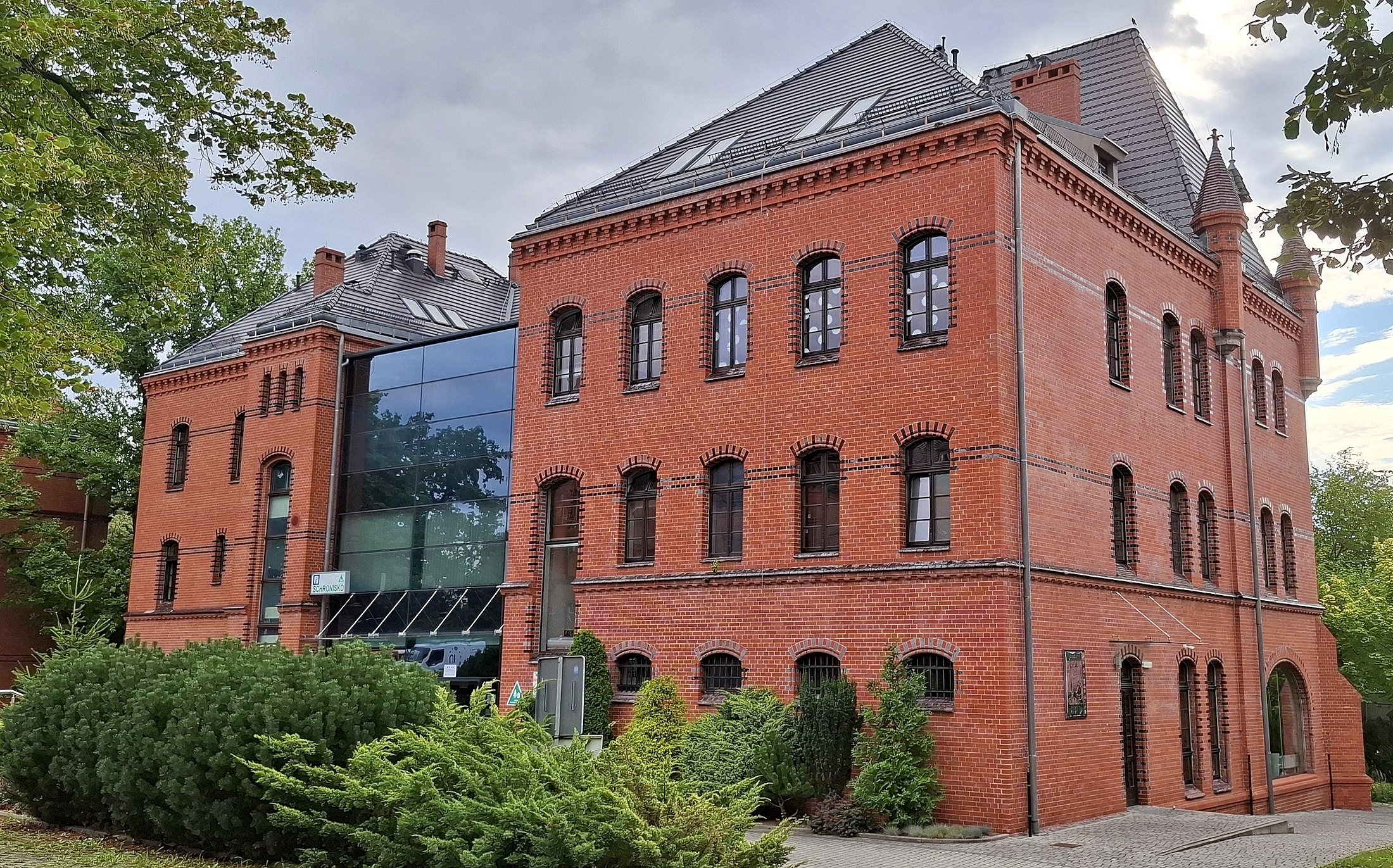
Schronisko „Dąbrówka”

Prudnik jest jednym z miast o największych walorach turystycznych w województwie opolskim. Posiada rozwiniętą turystykę, jednak nie jest to typowo turystyczne miasto. Jest tu dobrze rozwinięta baza noclegowa i gastronomiczna. Położenie miasta sprawia, że stanowi ono bazę wypadową na polsko-czeskim pograniczu. Tutaj zaczyna się, ciągnący się przez całe Sudety (do Świeradowa-Zdroju) Główny Szlak Sudecki im. Mieczysława Orłowicza – jedna z dwóch najważniejszych oznakowanych tras pieszych w polskich górach. Ze względu na kolarskie tradycje Prudnika (miejsce pochodzenia Stanisława Szozdy i Franciszka Surmińskiego), szczególną rolę w turystyce miasta odgrywa turystyka rowerowa. W lipcu 2010 w Prudniku obchodzony był VI Europejski Tydzień Turystyki Rowerowej, w którym wzięło udział 605 rowerzystów z całej Europy. Prudnik jest jedną z najczęściej odwiedzanych miejscowości w Górach Opawskich. Sanktuarium św. Józefa w Prudniku-Lesie – miejsce internowania prymasa Stefana Wyszyńskiego – jest ważnym centrum pielgrzymkowym. Oprócz Polaków, Prudnik odwiedzają też turyści z Czech i Niemiec, przez co w mieście można znaleźć trójjęzyczne tablice informacyjne.
W mieście ma swoją siedzibę Oddział PTTK „Sudetów Wschodnich”, który m.in. przyznaje turystyczną Odznakę Krajoznawczą Ziemi Prudnickiej za zwiedzenie odpowiedniej liczby obiektów w miejscowościach położonych na ziemi prudnickiej. Urząd Miejski w Prudniku jest członkiem Opolskiej Regionalnej Organizacji Turystycznej. W schronisku „Dąbrówka” znajduje się certyfikowany punkt informacji turystycznej.

### Szlaki turystyczne

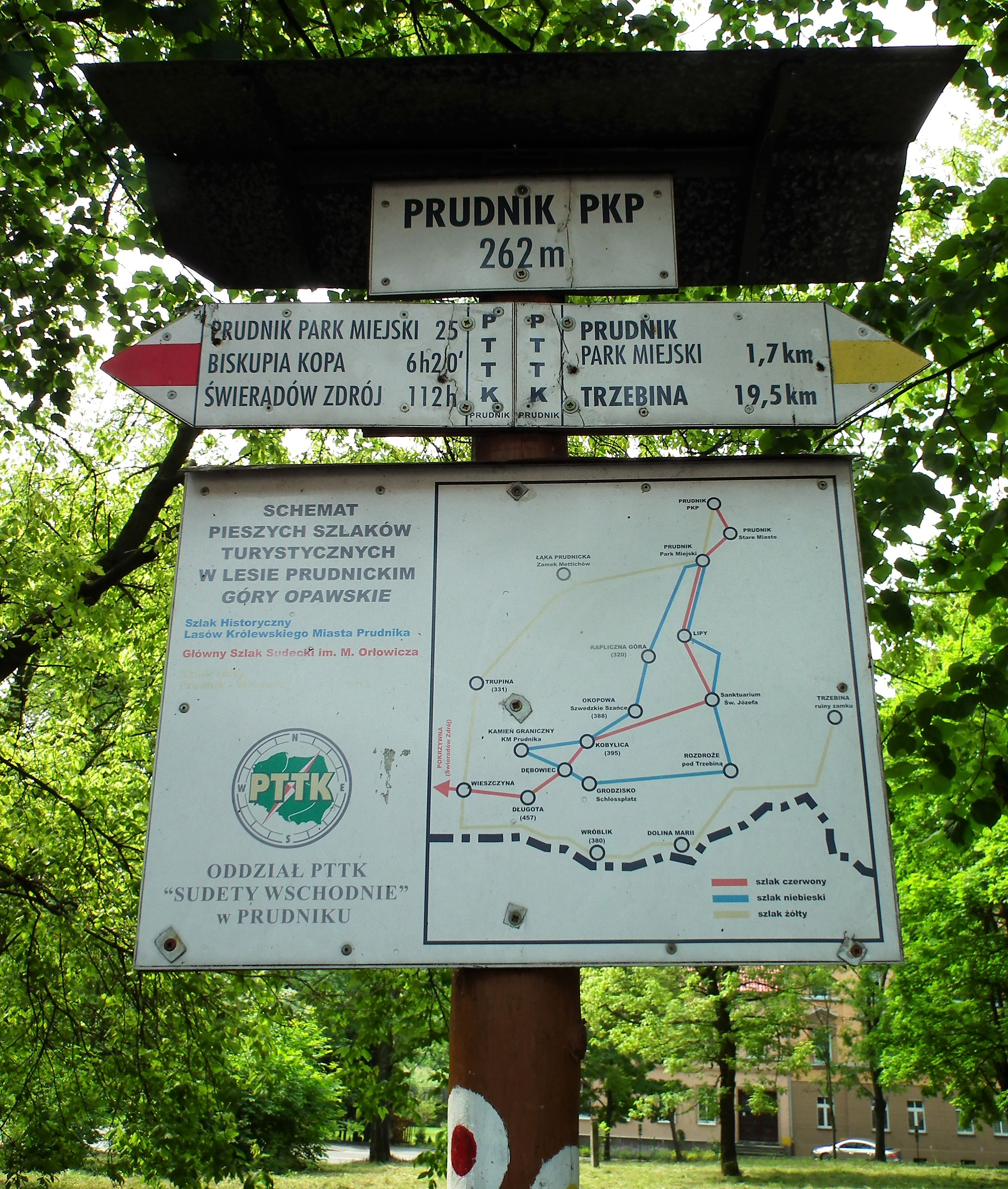
Schemat pieszych szlaków turystycznych w Lesie Prudnickim

Przez Prudnik prowadzą szlaki turystyczne:
- Główny Szlak Sudecki im. Mieczysława Orłowicza (440 km): Prudnik – Świeradów-Zdrój
- Szlak Historyczny Lasów Królewskiego Miasta Prudnik (17,5 km): Park Miejski w Prudniku – stare dęby w Prudniku – Kapliczna Góra – Kobylica – Dębowiec – rozdroże pod Trzebiną – sanktuarium św. Józefa w Prudniku–Lesie – Prudnik–Lipy – Park Miejski w Prudniku
- Prudnik – Wieszczyna – Trzebina (19,5 km): Prudnik (stacja kolejowa) – Łąka Prudnicka – Trupina – Wieszczyna – Trzebina
- Ścieżka spacerowa „Od Jana Pawła II do Stefana Wyszyńskiego” (5,3 km): kościół Miłosierdzia Bożego w Prudniku – Czyżykowa Góra – sanktuarium św. Józefa w Prudniku–Lesie
- Ścieżka dydaktyczna „Las Prudnicki” (7 km): ul. Dąbrowskiego w Prudniku – stare dęby w Prudniku – Kobylica – sanktuarium św. Józefa w Prudniku–Lesie – ul. Dąbrowskiego w Prudniku

### Szlaki rowerowe
Przez Prudnik prowadzą szlaki rowerowe:
- Turystyczna trasa rowerowa Gór Opawskich (40 km): Prudnik – sanktuarium św. Józefa w Prudniku–Lesie – Chocim – Dębowiec – Wieszczyna – Pokrzywna – Jarnołtówek – Konradów – Głuchołazy – Gierałcice – Biskupów – Burgrabice – Sławniowice
- Trasa rowerowa PTTK nr 60-c: Prudnik – Prudnik, Osiedle Tysiąclecia – Lipno – Prudnik-Las – Dębowiec – Pokrzywna – Jarnołtówek – Konradów – Głuchołazy – Kolonia Jagiellońska – Gierałcice – Biskupów – Burgrabice – Kijów – Gościce
- Wokół Lasu Prudnickiego – Pętla I (20 km): Prudnik – Łąka Prudnicka – Moszczanka – Wieszczyna – Dębowiec – Prudnik
- Wokół Lasu Prudnickiego – Pętla II (13,5 km): Prudnik – sanktuarium św. Józefa w Prudniku–Lesie – rozdroże pod Trzebiną – Dębowiec – Prudnik
- Prudnik – Pokrzywna (10 km): Prudnik – Łąka Prudnicka – Moszczanka – Pokrzywna
- Prudnik – Jindřichov (10 km): Prudnik – Dębowiec – granica państwa (PL-CZ) – Jindřichov
- Via Montana (9 km): Prudnik – Dębowiec – Wieszczyna – Jindřichov
- Śladami Kardynała Stefana Wyszyńskiego (3 km): Park Miejski w Prudniku – Prudnik–Lipy – sanktuarium św. Józefa w Prudniku–Lesie
- Trasa rowerowa PTTK nr 266-z: Lubrza – Olszynka – Laskowice – Dytmarów-Stacja – Dytmarów – Krzyżkowice – góra Kłobuczek – Trzebina – Prudnik-Las – Trzebina – Skrzypiec – Jasiona – Lubrza
- Ścieżka rowerowa z Prudnika do Mosznej: Prudnik – Lubrza – Dobroszewice – Biała – Krobusz – Moszna – Zielina[293]

### Szlaki konne
Prudnik zalicza się do największych ośrodków jeździeckich w województwie opolskim. Przez obszar Prudnika przebiega wyznaczony jeden szlak konny:
- (11 km): biegnie przez Las Prudnicki między Moszczanką a Kozią Górą

### Baza noclegowa

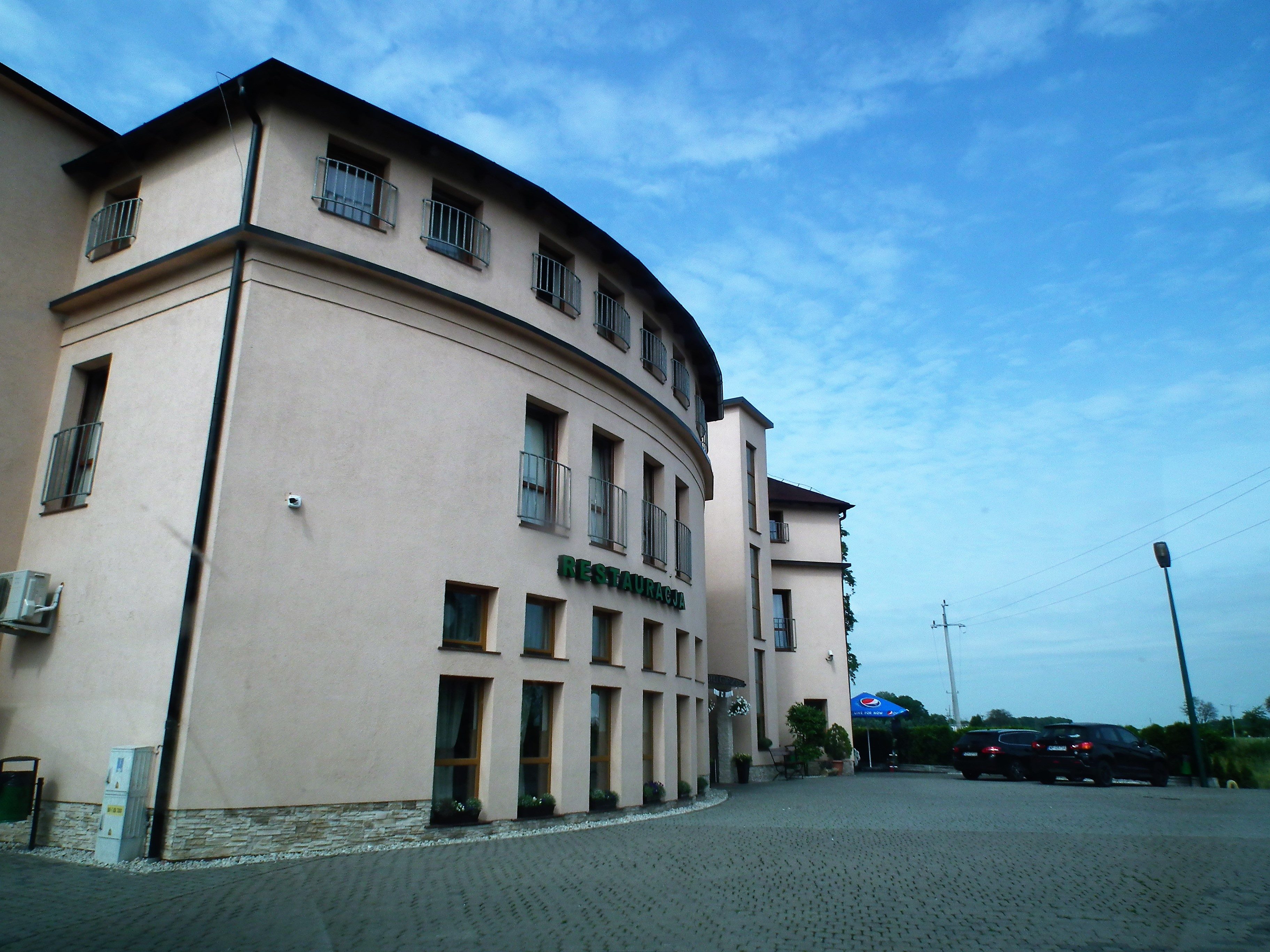
Hotel „Oaza”

W Prudniku znajdują się 2 hotele trzygwiazdkowe („Olimp” i „Oaza”), a także całoroczne schronisko turystyczne „Dąbrówka”.

### Punkty widokowe

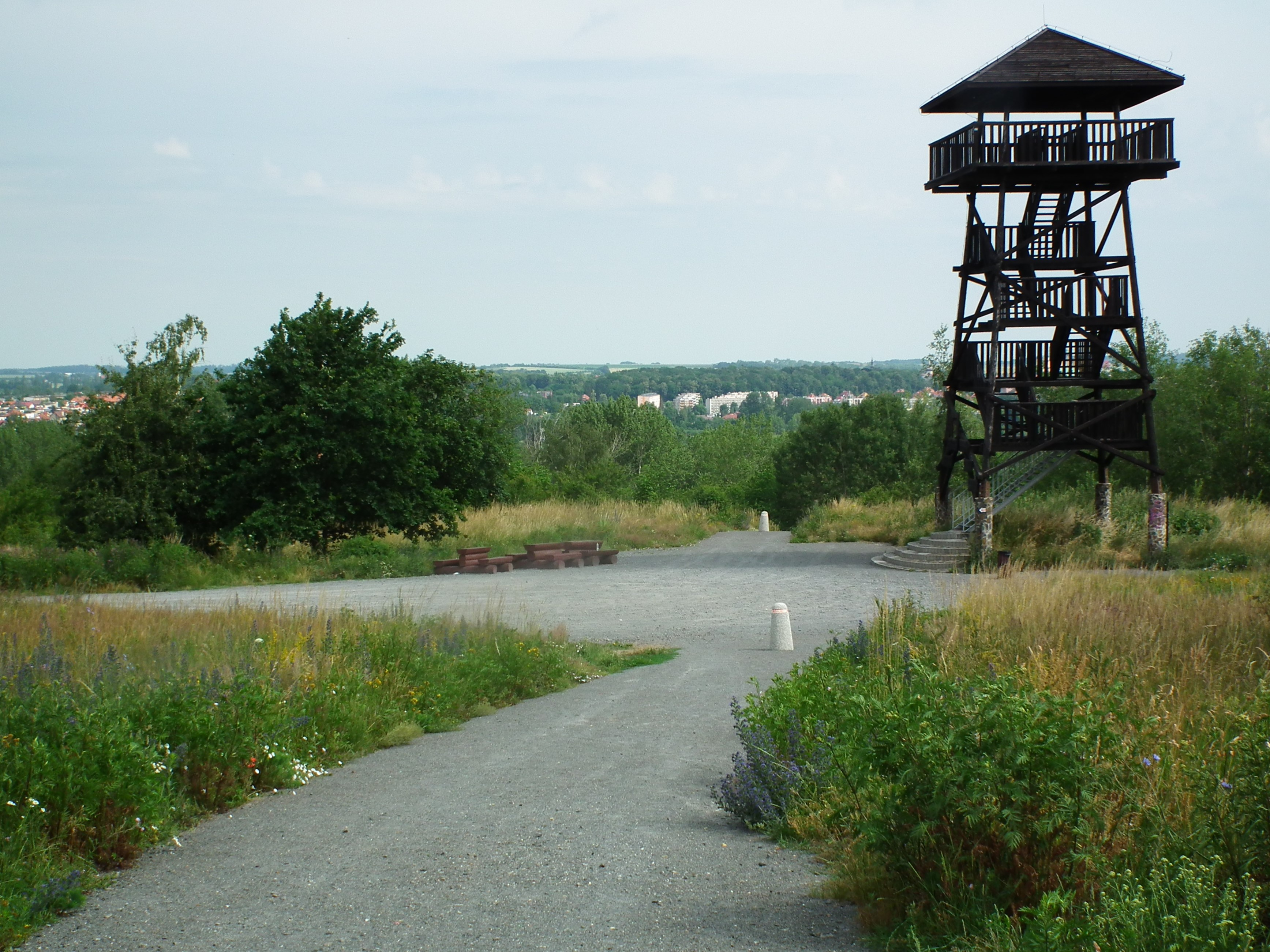
Wieża widokowa na Koziej Górze

- Wieża Woka – pozostałość po XIII-wiecznym zamku, najstarsza prywatna budowla obronna na terenie Polski. Po gruntownym odrestaurowaniu w 2009 pełni rolę punktu widokowego. Liczy 41 m wysokości, rozpościera się z niej widok na panoramę Prudnika i Gór Opawskich.
- Wieża Katowska – jedna z pozostałości po XV-wiecznych murach miejskich, wchodzi w skład tzw. „Arsenału”, czyli siedziby głównej Muzeum Ziemi Prudnickiej. Po rewitalizacji 2014 pełni rolę punktu widokowego. Na jej szczycie znajduje się taras widokowy, z którego można oglądać panoramę Prudnika[460].
- wieża widokowa na Koziej Górze – dostępna całorocznie drewniana wieża widokowa na Koziej Górze, ok. 3 km na południe od centrum Prudnika, w pobliżu sanktuarium św. Józefa. Otwarta w 2009, ma 15 m wysokości, przy czym górny taras widokowy znajduje się na wysokości 11 m. Z najwyższego tarasu rozciąga się widok na Góry Opawskie (masyw Biskupiej Kopy i Srebrnej Kopy), Prudnik, a przy dobrej widoczności na Górę Świętej Anny. Pod wieżą znajdują się stoliki z ławkami[461].
- platforma widokowa przy stawach paciorkowych – drewniana platforma widokowa nad ostatnim z pięciu stawów paciorkowych na południu miasta. Niecki służą dłuższemu utrzymaniu wody w lokalnym środowisku przyrodniczym. Z platformy roztacza się widok na Prudnik[24].
- platforma widokowa na Czyżykowej Górze – drewniana platforma widokowa postawiona w najwyższym punkcie alei w kompleksie ogrodów działkowych na Czyżykowej Górze między ul. Łuczniczą a Wiejską. Powstała w kwietniu 2015 w ramach ścieżki spacerowej PTTK „Od Jana Pawła II do Stefana Wyszyńskiego”. Z platformy rozpościera się widok na Prudnik[462].
- trzy platformy widokowe przy ścieżce pieszo-rowerowej wokół stawu przy ul. Poniatowskiego, zbudowane w 2018[463].

Wieże widokowe w Prudniku wchodzą w skład programu turystycznego Wieże Pogranicza, który ma zachęcić turystów do odwiedzenia punktów widokowych i poznawania atrakcji pogranicza polsko-czeskiego w Górach Opawskich i Jesionikach. Ponadto, w północnej części miasta znajduje się prywatna wieża widokowa przy hotelu, a w pobliskiej Wieszczynie dostępna całorocznie wieża widokowa wybudowana w 2009 w ogrodzie schroniska młodzieżowego, z widokiem na masyw Biskupiej Kopy i Srebrnej Kopy, podobna do wieży na Koziej Górze.

## Służba zdrowia

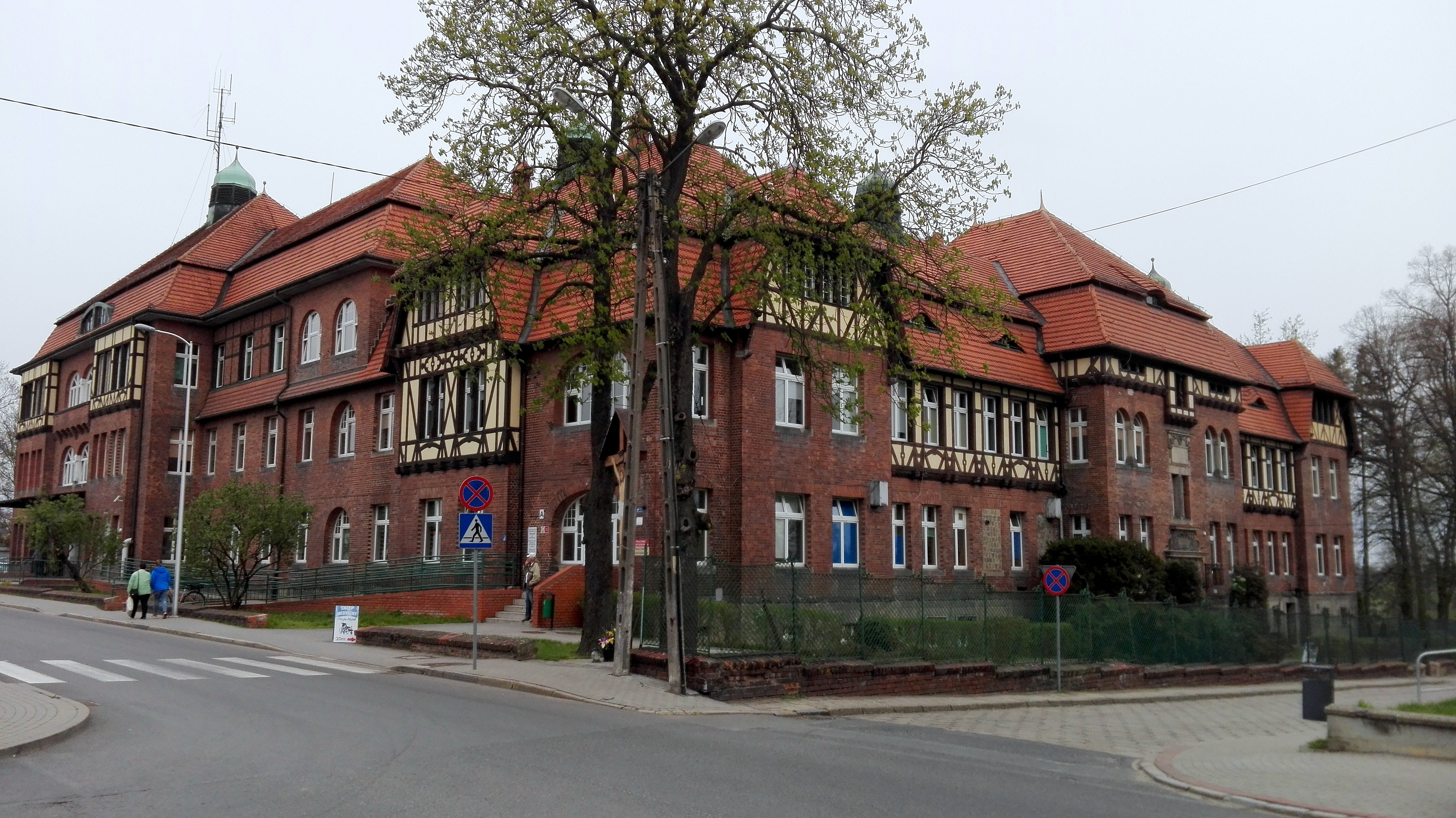
Szpital w Prudniku

- Szpital – Prudnickie Centrum Medyczne (ul. Piastowska 64)
  - zespoły specjalistyczny i podstawowy ratownictwa medycznego[466]
- Przychodnia Lekarska „Medicus” (ul. Kościuszki 15)
  - Poradnia Medycyny Rodzinnej (ul. Koziołka 9)
- Przychodnia Lekarska „Optima Medycyna” (ul. Nyska 1, ul. Ogrodowa 2A)

## Służby mundurowe

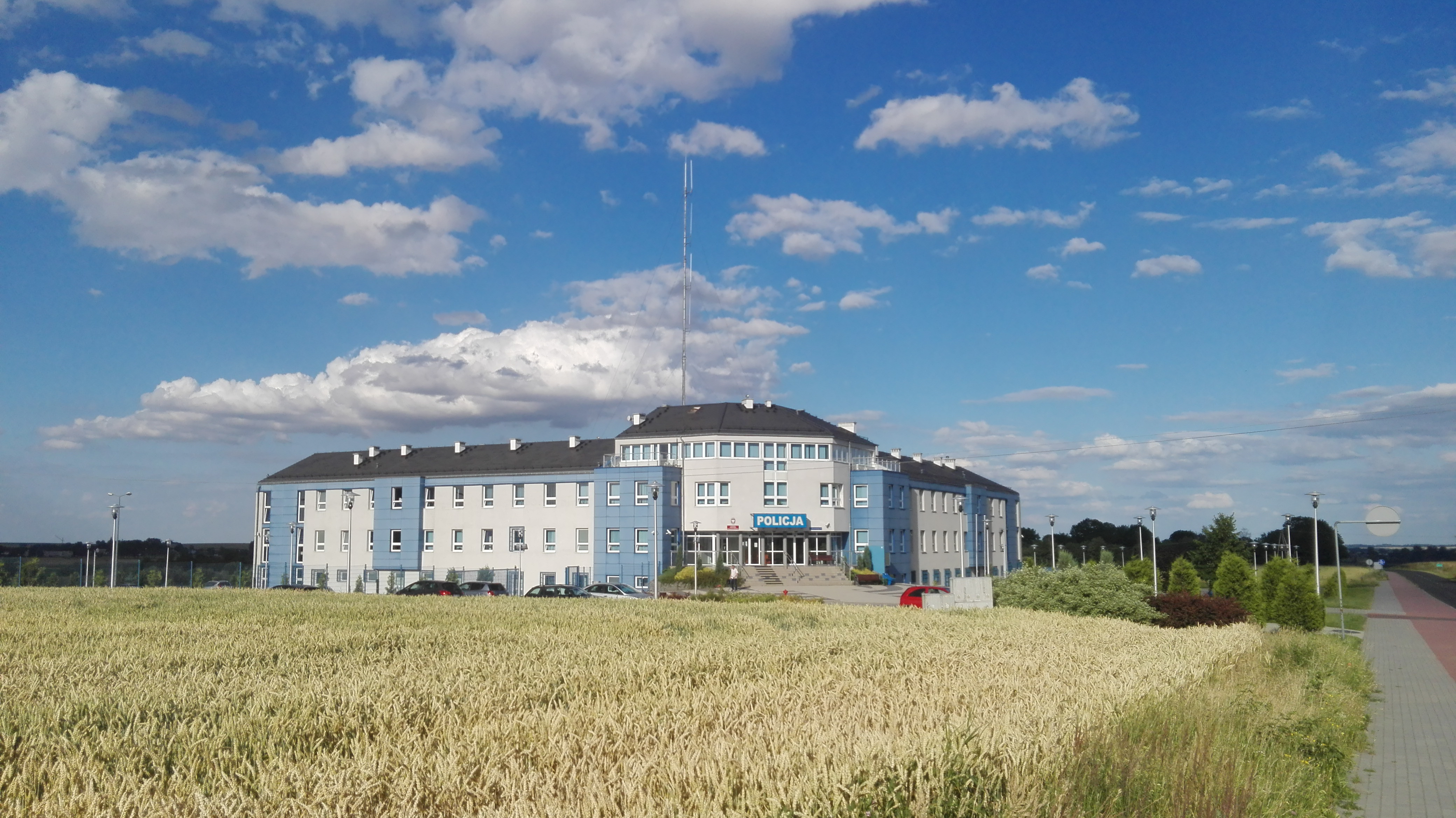
Komenda Policji w Prudniku

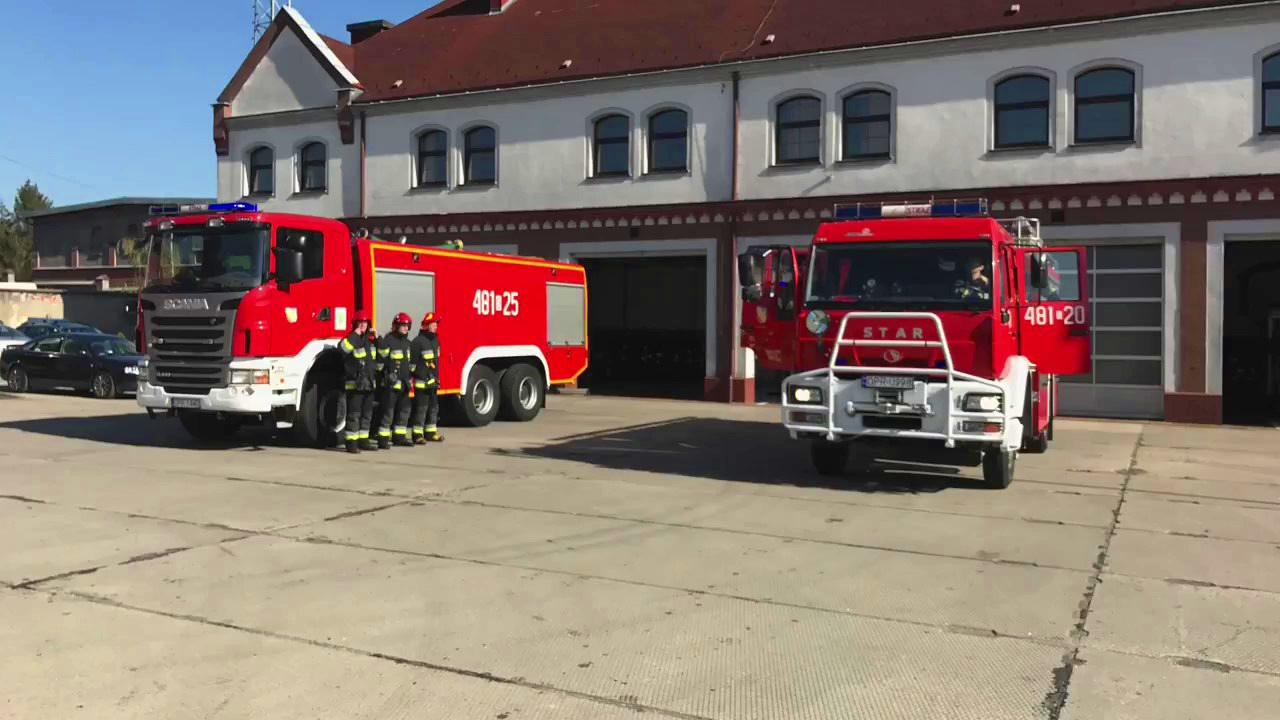
Jednostka Ratowniczo-Gaśnicza

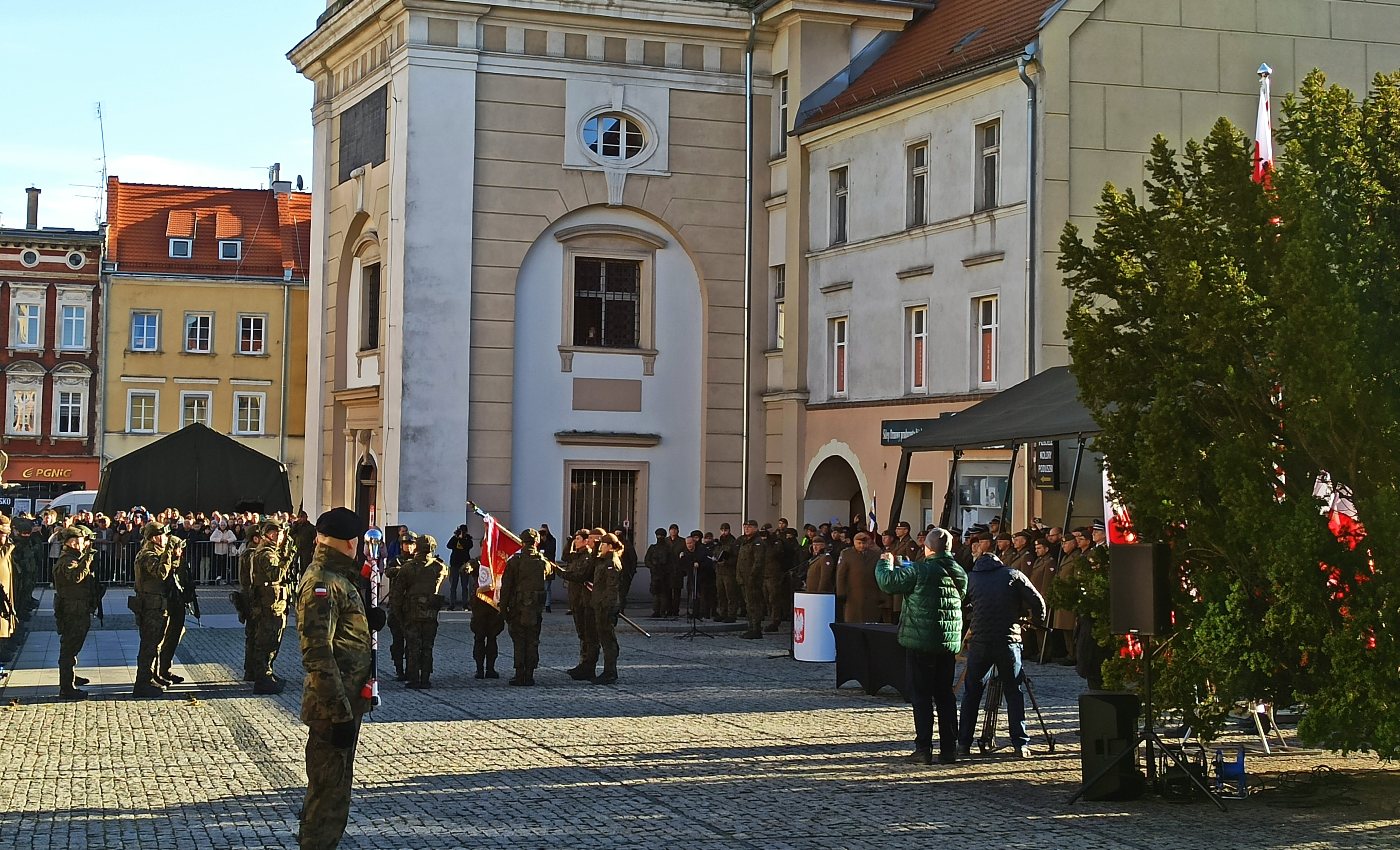
Przysięga wojskowa żołnierzy 13 Śląskiej Brygady Obrony Terytorialnej na Rynku w Prudniku

- Policja – Komenda Powiatowa Policji w Prudniku (ul. Skowrońskiego 39)
- Areszt Śledczy – przeznaczony dla mężczyzn. Obsługuje sądy i prokuratury w Prudniku i Nysie. W jego skład wchodzi też oddział zakładu karnego typu zamkniętego dla mężczyzn recydywistów penitencjarnych.
- Straż pożarna – Komenda Powiatowa Państwowej Straży Pożarnej w Prudniku (ul. Legionów 12A)
  - Jednostka Ratowniczo-Gaśnicza w Prudniku
- Służba wojskowa – garnizon prudnicki został zlikwidowany 10 maja 1994[467]. W Prudniku stacjonowały m.in. oddziały niemieckie: 4 Pułk Huzarów im. von Schilla (1 Śląski), 6 Pułk Huzarów im. Hrabiego Goetzena (2 Śląski), 57 Pułk Artylerii Polowej (2 Górnośląski); i polskie: 48 Komenda Odcinka Prudnik, 71 Batalion Ochrony Pogranicza, 15 Pułk KBW Ziemi Opolskiej, 45 Batalion WOP, 15 Pułk Wojsk Obrony Wewnętrznej, 28 Rezerwowa Dywizja Zmechanizowana. W 2024 na czas usuwania skutków powodzi w okolicy miasta, w Prudniku stacjonowali żołnierze 18 Dywizji Zmechanizowanej[468]. W tymże roku w Prudniku odbyła się przysięga żołnierzy 172 batalionu lekkiej piechoty 13 Śląskiej Brygady Obrony Terytorialnej[469]. Przez miasto przejeżdżają wojskowe transporty kolejowe na bocznicy między składem militarnym w lesie koło Strzeleczek a Prudnikiem i dalej w kierunku Nysy lub Kędzierzyna-Koźla[266].

Teren miasta, jak i całej gminy Prudnik, położony jest w strefie nadgranicznej w związku z czym Straż Graniczna dysponuje, na tym obszarze, specjalnymi kompetencjami w zakresie bezpieczeństwa. Gminę Prudnik obejmuje zasięgiem służbowym placówka Straży Granicznej w Opolu ze Śląskiego Oddziału SG.

## Ludzie związani z Prudnikiem

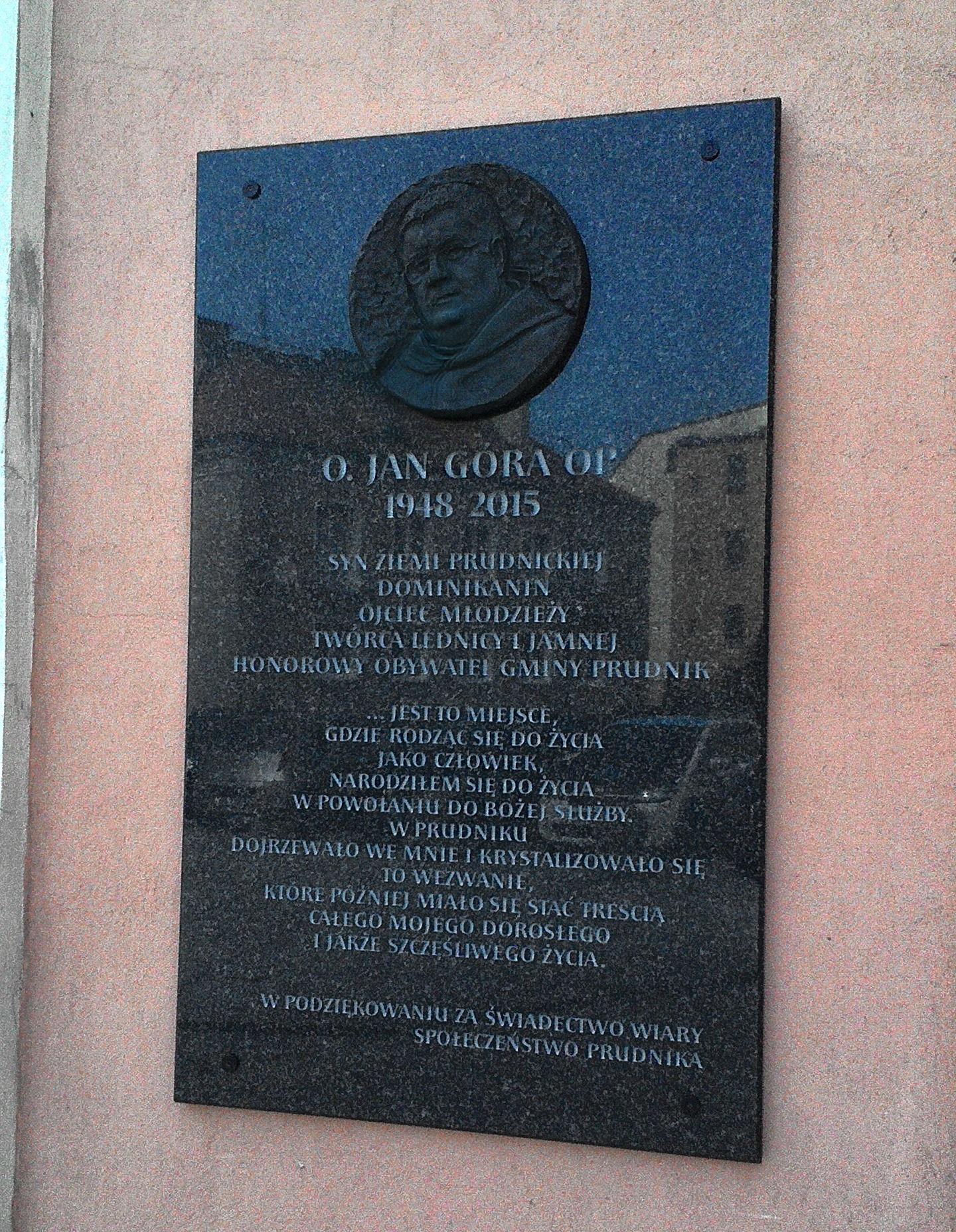
Tablica upamiętniająca Jana Górę

Szczególną rolę w rozwoju miasta odegrała rodzina żydowskich fabrykantów Fränklów i Pinkusów. W Prudniku mieszkał Paul Ehrlich, laureat Nagrody Nobla w dziedzinie fizjologii lub medycyny za rok 1908, medalista mistrzostw świata w kolarstwie Stanisław Szozda, generał Kazimierz Raszewski, prymas Polski Stefan Wyszyński, mistrzyni świata w łucznictwie Jadwiga Wilejto, pisarz Harry Thürk, filmowiec Andrzej Barszczyński, działacz narodowy Filip Robota, żołnierka Waleria Nabzdyk, aktor Krzysztof Pieczyński i „Sprawiedliwy wśród Narodów Świata” Albert Battel. Urodzili się tu m.in.: wojenny gubernator Paryża Dietrich von Choltitz, odkrywca laseczek zgorzeli gazowej Eugen Fraenkel, kompozytor Matthäus Apelt, założyciel Lednicy 2000 Jan Góra, humanista renesansowy Mikołaj Henel, narzeczona Franza Kafki Felice Bauer, profesor sztuk plastycznych Andrzej Klimczak-Dobrzaniecki, profesor nauk biologicznych Bogusław Pawłowski, piosenkarz Jarosław Wasik, aktorka Aleksandra Konieczna, as lotnictwa Cesarstwa Niemieckiego Kurt Wintgens, mistrzyni Europy w łucznictwie Karolina Farasiewicz, generałowie Adam Świerkocz i Grzegorz Kaliciak, a także współzałożycielka zakonu Elżbietanek Klara Wolff.

### Honorowi Obywatele Miasta
Czasy niemieckie
- Bonawentura Menzel[472]
- Samuel Fränkel
- Hermann Fränkel
- Henryk Engel (1903)
- Josef Pinkus (1906)
- Max Pinkus (1927)
- Konrad Habel (1929)

Czasy polskie
- Kim Łożkin (1969)[473]
- Waleria Nabzdyk[474]
- Jan Góra (2008)[475]
- Antoni Dudek (2009)[476]
- Jadwiga Wilejto (2009)[477]
- Franciszek Surmiński (2020)[478]
- Grzegorz Kaliciak (2020)[479]
- Daniela Długosz-Penca (2022)[480]

### Zasłużeni dla Miasta i Gminy Prudnik
Odznaka honorowa „Zasłużony dla Miasta i Gminy Prudnik” została ustanowiona Uchwałą Rady Miejskiej Nr XLV/375/1998 z dnia 26 marca 1998. Jest ona przyznawana osobom, instytucjom, organizacjom społecznych, gospodarczych i politycznych jako wyraz uznania i wdzięczności za zasługi dla miasta i gminy Prudnik.
| Osoby wyróżnione - Jerzy Seńczuk (2000) - Jan Dolny (2001) - Elżbieta Zagłoba-Zygler (2004) - Zbigniew Zagłoba-Zygler (2004) - Józef Michalczewski (2004) - Jan Trybuła (2005) - Krystian Czaja (2008) - Franciszek Surmiński (2009) - Jan Roszkowski (2010) - Zenon Kowalczyk (2010) - Stanisław Szozda (2010) - Renat Refcio (2012) - Daniela Długosz-Penca (2012) - Urszula Rzepiela (2012) - Stanisław Jurecki (2014) - Andrzej Dereń (2014) - Maciej Dahms (2019) |  | Instytucje wyróżnione - miasto Northeim (2000) - Bank Spółdzielczy w Prudniku (2000) - PTTK „Sudetów Wschodnich” (2004) - Podokręg Związku Piłki Nożnej w Prudniku (2005) - MKS Pogoń Prudnik (2005) - Klasztor franciszkanów w Prudniku-Lesie (2006) - Spółdzielnia „Pionier” (2006) - Orkiestra Dęta z Rudziczki (2008) - Spółdzielnia Mieszkaniowa w Prudniku (2008) - Oddział Zarządu Regionu Śląska Opolskiego NSZZ „Solidarność” w Prudniku (2008) - Tygodnik Prudnicki (2015) - Turystyczny Klub Motorowy „Zryw” (2016) - Zespół Szkół Medycznych im. Janusza Korczaka (2017) |

## Wyróżnienia
- Tytuł „Symbol Polskiej Samorządności 2017” (przyznany przez redakcję „Dziennika Gazety Prawnej” i „Rzeczpospolitej” 24 listopada 2017)[507].